# الحياة البرية في إيران
الحياة البرية في إيران تشتمل الحياة البرية في جمهورية إيران على النباتات والحيوانات وموائلها الطبيعية. وأحد أشهر أعضاء الحياة البرية في إيران هو الفهد الآسيوي المهدد بالإنقراض  والاسم العلمي له هو (أسينونيكس جوباتوس فيناتيكوس). وتتواجد الفهود الآسيوية حالياً في جمهورية إيران فقط، بعد أن كانت واسعة الإنتشار في أرجاء الشرق الأوسط. وبسبب موقع إيران الجغرافي وتنوع تضاريسها الأرضية ومعالمها الطبيعية والمناخية مع إمتلاكها لمصادر مائية عظيمة متمثلة في بحر قزوين في الشمال والخليج العربي وبحر عمان في الجنوب، تُعتبَر من البلدان الغنية بأنواع الكائنات الحية. وتشير أحدث التقارير والإحصائيات إلى وجود 1140 نوعاً من الحيوانات بما فيها الثدييات والطيور والزواحف والبرمائيات وأسماك المياه الداخلية في الأنظمة البيئية على اليابسة تم التعرف عليها إلى اللآن، بالإضافة إلى 650 نوعاً من الأسماك البحرية.
كما وتتميز الحياة البرية في جمهورية إيران بتنوعها الكبير وذلك بسبب ضمها مختلف أنواع وأصناف النباتات والحيوانات، اذ أن إيران بمناخها المتنوع تشتمل على أنواع مختلفة من الغابات والبيئات الطبيعية، فمن الغابات ذات الرطوبة العالية على سواحل بحر قزوين إلى الغابات المتأقلمة مع جفاف الطبيعة في جبال كردستان وزاغروس وخراسان إلى منابت الأعشاب والنباتات الشوكية والشجيرات شبه الصحراوية التي تنمو في البوادي، ناهيك عن الغابات المحاذية للخليج العربي وانتشار النباتات المتأقلمة مع التربة المالحة في المناطق الوسطى والجنوبية من إيران.

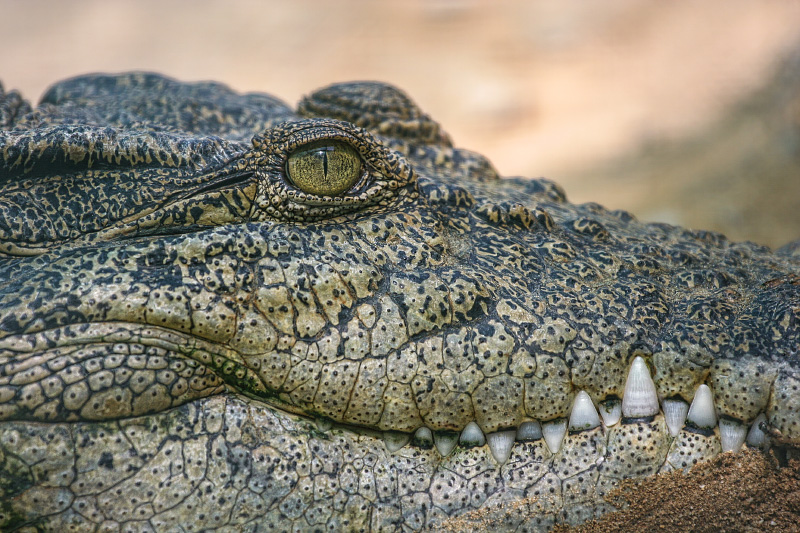
التماسيح في جزيرة قشم الإيرانية على الخليج العربي

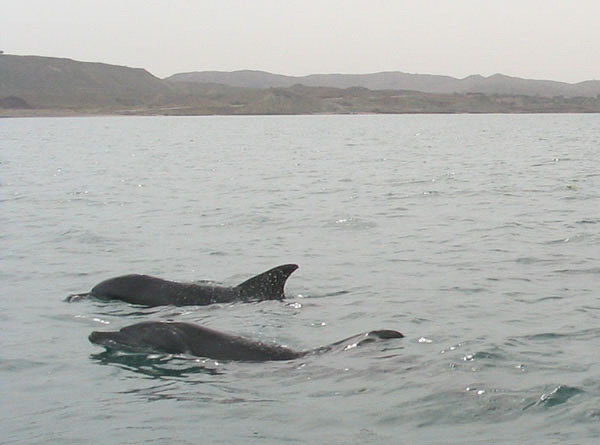
الدلافين الإيرانية في جزيرة هنكام

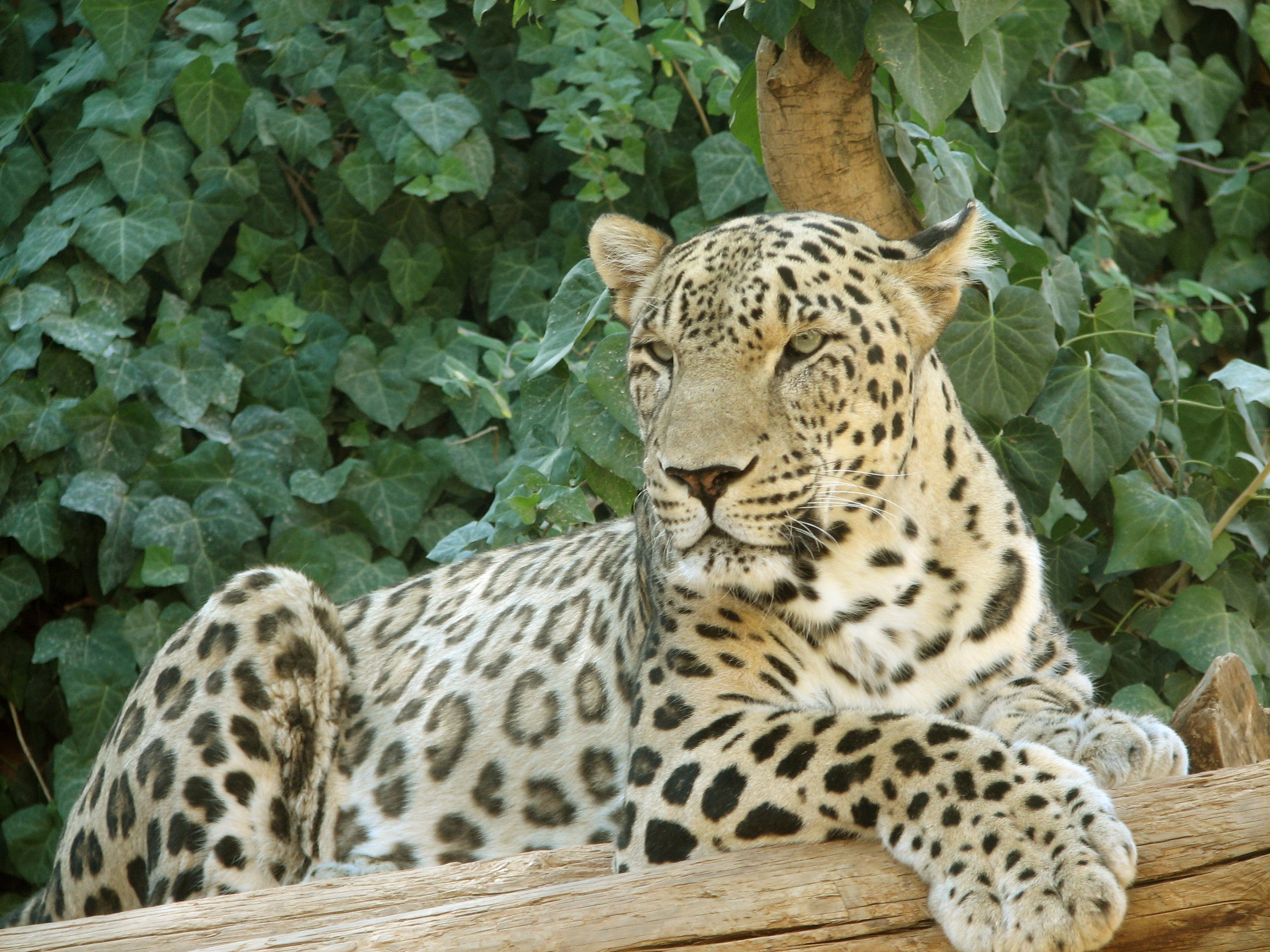
النمر الفارسي أحد أهم الحيوانات البرية في جمهورية إيران

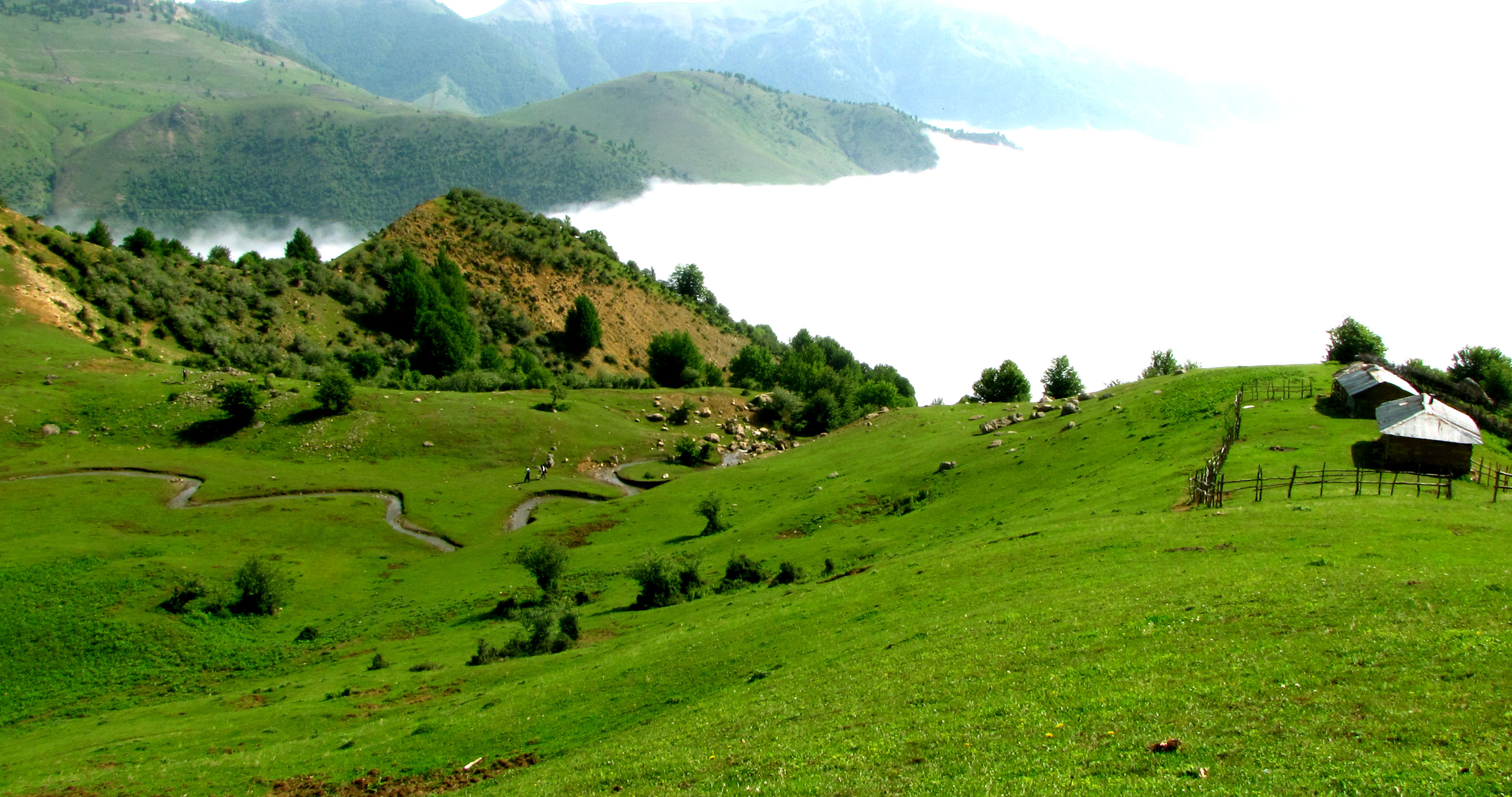
الطبيعة في ماكلوان، كيلان

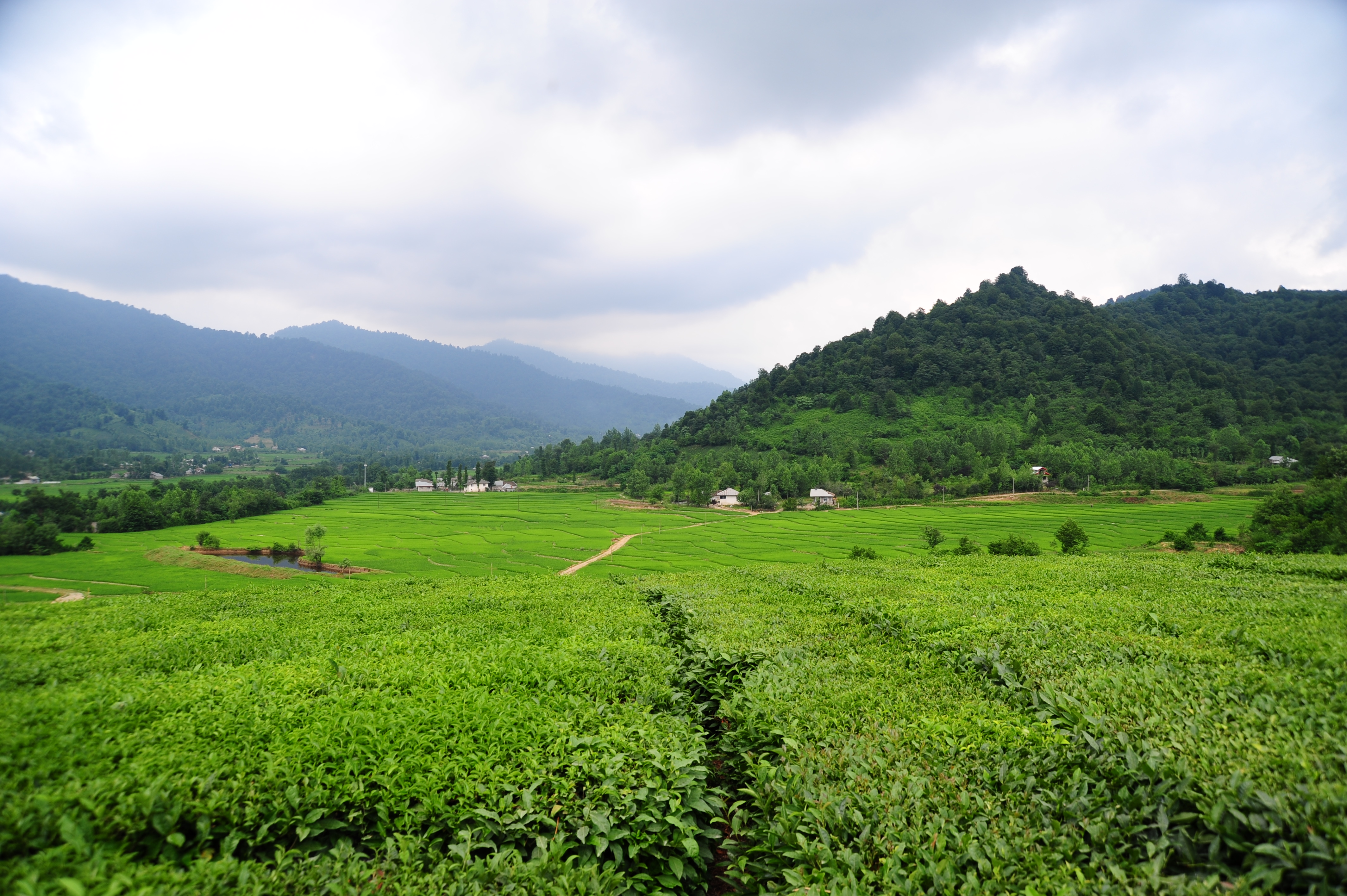
طبيعة أطراف ماكلوان

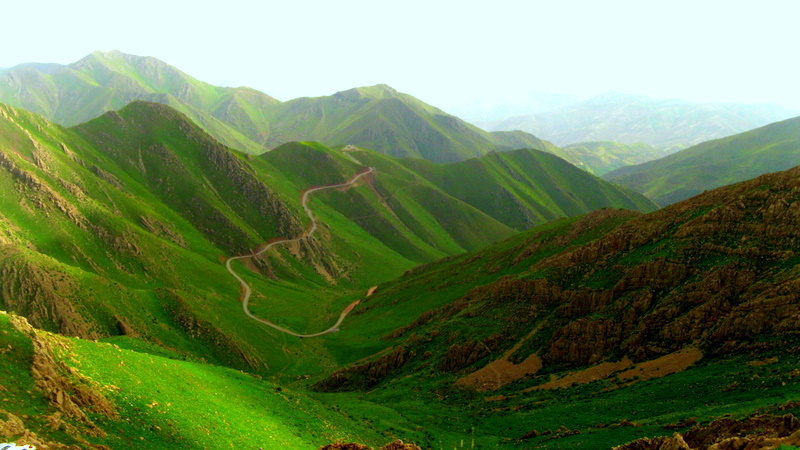
الطبيعة في كرمانشاه

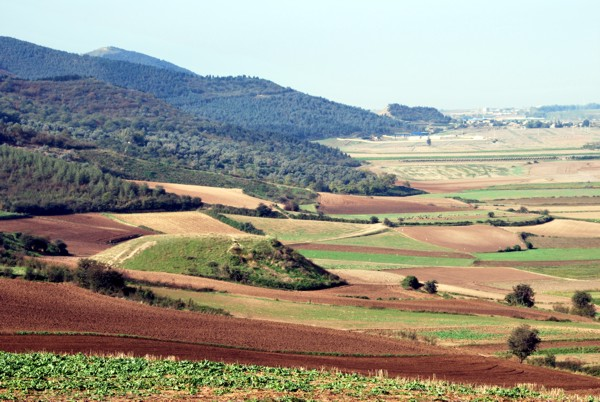
براري إيران، محافظة غلستان

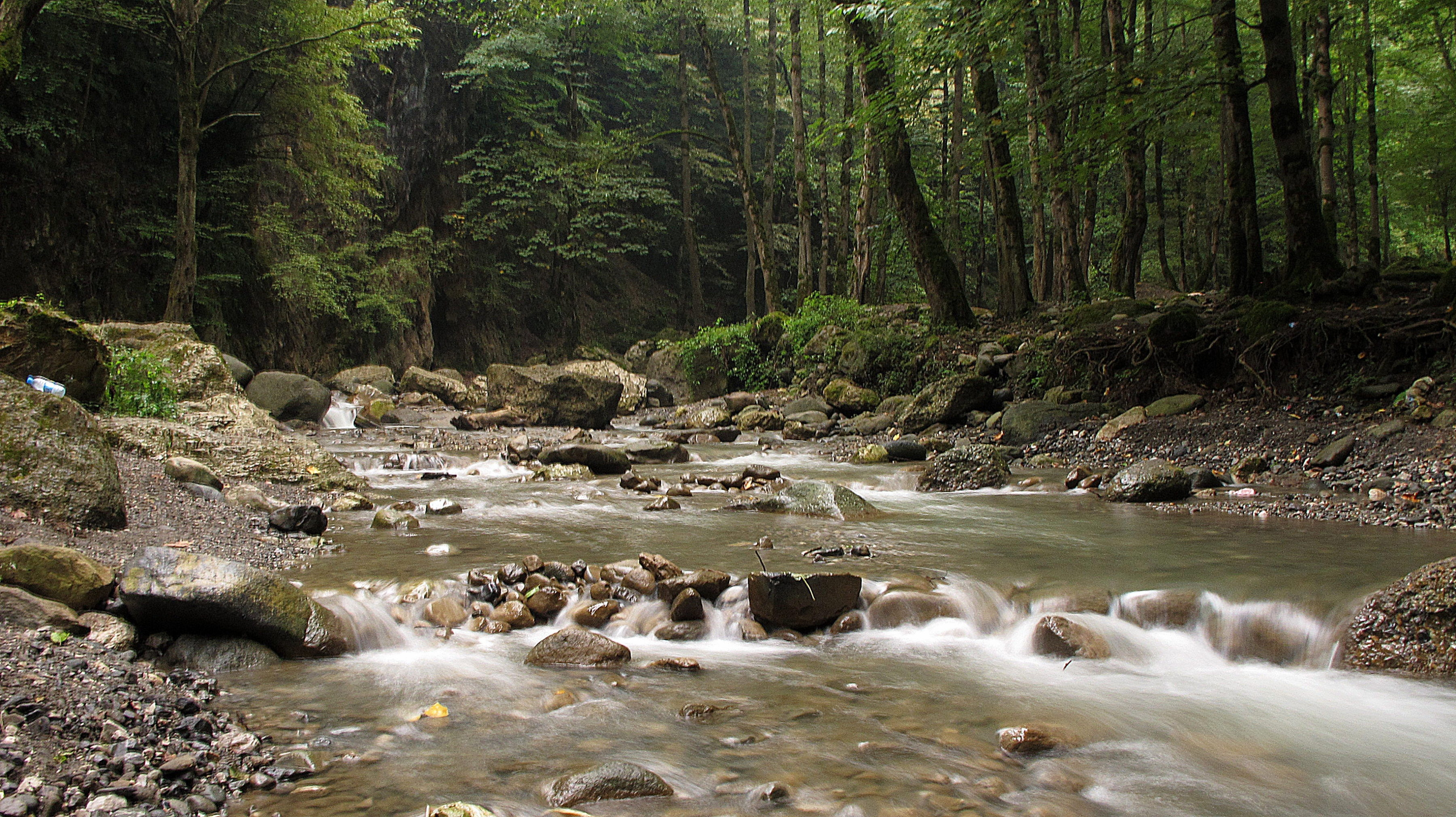
غابات مازندران

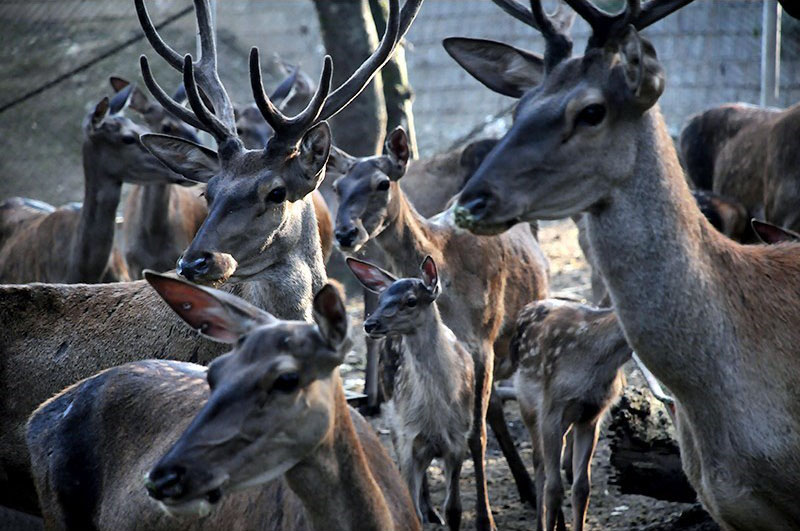
محمية مارال للحيوانات، إيران، مازندران

## الأوضاع الجغرافية الطبيعية
ان موقع جمهورية إيران الطبيعي يشكل أقصى امتداد للقسم الشرقي الصحراوي الجاف والقليل المياه لنطاق المناخ شبه المداري لغربي آسيا. وتُعَد إستمراراً للهضاب القليلة الرطوبة والأمطار التي تهطل في الشتاء والربيع فقط على الأطراف الهامشية لتلك الهضبات التي يرتفع بينها عدد من السلاسل على شكل جزر جبلية. وتحيط بها من الجنوب والشمال والغرب سلاسل عالية. وتتركز الزراعة المروية والبعلية في الواحات الممتدة على شكل شرائط في مناطق أقدام الجبال، وفي المنخفضات الواقعة بين الجبال (أو الأحواض البينية). أما بقية المساحات من الأراضي فتُستَخدَم مراعٍٍ. ومن الطبيعي أن تكون الجبال الهامشية أكثر رطوبة من منطقة الهضاب المركزية. ويستر هذه الجبال غطاء من الأعشاب السهبية، أما السفوح الشمالية المتجهة نحو بحر قزوين فتغطيها الغابات.

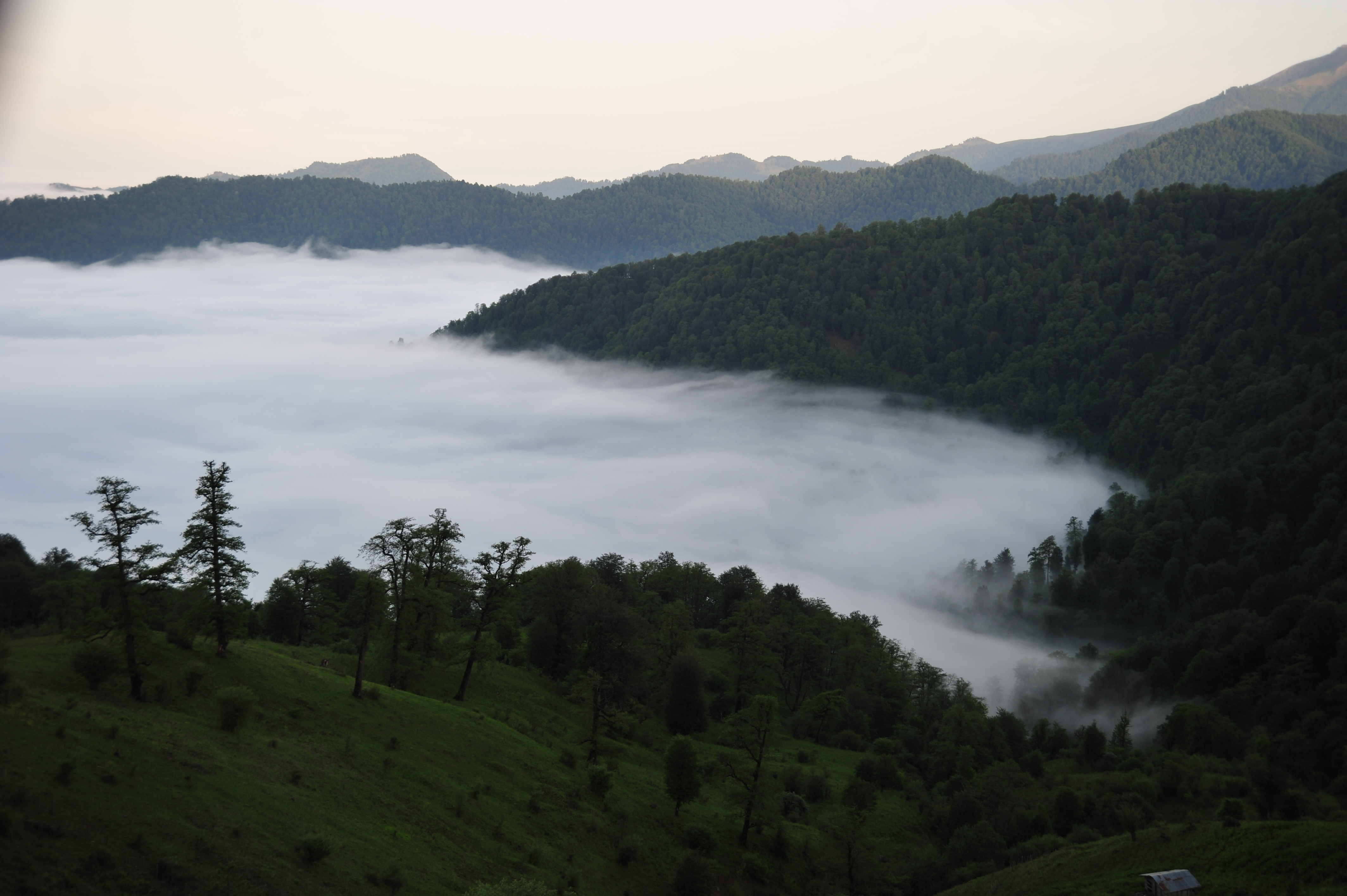
ماسولة، رودخان

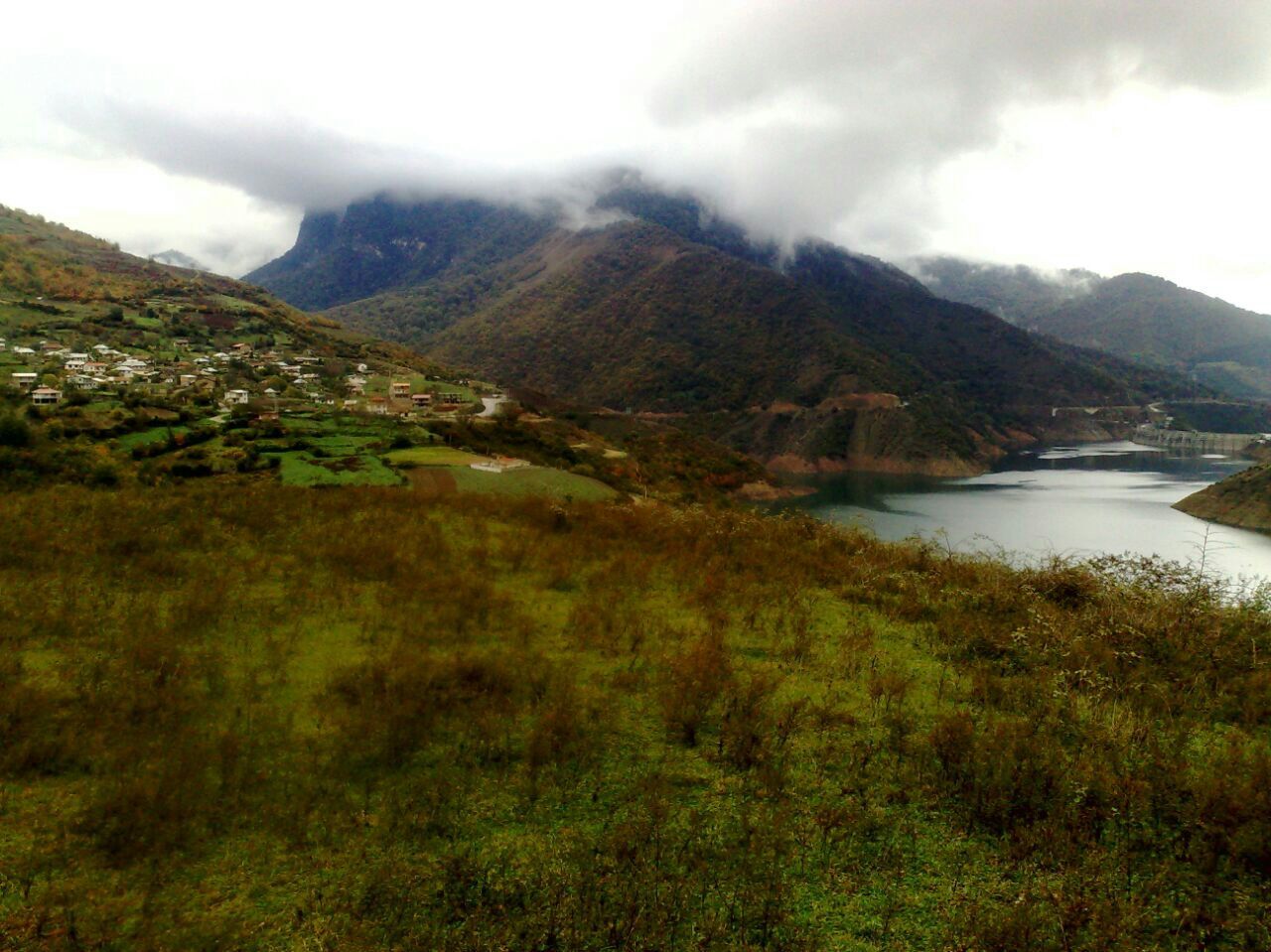
الطبيعة في قرية أفراجال، مازندران

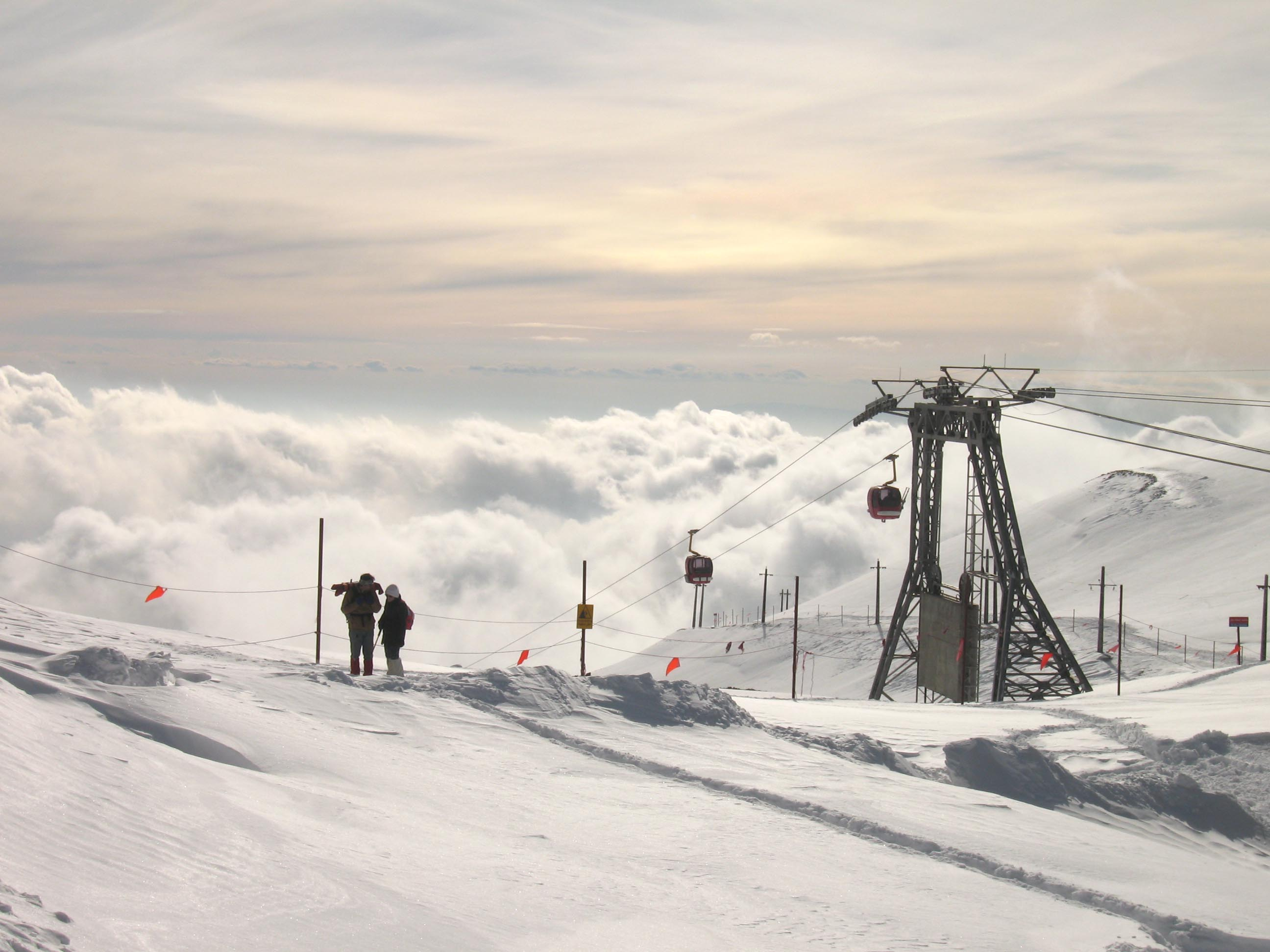
الثلوج في شمشك الإيرانية

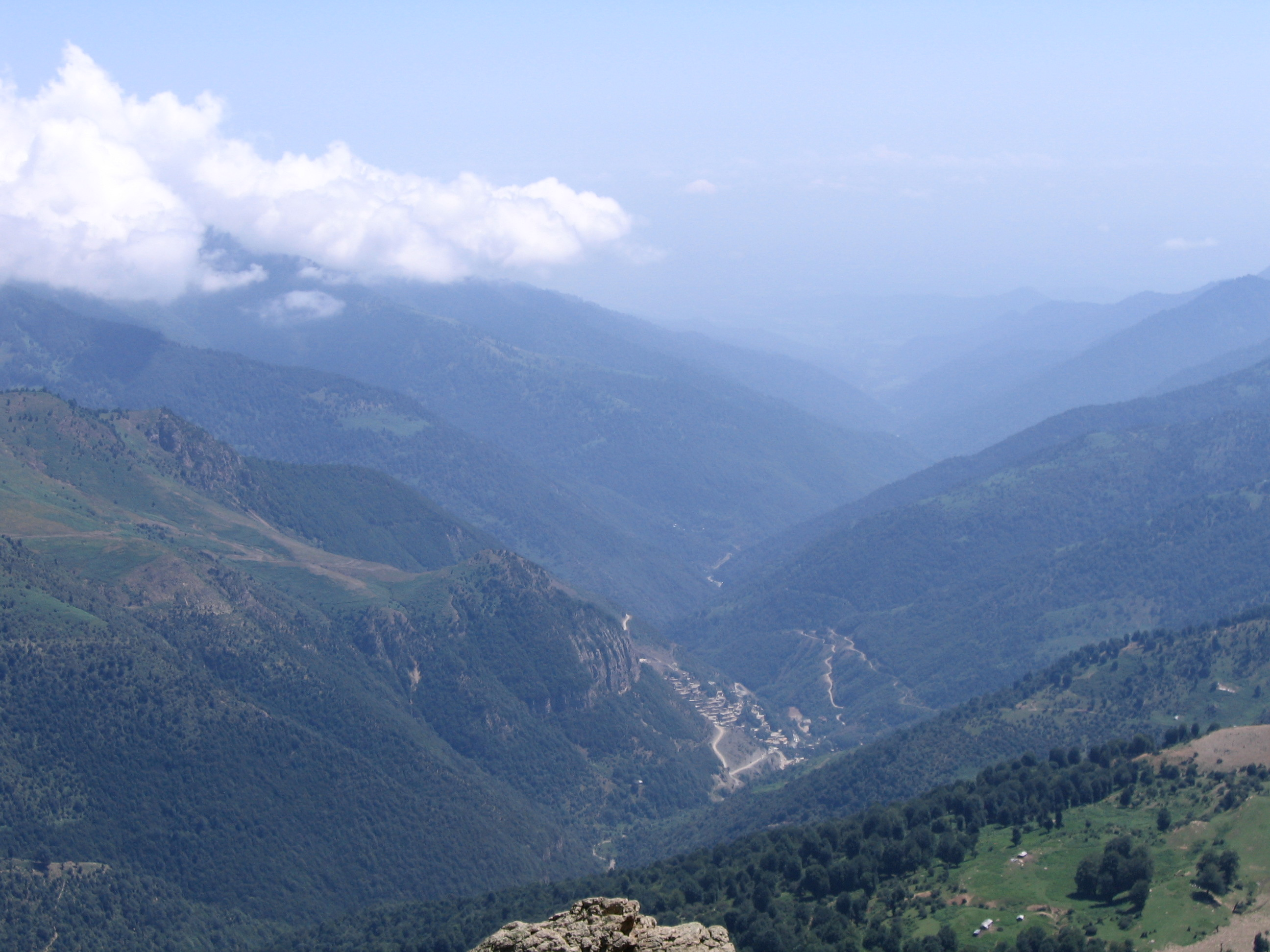
قرية ماسوله في جمهورية إيران

## السواحل
يتألف ساحل بحر قزوين من سهول منخفضة تراكمية، وتُقسَم الألسنة الرملية المنطقة الشاطئية إلى خلجان وبحيرات ساحلية ضحلة (Lagoons) كما هو الحال في بندر بهلوي وغورغان. أما الساحل الجنوبي الغربي والجنوبي لجمهورية إيران فيُعَد ساحلاً حقيقياً، تظهر فيه المصاطب البحرية. وعليه تتركز جميع موانئ إيران تقريباً.

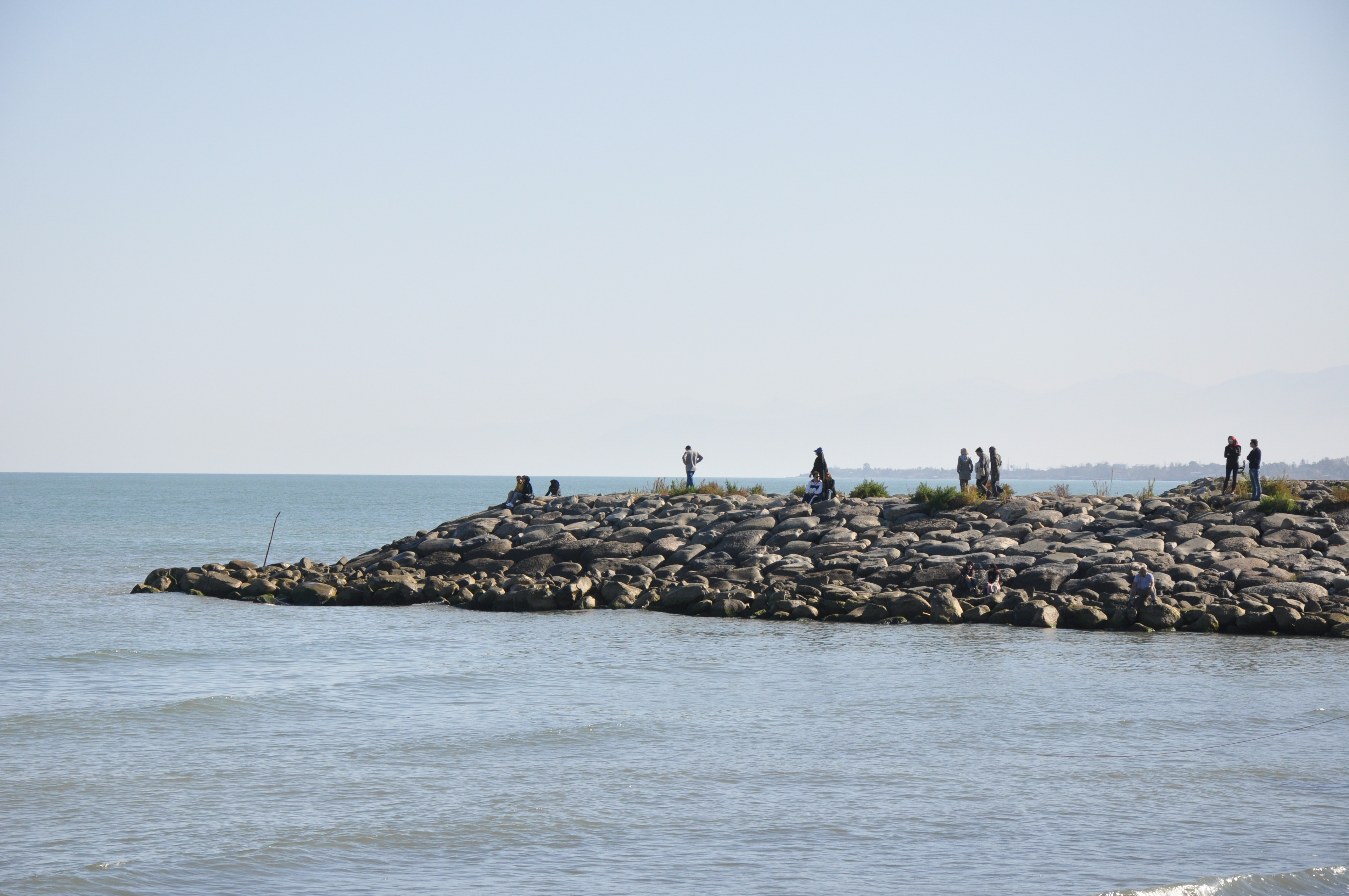
ساحل بحر قزوين، مازندران، إيران

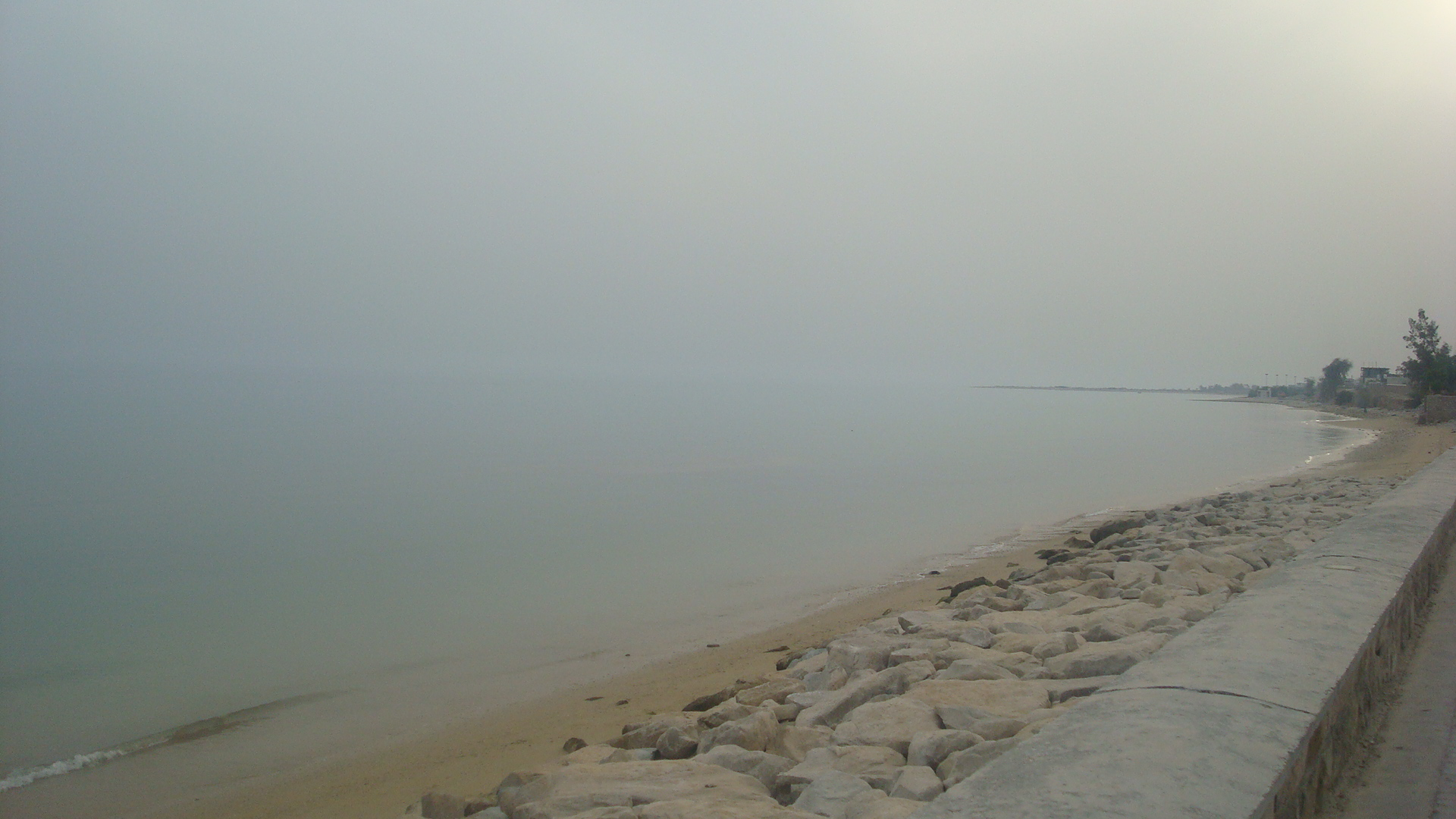
ساحل الخليج العربي، ميناء سيراف، إيران

## التضاريس
تشمل جمهورية إيران الجزأين الغربي والمركزي من الهضبة الإيرانية والقسم الجنوبي الشرقي من هضبة أرمينية الذي يشغل الزاوية الشمالية الغربية من إيران، ويتفرع منها باتجاه الجنوب والجنوب الشرقي مجموعتان من السلاسل الجبلية، سلسلة شمالية وسلسلة جنوبية تشكلان الجبال الهامشية لإيران، وترتفع القمم الجبلية في هذه السلاسل إلى أكثر من 3000 - 4000م. تحصر بينها هضاباً داخلية يتراوح ارتفاعها بين 1000 و 2000م، وتنهض ضمن هذه الهضاب سلاسل جبلية تشكل سلاسل إيران الشرقية. وجبال إيران الوسطى التي يصل إرتفاعها إلى 4420م (جبل هزار) و 4042م (جبل تافتان).

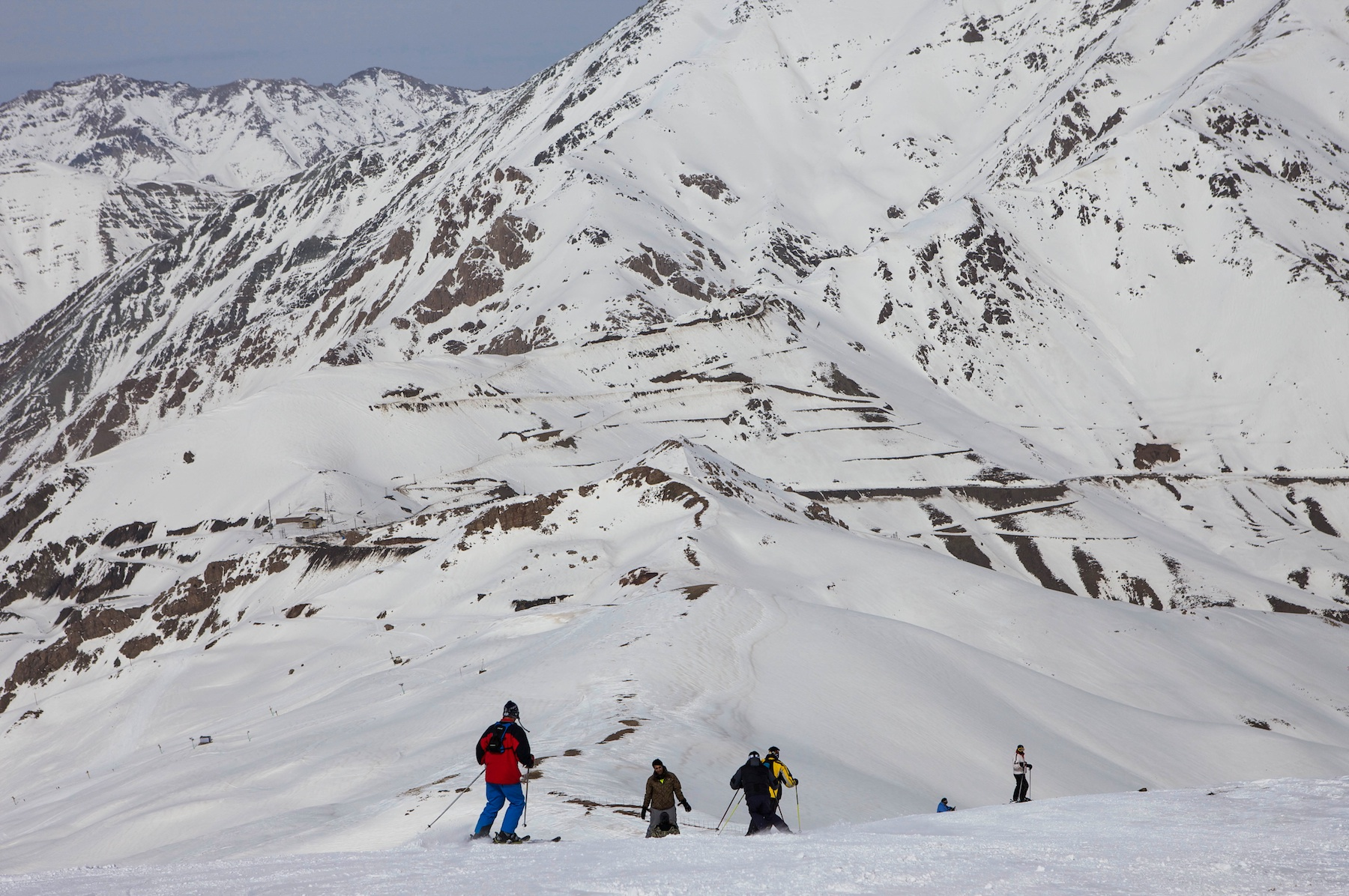
الثلوج في ديزين، جبال ألبورز،طهران

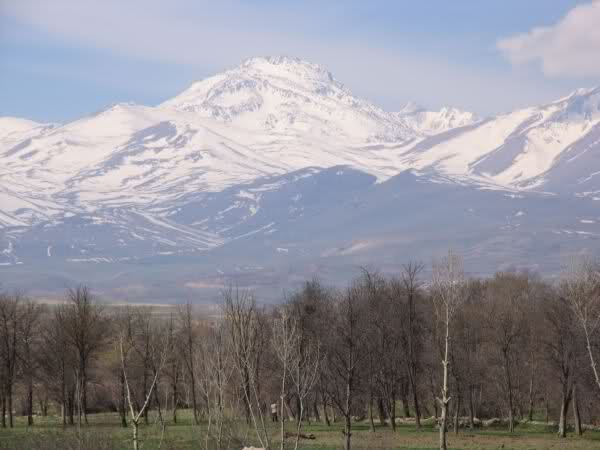
جبل سبلان في إيران

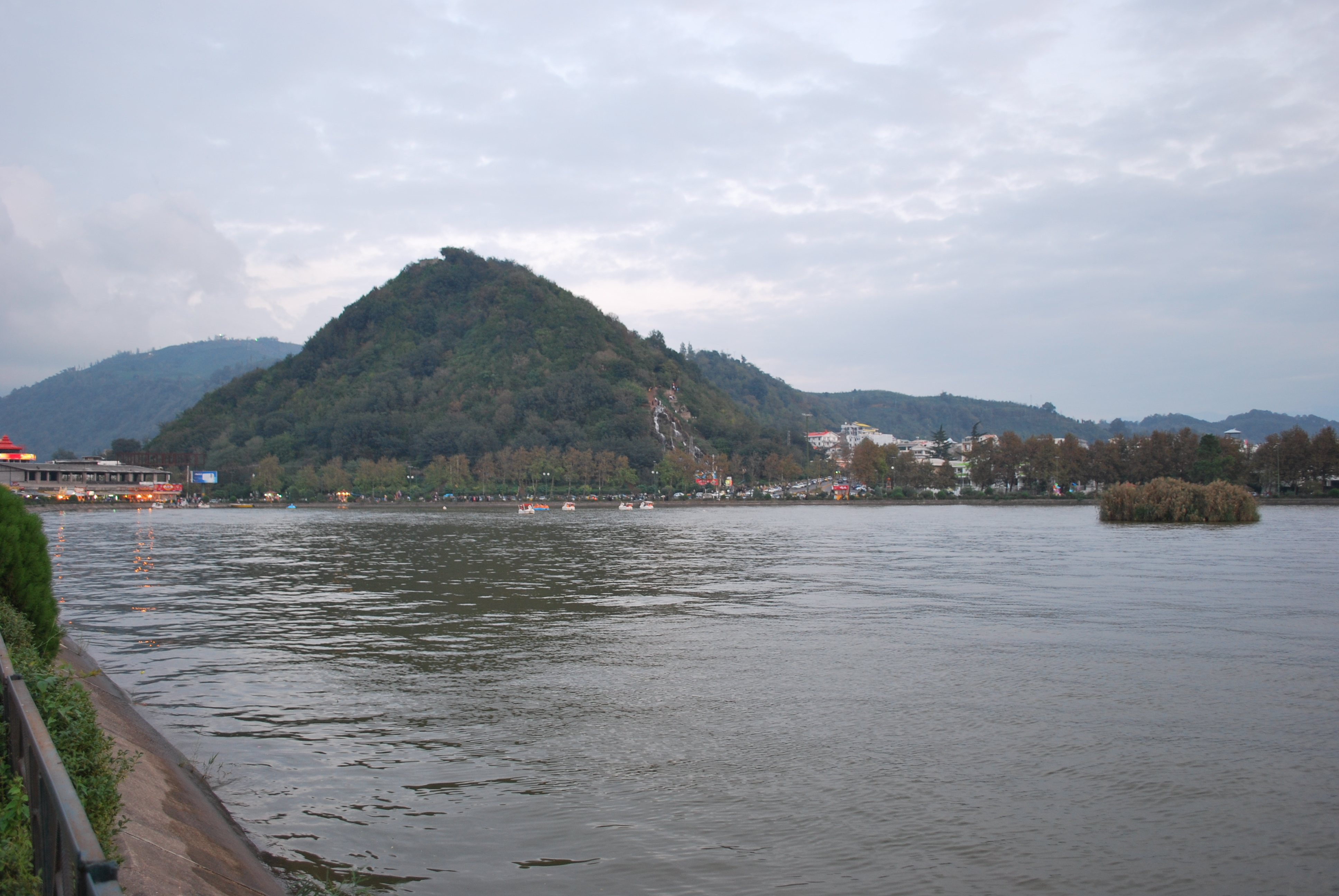
جبل الشيطان في مدينة لاهيجان

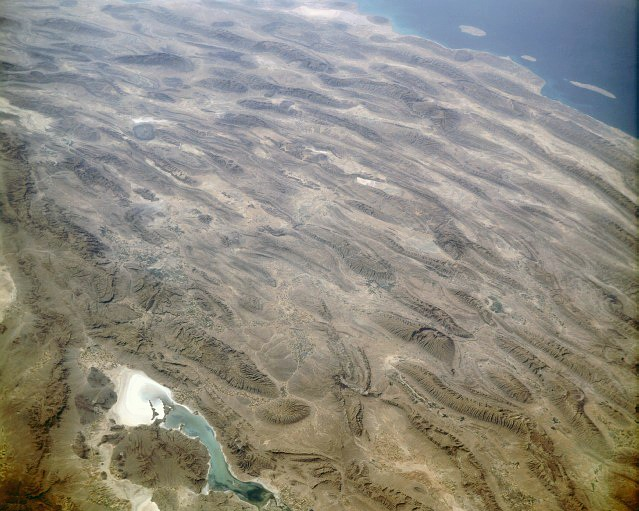
صورة جوية لسلسلة جبال زاغروس في إيران

## المناخ
يسود المناخ شبه المداري القاري معظم الأراضي الإيرانية، في حين يسود المناخ المداري الهوامش الجنوبية. فالصيف حار والشتاء مائل إلى البرودة، ومتوسط درجة الحرارة في كانون الثاني (ـ2) درجة مئوية في الشمال و (15) درجة مئوية في الجنوب. أما في تموز فيرتفع متوسط درجة الحرارة في الشمال إلى 25 درجة مئوية، وفي الجنوب إلى (31) درجة مئوية. أما كمية الهطل فتتراوح في معظم الأقاليم الداخلية بين 50مم، و500مم، ويهطل المطر في الشتاء والربيع، أما على المنحدرات الساحلية لجبال إلبورز فيرتفع معدل الهطل من 1000-2000 مم في السنة.

## المياه
تُعَد الشبكة المائية إنعكاساً للمناخ السائد. والمياه السطحية والأنهار قليلة في إيران بسبب المناخ الجاف، ففي بحر قزوين يصب نهرا أراكس وسفيدرود، وفي الخليج العربي شط العرب ورافده نهر قارون. ومعظم الأنهار وحتى الجبلية منها ليس لها جريان منتظم ودائم، فهي تشح في الصيف. أما البحيرات فهي عموماً مالحة وقليلة المياه، ويجف الكثير منها أو يتحول إلى ممالح وسباخ. ومن أكبر البحيرات الملحية هي بحيرة رزائية (رضائية)، أما البحيرات العذبة فأكبرها بحيرة هامون.

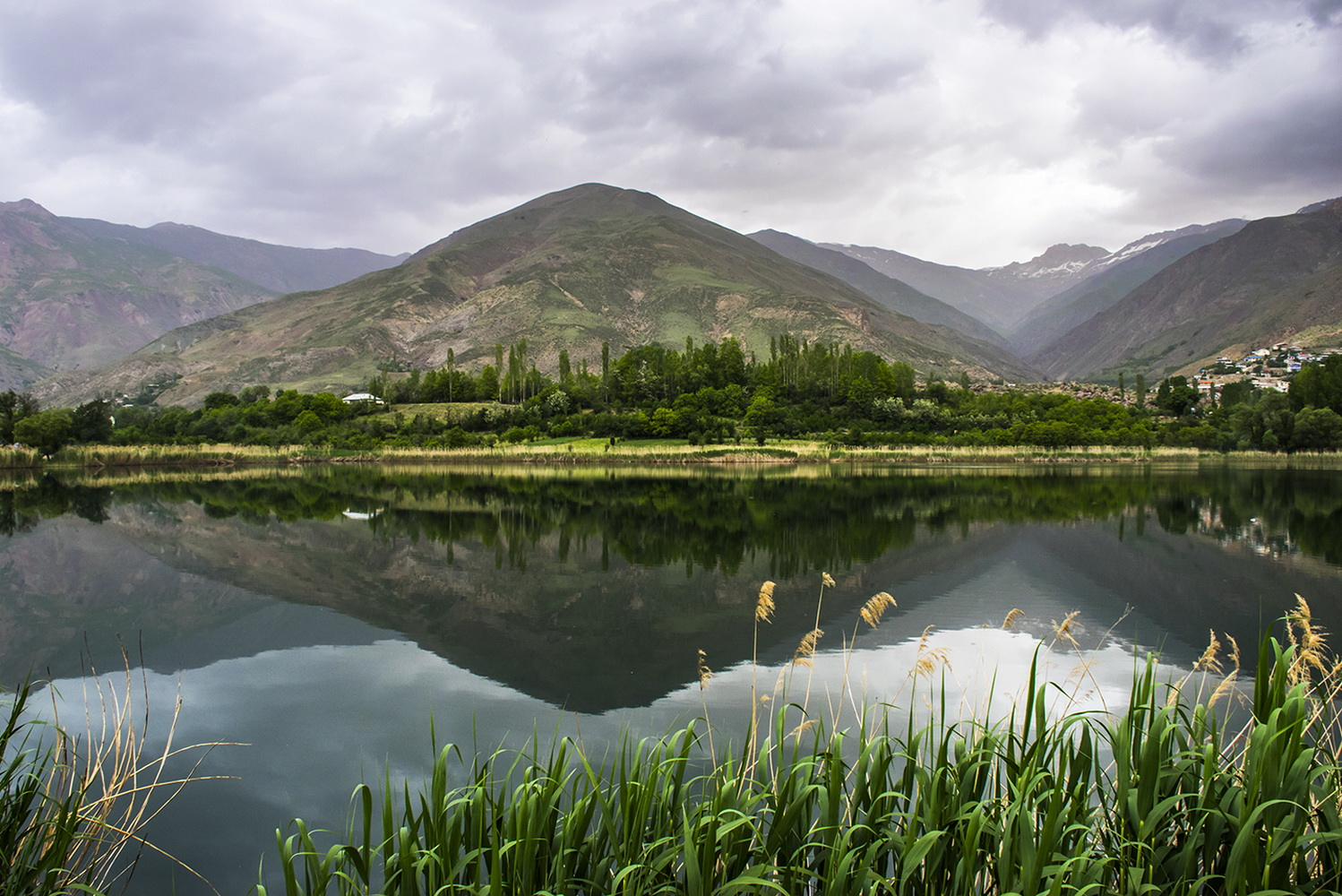
بحيرة أوان في قزوين

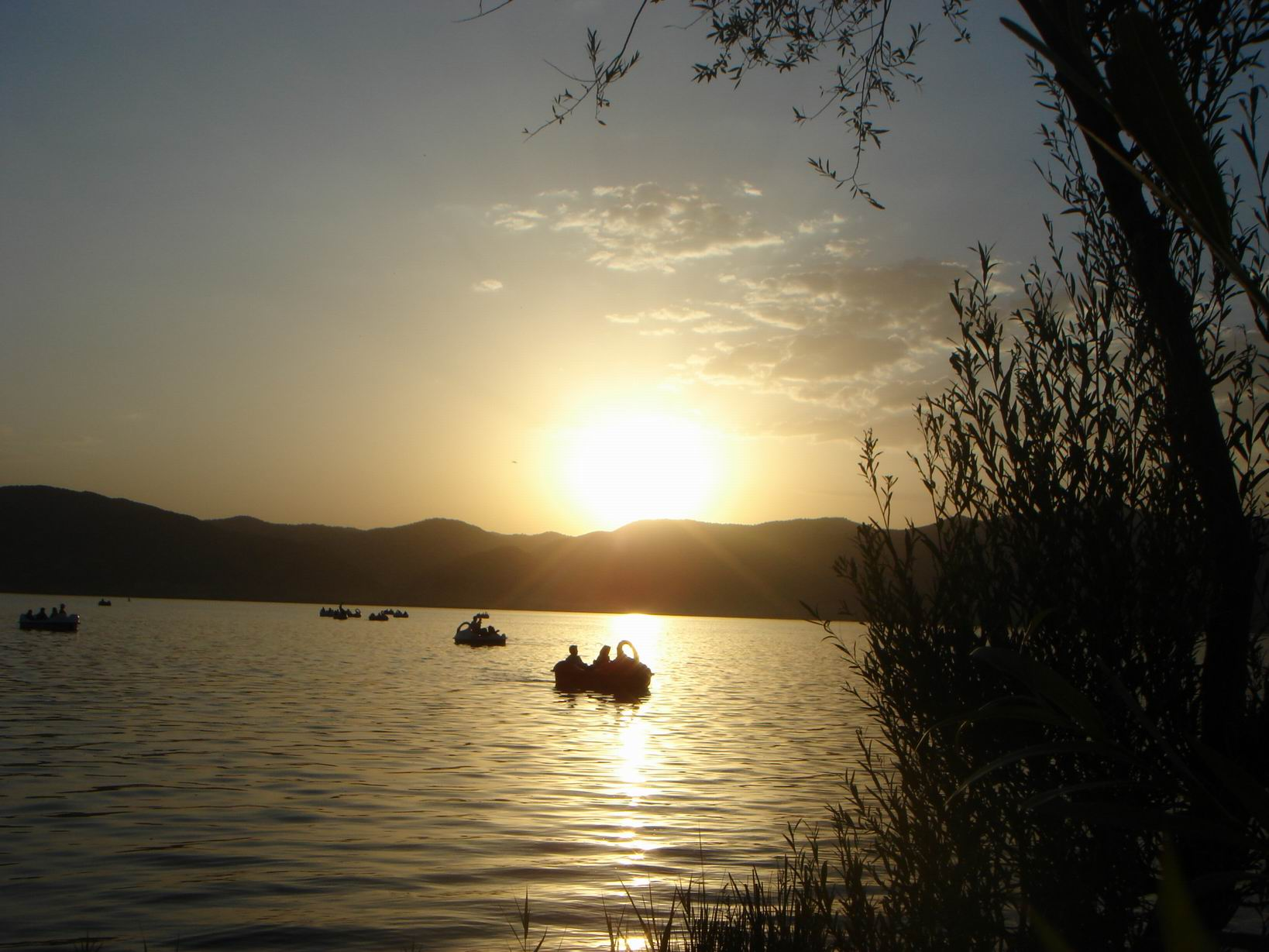
بحيرة زريبار في كردستان غرب إيران

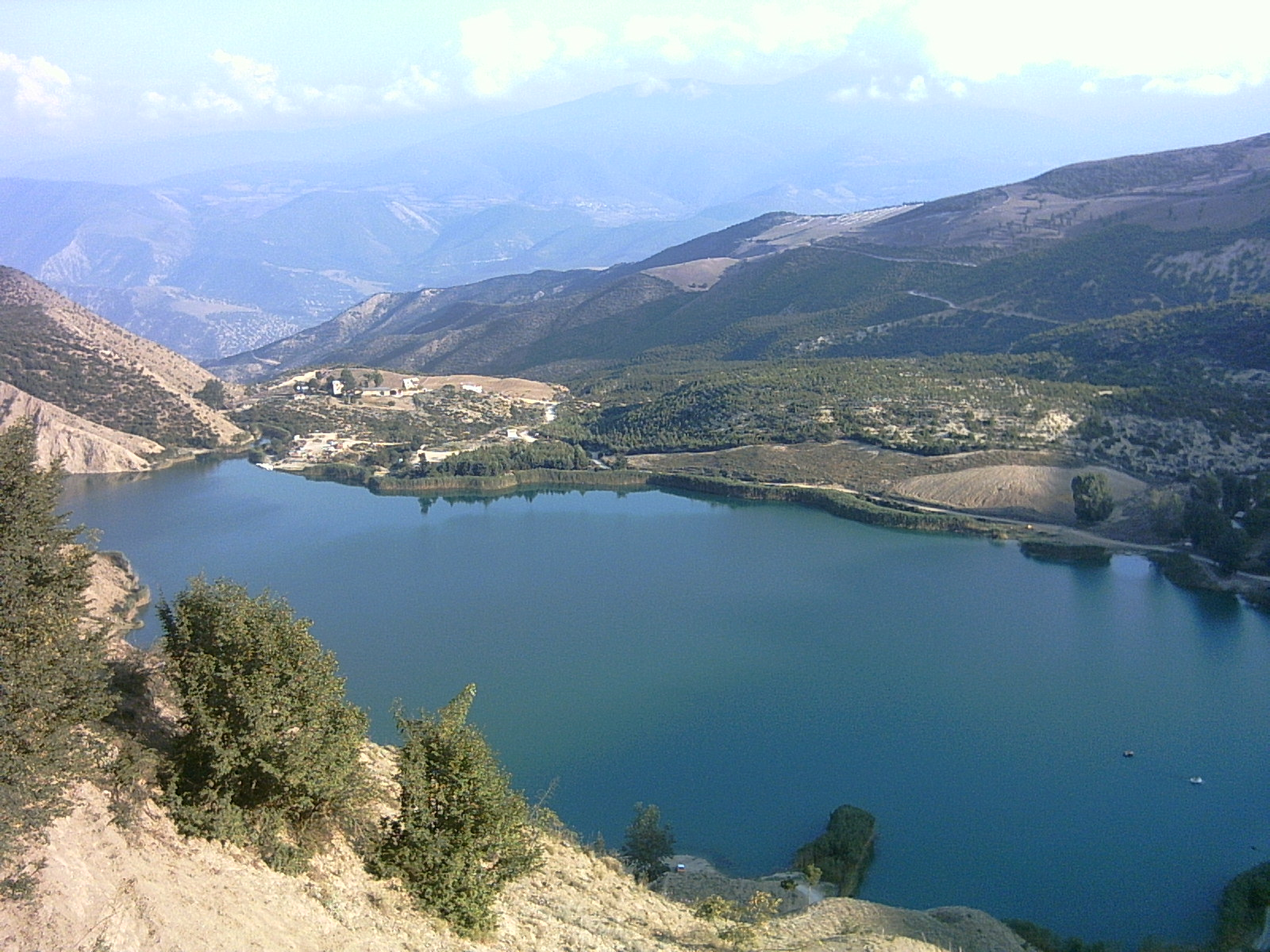
بحيرة ولشت في جالوس

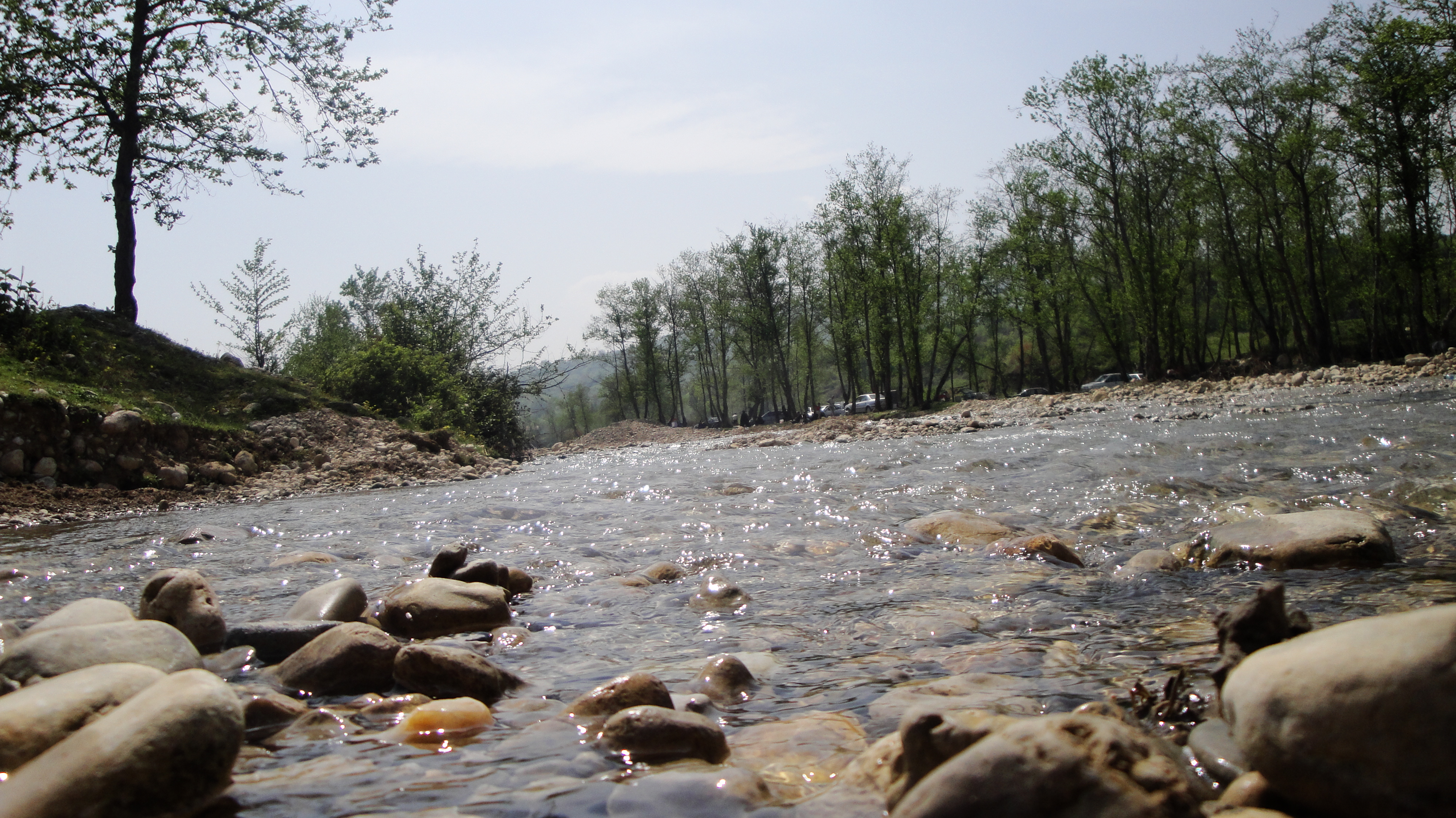
نهر بليران

## التربة
ترجع أنواع الترب في إيران إلى نموذج ترب الصحراء السهبية. فعلى الهضاب تسود الترب الصحراوية الرمادية والتربة الملحة. أما في منطقة بحر قزوين فتسود التربة السمراء التي تتطور تحت غطاء غابي، وفي الجبال تسود التربة السمراء والكستناوية السهبية، وفي بعض المناطق الجبلية تنتشر التربة البنية وتربة المروج، وتسود في الواحات التربة المستصلحة.

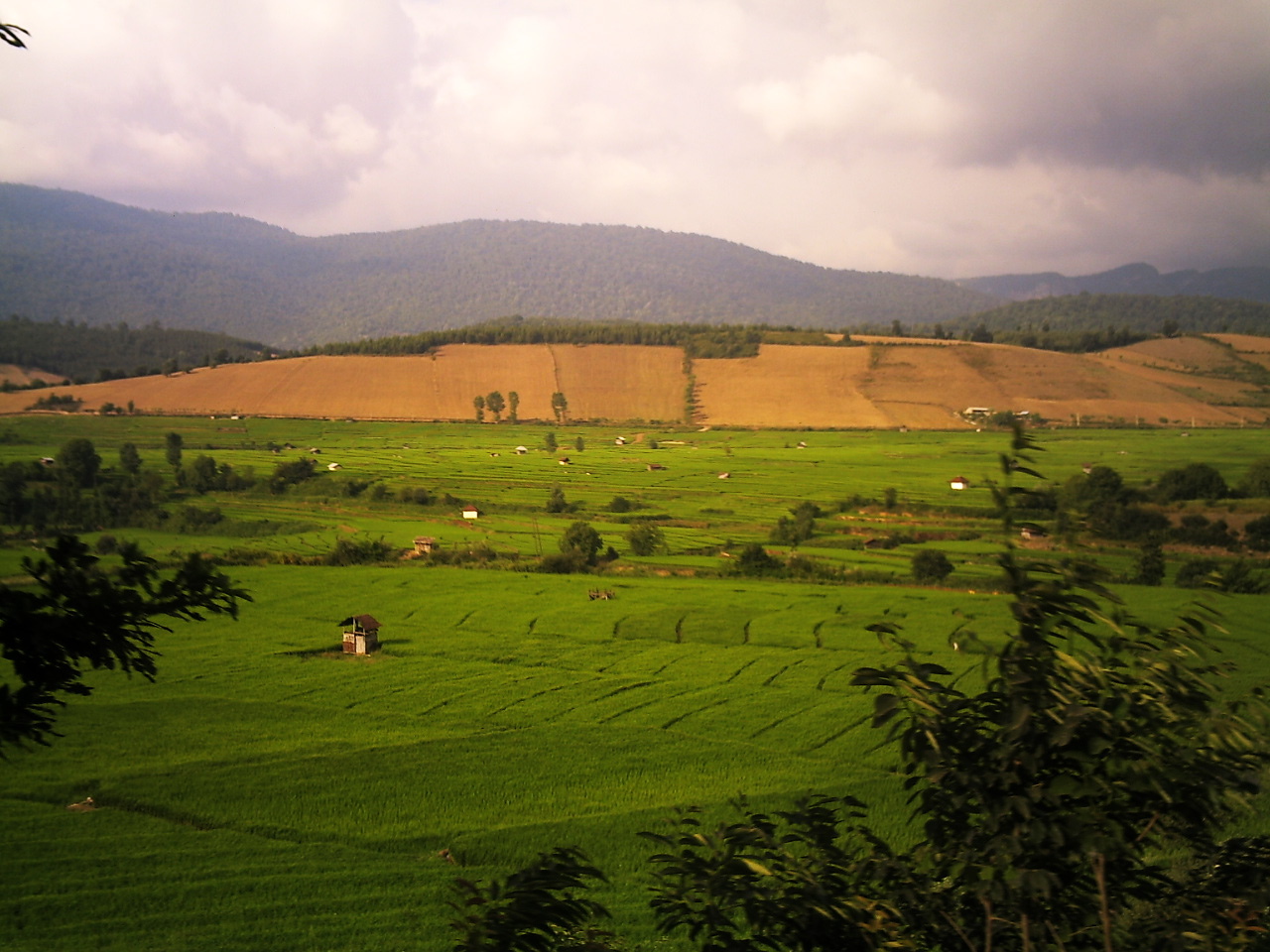
تربة مزروعة في مازندران

الغطاء النباتي حول خرم آباد

## النباتات
تسود في جمهورية إيران أساساً النباتات الصحراوية والنباتات الجبلية المتقهقرة. وتتميز نباتات المناطق الجبلية من غيرها بشكلها الوسادي، إضافةًً إلى وجود الأجمات الشوكية. وتنمو في الواحات الجنوبية أشجار النخيل. أما في منطقة بحر قزوين فتنمو الغابات ذوات الأوراق العريضة، وبينها أنواع من الأشجار عالية القيمة اقتصادياً. كما توجد في جبال زاغروس بقايا غابات البلوط. وتتناثر في الجبال الواقعة إلى الشمال الغربي من البلاد في بعض المناطق المحدودة بقايا غابات الفستق. وتوجد في منطقة مكران أدغال الأكاسيا «السنط». أما في النطاق (الحزام) الأعلى للجبال فتسود السهوب الجبلية، وتنتشر محلياً المروج الجبلية. وتُقدَر مساحة الغابات بنحو 180200 كم2.
- الغابات :

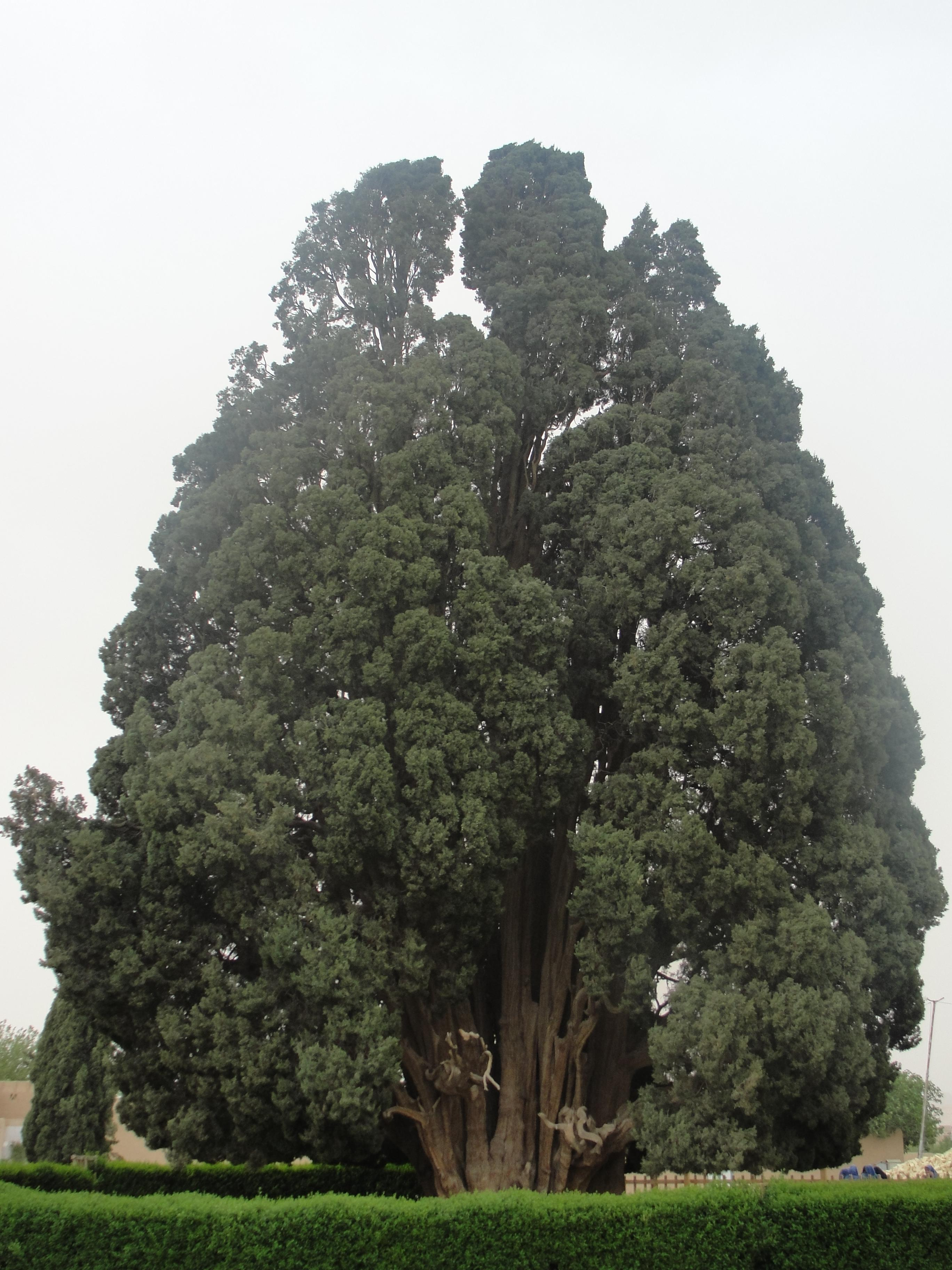
شجرة سرو اباركو المعمرة في إيران والبالغة من العمر 4000 عام

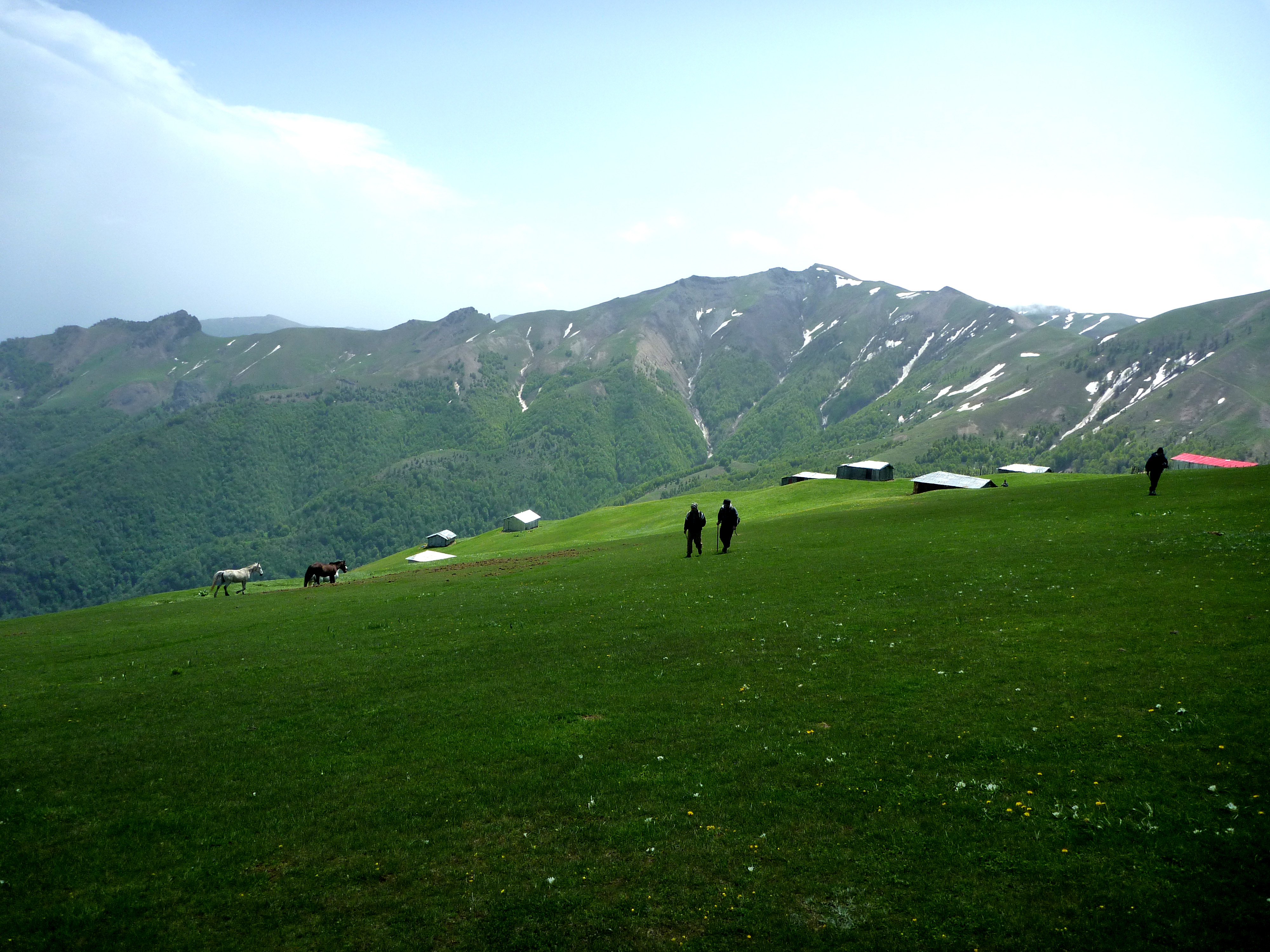
الغطاء النباتي في فصل الصيف في ماكلوان

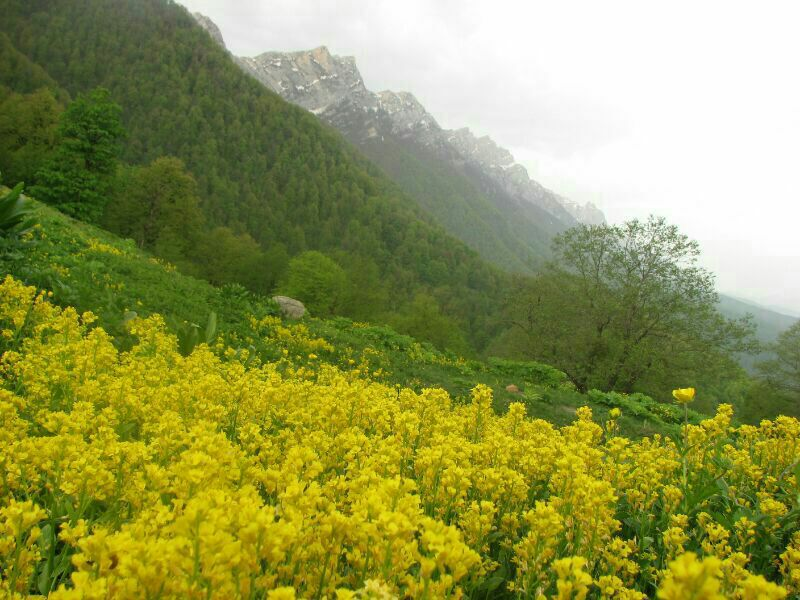
المروج في دودانگه مدينة ساري، محافظة مازندران شمال إيران، حيث الغطاء النباتي الكثيف

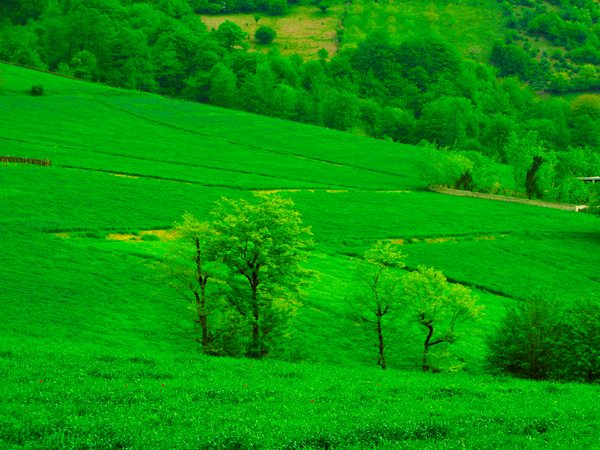
الغطاء النباتي في مازندران

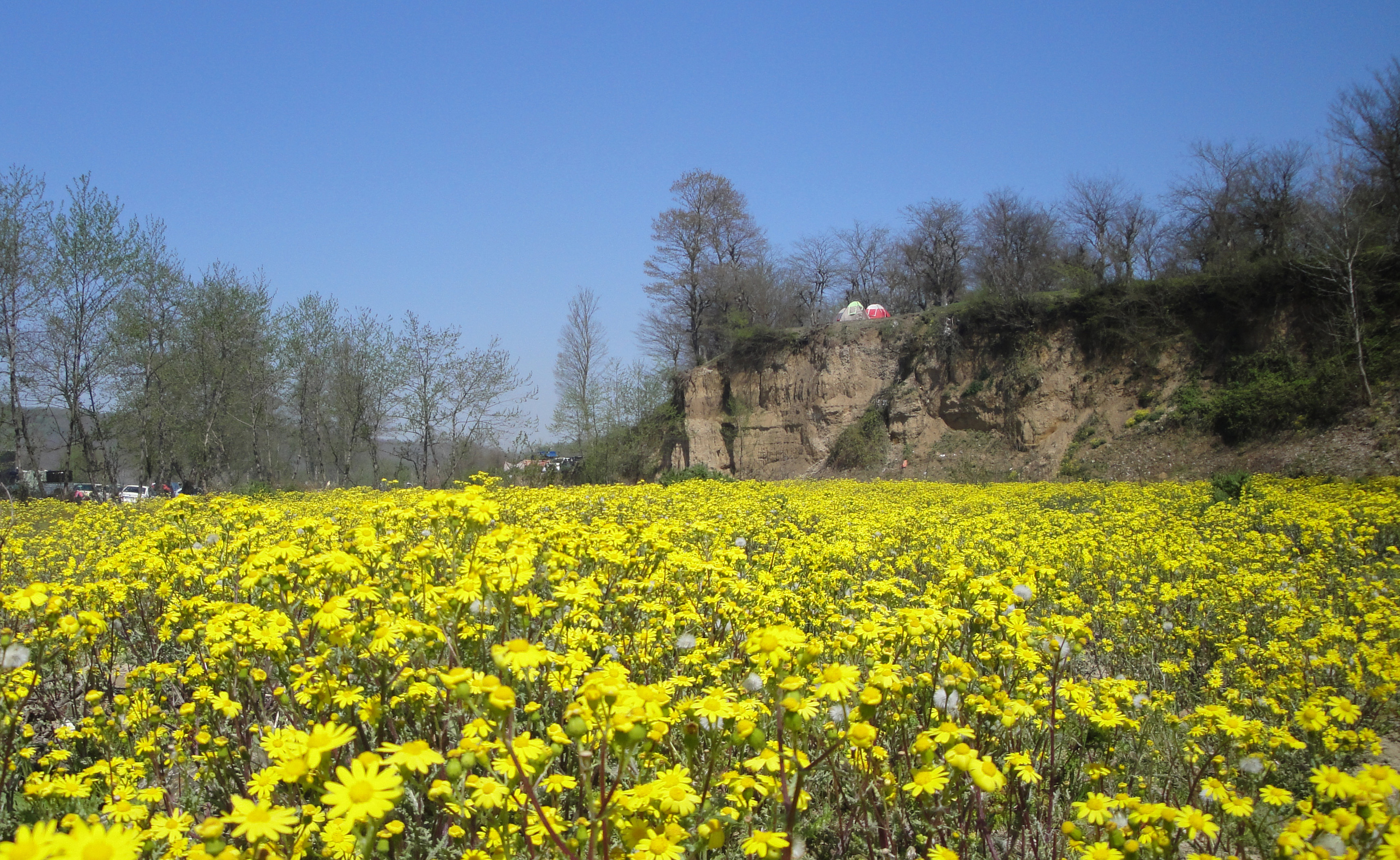
نباتات الزهور الصفراء في بليران

أكثر من عشر البلاد غابات. وتنمو بشكل كبير على المنحدرات الجبلية التي ترتفع من بحر قزوين، مع وجود قشور من البلوط والرماد والدردار وأشجار السرو وأشجار قيمة أخرى. كما وتظهر المناطق المزروعة بأشجار البلوط على المنحدرات الجبلية.،
كما وان الغابات في جمهورية إيران يوجد فيما بينها إختلاف كبير، حيث إنّ هناك غابات رطبة وغابات جافة جداً على مقربة من سواحل قزوين، تمتاز غابات إيران بدرجات عالية من الرطوبة، نظراً لقربها من بحر قزوين، أما الغابات الجافة فهي تلك التي تقع على المناطق الصحراوية القريبة من كردستان، وخراسان وزاغروس، حيث تتميز هذه المناطق بالمناخ الجاف. استطاعت هذه الغابات التأقلم مع هذا المناخ مما أكسبها صفات مختلفة عن غابات قزوين الرطبة، كما تمتد في الصحراء القريبة من تلك المناطق نباتات متنوعة غالبيتها شوكية، كما تنمو هناك شجيرات صغيرة ذات طبيعة صحراوية.
ووفقاً لتقارير منظمة الأغذية والزراعة، فإن الأنواع الرئيسية للغابات الموجودة في إيران ومناطقها هي:
1- غابات بحر قزوين في المناطق الشمالية (33,000 كم 2).
2- الغابات الجبلية من الحجر الجيري في المناطق الشمالية الشرقية (غابات جونيبيروس، 13,000 كم 2).
3- غابات الفستق في المناطق الشرقية والجنوبية والجنوبية الشرقية (26,000 كم 2).
4- غابات البلوط في المناطق الوسطى والغربية (100,000 كم 2).
5- الغابات شبه المدارية في الساحل الجنوبي (5000 كم 2) مثل الغابات الحارة.
6- شجيرات مقاطعات داشت - كافير في الجزء الأوسط والشمالي الشرقي من البلاد (000 10 كم 2).
كما ويُزرَع أكثر من 2000 نوع من النباتات في إيران. كما وان الأرض التي تغطيها النباتات الطبيعية في إيران هي أربعة أضعاف مساحة أوروبا.
- الورود :

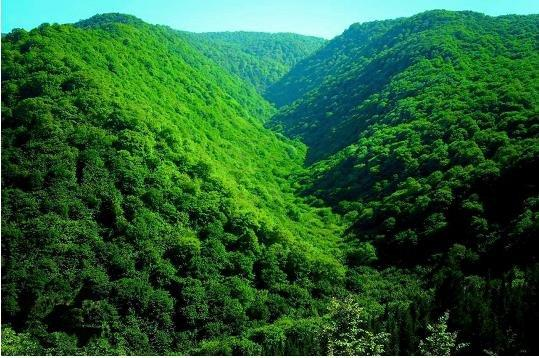
غابات بهشهر، مازندران

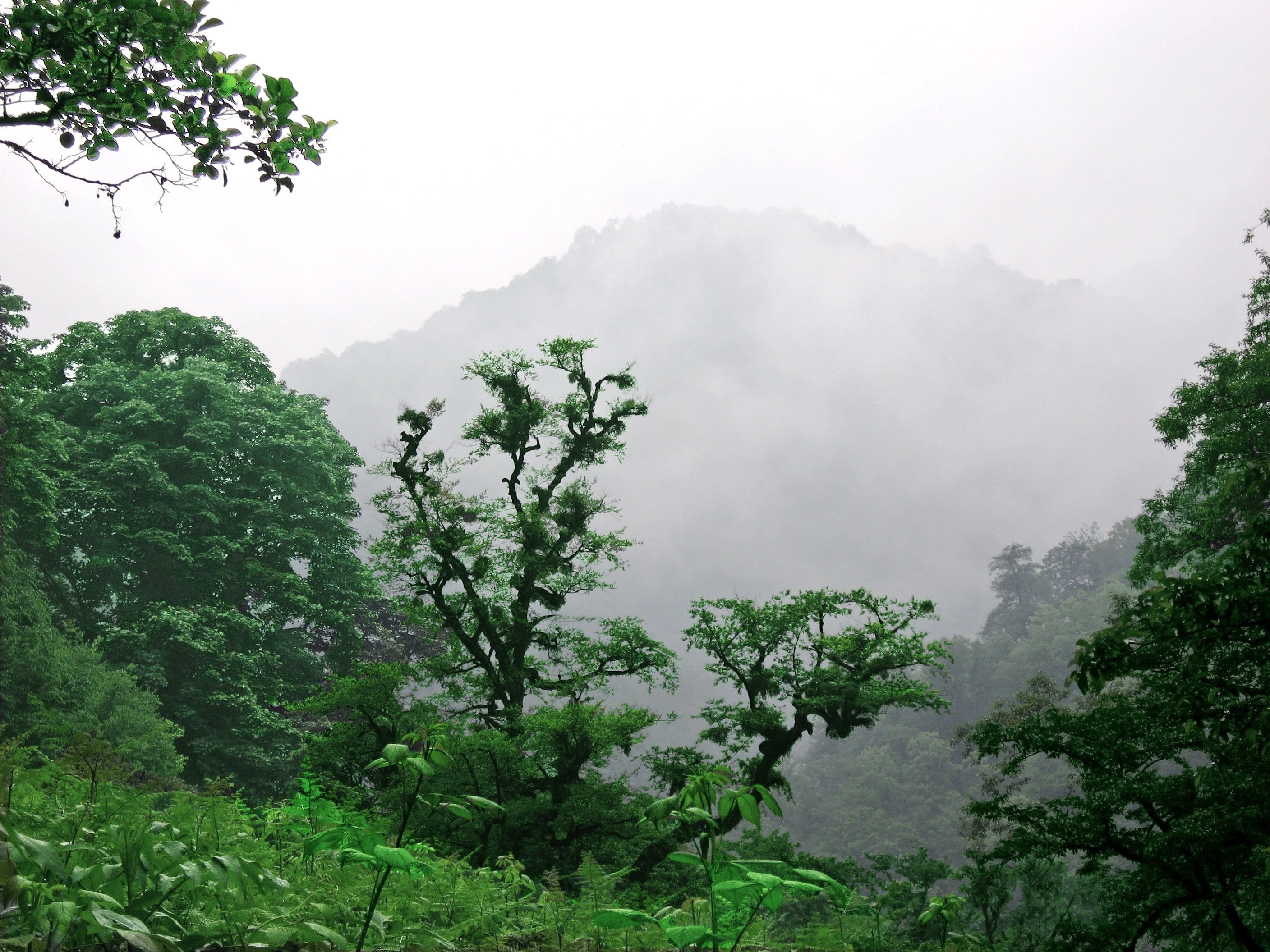
غابات إيران، منطقة جيلان الشمالية

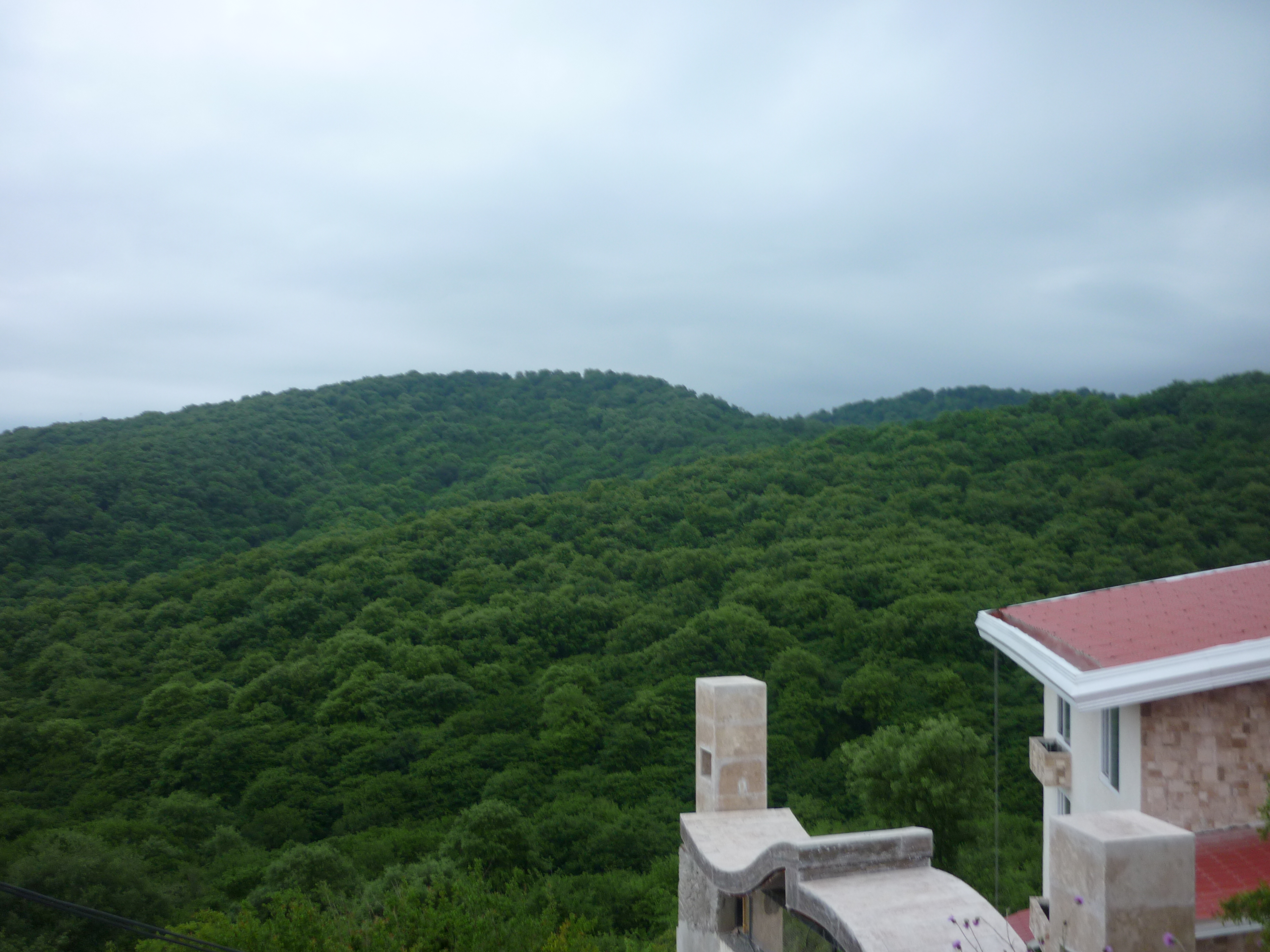
غابات زيارو في مدينة آمل، محافظة مازندران

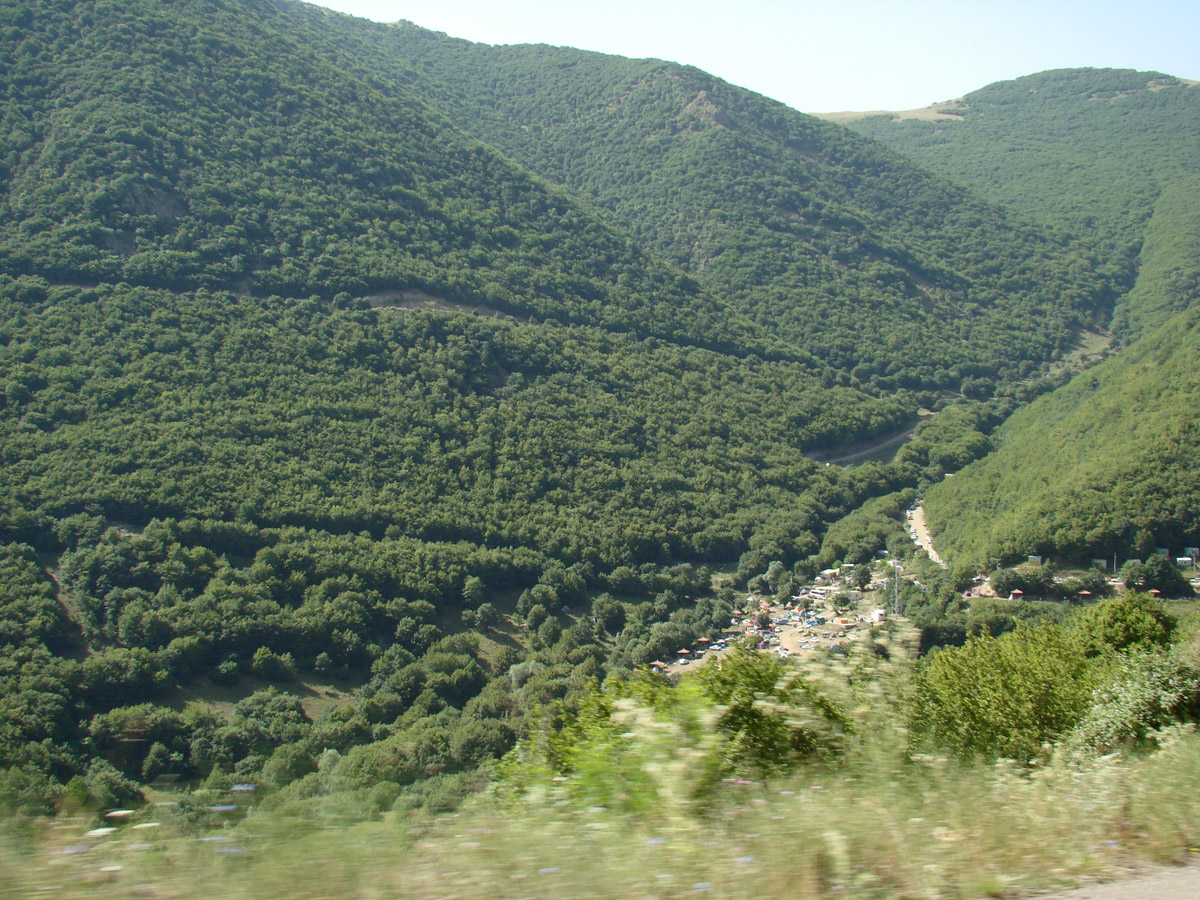
غابات ارسباران

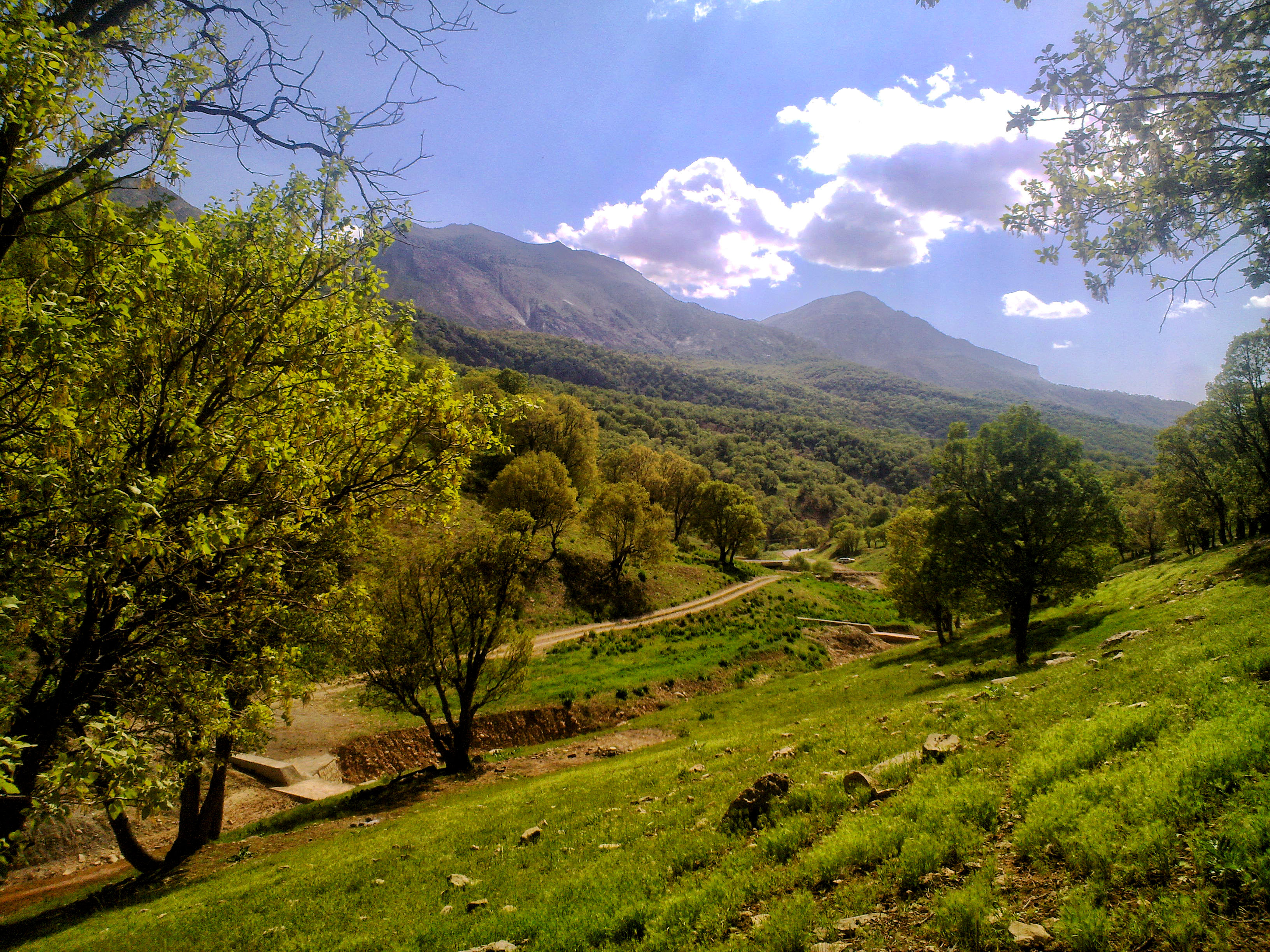
غابات البلوط في ايلام

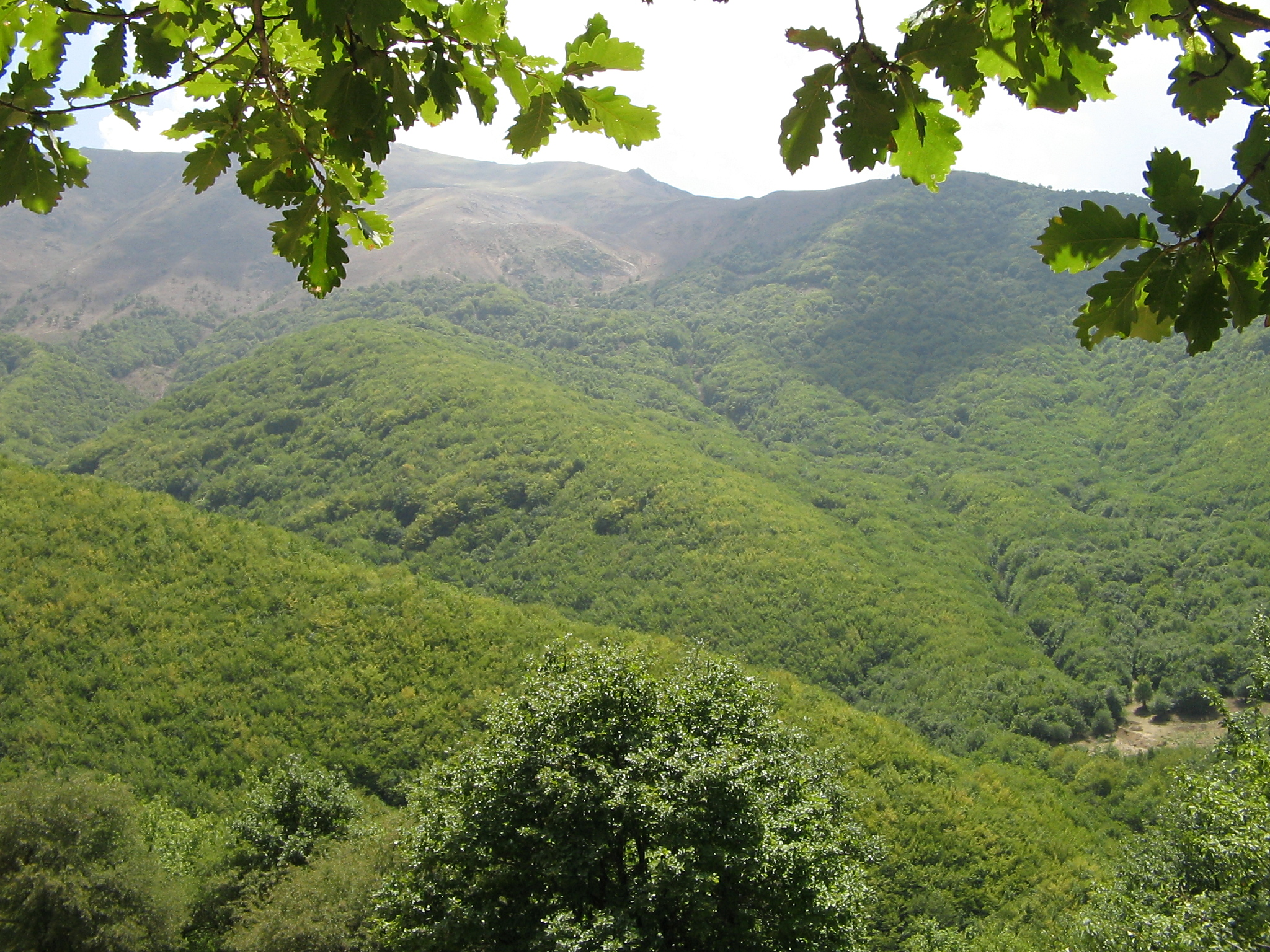
غابات أهار

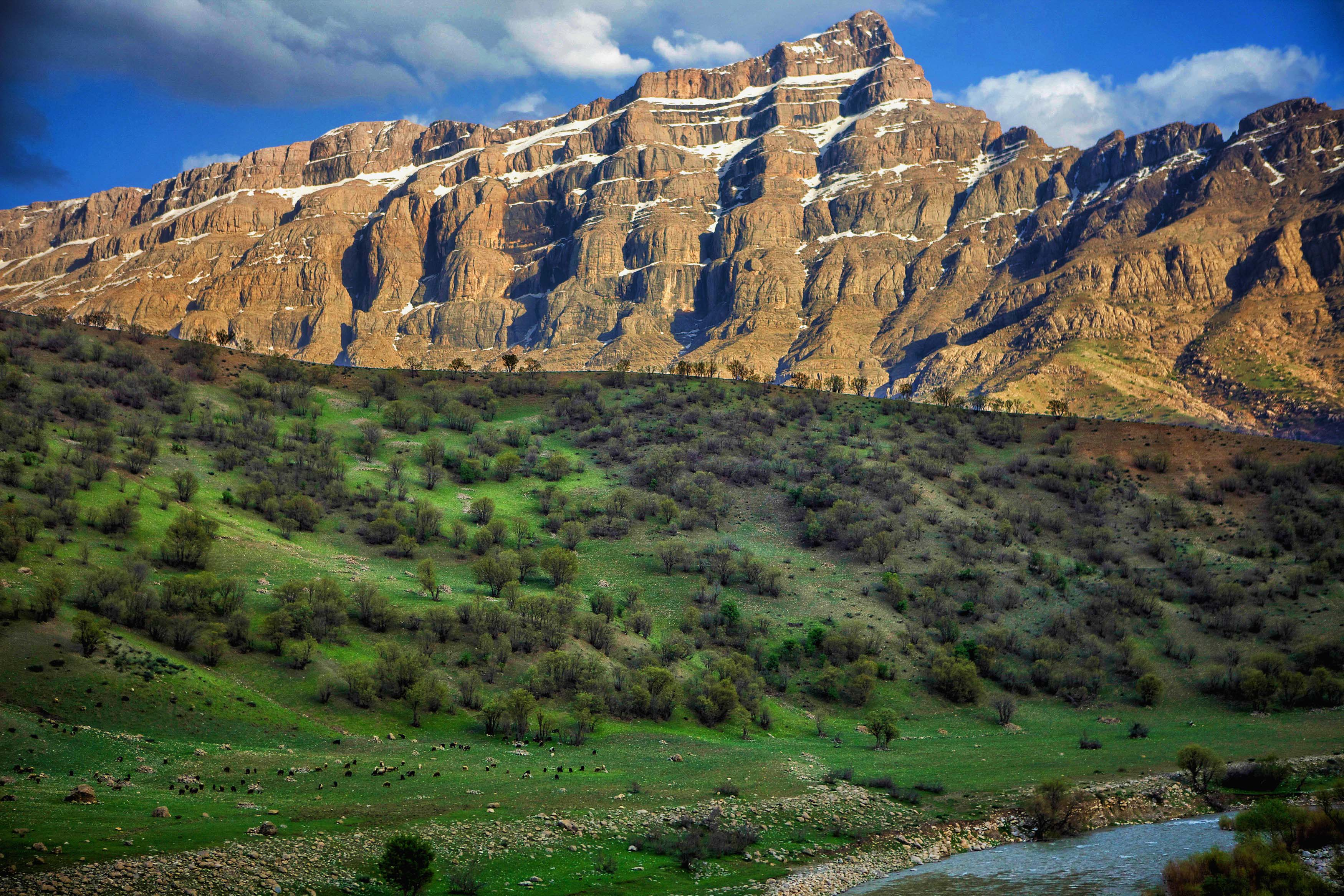
أنواع البلوط في غابات لرستان

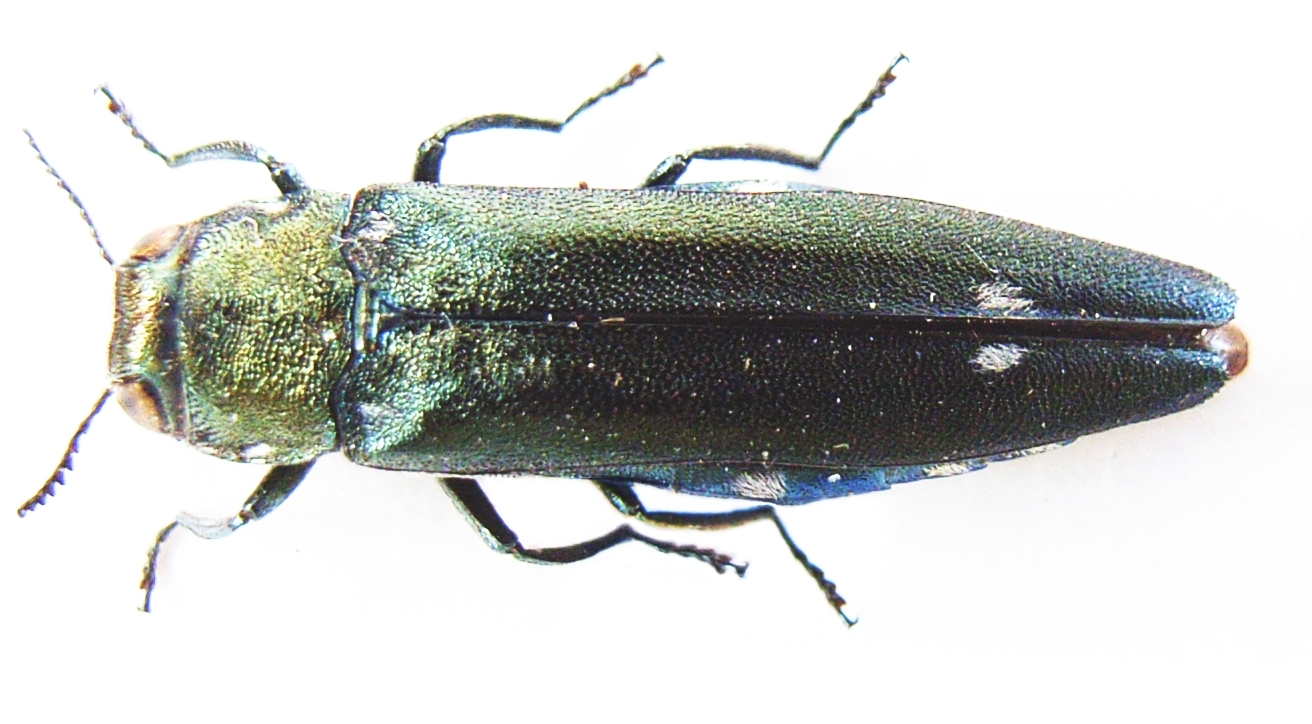
إحدى الآفات في غابات إيران

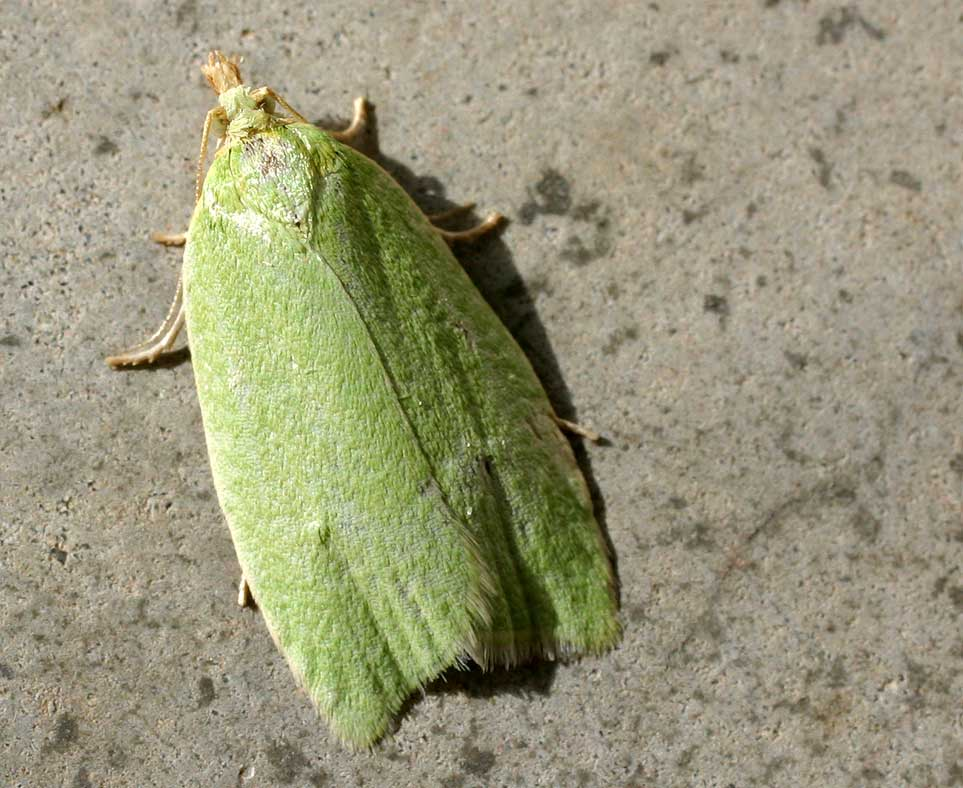
فراشة البلوط في إيران

يعود تنوع الورود والأعشاب في جمهورية إيران إلى إختلاف المناخ قبل أي شيء آخر، إذ توجد جميع ورود العالم الخاصة بكل مناخ في إيران تقريباً، فقد نمت الورود والأعشاب الطبية والعلاجية النادرة بكثرة في إيران ولذلك فإن إيران تُعَد من أهم المصدرين للورود والأعشاب الطبية، فمثلاً يتواجد نوع من الورود الأحمر يسمى (محمدي في إيران) تُهَّيأ منه أفضل عطور ماء الورود العالمية بكثرة في فصل الربيع في مناطق إيران، وكذلك تتوافر جميع أنواع الورود في الأسواق مثل: الورد الأحمر وشقائق النعمان والدحنون والنرجس وورود مريم والتي يمكن الحصول عليها بنوعيها البري والزراعي.
وتُعَد جمهورية إيران من أوائل الحضارات القديمة التي وضعت يدها على الخصائص الغذائية والدوائية لورد الجوري وهي إحدى أنواع وردة الروز أو (الورد المحمدي) بالفارسية،  وشاع إستعمالها بالعربية أيضاً. والتي يُستَخرَج منها ماء الورد المعروف. والعجب أننا نرى أجمل واعطر أنواع الورد الجوري هذا ينمو في قلب مدينة تُعَد من المدن الصحراوية، رغم ان إيران تتمتع بالفصول الأربعة في الموسم الواحد. وتكتظ مناطق قمصر ونياسر من توابع مدينة كاشان في محافظة أصفهان ببساتين الورد الجوري هذا. ويعود قِدَم زراعة الورد الجوري إلى ما يقارب السبعة آلاف سنة، ومراسم صناعة ماء الورد إلى ما يقارب ألف سنة، ولم تتخللها تغييرات تذكر سوى الشئ الطفيف. ويُعَد ماء ورد منطقة قمصر من أجود أنواع ماء الورد في العالم.
- الأعشاب :

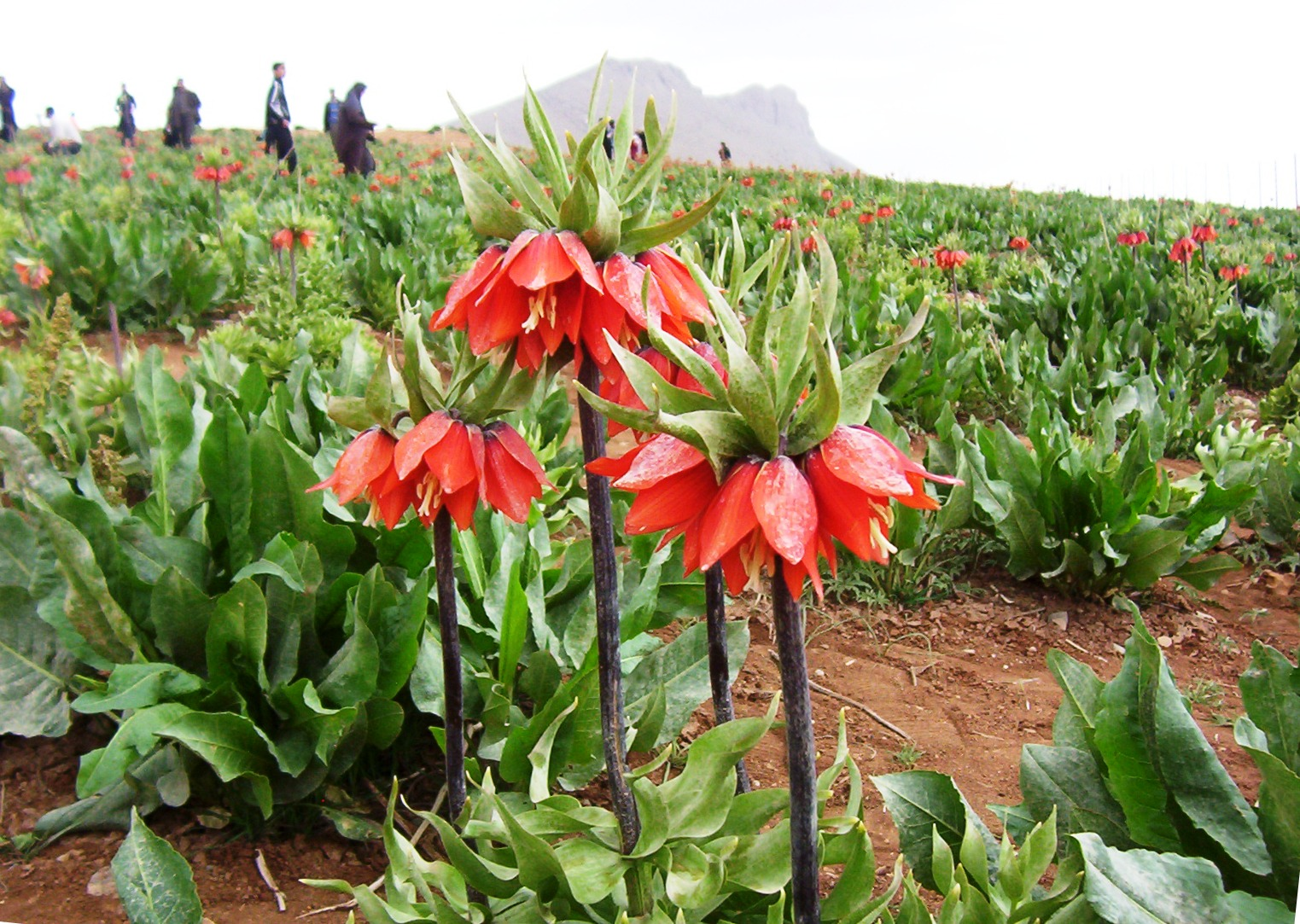
سهول الخزاما في إيران

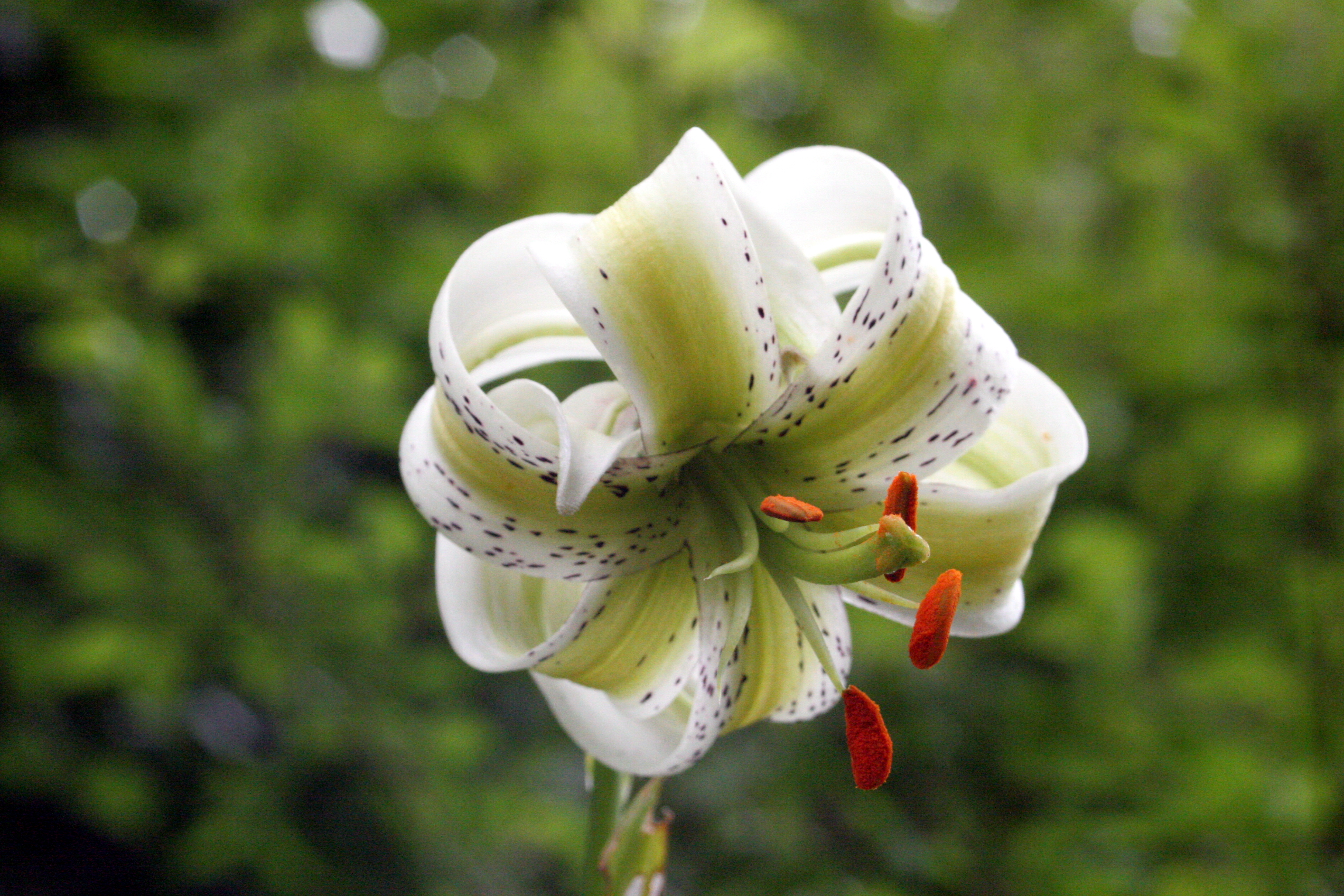
أزهار الزنبق في إيران

ينمو في جمهورية إيران أكثر من ألف و300 نوع من الأعشاب الطبية، مما جعل الإستخدامات الدوائية لهذه الأعشاب تشهد رواجاً كبيراً، نظراً لفوائدها المتعددة. وقد ساهمت التجربة الإنسانية بشهرة هذه الأعشاب ودخولها المختبرات الحديثة، وتربعها  على قائمة الإهتمامات  كأول مصدر للعلاج في العالم. وتتسم إيران بتنوع الطقس، حيث البرودة شمالاً والحرارة جنوباً. وهو ما يفسح المجال لنمو اعشاب طبية متنوعة،  تُنقل كلها في فسائل صغيرة إلى المختبرات ليتم دراستها وتحليل موادها الكيميائية وبالتالي معرفة كيفية الإستفادة منها طبياً. وتُعتبَر منطقة فيروزآباد بمحافظة فارس جنوب إيران قطب إنتاج الأعشاب الطبية في إيران، حيث يعمل 10 آلاف من مجموع سكانها الـ 120 ألف نسمة بإنتاج ومعالجة تلك الأعشاب. وتُصَدٍر 50 طناً من الأعشاب الطبية سنوياً إلى أوروبا. حيث أن المناخ المناسب في فيروزآباد ساعد على زراعة أنواع الأعشاب الطبية فيها منذ القِدَم، ومنها الورد الجوري وزهرة النسرين والهندباء البرية فضلاً عن الزعتر الشيرازي واللوز الجبلي والفستق البري. ونقلاً عن وزارة الزراعة الإيرانية فإن أعشاب الكمون الأخضر والحناء والكزبرة وشمر ولسان الثور والتي تأتي بعد ورد الجوري كأكثر الأعشاب الطبية زراعةً في إيران. حيث ان محافظات خراسان رضوي وخراسان جنوبي وكرمان وهمدان تستحوذ على نسبة 73 بالمئة من إجمالي الأراضي التي تَزرَع الأعشاب الطبية.

## الزراعة
تُساهم الزراعة بحوالي 23% من الناتج الوطني الإجمالي لإيران، وتستوعب 28% من العمالة تقريباً. يمكن زراعة نحو 25% فقط من الأرض بسبب النقص الحاد في الماء. تتم زراعة القمح والشعير في حوالي 75% من الأرض المزروعة. ويَزرع الفلاحون أيضاً محاصيل مثل القطن والتمر والفواكه والعدس والذرة الشامية والمكسَّرات والأرز وبنجر السكر والشاي والتبغ. وتوفر المواشي والماعز والأغنام منتجات الألبان واللحم. وتُعَد إيران من الدول الزراعية، فمجموع الأراضي المُعَدَة للزراعة بلغ 6.209 ملايين هكتار (1.999 مسقية و4.210 بعلية) من مجموع الأراضي القابلة للزراعة والبالغة 15.4 مليون هكتار (1995). لذلك فإن مساحة الأراضي المزروعة لا تزيد كثيراً على 25% من مساحة البلاد، لذلك كان لابد من توزيع الأراضي وخاصةً غير المستغلة منها على الفلاحين. كما وزعت أراضي أملاك الدولة والأراضي المصادرة من الأشخاص الفارّين من البلاد والموالين لنظام الشاه السابق. فبين عامي 1980 و1984 تم توزيع 611.1 ألف هكتار على الفلاحين وهذا يُعادل 3٪ من مساحة الأراضي الزراعية. وقد ارتفع عدد التعاونيات الزراعية إلى 3072 تعاونية، وتم توزيع 3.282 مليون طن من الأسمدة الكيماوية في جميع أنحاء البلاد عام 1982 مقابل 1.544 عام 1977. وبلغ عدد الجرارات الزراعية 93 ألف جرار و2400 حصادة. وقد قسّمت الأراضي الزراعية حسب النوع والاستفادة إلى المساحات المخصصة للمحاصيل السنوية وتشغل 62.1٪، والمُعَدَة للزراعة وتبلغ 33٪ ومساحات المحاصيل الدائمة وتشغل 4.9٪. وهذه لمحة عن أهم المحاصيل الزراعية في إيران:
- القمح :

تأتي الحبوب على رأس المزروعات وتغطي 77٪ من مساحة الأراضي المزروعة. ويحتل القمح المركز الأول بين المزروعات ويبلغ 70٪ من مساحة الأرض المزروعة وبلغ متوسط الإنتاج السنوي 4.270 مليون طن ويُزرَع أساساً في المحافظة المركزية ومازندران، وأذربيجان وعربستان وخراسان، وفي باقي المحافظات بنسب أقل.
- الشعير :

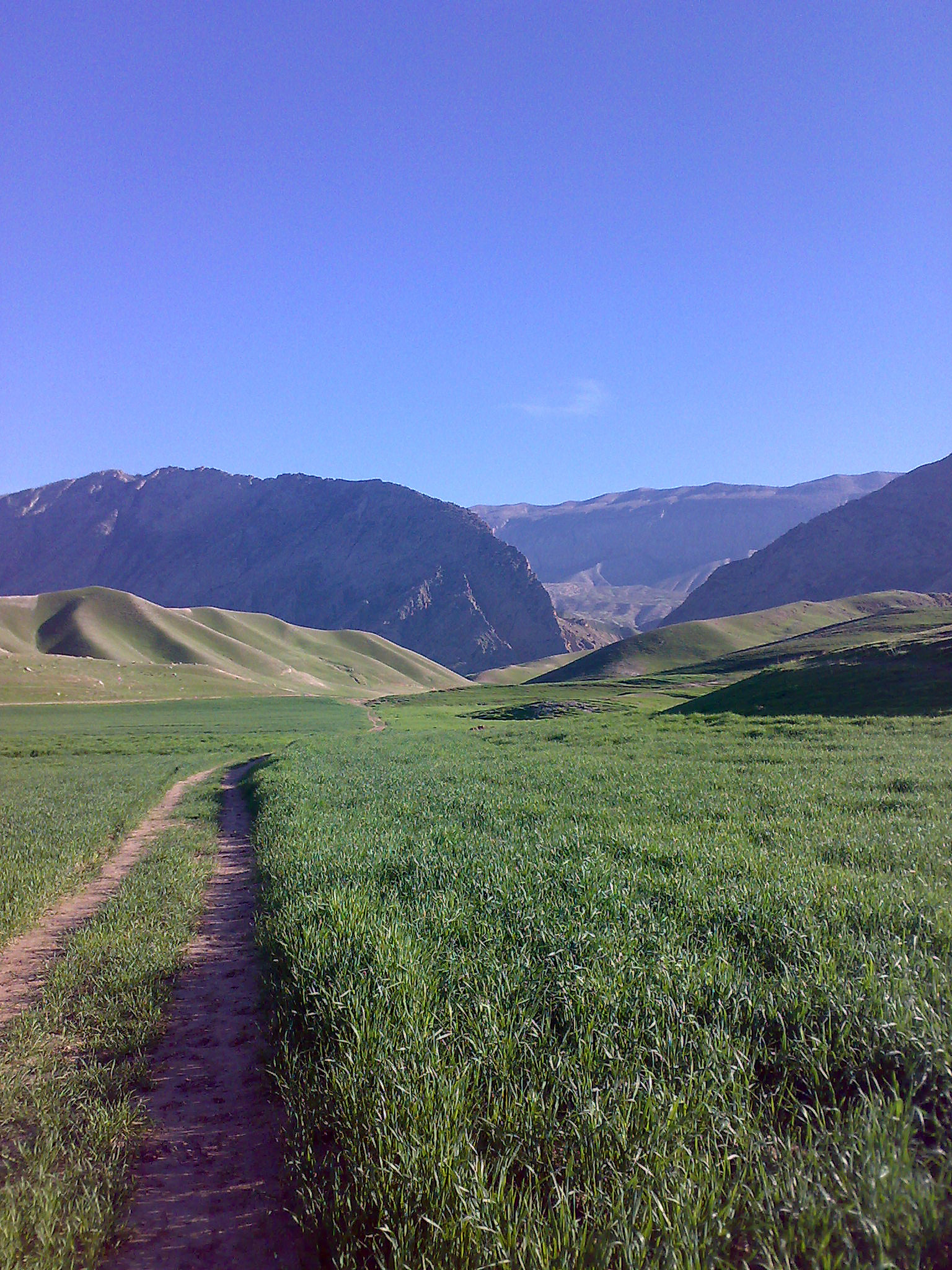
سهول القمح في مدينة دره شهر

يُزرَع الشعير أساساً في خراسان وفارس وأذربيجان الشرقية ومازندران وزنجان وبدرجة أقل في باقي المحافظات. وقد بلغ متوسط الإنتاج الإجمالي السنوي منه 1.512 مليون طن.
- الأرز :

يُزرَع محصول الرز في مدن مازندران وجيلان وفارس. والذي بلغ الإنتاج السنوي منه 1.098 مليون طن.
- الزعفران :

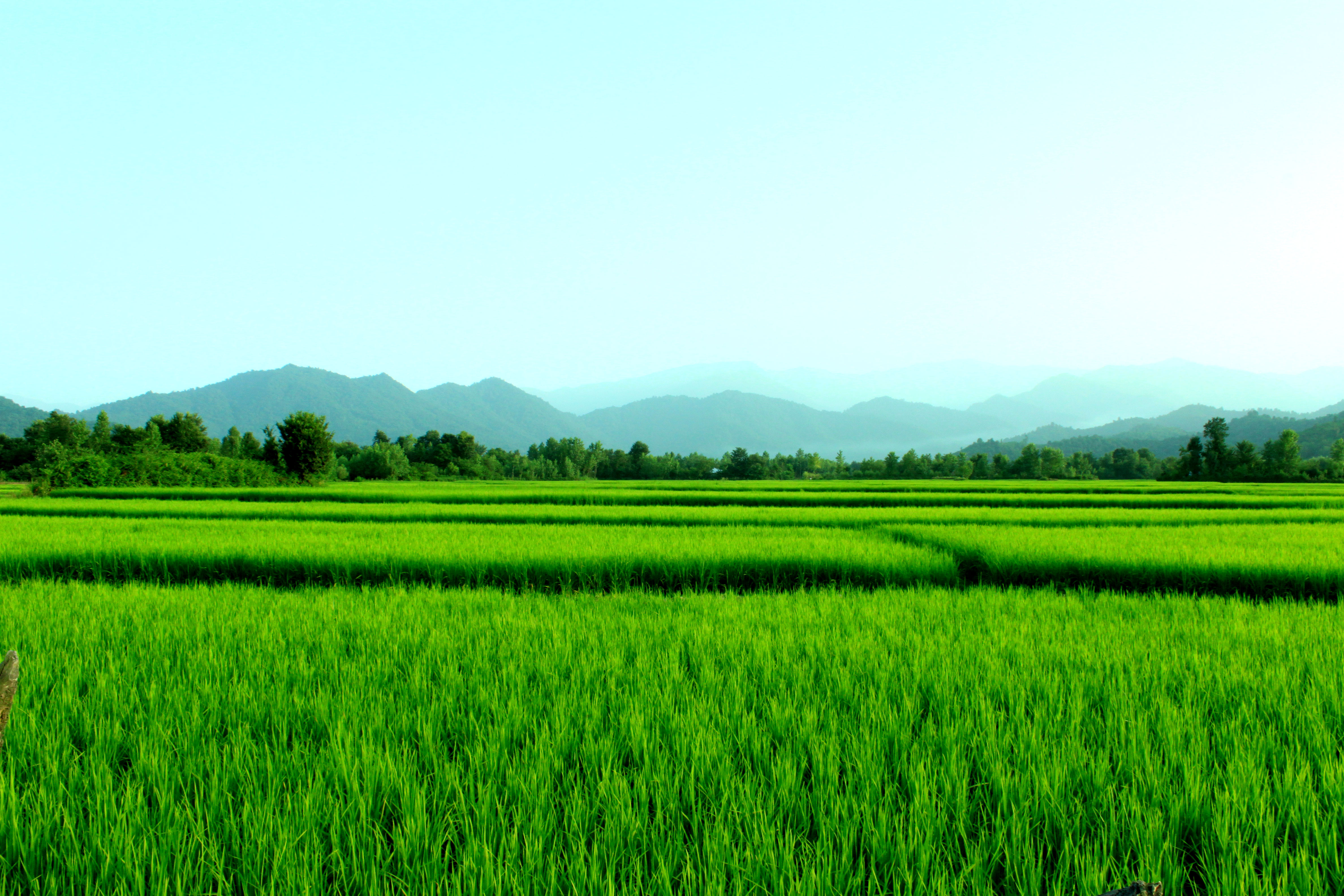
حقول الارز في برنج

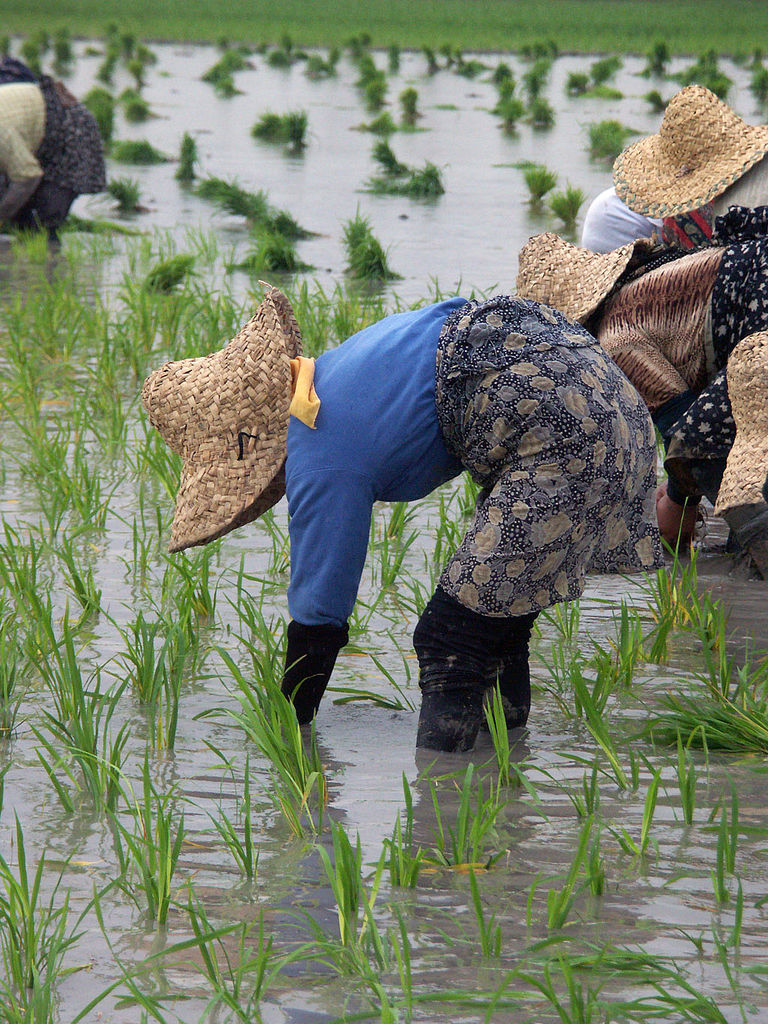
زراعة الأرز في إيران

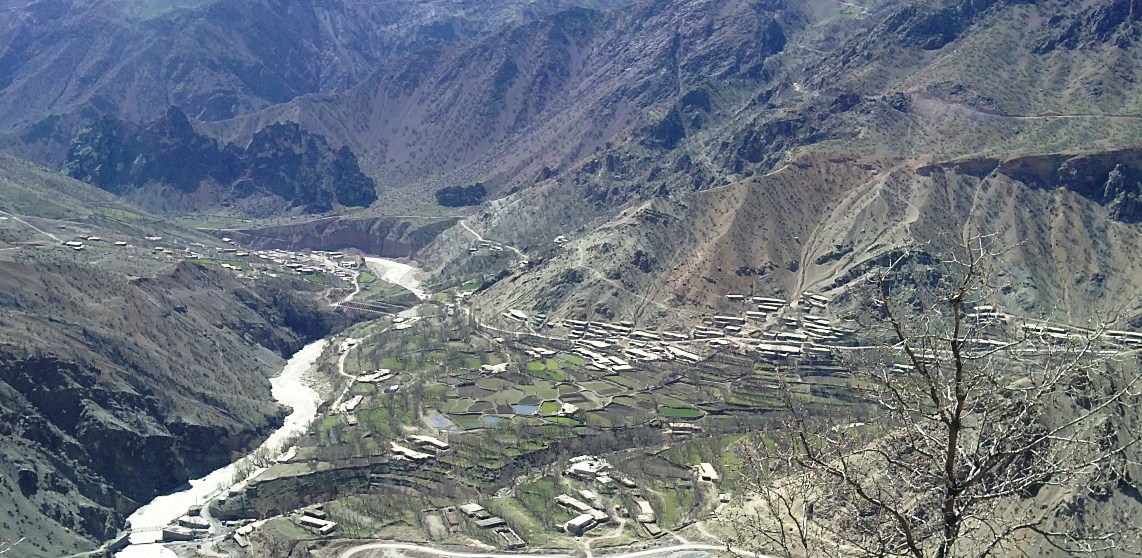
حقول الأرز وسط جبال قرية بزنويد، مقاطعة لرستان

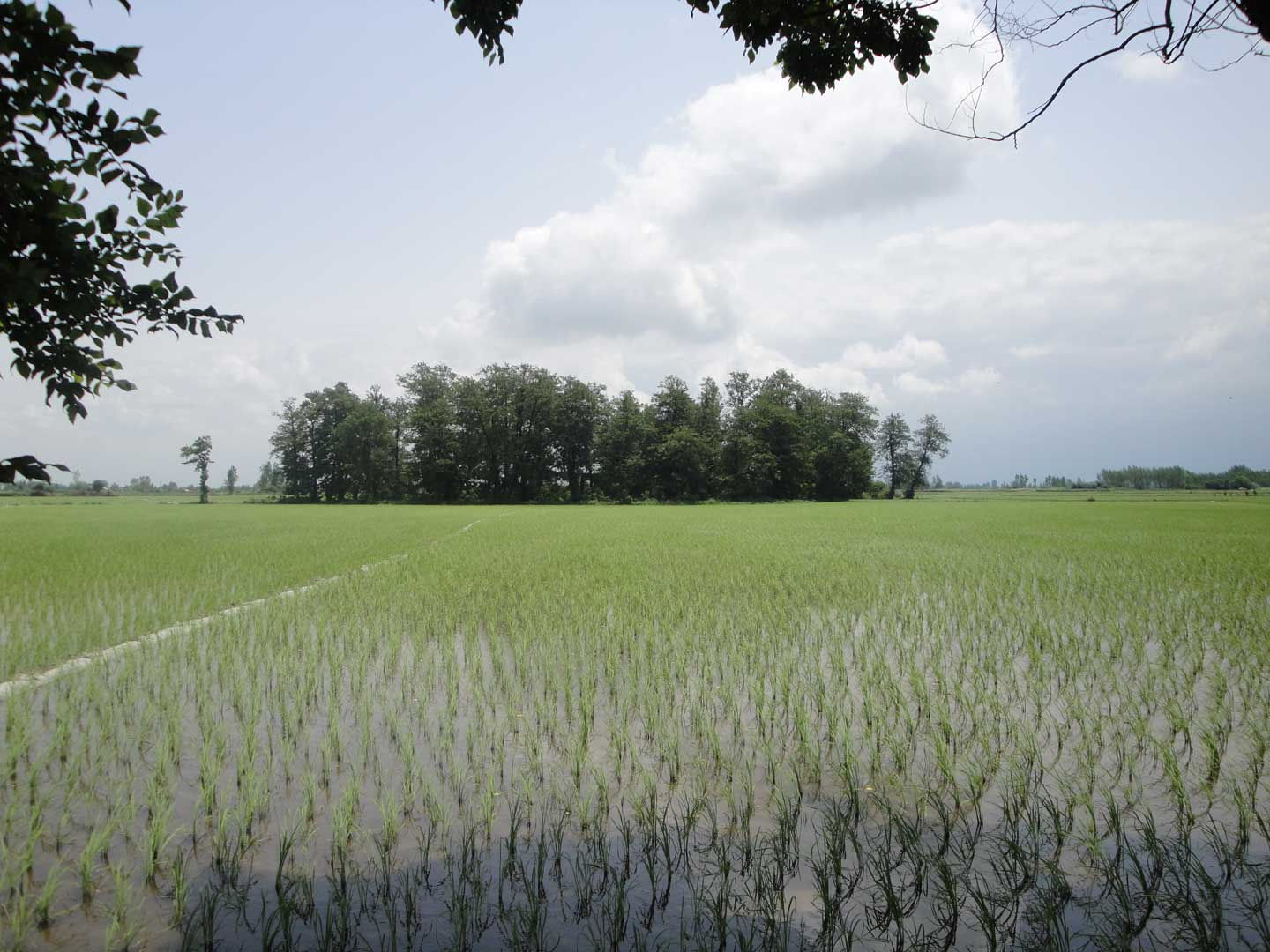
حقول الارز في آمل

يُعتبَر الزعفران من أشهر أنواع التوابل التي تضاف إلى الطعام، ويتميز بمذاقه العالي، وله العديد من الفوائد، ويدخل في العديد من وصفات الطعام والشراب، ويُزرَع بشكل أساسي في آسيا، وتحديداً في دول حوض البحر الأبيض المتوسط، وتُعَد إيران من أهم منتجي نبات الزعفران في العصور الوسطى والعصر الحديث في العالم، حيث يُزرَع في مناطق الجبال، وفي إقليم كردستان، في مناطق دربينة وفي أصفهان. ويُقدّر إنتاج إيران من الزعفران بـ 239 طن بين العامين 2013 و 2014 تليها اليونان التي أنتجت ستة أطنان. حيث تُعَد إيران المُنتِج الرئيس للزعفران في العالم بناتج إجمالي يُقدّر بـ 95% من الطلب العالمي.
- النخيل :

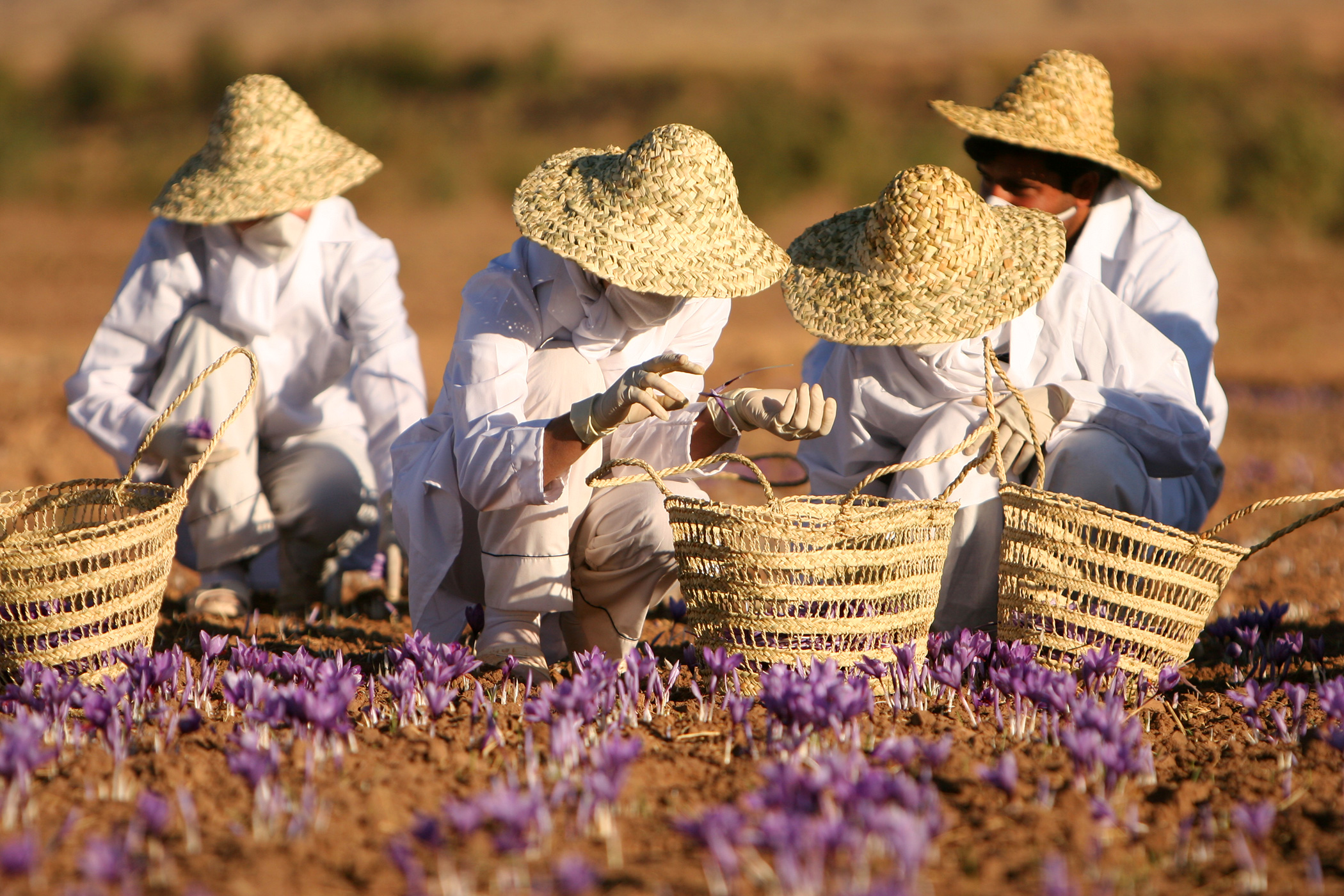
حصاد الزعفران في إيران، منطقة تربت حيدرية

تنمو اشجار النخيل في الواحات الجنوبية إلإيرانية ففي محافظة خوزستان يتم إنتاج كميات ضخمة من التمور وبجودة عالية تجعل من البلاد منافساً قوياً في الاسواق العالمية. وتُعتبَر إيران مُنتِج رئيسي للتمور في العالم.
- الفستق :

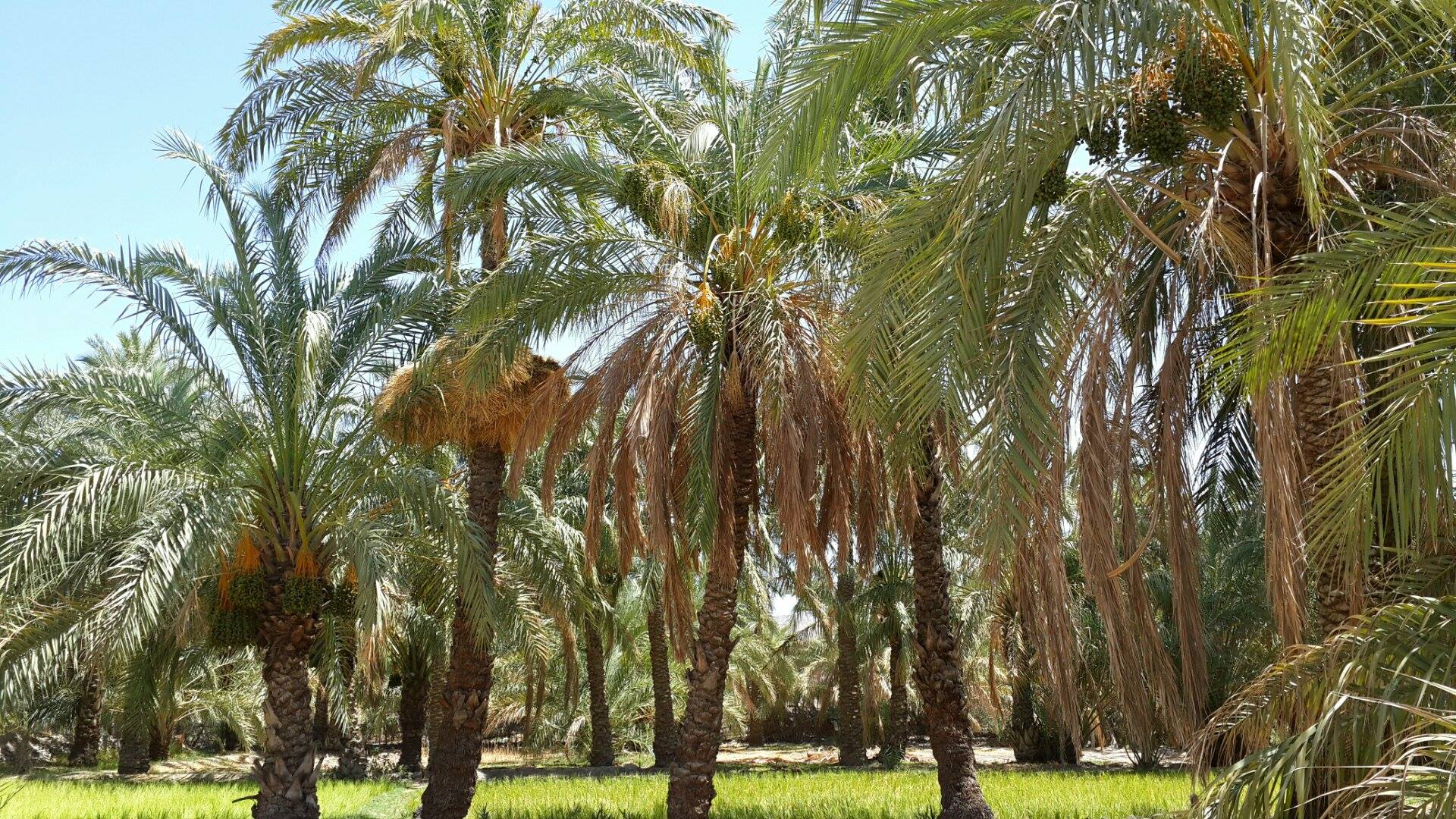
بساتين النخيل في محافظة سيستان وبلوشستان

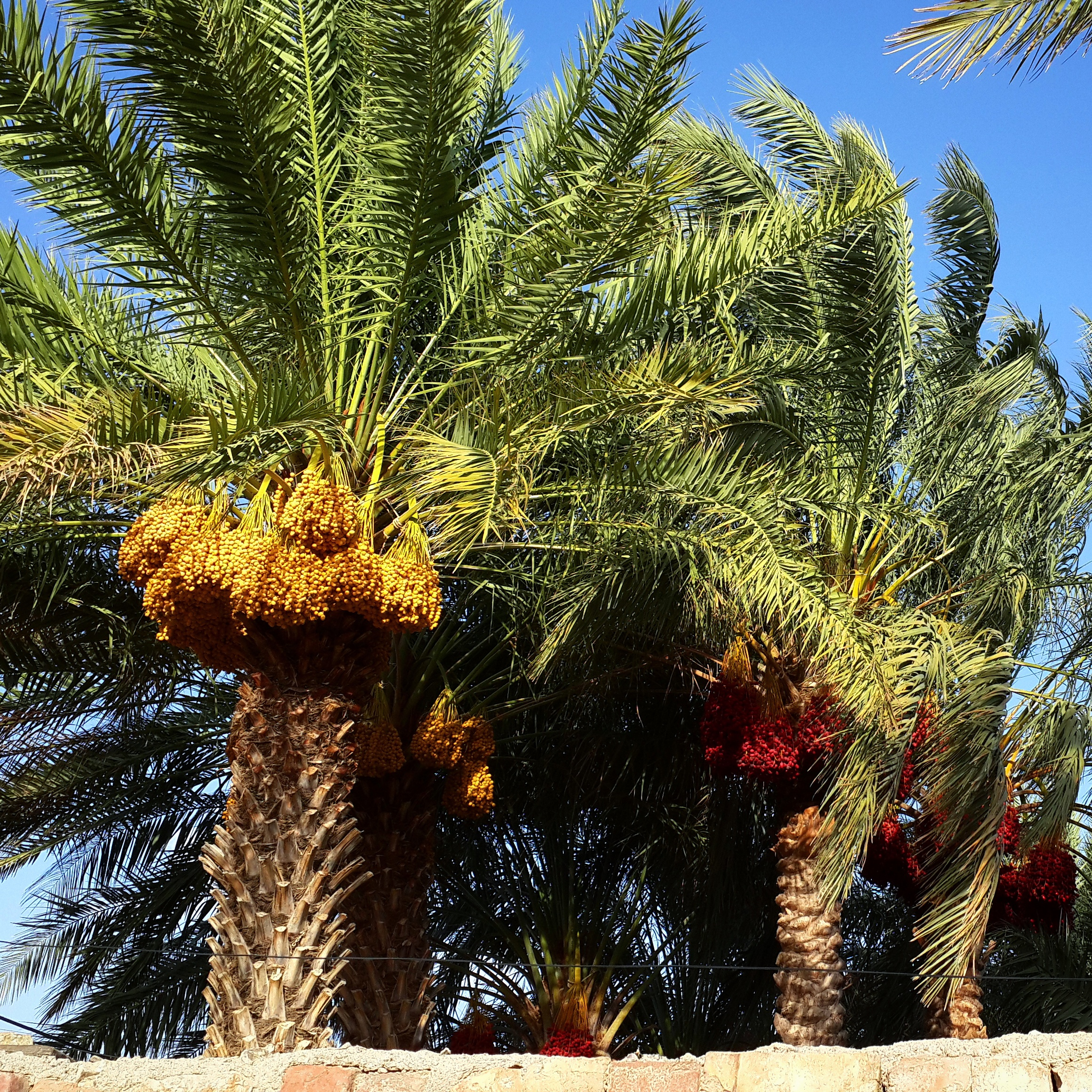
بساتين النخيل في لاشار، مدينة نيك شهر في محافظة سيستان وبلوشستان الإيرانية

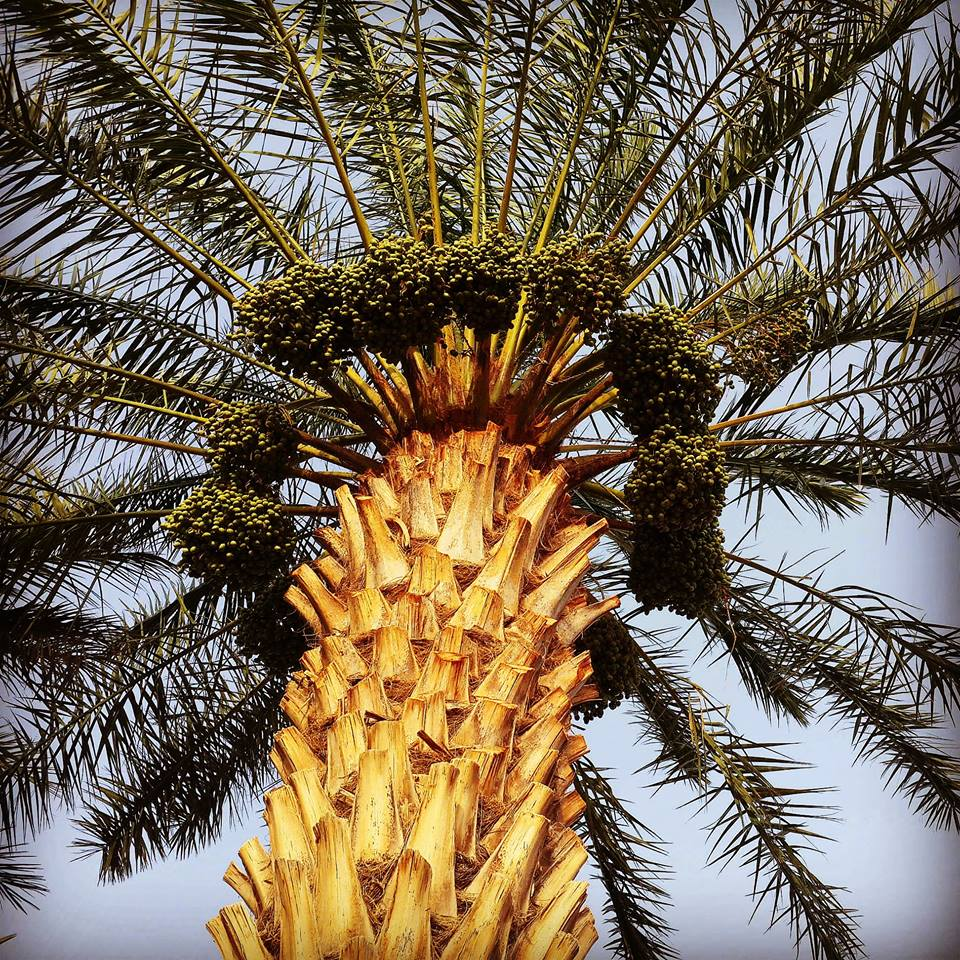
نخلة مثمرة من لاشار، مدينة نيك شهر في محافظة سيستان وبلوشستان الإيرانية

يُزرَع الفستف في إيران في محافظة كرمان ومدنها الرئيسية مثل رفسنجان وأنار حيث تُعَد الأكثر انتاجاً للفستق في إيران إلى جانب مدن دامغان وخراسان ويزد وقم. حيث تنتشر غابات الفستق في المناطق الشرقية والجنوبية والجنوبية الشرقية وتبلغ مساحتها (26,000 كم 2). وتشكل تجارة هذا المنتج الزراعي الاستراتيجي نسبة كبيرة من حجم التجارة والدخل القومي الإيراني. ويُصّنَف الفستق الإيراني كأجود الأنواع في العالم  من حيث الجودة والكمية، حيث يُصّدَر إلى 170 بلداً في العالم.
- الشاي :

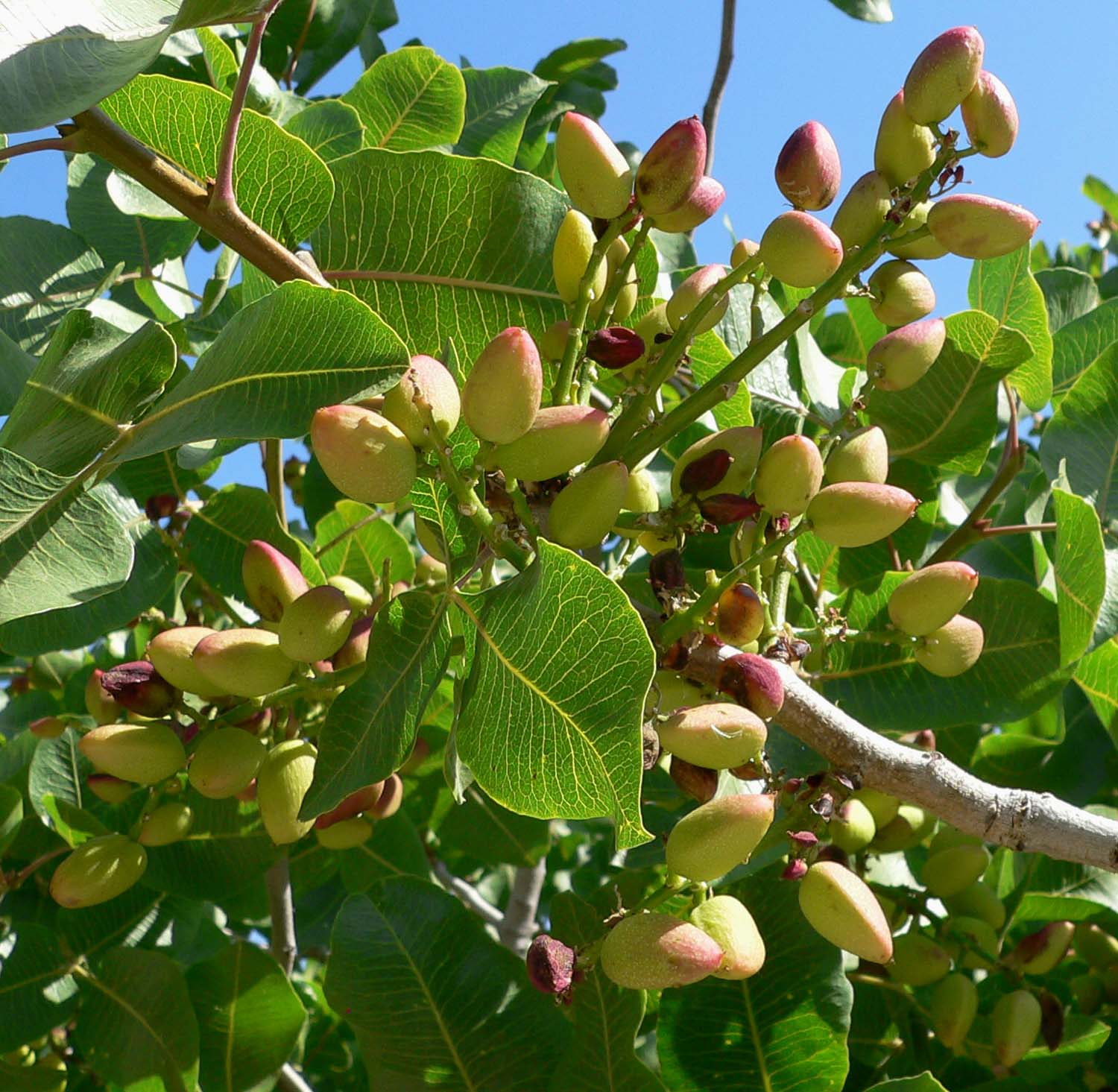
مزارع الفستق في محافظة كرمان، إحدى أهم المدن في زراعة محصول الفستق

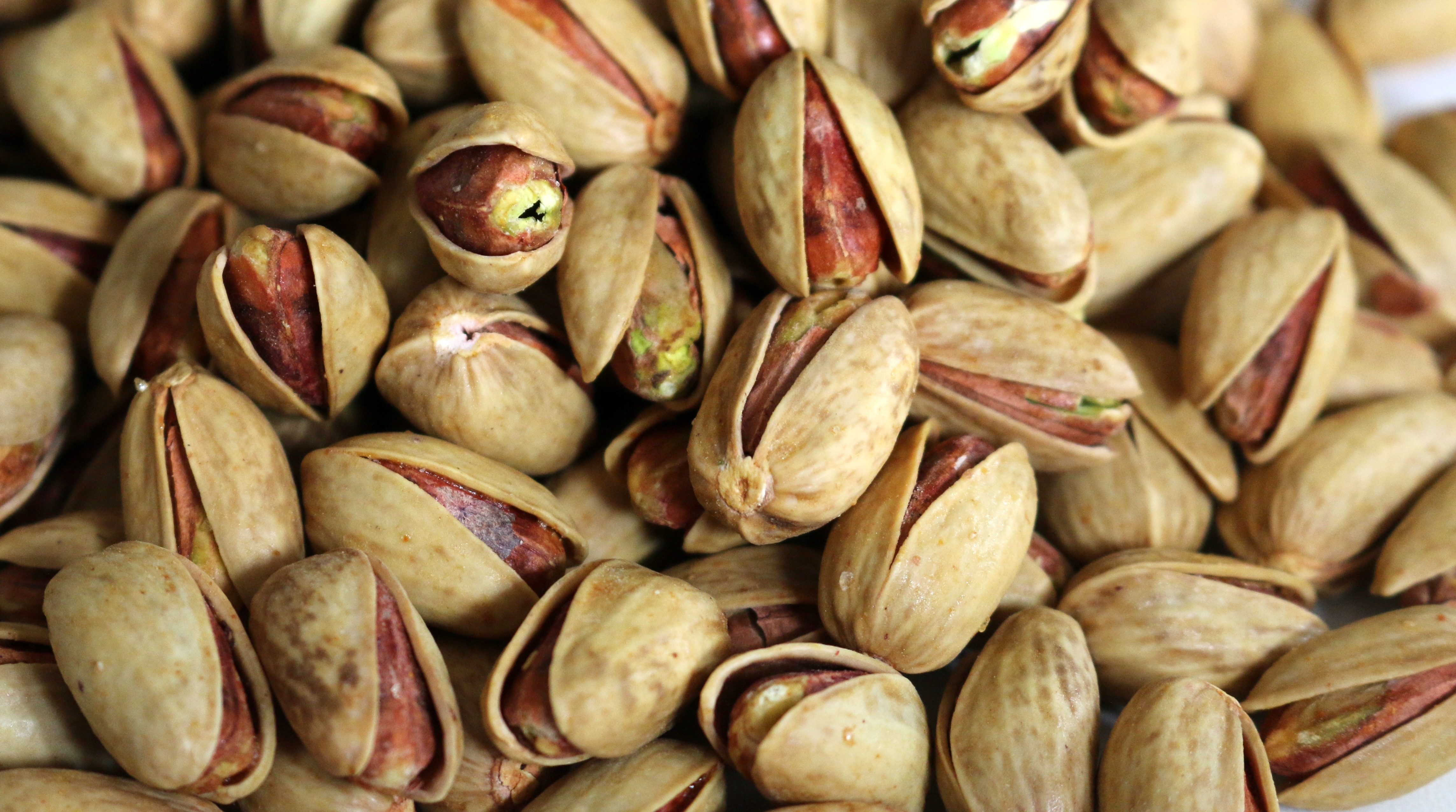
فستق إيراني جاهز للبيع في مدينة دامغان، كرمان

تُزرَع آلاف الهكتارات في إيران من الشاي. وأتت الكلمة من (الفارسية چای)، ويعود تاريخ الشاي إلى مدينة لاهيجان والتي تُعَد من أقدم مدن محافظة جيلان، وتُعرَف لاهيجان بمدينة الشاي، لأن زراعة الشاي في إيران بدأت لأول مرّة في لاهيجان، ولم يلبث حتى أن انتشرت زراعة الشاي في هذه المدينة وباقي المناطق الجنوبية المطلة على بحر قزوين. كما ويُزرَع في إيران الشاي الأبيض والذي يُعتبَر من أندر أنواع الشاي وتصدره لعدد من الدول العربية حيث تُعتبَر هذه الدول مستورد اساسي للشاي الابيض الإيراني.
- بنجر السكر :

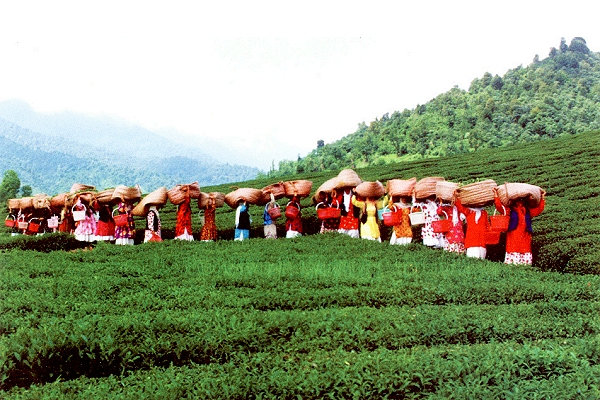
مزارع الشاي في لاهيجان

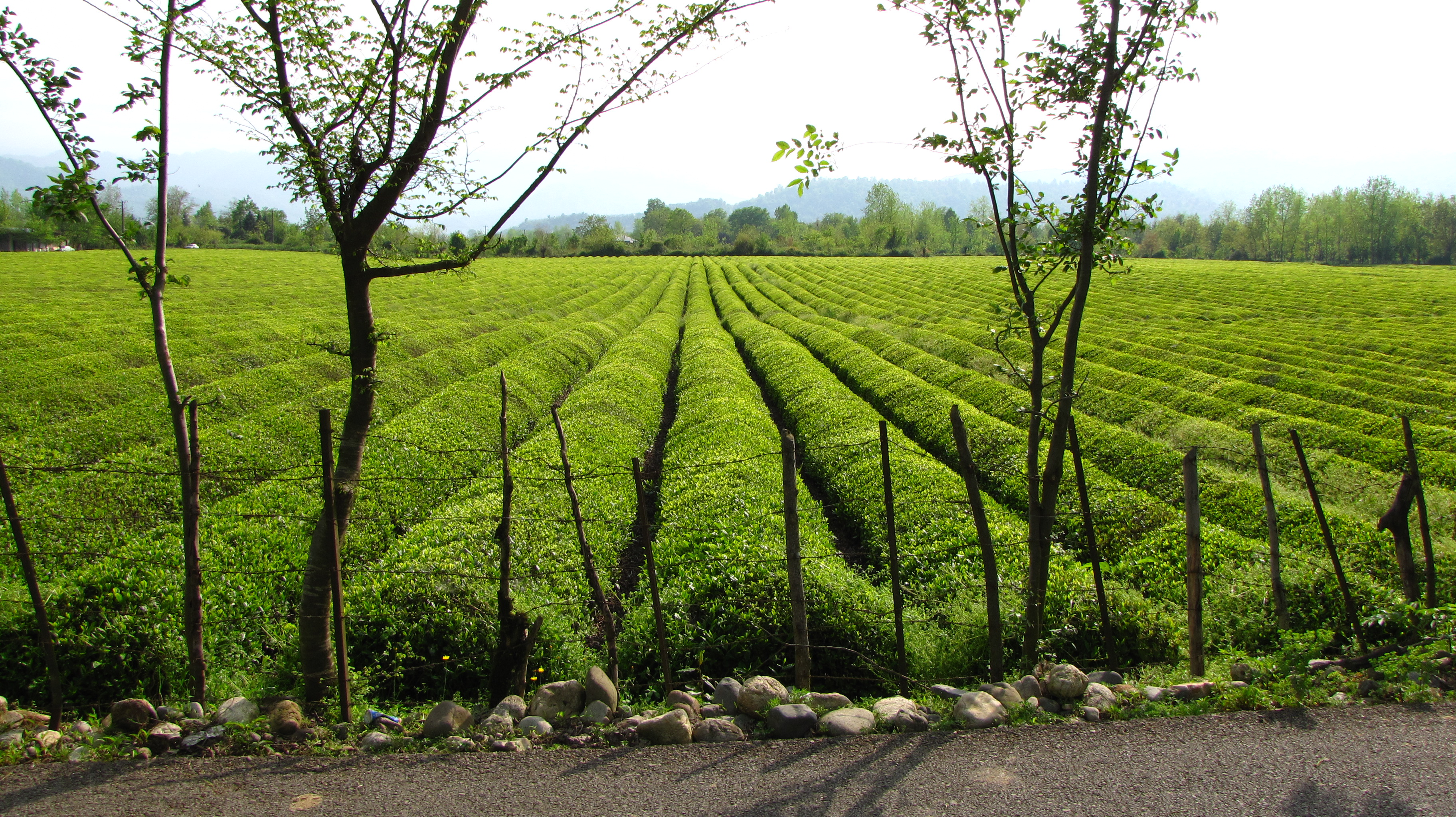
حدائق الشاي في ماكلوان، كيلان

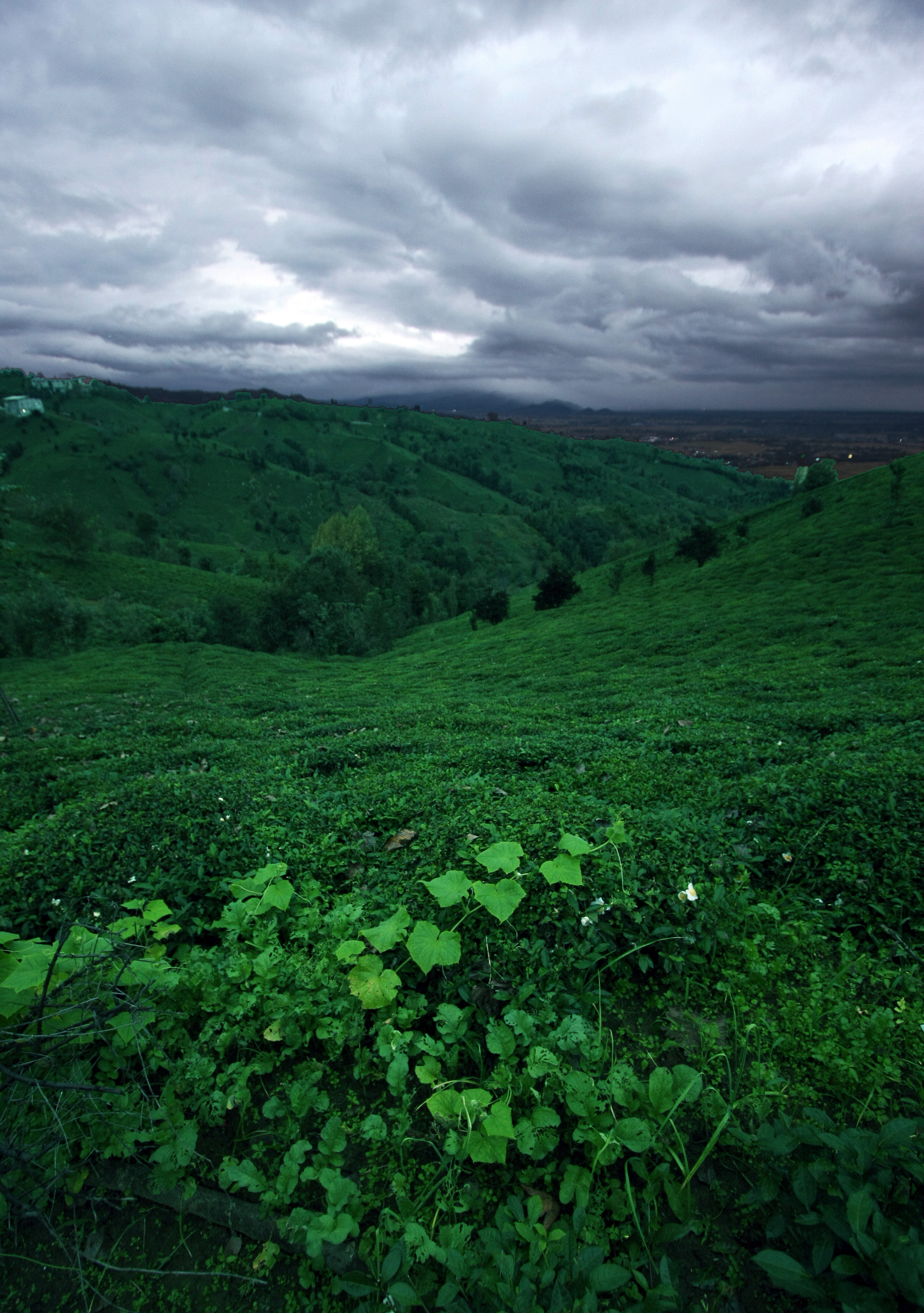
حدائق الشاي قرب مدينة رودسر

انتشرت زراعة بنجر السكر في إيران منذ عام 1930م بعد تأسيس مصنع بنجر السكر، وازدادت المساحة المخصصة لزراعته بازدياد مصانع السكر. لاينمو بنجر السكر بشكل جيد في المناطق الغزيرة الأمطار والرطبة مثل سواحل بحر قزوين والمناطق الحارة جداً. وتُعتبَر المناطق الداخلية من هضبة إيران وخاصةً المناطق التي لا تهطل فيها ثلوج بشكل مبكر في الخريف، أفضل مناطق زراعته. وقد بلغت المساحة المخصصة لزراعة بنجر السكر في البلاد في 1996م 160 ألف هكتار، حيث أنتجت 000’679’3 طن منه.
- قصب السكر :

يعود تاريخ إنتاج قصب السكر في خوزستان إلى العصور القديمة، ولكن زراعته هُجِرَت لعدة قرون بسبب عدم الاهتمام بالري، حتى استُأنِفَت زراعته في عام 1954م. وفي هذه السنة تم زرع نماذج من فسائل قصب السكر الهندي والباكستاني في أطراف الأهواز وهفت تپه وانتشرت تدريجياً. ويقتصر إنتاج قصب السكر المرغوب على خوزستان، ولكن هناك نوعاً منه يزرع في جيلان ومازندران يُنتَج منه السكر الأحمر. وفي عام 1996م بلغت مساحة الأراضي المزروعة بقصب السكر في البلاد 26 ألف هكتار، حيث أنتجت 000’033’2 طن.
- القطن :

كانت زراعة القطن منتشرة في إيران منذ القرون التي سبقت ولادة السيد المسيح، وكان نوعه المحلي شائعاً حتى سنوات الحرب العالمية الأولى. ينمو هذا النبات بشكل جيد في المناطق الحارة التي يبلغ فيها معدل الحرارة 25ْ-30ْ. ثم زُرِعَ القطن غير المحلي في إيران لأول مرة في عام 1926م في قرية فيلستان بورامين. وما لبِثَ أن انتشر لتهيؤ الظروف المناسبة لزراعته، وعُرِفَ باسم الفيلستاني بمناسبة المكان الأول الذي زُرِعَ فيه. وانتشرت فيما بعد في إيران الأنواع الأخرى من القطن الأميركي المرغوب. وأما المناطق الرئيسة لزراعة القطن في إيران فهي: جرجان ومازندران وخراسان والمحافظة الوسطى وأصفهان وفارس وكرمان وآذربايجان. وتقع أوسع مزارع القطن في جرجان، حيث توفر في السنين التي تتهيأ فيها الظروف المناسبة نصف محاصيل إيران. وفي عام 1996م بلغت مساحة الأراضي المزروعة بالقطن على مستوى البلاد 314 ألف هكتار، حيث وصلت محاصيله إلى 581 ألف طن.
- التبغ :

ينمو التبغ الذي دخل إيران من الخارج، بشكل جيد في المناطق التي تتراوح فيها درجات الحرارة صيفاً بين 20ْ و35ْ، ومتوسط الرطوبة بين 50% - 77%. وهذه الظروف متوفرة في جيلان ومازندران وجرجان، ولذلك يجب اعتبار أهم مراكز إنتاجه في حزام جنوب بحر قزوين. بلغت مساحة الأراضي الخاضعة لزراعة التبغ والتنباك في 1996م 18 ألف هكتار، حيث أنتجت 17 ألف طن من المحاصيل.
- البذور الزيتية :

أصبح إنتاج الزيوت النباتية في السنين الأخيرة ضرورة لايمكن تجنبها في إيران وذلك بسبب ازدياد عدد السكان، فازدهرت بالتالي بشكل ملحوظ زراعة البذور الزيتية مثل السمسم والخروع وبزر الكتّان وعباد الشمس، والذرة والأهم من كل ذلك حبوب الصويا، فظهرت مصانع عديدة لاستخلاص الزيوت فضلاً عن الأراضي الواسعة التي خضعت لزراعة هذه النباتات.
- الخيار :

تُعتبَر إيران ثاني أكبر دولة من حيث إنتاج الخيار لعام 2010 بعد الصين التي احتلت المركز الأول، ويُستَهلَك جزءً من هذا الإنتاج محلياً والقسم الآخر يتم تصديره خارج البلاد.
- الكيوي :

يُزرَع الكيوي في عدة محافظات إيرانية منها مازندران وكيلان وكلستان والتي تُعَد من المحافظات المنتِجَة لهذا النوع من الفاكهة.
- الرمان :

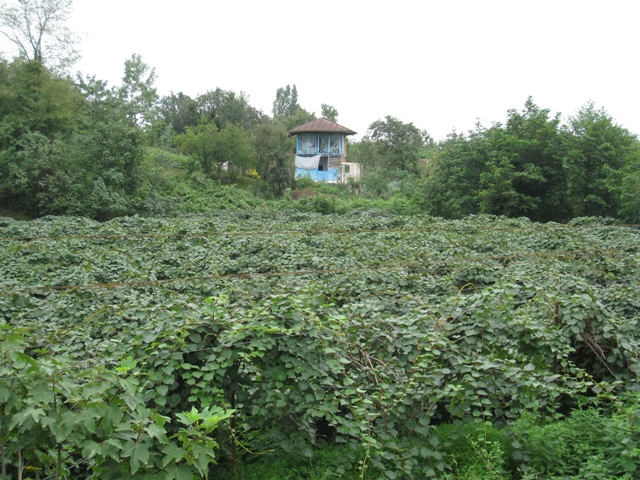
مزارع الكيوي في مازندران، إيران

تُعتبَر شجرة الرمان من الأشجار المعمرة النفضية موطنها الأصلي إيران. ولفاكهة الرمان مكانة بارزة في الألواح الحجرية في معلم تخت جمشيد الأثري بمحافظة فارس، حيث تسترعي نقوش الرمان على هذه الألواح انتباه كل ناظر، وهذا الأمر إن دلّ على شيء فانما يدلّ على مدى اهتمام الإيرانيين الخاص بهذه الفاكهة وزرعها في ماضي العصور والأدوار التاريخية. وكان لزراعة الرمان وقطفه ازدهار اقتصادي خاص في جميع المحافظات الإيرانية المجاورة للصحراء الوسطى منذ القِدَم. ويُعَد تصدير هذا المُنتَج الزراعي مورداً مالياً ضخماً للمزراعين. ويُزرَع الرمان في كثير من المدن الإيرانية ولكن اشهرها مدينة ساوه التي تبعد عن طهران 120 كيلومتراً وتأتي من بعدها مدينة فارس ومحافظة اراك وسط إيران. وتُعتبَر إيران مُنتِجاً رئيسياً للرمان وتحتل المركز الأول بين دول العالم حيث يُصّدَر إلى عدة دول اهمها روسيا وتركمانستان والإمارات العربية المتحدة والعراق وهولندا وألمانيا والسويد والكويت وفرنسا وسويسرا.
- الرمان الأسود :

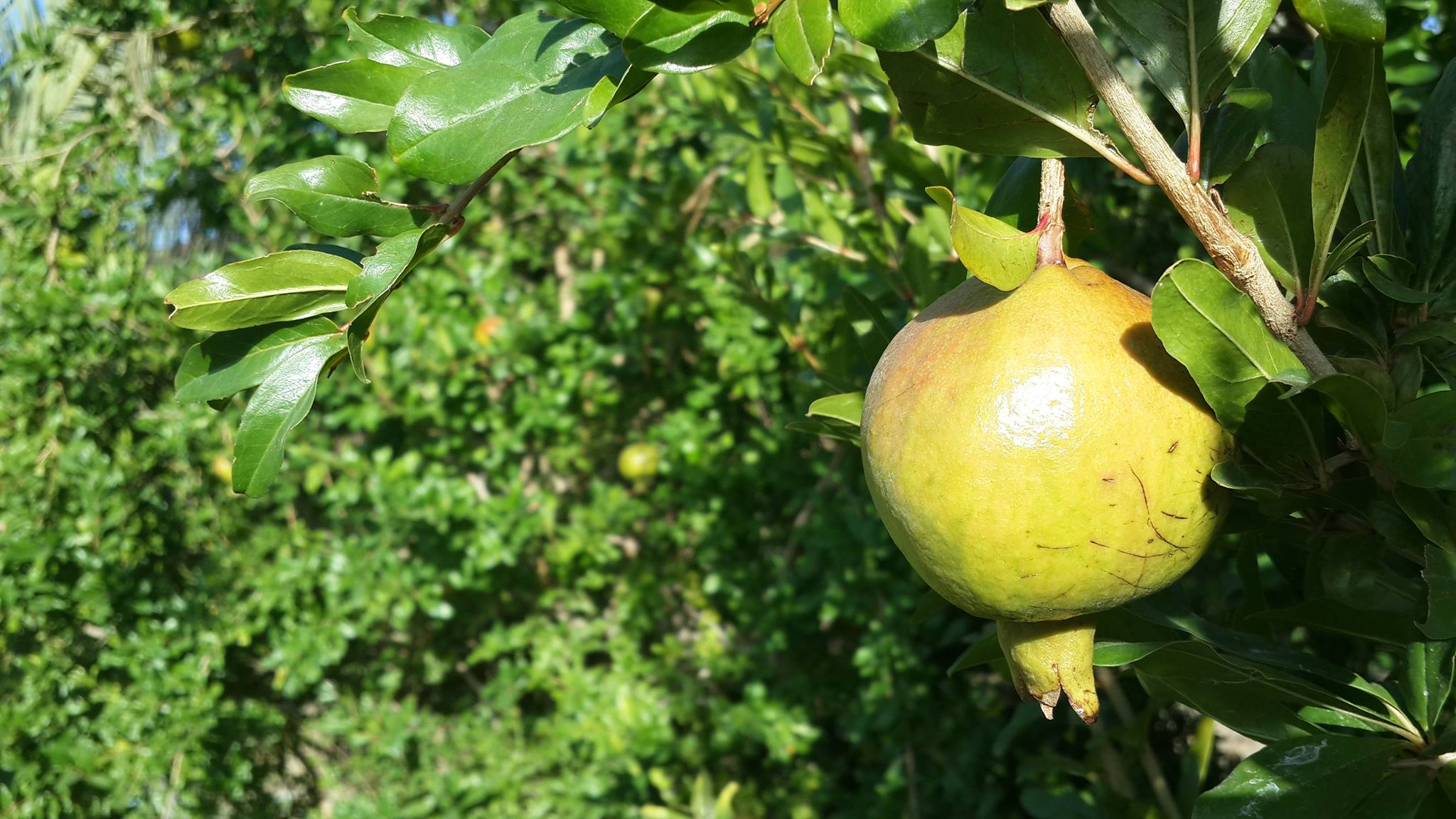
اشجار الرمان في بلوشستان

يُزرَع في إيران ويُصّدَر جزء منه للخارج، وهو من أنواع الرمان النادرة.
- العنب :

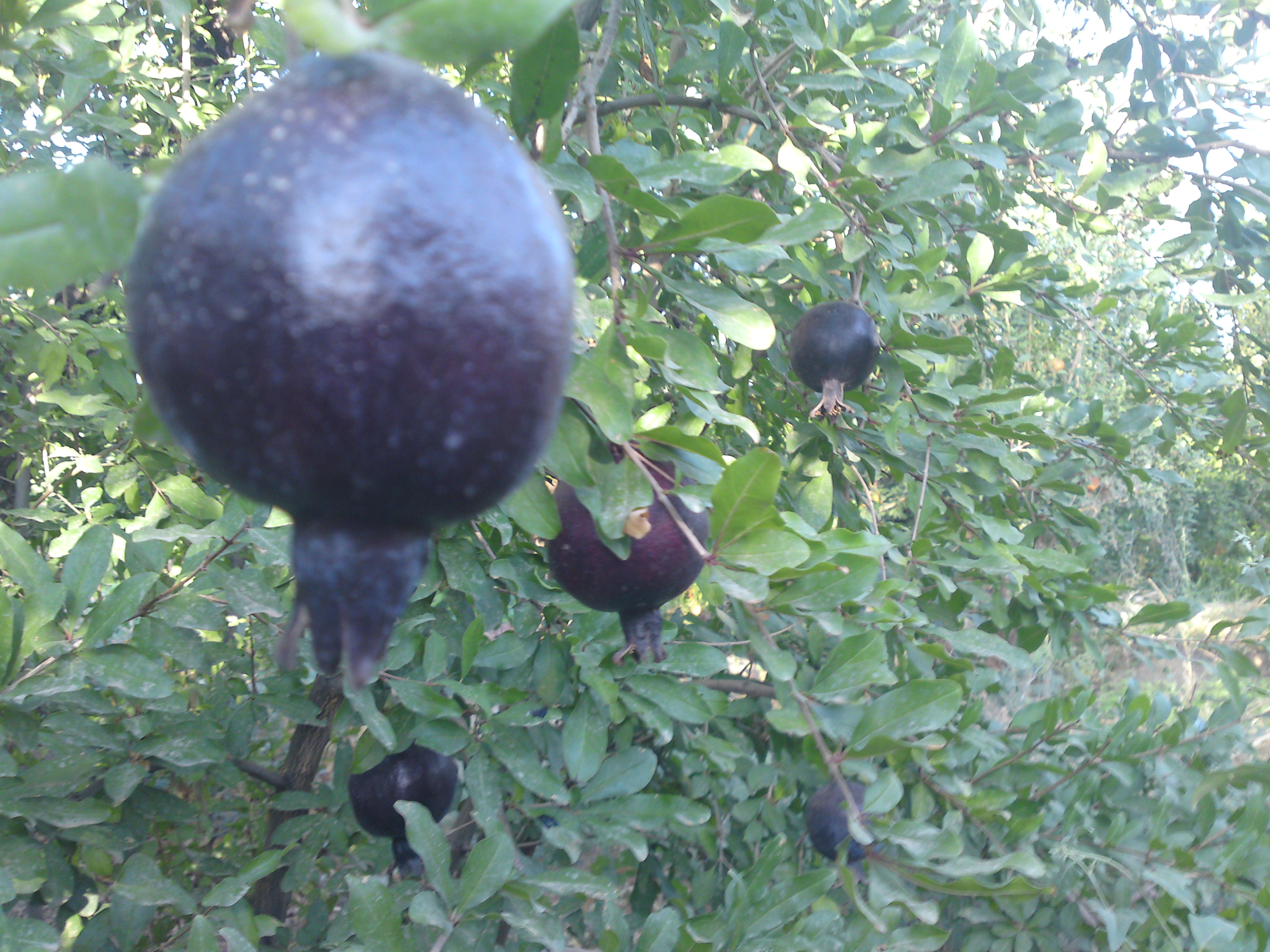
الرمان الاسود في إيران

تُعتبَر إيران من أهم البلدان المنتجة للعنب. حيث تحتل المرتبة التاسعة عالمياً (2015م). وبحسب وزارة الزراعة الإيرانية (لعام 2015) فأن مساحة مزارع العنب في إيران تبلغ 290 الف هكتار، ويبلغ الإنتاج السنوي 2.8 مليون طن. وأن 640 الف طن من العنب المُنتَج في البلاد سنوياً، يتم تحويله إلى زبيب بنحو 160 الف طن. ويُعتبَر الزبيب أحد المنتجات المحلية التي تشتهر بها إيران.
- الخوخ :

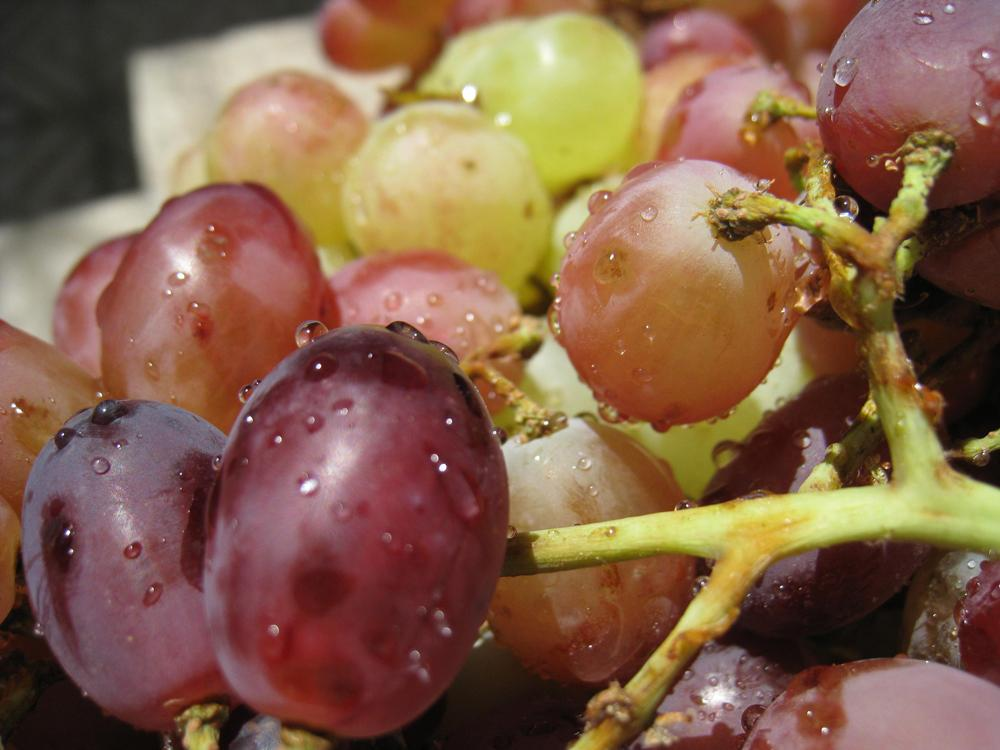
مزارع العنب في مقاطعة أبهر، محافظة زنجان

تحتل إيران المرتبة العاشرة عالمياً في إنتاج الخوخ. حسب منظمة الأغذية والزراعة. وتشتهر مدينة (خرو) شمال شرقي إيران بإنتاج أفضل أنواع الخوخ المجفف الذي يحظى بشهرة عالمية حيث جعلت من هذه المدينة «عاصمة خوخ بخارى الإيراني»، ويُعتبَر أواسط فصل الخريف الوقت الأفضل لتجفيف هذه الفاكهة التي تُزرَع على مساحة 1800 هكتار في نيشابور بطاقة انتاجية تصل إلى 24 ألف طن سنوياً.
بالإضافة إلى ذلك تزرع إيران العديد من المحاصيل الزراعية، وهي كالتالي:
- الذرة
- القنب
- البطاطس
- البقوليات
- الخضروات
- نباتات العلف
- التوابل
- اللوز
- الجوز [61]
- الشوندر السكري
- السمسم
- الخروع
- عباد الشمس
- البندورة
- البصل
- التفاح
- الحمضيات
- التمر
- الصويا
- فول الصويا
- البطيخ الأحمر

وغيرها من المحاصيل الزراعية.

## تربية الماشية

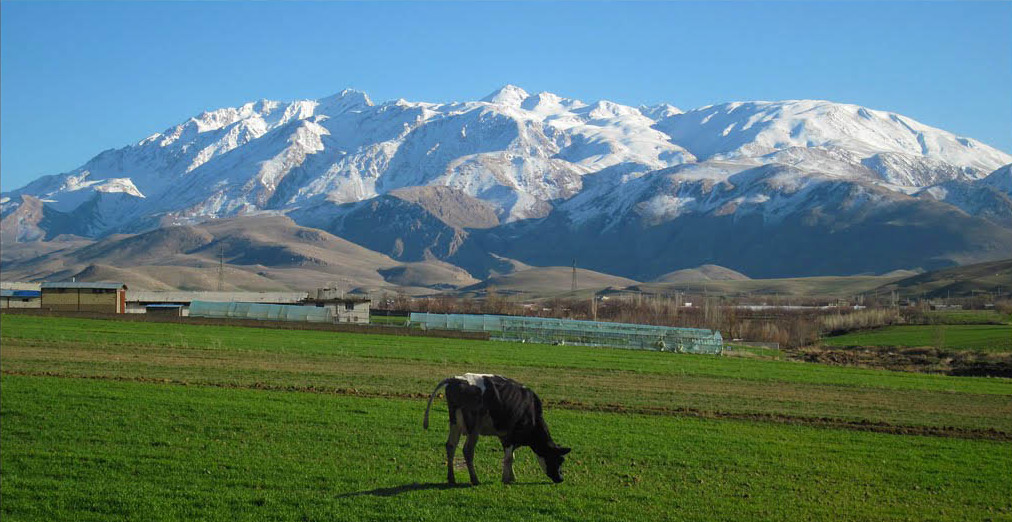
رعي الماشية في سهول اشترانكوه الإيرانية

يعمل في تربية الحيوانات القبائل البدوية والريفيون ويملك البدو وأنصاف البدو 70٪ من مجموع الحيوانات في إيران. وتربى الحيوانات في محافظات خراسان وكردستان ولورستان وعربستان وغيرها من المحافظات في جنوبيّ البلاد. أما في بقية المناطق فيعمل المزارعون في كل مكان تقريباً. وتربى قطعان الحيوانات على نباتات المراعي على مدار العام، وتساعد في ذلك المساحة الواسعة للمراعي في إيران، حيث تقدر بنحو 10 ملايين هكتار منها 19٪ مراع جيدة، و25٪ متوسطة الجودة، و56٪ فقيرة. وفي فصل الشتاء تنحصر تربية القطعان في الأودية والسهول السهبية، أما في الصيف فعلى السفوح الجبلية. وتحتل الحيوانات مركزاً مهماً في الدخل الوطني. وقد بلغ تعداد رؤوس الضأن 34288 ألف رأس والماعز 18469 ألف رأس والأبقار 5089 ألف رأس.
كما ان هضبة إيران بيئة مناسبة لتربية أنواع الماشية بسبب اتساعها وموقعها الطبيعي وتمتعها بأنواع المناخ في المناطق الحارة والباردة. وقد ارتبطت تربية المواشي دوماً ومنذ القديم بالحياة الريفية المستقرة، ولكن الحياة القبلية التي هي بدورها وليدة الظروف البيئية لهضبة إيران، أدت إلى أن تشكل تربية المواشي الأساس في الاقتصاد العشائري. كانت مساحة المراعي الضرورية للحياة القبيلة أوسع مما هي عليه الآن. وقد بذلت في السنين الأخيرة جهود واسعة لتوسيع وإحياء المراعي وتأمين غذاء الماشية. وقد أدى ازدياد عدد السكان والحاجة المتنامية إلى اللحوم وخاصة مع حدوث التغيرات السريعة في أسلوب حياة سكان المدن إلى أن تتخذ إجراءات مؤثرة لإصلاح سلالات المواشي إلى جانب توسيع المراعي.
أدى تنوع الظروف البيئية وخاصة المناخات المختلفة إلى أن تتم في كل قسم منها تربية مواشٍ تحت ظروف خاصة وهي:
- الأغنام :

تعتبر تربية الأغنام أساس حياة القبائل الرحل المتداولة في هضبة إيران. وقد تم في إيران تحديد مايقرب من 14 سلالة من الأغنام. اكتسبت كل منها تبعاً للظروف الإقليمية في منطقتها وخلال عدة مراحل من الامتزاج بينها، مواصفات خاصة. وأشهر سلالات الأغنام الإيرانية هي: (الماكوئي والمغاني والزل والكردي والبلوشي والكلكو <كله كوه> والزندي والتركي واللري وقره گل). وفي السنوات الأخيرة استوردت من الخارج سلالة (مرينوس، وآرليس، ورامبويه) لتنتج سلالات هجينة مختلطة. وفي عام 1993م بلغ عدد الأغنام في عموم إيران 000’420’37 رأس كانت تتم المحافظة عليها من قبل 800’193’1 وحدة استثمارية. وعلى مستوى المحافظات تركزت غالبيتها في خراسان 000’050’7 رأس وآذربايجان الغربية 000’207’3 رأس، وآذربايجان الشرقية 000’923’3 رأس، ومازندران 000’399’2 رأس.
- الماعز :

يتمتع الماعز بقدرة عالية على تحمل الجفاف وقلة الطعام أكثر من الغنم. يربى هذا الحيوان مع الغنم، ويفوق عدد الماعز عدد الأغنام في القطعان في المناطق الأكثر جفافاً. وفي عام 1992م بلـغ عــدد الماعز على مستوى البلاد 000’923’18 رأس، كانت تربى بواسطة 100’088’1 وحدة استثمارية. ويوجد من هذا العدد في فارس 000’405’3 رأس، حيث تُعتبَر أهم منطقة تتردد فيها عشائر إيران: وتأتي من بعدها خراسان إذ تضم 000’427’4 رأس . وكرمان 000’573’1 رأس ، وخوزستان 000’570’1 رأس، وسيستان وبلوشستان 000’311’1 رأس، حيث كانت تلك المحافظات من المراكز المهمة لتربية الماعز. وقد بلغ عدد الماعز في سائر المحافظات أقل من مليون رأس.
- الأبقار :

كانت الأبقار منذ أقدم العصور عاملاً مهماً في الزراعة في إيران، ولكن لم تتخذ خطوة مؤثرة لإصلاح سلالاتها، وبالتالي فإن السلالة المحلية للأبقار الإيرانية تتميز بجثة صغيرة وبوزن متوسط يبلغ 250 كغم وطاقة إنتاجية للحليب تبلغ 400 - 500 كغم في دورة تبلغ 182 يوماً في السنة. وفي السنين الأخيرة تزايدت الحاجة إلى حليب الأبقار ولحومها بسبب ازدياد السكان والتغير في أسلوب حياة سكان المدن، فاتخذت إجراءات واسعة لتحسين سلالة الأبقار. وفي عام 1993م بلغ عدد الأبقار والعجول في عموم البلاد 000’128’5 رأس، كانت تتم تربيتها في 400’376’1 وحدة استثمارية. وقد انتشرت أعلى الأرقام، أي 000’556 رأس في مازندران، ثم حسب الترتيب في آذربايجان الغربية 000’460 رأس وجيلان 000’448 رأس وآذربايجان الشرقية 000’433 رأس وخوزستان 000’373 رأس وخراسان 000’357 رأس، والباقي في المحافظات الأخرى. وفي عام 1996م بلغ عدد المراكز الصناعية لتربية الأبقار في البلاد 042’9 بسعة 228’962 رأس، اختصت 118’8 وحدة منها بإنتاج الحليب، فيما اقتصرت 924 وحدة على تسمينها بهدف إنتاج اللحوم.
▪ ويمكن التعرف على سرعة نمو المراكز الصناعية لتربية الأبقار في إيران من خلال معرفة أن إنتاج الحليب ارتفع من 530 ألف طن في عام 1988م إلى 799 ألف طن في عام 1992م و000’007’1 طن في عام 1994، حيث استأثرت محافظة طهران بـ 40% منه.

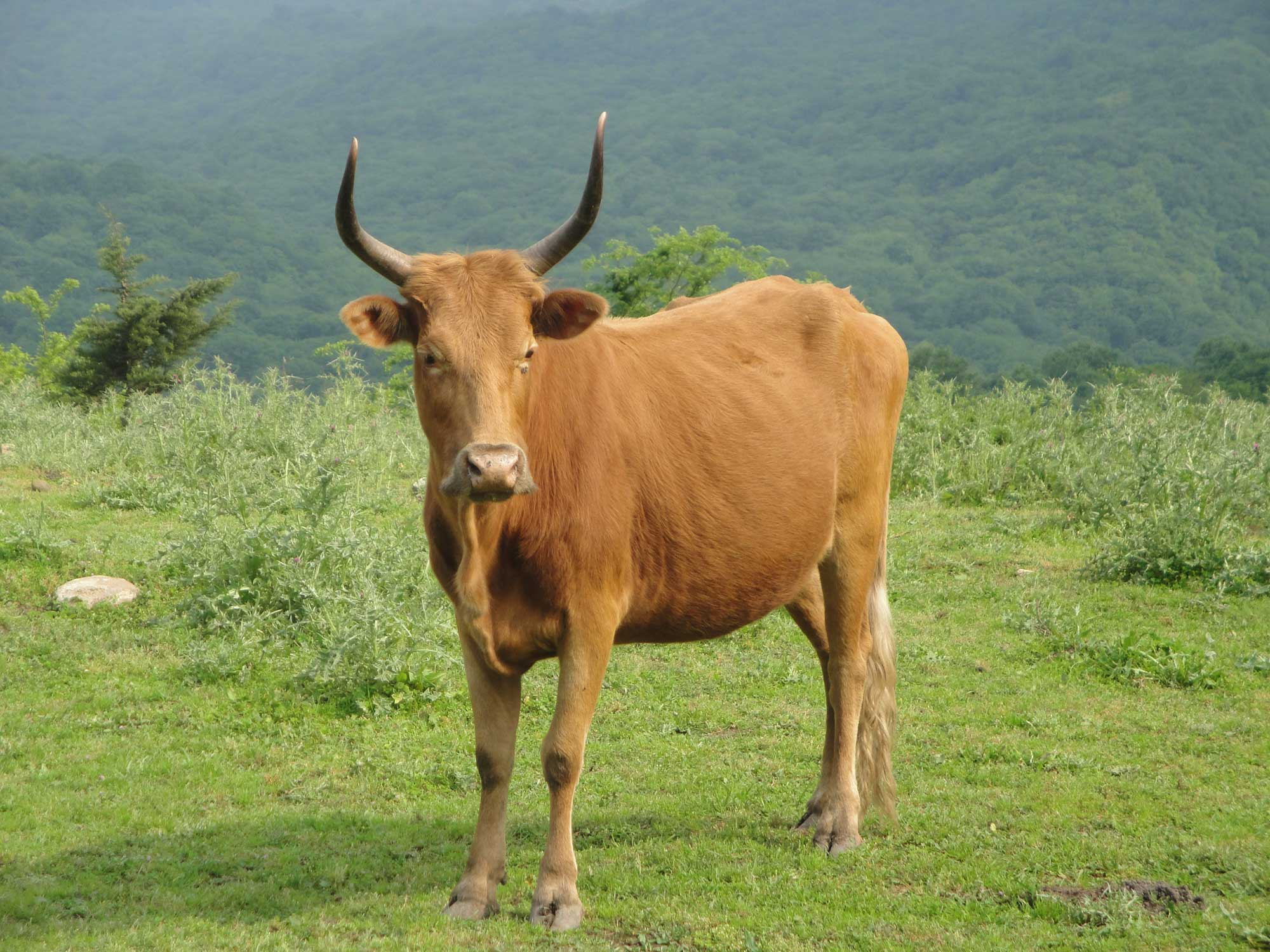
تربية الأبقار في قرية بليران

 

## صيد الأسماك
المُنْتَج الرئيسي لصناعة صيد الأسماك في إيران هو بطارخ، أو بيض سمك الحَفْش الذي يتم صيده من بحر قزوين. وتُسْتَخدم البطارخ في صُنع طعام مُمَلَّح فاخر يُسمَّى كافيار والذي يشتهر باسم الكافيار الإيراني. يصطاد صيادو السمك الإيرانيون أيضًاً سمك الشبوط وسمك السلّور والسمك الأبيض وسمك السالمون من بحر قزوين. ويشمل صيد الخليج العربي سمك السّردين والرَّوبيان وسمك موسى وسمك التونة.
كما وان طول خط الساحل الإيراني بالإضافة إلى تنوع الظروف المناخية داخل الأراضي الإيرانية وصلاحيتها لمختلف أنواع نظم تربية الأحياء المائية تجعل من إيران أكبر دولة منتجة للأسماك في الإقليم. وتوجد في إيران ثلاث فئات من أنشطة الصيد: مصايد الأسماك الجنوبية، ومصايد الأسماك الشمالية (بحر قزوين)، ومصايد الأسماك الداخلية وتربية الأحياء المائية. وقد أنتجت هذه المصايد 299000، و 32000، و 110000 طن على التوالي، في 2003. ويعد مصيد الموارد الطبيعية البرية محدوداً نظراً للصيد الجائر، والتلوث والصيد غير القانوني. وهناك محاولات في الوقت الحاضر لتحسين الأوضاع من خلال برامج تحسين الأرصدة السمكية، وبرامج صيانة مصايد الأسماك وإدارتها وخطط سحب تراخيص الصيد التي سبق منحها والتعويض عنها. وعلى النقيض من ذلك، تعد تربية الأحياء المائية واعدة جداً نظراً للمناطق الشاسعة المناسبة لإقامة مشروعات تربية الأحياء المائية وتنوع الظروف المناخية.

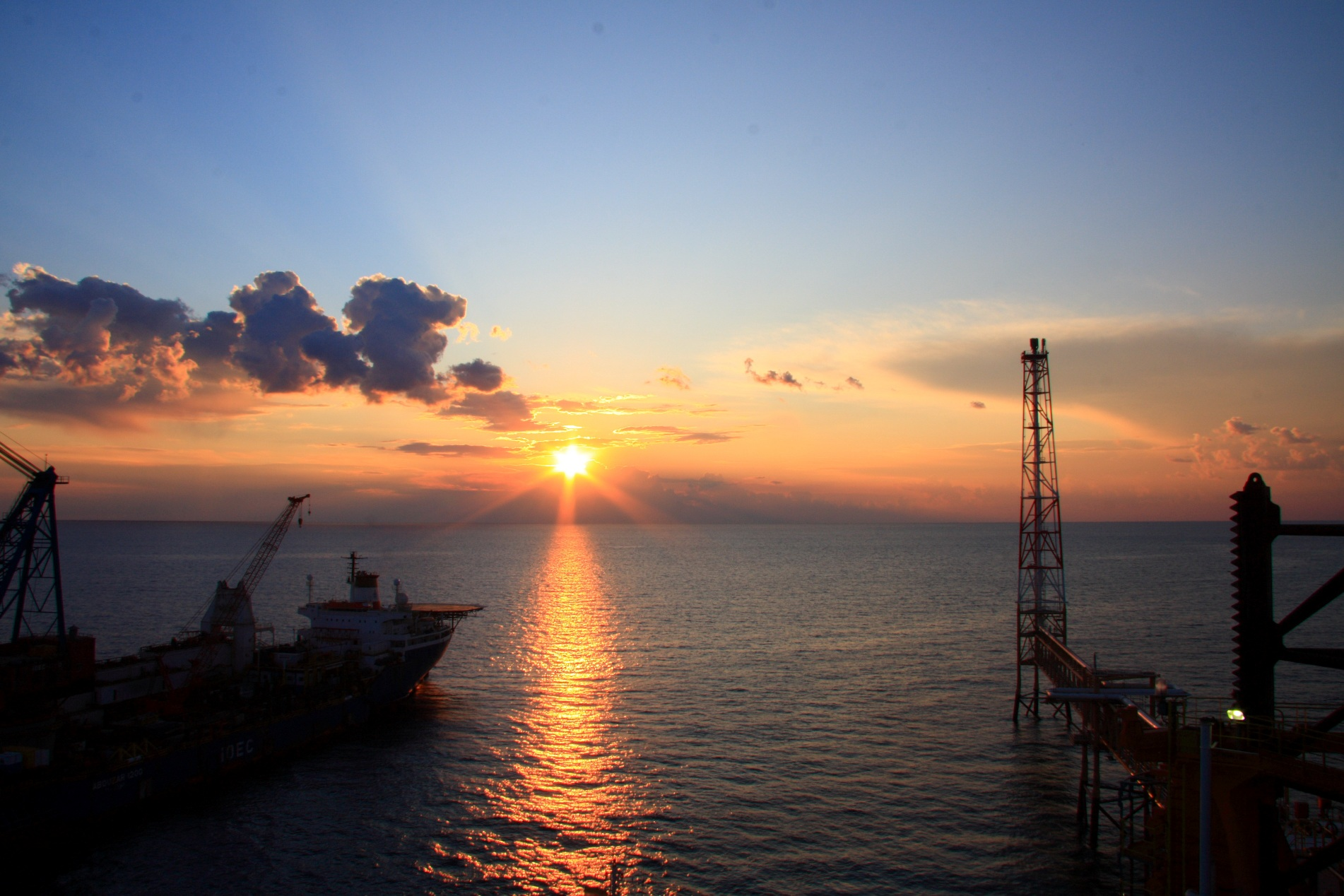
ساحل الخليج العربي، منطقة بارس الجنوبي

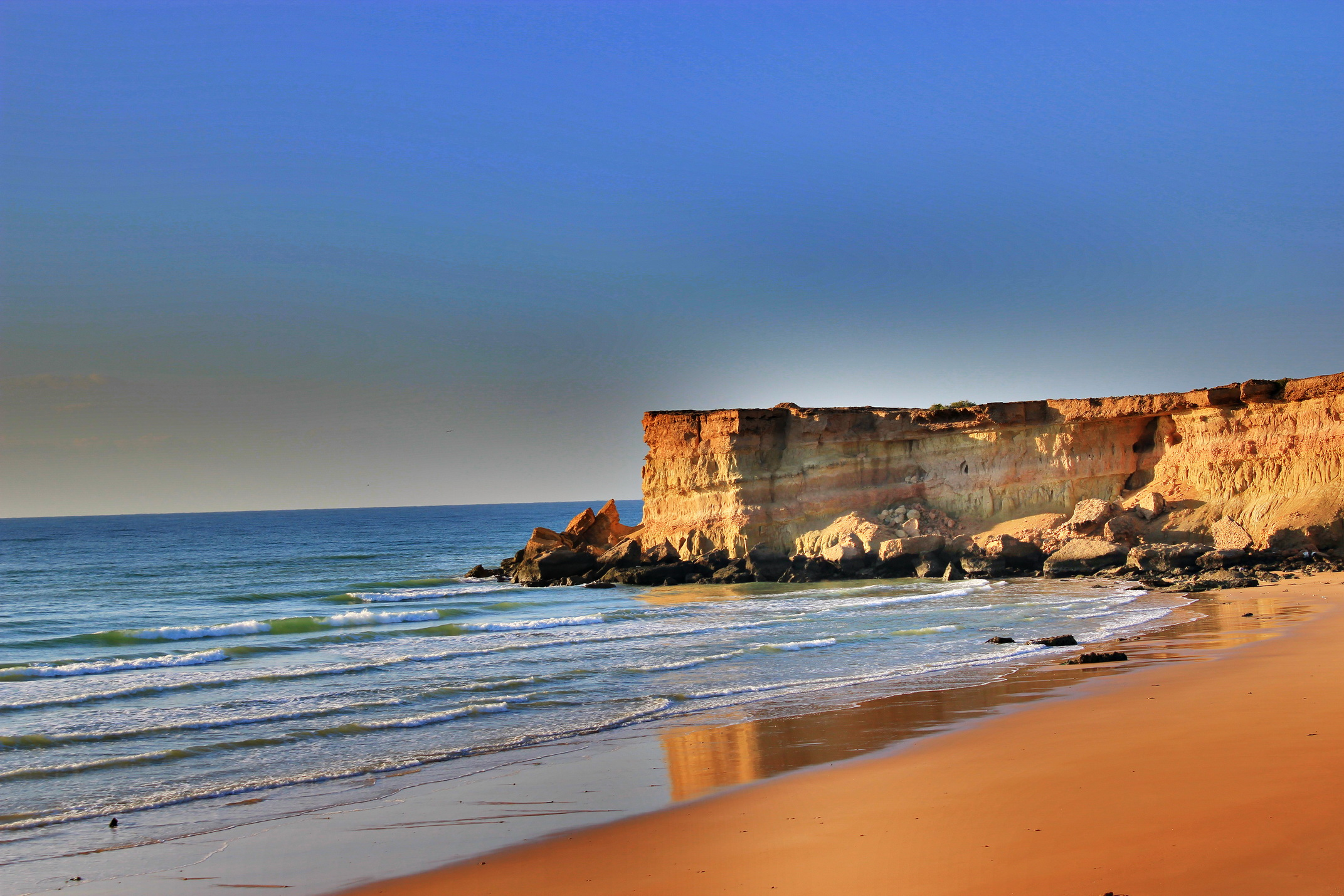
جزيرة قشم الإيرانية - ساحل الخليج العربي - إيران

## الحيوانات
تتكون الحياة البرية في إيران من عدة أنواع من الحيوانات بما في ذلك الدببة، الغزلان، الخنازير البرية، الذئاب، الجاكوار، الفهود، الوشق الأوراسي، والثعالب. وتشمل الحيوانات الأليفة الأخرى على الأغنام والماعز والماشية والخيول وجاموس الماء والحمير والجمال. الدراج، الحجل، اللقلق، النسور والصقور الاصلية.

## الثديات
تحوي إيران أكثر من (202) نوعاً من الثديات البرية في العالم، ولذلك فهي تعتبر من بين أكثر مناطق العالم تنوعاً في هذا المجال، فهي تضم أكبر عدد من أجمل مجموعات الثديات البرية تراوح أوزانها وأحجامها من آكل الحشرات الصغير الذي يزن (2) غرام فقط إلى الحوت الضخم الذي يبلغ وزنه (130) طناً. ان تنوع وتعدد الثديات في إيران بيلغ الحد الذي يمكن معه القول ان هذه البلاد تمثل خليطاً من ثديات المناطق الأوربية والأفريقية والاسيوية، إضافةً الي الثديات الخاصة بإيران، ومن أهم الثديات الإيرانية يمكن الإشارة الي البقر الوحشي الاصفر (الأتان) والحمار الوحشي، والنمر، والغزال، والوعل، والقطة الإيرانية. ومن أهم الثديات البرية الإيرانية هي :

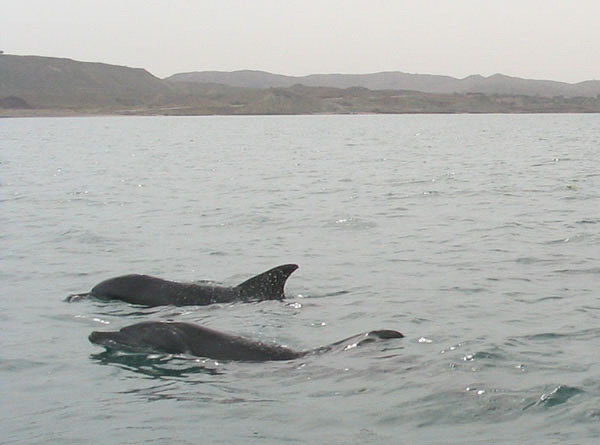
الدلافين الإيرانية في جزيرة هنكام

- الفهد الآسيوي: هو أحد سلالات الفهود المهددة بالانقراض بدرجة قصوى. تتواجد الفهود الآسيوية حالياَ في إيران فقط.[65] يتراوح طول الفهد الآسيوي بين 112 و 135 سم، ويصل طول الذيل من 66 إلى 84 سم، ويصل ارتفاعه عند الكتفين من 60 إلى 75 سم، ويتراوح وزنه من 34 إلى 54 كيلوغراماً، ويكون الذكر أكبر بقليل من الأنثى. وتُعتبَر الفهود أسرع الحيوانات الأرضية على الإطلاق، حيث تصل سرعتها القصوى إلى 112 كيلومتراً في الساعة (70 ميل) لمسافات قصيرة لا تتعدى 460 متراً (500 ياردة)[66]، كما أن تسارعها سريع جداً، حيث تنطلق من سرعة الصفر إلى مائة كيلومتر في الساعة في مدة لا تتجاوز ثلاث ثواني ونصف.[67][68][69]

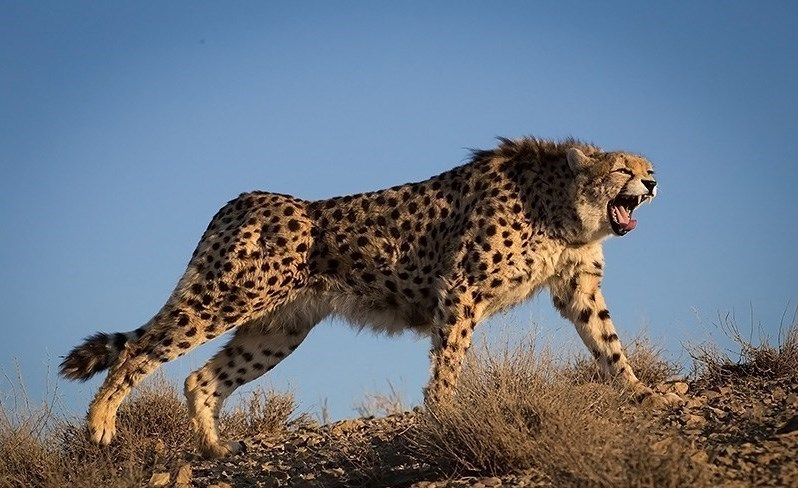
الفهد الإيراني الصياد

- أيل بحر قزوين : هو نوع فرعي شرقي للأيل الأحمر الذي يعيش في المناطق الواقعة بين البحر الأسود وبحر قزوين مثل شبه جزيرة القرم، وآسيا الصغرى ومنطقة جبال القوقاز على الحدود مع أوروبا وآسيا، وعلى طول منطقة بحر قزوين في إيران. ويشار أحياناً إلى هذا الحيوان باسم المارال أو أيل نوبل. هناك حيوان آخر يعرف باسم مارال ألتاي (أو التاي الألكة)، ولكن هذا الأيل هو السباق من الألكة التي تعيش في جبال ألتاي وجبال تيانشان في آسيا الوسطى.[70] ان الأيل الأحمر حيوان حافري ضخم ولا يفوقه في الحجم سوى صنفين أخرين من عائلة الأيليات هما الموظ، الذي يسمونه الإلك في أوروبا، والألكة أو الوابيتي من أميركا الشمالية وآسيا الشرقية. هذه الغزلان كبيرة وبنيت بشكل كبير لديه معطف رمادي قاتم مظلم مع الردف أصفر لامع في فصل الشتاء ولكن لونه يتغير إلى ضارب إلى الحمرة في الصيف. يبلغ طول جميع السلالات من الأنف إلى الذيل ما بين 2.1 و 2.4 أمتار، ووحدها الوعول تمتلك قروناً تبدأ بالنمو كل ربيع ومن ثم تسقط في نهاية الشتاء عادة من كل سنة. تتكون القرون من العظم وهي قد تنمو بمعدل 2.5 سنتيمترات في اليوم، وتتغطى القرون بغطاء من المخمل لحمايتها أثناء نموها في الربيع.[71][72][73][74][75][76]
- الأيل الأسمر الفارسي : هو حيوان مجترّ من فصيلة الأيليات وهو يُعرف أيضاً بالعربيّة كما الأيل الأسمر الأوروبي بالأريل كما يسمونه في دمشق وأيضاً بأيل آدم أو باسمه العبري في بعض الأحيان «اليحمور» بمعنى الأحمر أو الأسمر، وتجدر الإشارة إلى أن اليحمور في اللغة العربية هو أيضاً اسم نوع أخر أصغر حجماً من الأيائل. يُعتبَر الأيل الأسمر الفارسي أكبر النوعين في جنس الأيل الأسمر حيث يزن ما بين 40 إلى 100 كيلوغرام (90 - 220 رطل). تقطن هذه الحيوانات الأحراج بشكل رئيسي حيث تقتات على ضروب مختلفة من الطعام والتي تتنوع باختلاف الموسم، وهي تضم الأعشاب، البندق، وأوراق الأشجار. تعيش الأيائل السمراء الفارسية في قطعان تقوم الذكور فيها بالتقاتل خلال موسم التزاوج حيث يحاول كل واحد منها أن يسيطر على حوز صغير خاص به. وكان موطن الأيل الأسمر الفارسي يمتد من الحدود التونسيّة وصولاً إلى البحر الأحمر، ومن ثم عبر فلسطين إلى لبنان وسوريا والأردن وصولاً إلى العراق وغربي إيران.[77][78][79][80]

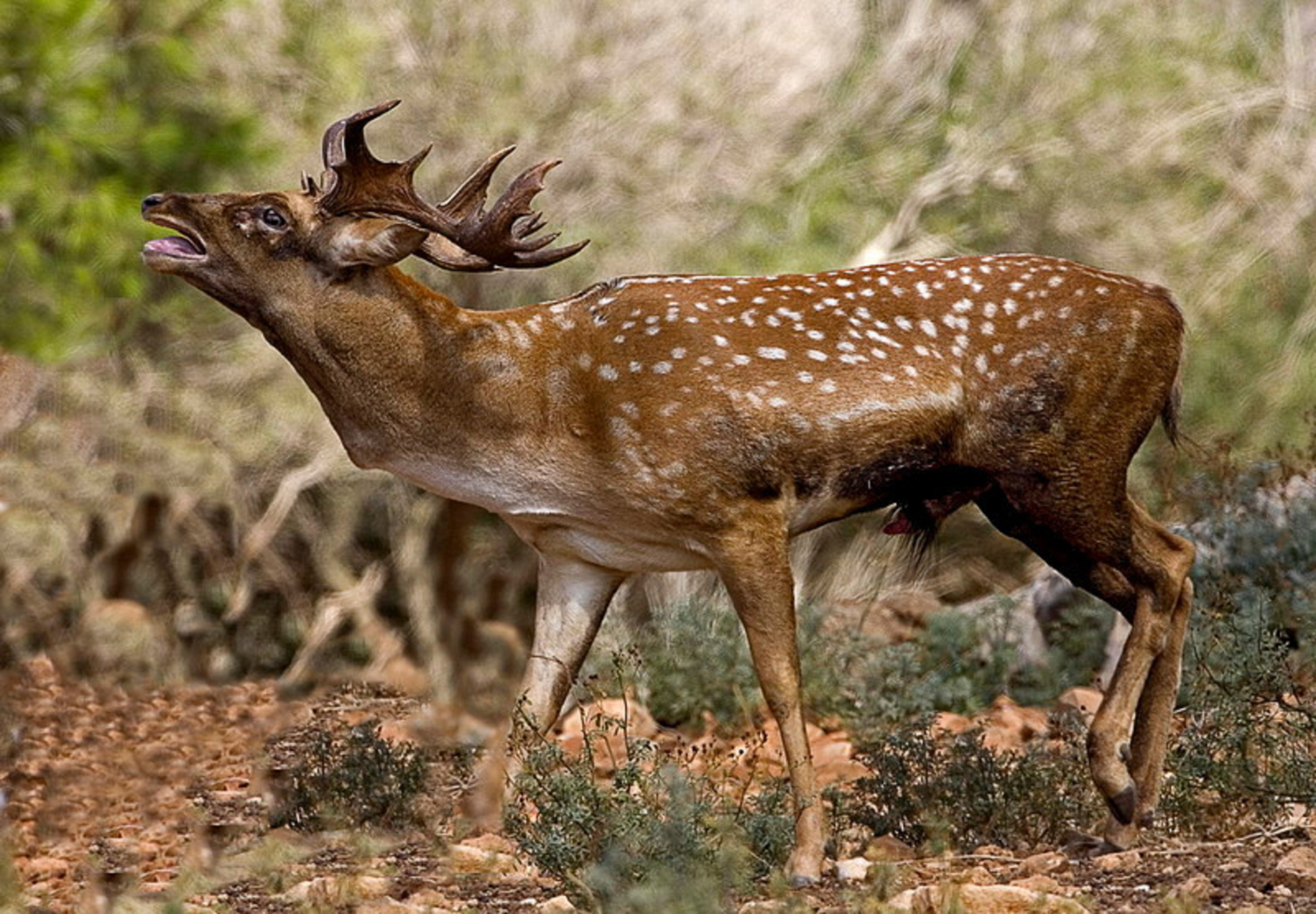
ايل اسمر فارسي

- الدب الأسود الآسيوي : المعروف أيضاً باسم دب القمر لأنه يحمل لطخة بيضاء اللون على صدره، وهو نوع متكيف مع الأشجار لذا يتواجد بكثرة في الغابات الآسيوية (غالباً في جنوب شرق آسيا) وأجزاء من الشرق الأقصى الروسي. صُنف من قبل الاتحاد الدولي في القائمة الحمراء باعتباره من الأنواع المعرّضة لخطر الانقراض، ويرجع ذلك أساساً إلى إزالة الغابات والصيد النشط وكذلك استعماله في السيرك أو لكسب المال. يتشابه هذا النوع مع بعض أنواع دببة ما قبل التاريخ[81]، ويعتقد بعض العلماء أنه سلف الأنواع الموجودة حالياً. وعلى الرغم من أن الدببة السوداء الآسيوية حيوانات عاشبة إلى حد كبير، إلا أنها يمكن أن تكون عنيفة جداً اتجاه البشر، وكثيراً ما تهاجم الناس دون استفزاز. وقد وصفت هذه الأنواع من قبل روديارد كبلنغ بأنها «غريبة عن معظم أنواع الدببة المتعلقة بهذا النوع».[82] يتواجد هذا الدب في إيران وجبال الهيمالايا، وشمال شرق الصين وحدود روسيا الجنوبية وفي الهند ومعظم دول جنوب شرق آسيا. يُعتبَر شعره سلس جداًً لونه أسود وكثيف مع لطخة بيضاء على الصدر بجانب الرقبة ، لديه أذنين دائرتين فوق الرأس. يعيش في الغابات والمناطق الجبلية ويقضي معظم وقته ليلاً. وينام في الكهوف أو الأشجار لأن هذا الدب هو متسلق جيد جداً. في الصيف. النظام الغذائي لهذا الدب هو النبات وهو صاحب المقام الأول، والفواكه والمكسرات والجوز. لكنه يتغذى أيضاً على أعشاش النحل والحشرات واللافقاريات والفقاريات الصغيرة والجيف.[83][84]
- النمر الفارسي : أو النمر الإيراني هو من الحيوانات الثدية اللاحمة (آكلات اللحوم) والتي تتبع فصيلة السنوريات، وهي إحدى سُلالات النمور التي تستوطن غرب القارة الآسيوية، وتُعتبَر من الحيوانات المُهددة بالانقراض في كل أماكن انتشارها في الشرق الأوسط. وقد أصبحت هذه السلالة اليوم تضم، بحسب تصنيف العلماء، السلالة الأناضولية (P.p. tulliana) وسلالة سيناء (P.p. jarvisi) والسلالة القوقازية (P.p. ciscaucasica) بعد أن كانت تصنف على أنها سلالات مستقلة، أي أن كل من السلالة الأناضولية (النمر الأناضولي أو نمر الأناضول) وسلالة سيناء (نمر سيناء) والسلالة القوقازية (النمر القوقازي) أصبحت تُعتبَر اليوم مجرد جمهرات من السلالة الفارسية.[85] وتُعتبَر النمور الفارسية بأنها أكبر سلالات النمر جميعها، حيث يمكن أن يصل ارتفاعها إلى 1.5 أو 2.7 أقدام عند الكتفين، ويبلغ طولها ما بين 200 و 250 سنتيمتراً وتزن قرابة 90 كيلوغرام، ويمكن أن يمتد أمد حياتها لعشرين عاماً. كان النمر الفارسي يُعتبَر قبل حلول تسعينات القرن العشرين بأنه سلالة النمور التي تتواجد فقط في إيران وأفغانستان، وكانت السلالات التي تقطن جمهوريات أرمينيا، أذربيجان، جورجيا، وروسيا السوفياتية السابقة تُعتبَر بأنها من السلالتين الأناضولية والقوقازية، كما السلالتين التين قطنتا بلاد الشام وتركيا وسيناء (السلالة الأناضولية وسلالة سيناء)، أما الآن فالسلالة الفارسية تضم جميع هذه السلالات السابقة. لم يتبق في البرية اليوم سوى بضعة مئات من النمور الفارسية. يعيش النمر الفارسي في إيران، أذربيجان، أرمينيا، تركستان، أوزبكستان، طاجيكستان، العراق، وشمال غرب أفغانستان، وأصبح موطنه يضم بعد ضم السلالتين الأناضولية والسينائية سوريا، لبنان، الأردن، فلسطين، سيناء، وتركيا. ويسكن هذا النمر المناطق الجبلية وحتى الأراضي العُشبية، والتي توفر له الغطاء المُناسب والكمية الكافية من الفرائس، ويعتقد أن التقارير التي تورد من أقصى جنوب شرق تركيا والتي تفيد عن رؤية ببور قزوينية مخطئة حيث أن هذه الحيوانات التي تمت رؤيتها هي على الأرجح نمور فارسية.[86][87]

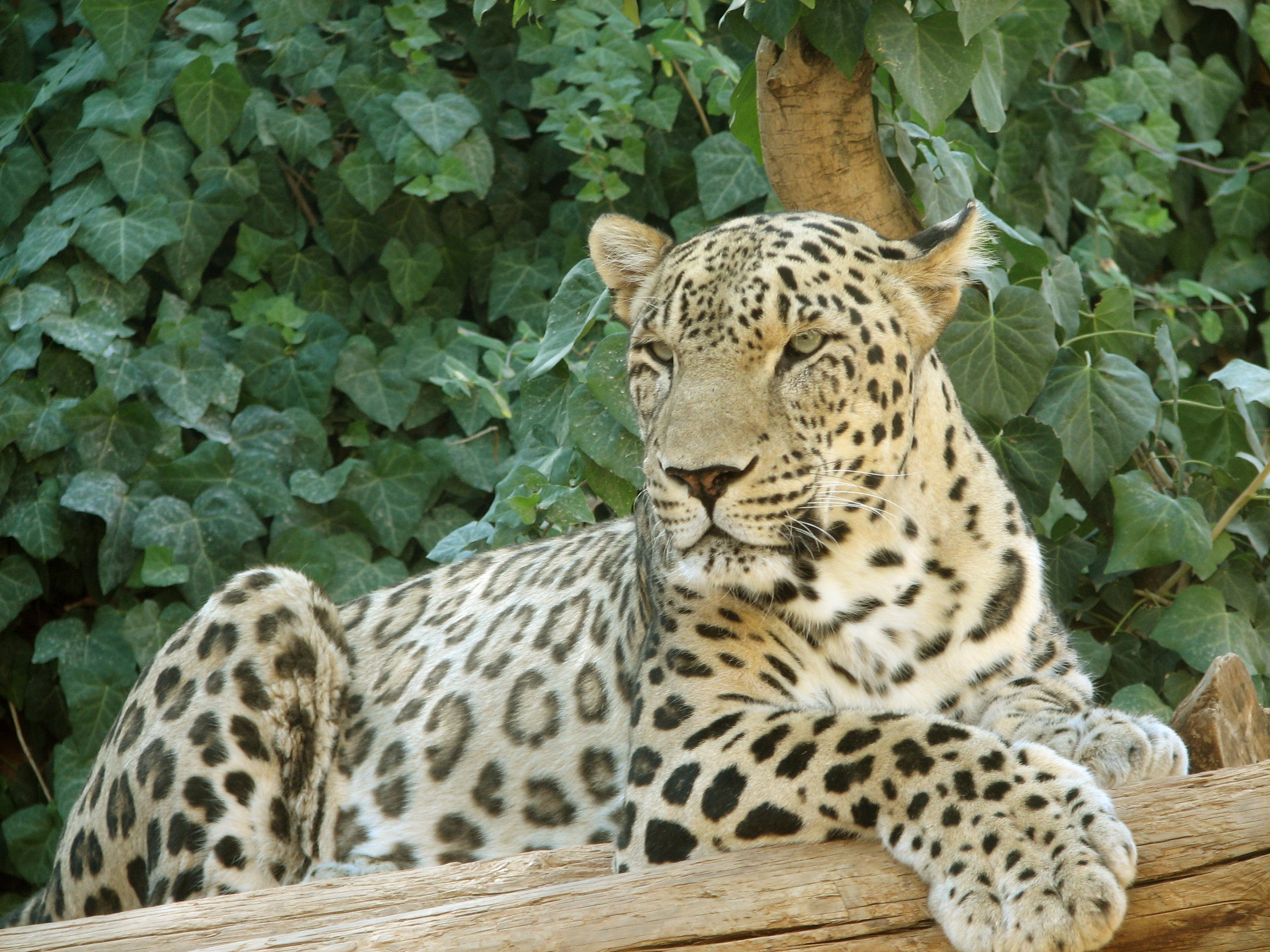
نمر فارسي

- وشق أوراسيا : هو أحد الحيوانات التي تتكون منها الحياة البرية في إيران. وهو سنور متوسط الحجم يعيش في الغابات الأوربية، السيبيرية والآسيوية حيث يعتبر مفترساً رئيسياً، ووشق أوراسيا أكبر أنواع الوشق جميعها حيث يتراوح طوله من 80 إلى 130 سنتيمتراً ويصل ارتفاعه عند الكتفين لحوالي 70 سنتيمتراً. يتراوح وزن الذكور ما بين 18 و30 كيلوغراماً بينما يصل معدل وزن الإناث إلى 18,1 كيلوغرام، ولهذه الحيوانات فراء رمادي ضارب إلى الأحمر ومرقط برقط سوداء يختلف نمطها باختلاف الأفراد. يُعتبَر وشق أوراسيا حيواناً ليلي النشاط بشكل رئيسي وغالباً ما تعيش الأفراد البالغة حياة انعزالية، وهذه الحيوانات هادئة إجمالاً ولا تصدر أصواتاً عالية، وهذا قد يؤدي إلى عدم المعرفة بوجود الحيوان في منطقة معينة لعدة سنوات، وغالباً ما تكون بقايا الطرائد وآثار القوائم هي الدليل الوحيد على وجود الوشق في إحدى المناطق.[88][89][90][91][92][93][94]

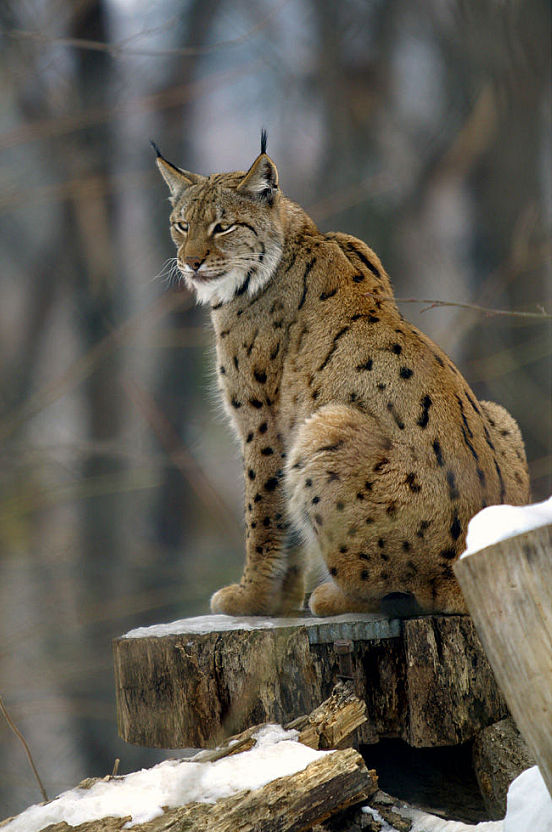
الوشق الاوراسي في إيران

- السنجاب الفارسي : الأسم العلمي (Sciurus anomalus) أو السنجاب القوقازي هو نوع من السناجب يقطن منطقتي الشرق الأوسط والقوقاز في الغابات المعتدلة عريضة الأوراق والمختلطة.[95] يعيش في بلدان إيران ولبنان والأردن وإسرائيل واليونان وتركيا والعراق وسوريا وأرمينيا وأذربيجان وجورجيا.[96][97][98]

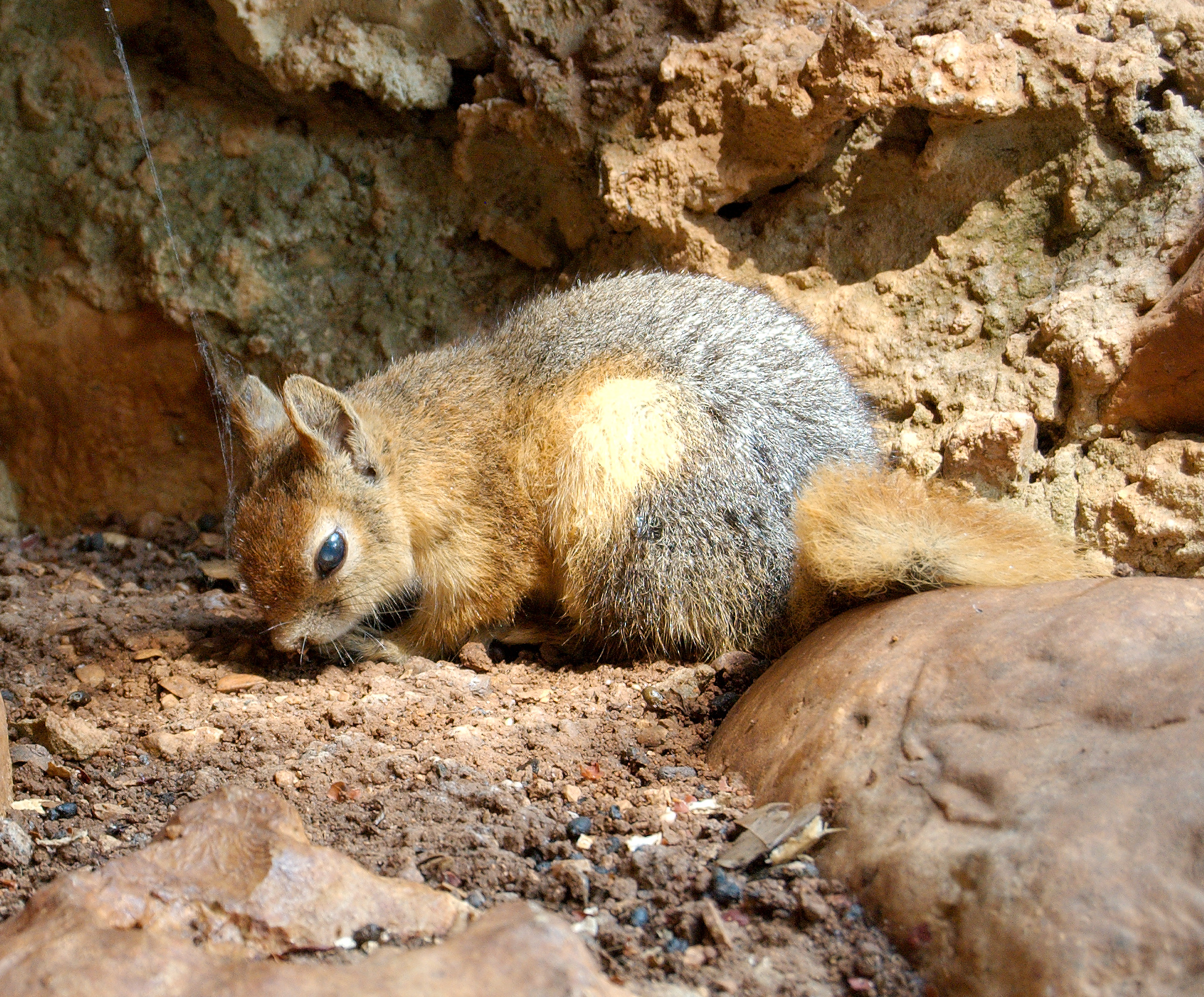
سنجاب فارسي

- الحمار الوحشي الفارسي : هو نوع فرعي من الحمار الوحشي الآسيوي. تم تصنيفه كمهدد بالانقراض بشكل حرج. ومن المعروف أن الحمير البرية الفارسية تسكن السهول الجبلية، شبه الصحراوية أو الصحراء والسهول. وعادةً ما توجد في السهول الصحراوية.[99]
- ثعلب روبل : أو ثعلب الرمال هو إحدى أنواع الثعالب التي تستوطن إيران وكذلك شمال إفريقيا والشرق الأوسط. دعي هذا النوع من الثعالب بهذا الاسم تيمناً بهاوي التجميع الألماني إدوارد روبل. يبلغ أمد حياة هذا الثعلب حوالي 6 أو 7 سنوات في البريّة إلا أنه يمكن أن يعمّر أكثر في الأسر.[100][101][102][103][104][105]

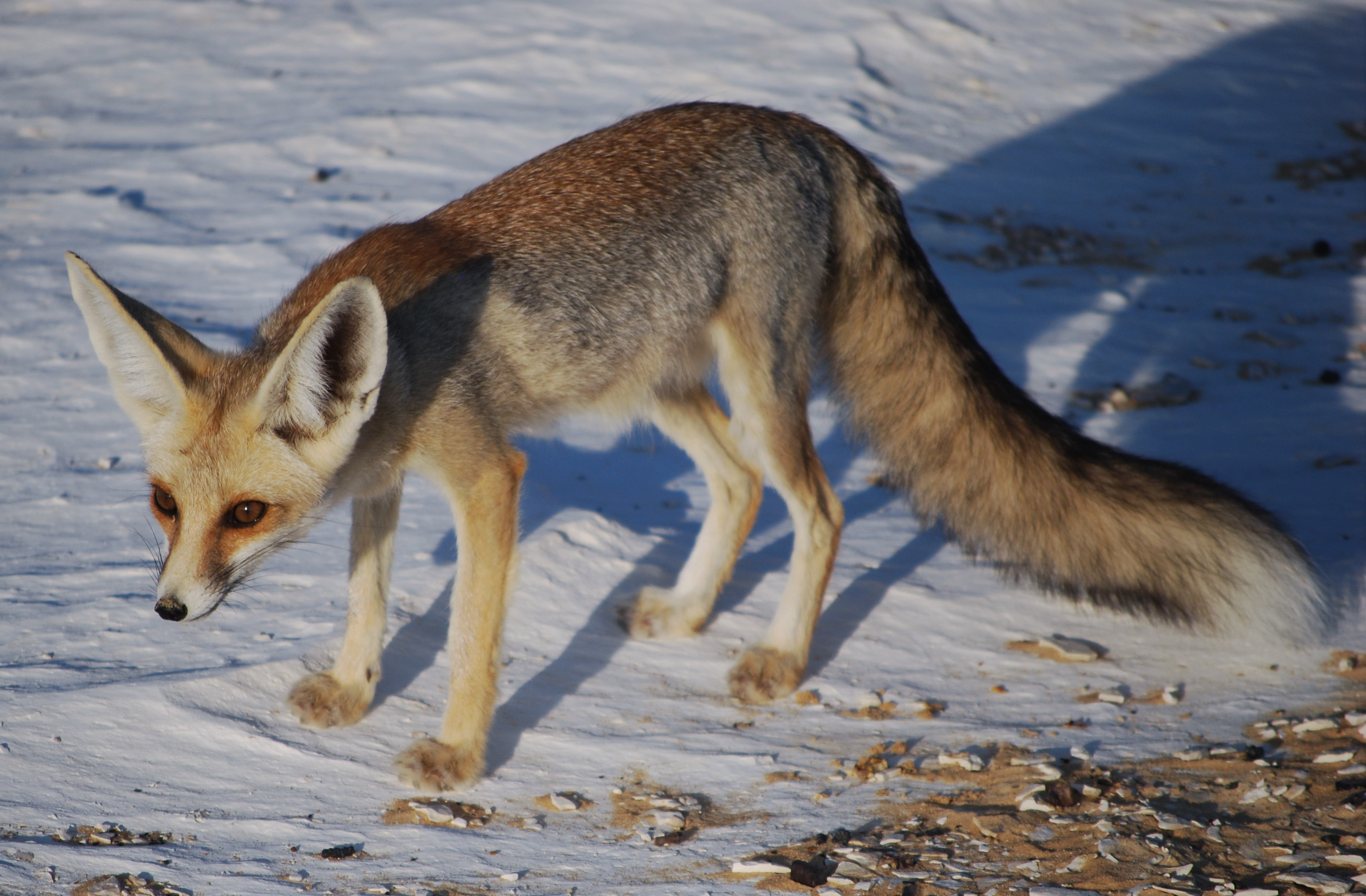
ثعلب روبل

- البازن أو البزل : أو الماعز البري الإيراني[106][107][108] الاسم العلمي: Capra aegagrus aegagrus) هو نوع فرعي من الماعز البري. يستوطن إيران كما ويستوطن أفغانستان، أرمينيا، أذربيجان، جورجيا، العراق، روسيا وتركيا.[109]

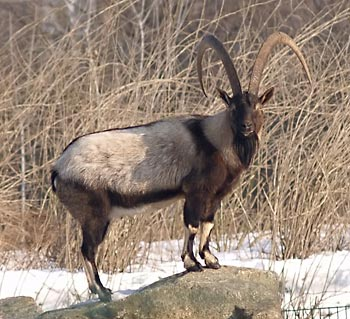
البازن او الماعز البري الإيراني

- الأخدر او الحمار البري : أو البغل الآسيويّ هو نوع من الثدييات ينتمي إلى فصيلة الخيليات[110] ويستوطن في إيران ومازال موجوداً هناك،  كما وانه يستوطن صحاري بلاد الشام والعراق وشبه الجزيرة العربية وباكستان والهند والتبت، تعرض موطن الأخدر كغيره من الحيوانات الراعية الأخرى إلى التقليص بشكل كبير بسبب الصيد المكثّف وفقدان المسكن، وقد انقرضت فعليًاً إحدى سلالات الأخدر الستة لهذه الأسباب وأصبحت اثنتين أخرتين معرضتان للانقراض. وللأخدر قريب وثيق الصلة به هو فراء التبت وهو نوع آخر من الحمر البريّة والذي كان يعتقد في السابق أنه سلالة له إلا أن الدراسات الجينيّة الجديدة أظهرت أنه نوع مستقلّ بذاته.[111][112]

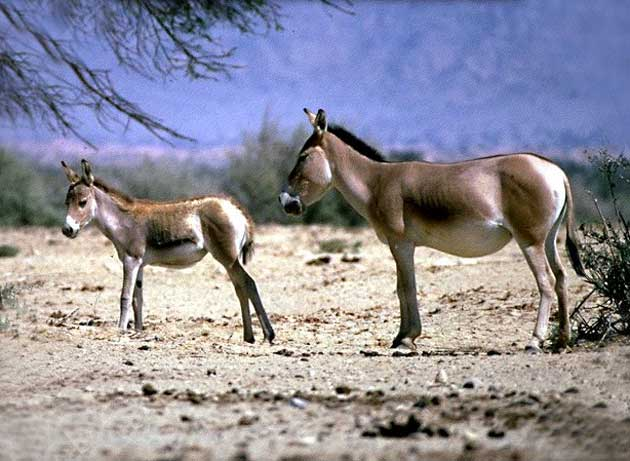
أنثى حمار بري آسيوي وجحشها

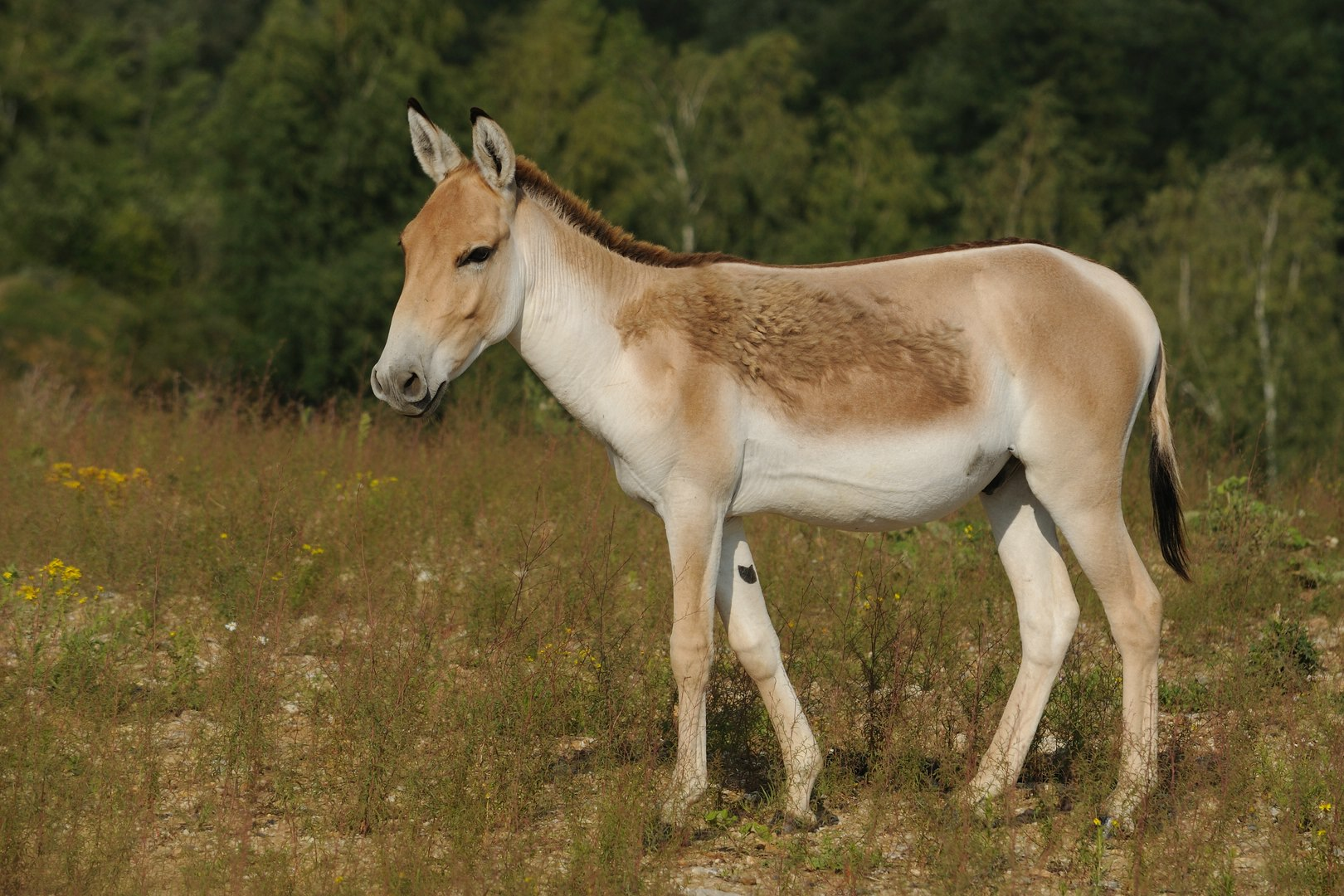
حيوان الأخدر او البغل الآسيوي

- الذئب الإيراني : هو إحدى سلالات الذئب الرمادي التي تستوطن إيران ، تركيا، أفغانستان. وبلاد الشام والعراق.[113][114][115][116] يبلغ ارتفاع الذئب الإيراني بين 18 و 30 إنشاً عند الكتفين، ويزن قرابة 40 كيلوغراماً. فراء هذه الحيوانات قصير باهت يساعدها على أن تتموه في البيئة الشبه الجافة التي تسكنها، كما وتمتلك معطفاً داخلياً بسيط مقارنةً بالمعطف الداخلي للسلالات الأوروبية.[117]

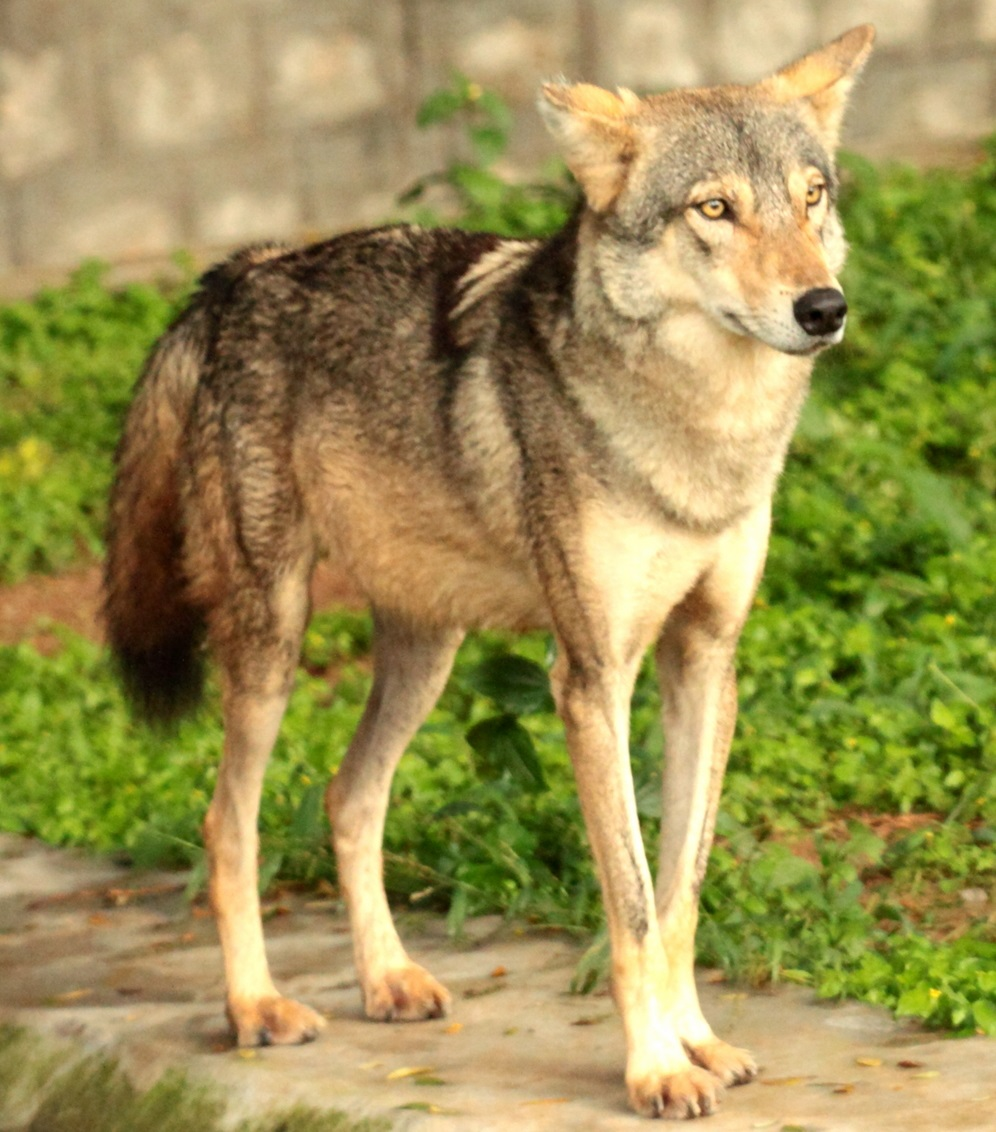
ذئب إيراني في حديقة حيوانات ميسوري في الهند

- عكبر إيراني:[123][124][125] (الاسم العلمي:Microtus irani) (بالإنجليزية: Iranian Vole) هو نوع من القوارض يتبع جنس العكبر من الفصيلة القدادية.[126][127]

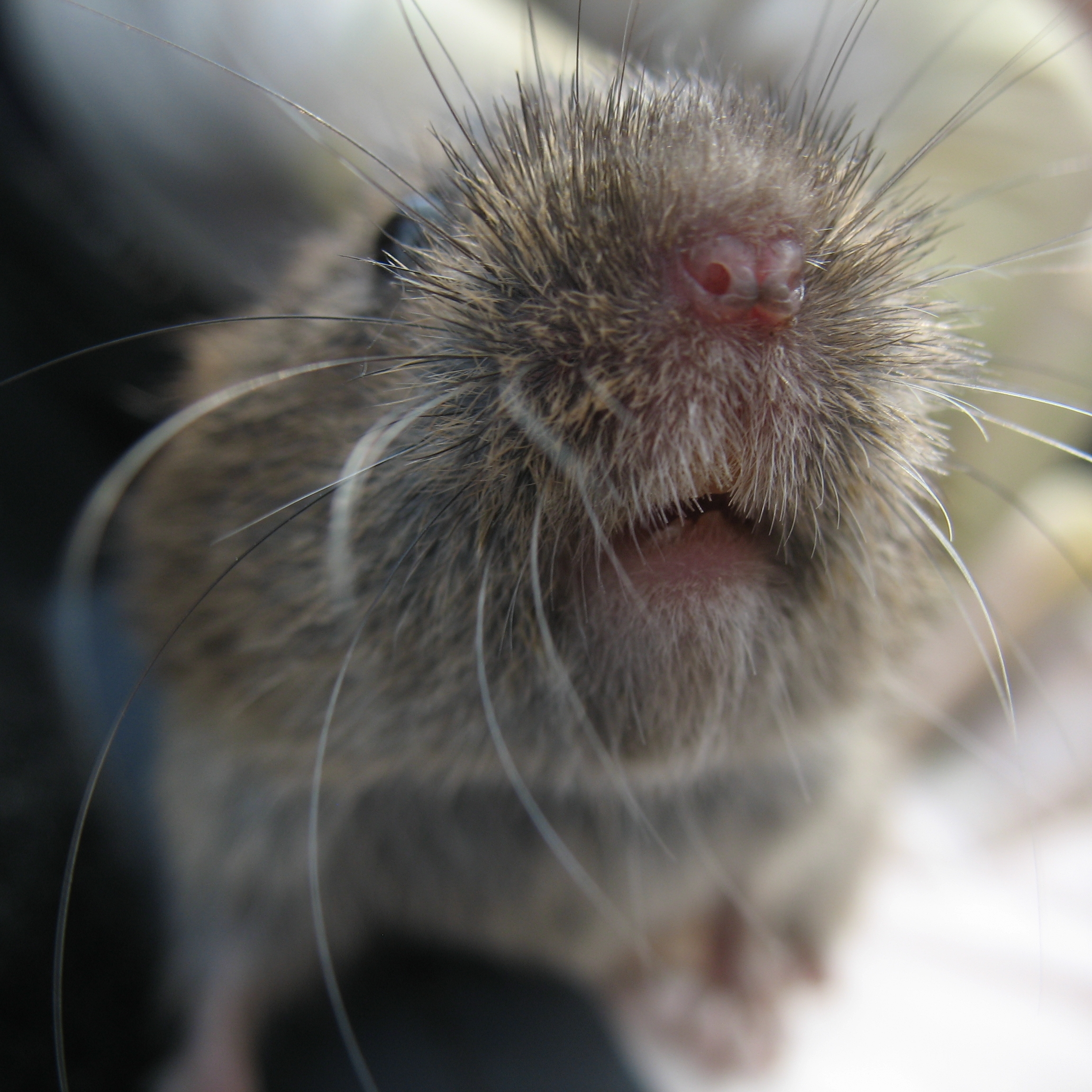
عكبر إيراني

- الدلق : أو خز سماك أو كما يسمى في إيران (سمور). (الاسم العلمي:Martes pennanti) (بالإنجليزية: Fisher) هو نوع من الثدييات يتبع جنس الخز من فصيلة العرسيات[128] حيوان من فصيلة السراعيب أكبر من ابن عرس يقرب من السنور الأهلي في الحجم وهو قريب جداً من السمور لكن السمور أشد كمتةً منه. موطنه إيران وأوربا والأناضول والشام والعراق وهو أحمر اللون أبيض الحلق والزور والصدر اسمه الشائع في العراق والأناضول وبعض أنحاء الشام سنسار.[129][130][131][132][133][134]

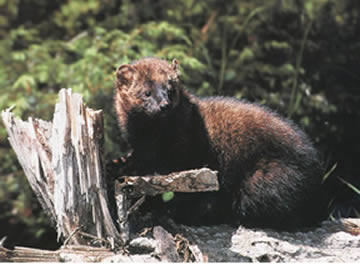
حيوان الدلق

- اليربوع الإيراني : (الاسم العلمي: Allactaga firouzi) هو حيوان ثديي من القوارض من فصيلة اليربوعيات، متوطن في إيران.[135][136][137][138]
- النيص : هو أحد القوارض التي تستوطن إيران وسريلانكا ونيبال والهند والجزيرة العربية والمناطق الشرقية في البحرين الاحمر والمتوسط. يفضل هذا النوع المناطق الصخرية والوديان. وهي تعيش بشكل جماعي في جحور كبيرة ومتصلة مع بعضها تتسع إلى ستة أو ثمانية أفراد، وعادًة تجد فرد في كل جحر وأحياناً يكون في الكهوف والشقوق.[139][140]
- التفة أو سنور الأدغال : (الاسم العلمي: Felis chaus) ويُعرف أيضاً بقط الأدغال أو وشق المُستنقعات (على الرغم من عدم ارتباطه بشكل وثيق بالأوشاق) هو حيوان ثديي لاحم (آكلات اللحوم) من فصيلة السنوريات (القططيات).[141] تصنف هذه الحيوانات مع السنوريات الصغيرة المتوسطة الحجم، إلا أنها تعتبر اليوم أكبر القطط المتبقية من جنس القط (باللاتينية: Felis). تنتشر في إيران السلالة الدغليّة (Felis chaus chaus)، من هذا الحيوان وكذلك في جنوب شرق تركيا، معظم القوقاز، شمال غرب الأردن، جنوب لبنان، سوريا، الأراضي المحتلة الفلسطينية، العراق، باكستان، أفغانستان، جنوبي غرب روسيا، ومعظم آسيا الوسطى.[142][143][144][145][146]

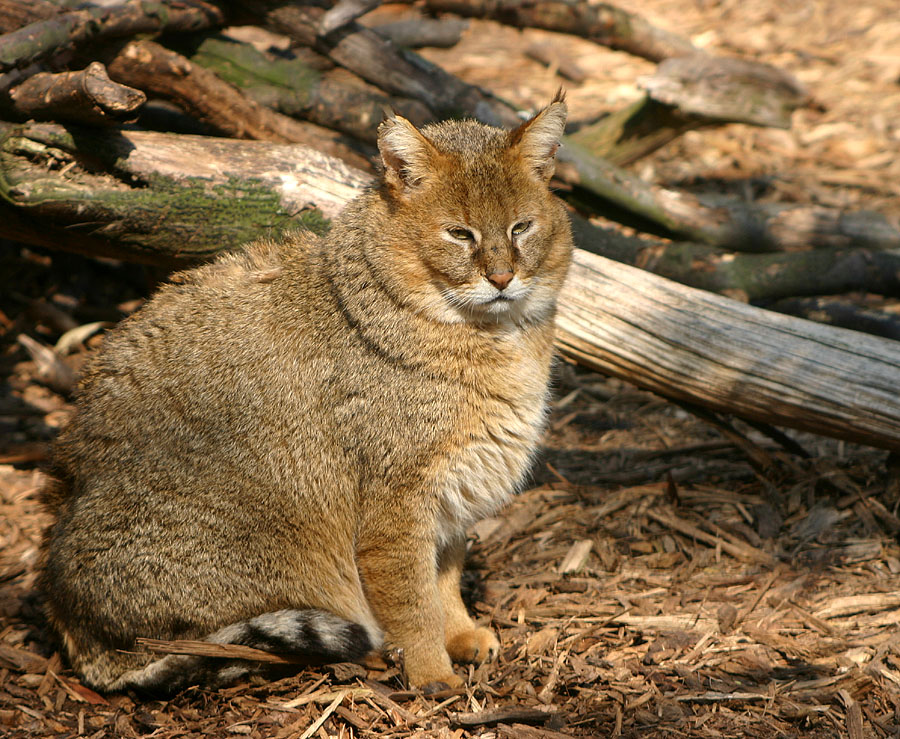
السلالة الدغليّة في حديقة حيوانات، لاحظ كسوتها الشتويّة السميكة، هذه السلالة منتشرة في إيران

- الثعلب الأفغاني : ومن أسمائه الأخرى ثعلب بلاندفورد، الثعلب الكلبي، الثعلب الوقور، وثعلب السهوب، هو ثعلب صغير الحجم يتواجد في بعض المناطق في الشرق الأوسط ويحتمل وجوده في أخرى. يعرف بأن الثعلب الأفغاني ينتشر في إيران وحتى أفغانستان مروراً بباكستان، تركستان، عُمان، الإمارات وإسرائيل. مصر، واليمن.[147][148]
- حيوان الأروية : هو حيوان ثديي عاشب من الخراف البرية ينتشر شمال غربي إيران والتي تنتمي إلى مجموعة الظباء الماعزية، ويعتقد بأنه أحد النوعين الذي نشأت منهما الخرفان الأليفة، وتعتبر الأروية إحدى جمهرات الخروف البري  حيث تقسم تلك الأخيرة إلى الجمهرة الشرقية أو الأروية وإلى جمهرة الأريل.[149][150][151][152][153][154]
- الخنزير البري : هو حيوان بري من رتبة مزدوجات الأصابع، وهو سلف الخنازير المستأنسة التي تربى في المزارع والمناطق الريفية حول العالم.[155]، تنتشر في إيران السلالة الشرقية (Sus scrofa attila): وهي سلالة ضخمة جداً، كما وتنتشر عبر رومانيا، المجر، ترانسلفانيا، وصولاً إلى القوقاز وحدود بحر قزوين. حيث يُعتقد أن الخنازير البرية الموجودة في أوكرانيا، آسيا الصغرى، وإيران تنتمي لهذه السلالة.[156]

• تظهر الخنازير البرية في ميثولوجيا العديد من الحضارات القديمة، كالحضارة الفارسية واليونانية والفينيقية على أنها حيوانات شجاعة شرسة، وفي أحيان أخرى على أنها شريرة.

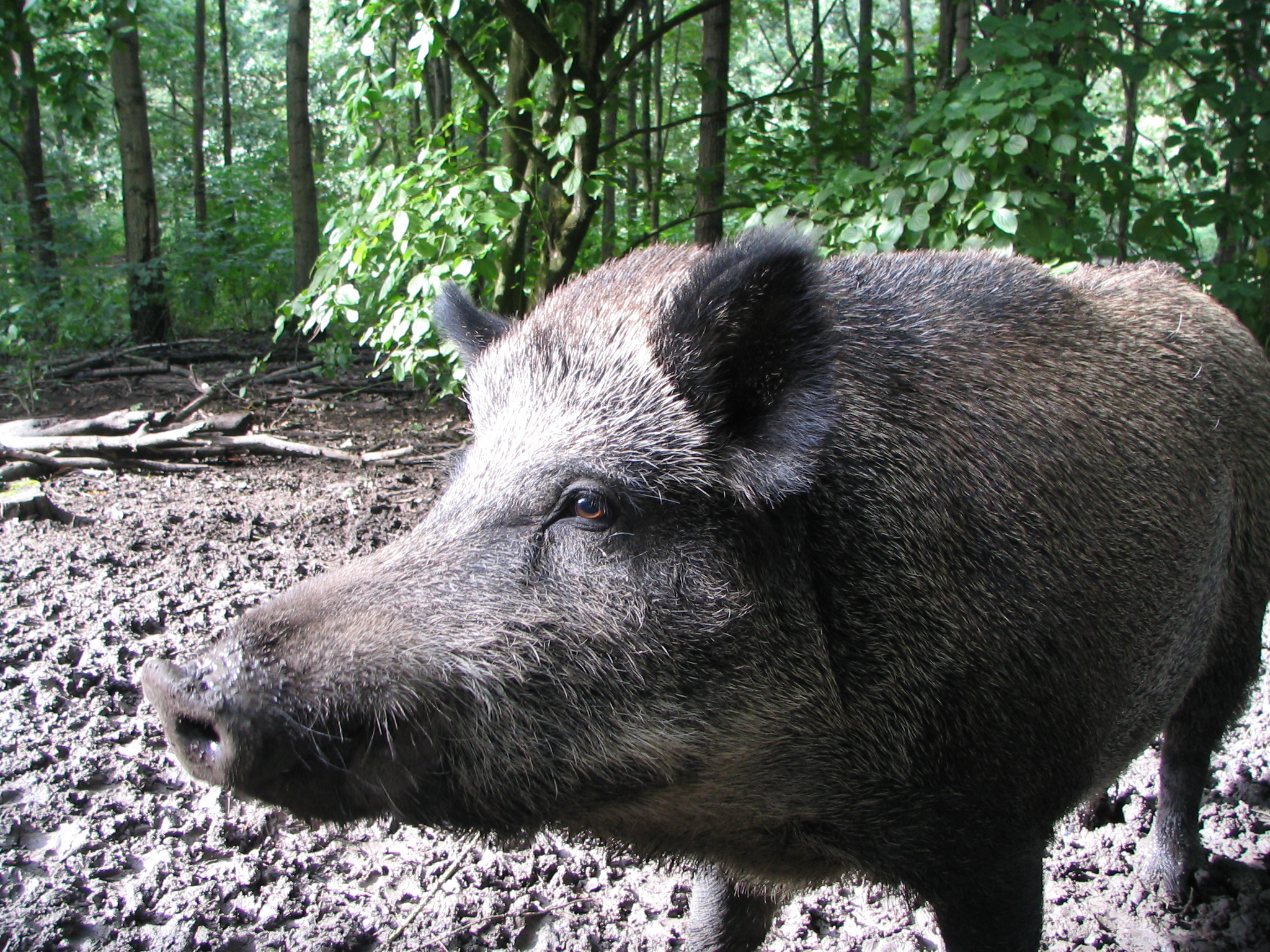
خنزير برّي ناضج

## الأسماك

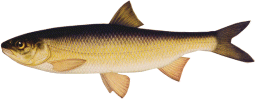
أسماك بحر قزوين في إيران

يتواجد في المياه الإيرانية أكثر من (180) نوعاً من الأسماك تنتمي إلى (25) فصيلة بحرية ويعيش القسم الأكبر من هذه الاسماك في مصبات الأنهر في بحر قزوين والخليج العربي وبحر عمان، ومصبات الأنهر والبحيرات الداخلية، ومن أهم هذه الأنواع يمكن الإشارة إلى:
- السمك الأبيض : وهو نوع من السمك يتميز بلحمه الأبيض ويتواجد في بحر قزوين وهو متوسط الحجم.
- سمك (الغزال آلا) : وهو سمك متنوع الألوان يتواجد في المياه العذبة ومصبات الأنهار.
- سمك الكفور : وهو ذو الوان متعددة ومتوسط الحجم.
- سمك الكفال : وهو سمك صالح للأكل يعيش في المياه الساحلية والمستنقعات المالحة، طويل نسبياً وله معدة عضلية تشبه قوانص الطيور.[16][163]
- سمك الكارب ومبروك الحشائش والكارب الفضي:[164] وهي أسماك تعيش في المياه الدافئة الإيرانية ويتم اصطيادها وتصديرها للخارج كالدول المطلة على الخليج العربي وارمينيا وأذربيجان.[165]
- سمك التونه : تشتهر إيران بتربية سمك التونه، وأهم أنواعه الهوفر المسقطي أو الخطي، الغيدر أو الأصفر، الهوفر البندري.[64]
- سمك السلمون : سمك السلمون هو نوع من أنواع الأسماك ينتمي إلى عائلة سمك التروتة.[166]
- الروبيان : هو أحد أهم الثروات السمكية البحرية في جمهورية إيران ويتواجد الروبيان في المياه الإيرانية ويتم اصطياده ومن ثم تصديره إلى الخارج.[167] وتُعتبَر محافظة هرمزكان (جنوب إيران) من أقطاب إنتاج الروبيان في البلاد وتمتلك قدرات عالية لاستزراع وصيد هذا الحيوان البحري.[168]
- سمك الحفش : إن سمك الحفش يعيش بشكل أساسي في المياه الباردة في بحر قزوين قبالة الشواطئ الإيرانية. الذي توفر بيئته المكان الأمثل لتكاثر أفضل أنواع سمك الحفش في العالم، والذي يستخرج منه الكافيار الاسود أو كما يشتهر باسم اللؤلؤ الأسود والذي يعتبر الأندر والاغلا في العالم. حيث تعتبر إيران من أكثر الدول وأشهرها انتاجاً ومحافظةً لهذه الثروة الطبيعية فهي تنتج وحدها كمية تعادل الكمية التي تنتجها جميع الدول المطلة على بحر قزوين الذي توفر بيئته 90 بالمئة من الكافيار المنتج في العالم.[169][170]

وهناك أنواع أخرى من الاسماك وهي :
اسماك سواحل جنوب بحر قزوين
- الشبوط
- السلور
- السردين
- سمك موسى
- الأسترجون
- الكيلكا
- البياض
- البوري
- الرنجة

اسماك الخليج العربي
- الروبيان
- الزبيدي الفضي

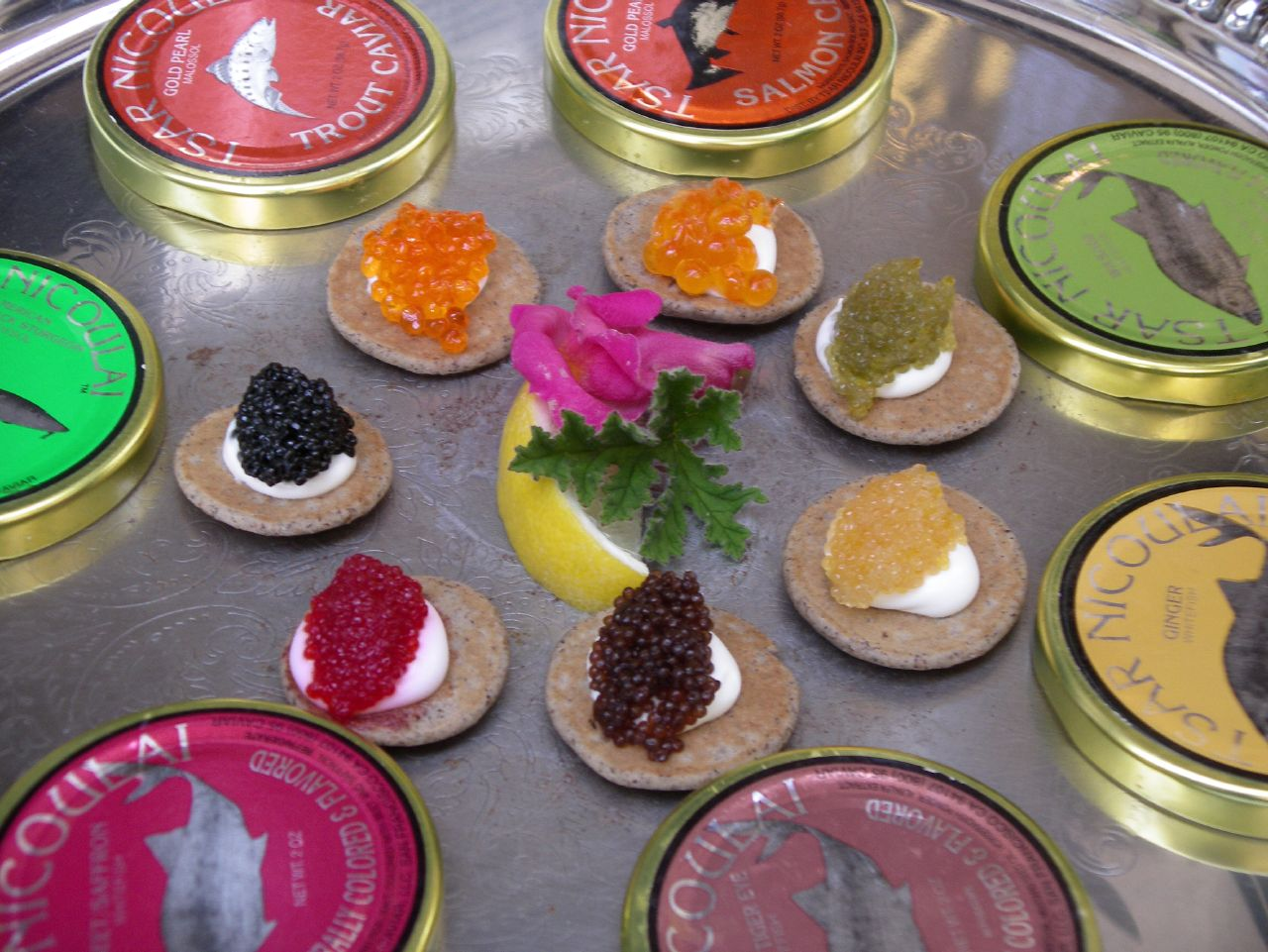
سبعة أنواع مختلفة من الخبياري المنتج من سمك الحفش الذي يعيش في إيران

الأسماك التي يتم استزراعها (تربية الأسماك)
- المبروك الشائع
- المبروك الفضي
- المبروك كبير الرأس
- المبروك العشبي
- المبروك الصيني
- سمك البياض
- السالمون
- السالمون المرقط
- الاسترجون
- البربون
- البوري الرمادي
- الروبيان.

## الطيور
تتكاثر أكثر من (350) نوعاً من الطيور في إيران ويعود هذا التنوع الكبير إلى موقع إيران الخاص، اذ انها تقع بين بيئات حيوية جغرافية مهمة، وبالإضافة إلى ذلك فان حوالي (1000) نوع آخر من الطيور المهاجرة من المناطق القطبية وهي: التوندرا والتايجا والغابات الأوربية المعتدلة ومن غرب آسيا ومنطقة سيبريا وسهول آسيا الوسطى تمر من إيران أو أنها تبقى طوال فصل الشتاء فيها. ومن الطيور المستخدمة في الصيد في إيران يمكن الإشارة إلى: الشاهين والعقاب الذهبي وأنواع الصقور والنسور المختلفة مثل: البالإبان، والطرلان، والقرقي، والسارجبي، والستقر والترمتاي، والدال، وطائر الهما، ومن بين أجمل الطيور المتواجدة في إيران يمكن الإشارة إلى الديك الصحراوي (التذرج) وطيور الدرنا (الكركي) وطير الحق، واللقلق الأبيض، والهدهد، والحباري، وأنواع البوم المختلفة.

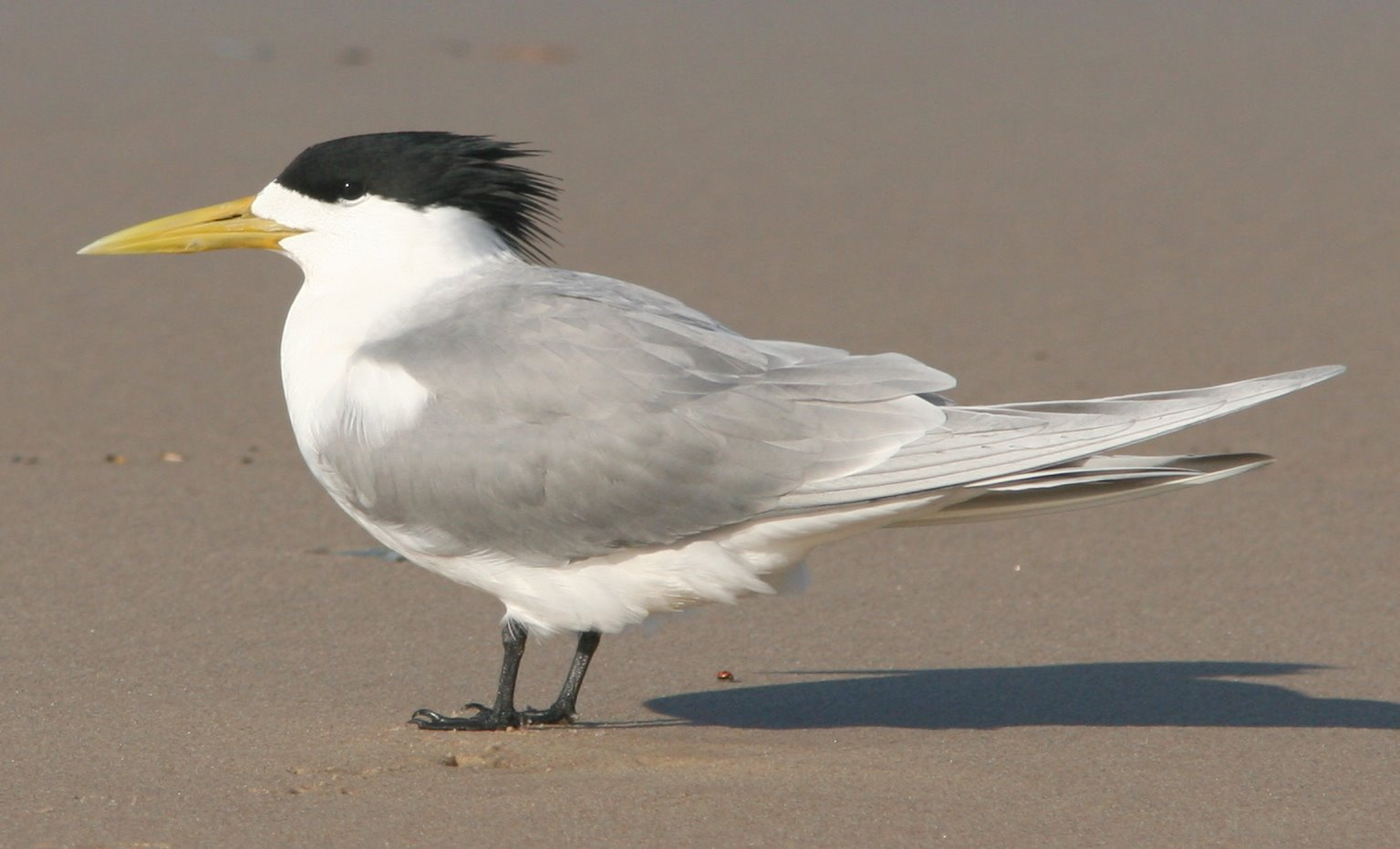
طائر الخرشنة في إحدى الجزر الإيرانية

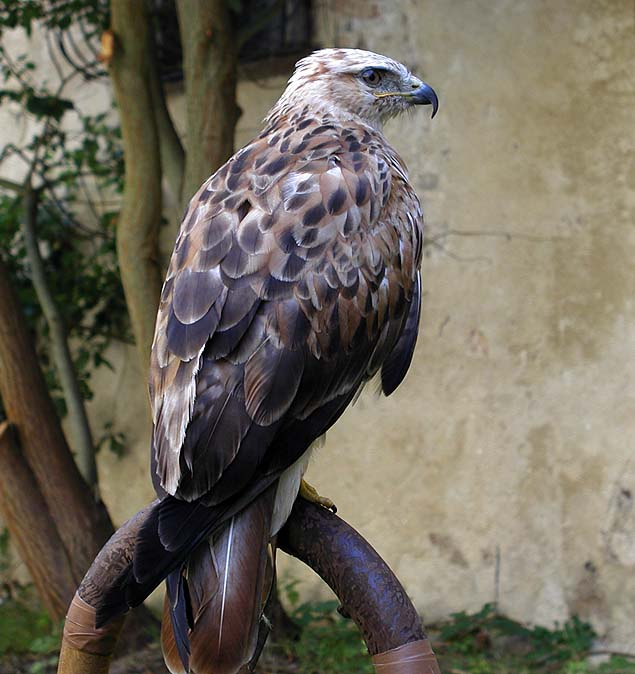
صقر جراح في إيران، والذي ينتمي إلى فصيلة البازية

## الزواحف
هيأ التنوع المناخي في إيران الظروف المناسبة لتوالد وتناسل الكثير من أنواع الزواحف، وتعد الأفاعي من أهم هذه الزواحف، اذ يعيش ويتكاثر في إيران أكثر من (21) نوعاً من الأفاعي السامة، و (35) نوعاً من الأفاعي غير السامة، وأكثر من (5) أنواع من الأفاعي البحرية، ومن أشهر الأفاعي الإيرانية (الأفعى العمياء)، وذات القرون، والكوبرا، والرقطاء وذات الجرس، والأفعى القصيرة، إضافة الي الأفاعي ضخمة الأحجام.

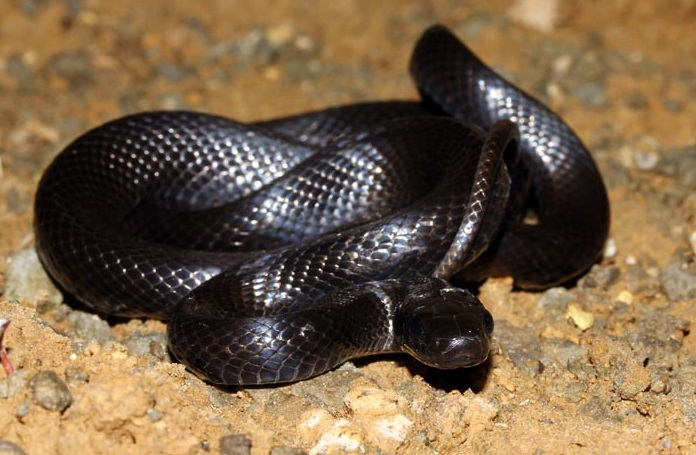
إحدى الثعابين الإيرانية

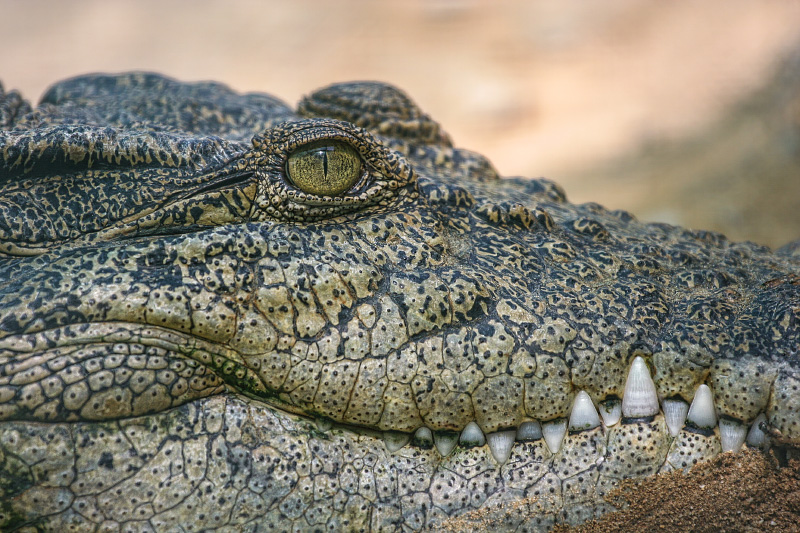
التماسيح في جزيرة قشم الإيرانية على الخليج العربي

## الحيوانات المهددة بالإنقراض
اعتباراً من عام 2001، تعرض 20 نوعاً من أنواع الثدييات الإيرانية و 14 نوعاً من الطيور للخطر. وتشمل الأنواع المهددة بالانقراض في إيران الدب البلوشيستاني والفهد الآسيوي وختم بحر قزوين والغزال الفارسي والرافعة البيضاء السيبيرية وسلحفاة الصقر والسلاحف الخضراء وكوبرا أوكسوس وأفعى لاتيفي وأطوم الأطوار والفهد الفارسي وذئب بحر قزوين والدلافين والسمندل الإيراني. ويوجد ما لا يقل عن 74 نوعاً من الحياة البرية الإيرانية في القائمة الحمراء للاتحاد الدولي لحفظ الطبيعة، وهو ما يشير إلى تهديدات خطيرة ضد التنوع البيولوجي في البلاد. وقد أبدى المجلس تجاهله للحياة البرية من خلال تمرير القوانين واللوائح مثل القانون الذي يسمح لوزارة الصناعات والمناجم في إيران باستغلال الألغام دون إشراك إدارة البيئة الإيرانية، والموافقة على مشاريع التنمية الوطنية الكبيرة دون المطالبة بدراسة شاملة لتأثيرها على موائل الحياة البرية.

## الحيوانات المنقرضة
كان الفيل السوري يجوب جنوب إيران، قبل أن يتلاشى هناك في العصور القديمة. وفي العصور القديمة ايضاً، غطت أراضي الأسد الآسيوي جزءاً كبيراً من البلاد، بما في ذلك المنطقة الجنوبية، حيث تقع صحراء مكران. في عام 1870م كانت تقتصر على المنطقة الغربية، والتي تشمل جبال زاغروس ومنطقة شيراز، وقد أُفيدَ بأن آخر أسود إيران تمت مشاهدة احدها في مقاطعتي خوزستان وفارس، في عام 1940م، بعد أن تم إنقاذ أبناء عمومتهم في ولاية غوجارات الهندية من الانقراض. وقد اعتبرت حديقة أرزان الوطنية في مقاطعة شيراز بمقاطعة فارس مؤقتاً لإعادة إدخالها، كجزء من مشروع الأسد.

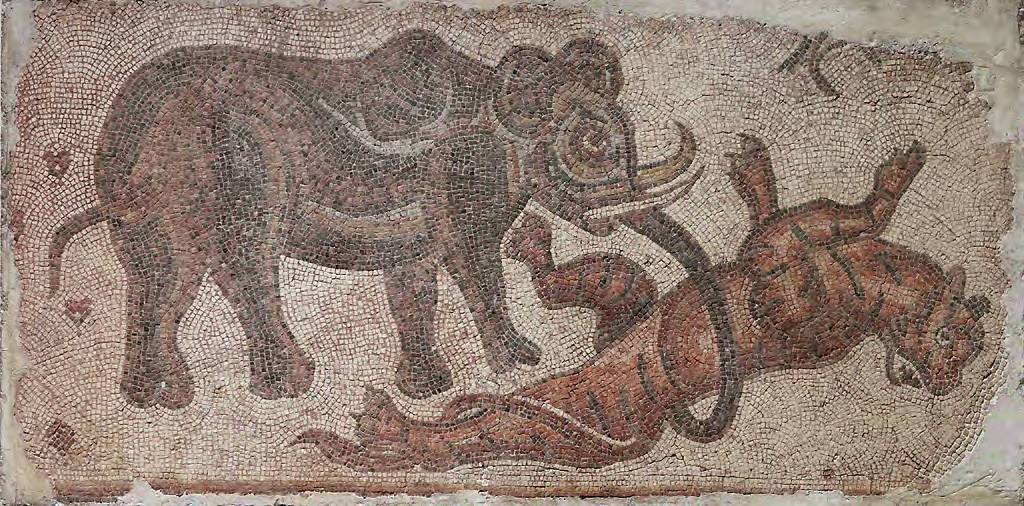
الفيل السوري المنقرض

وكان الببر القزويني، الذي كان ويليام شكسبير يطلق عليه «ببر الهركان»، يوجد في المنطقة الشمالية التي تلمس البحر الذي يحمل اسمه، وتتدخل في منطقتي جنوب القوقاز وتركستاني في اتحاد الجمهوريات الاشتراكية السوفياتية قبل عام 1960م. ويذكر ان الببر الاخير في إيران قد شوهد في حديقة جولستان الوطنية عام 1958م.

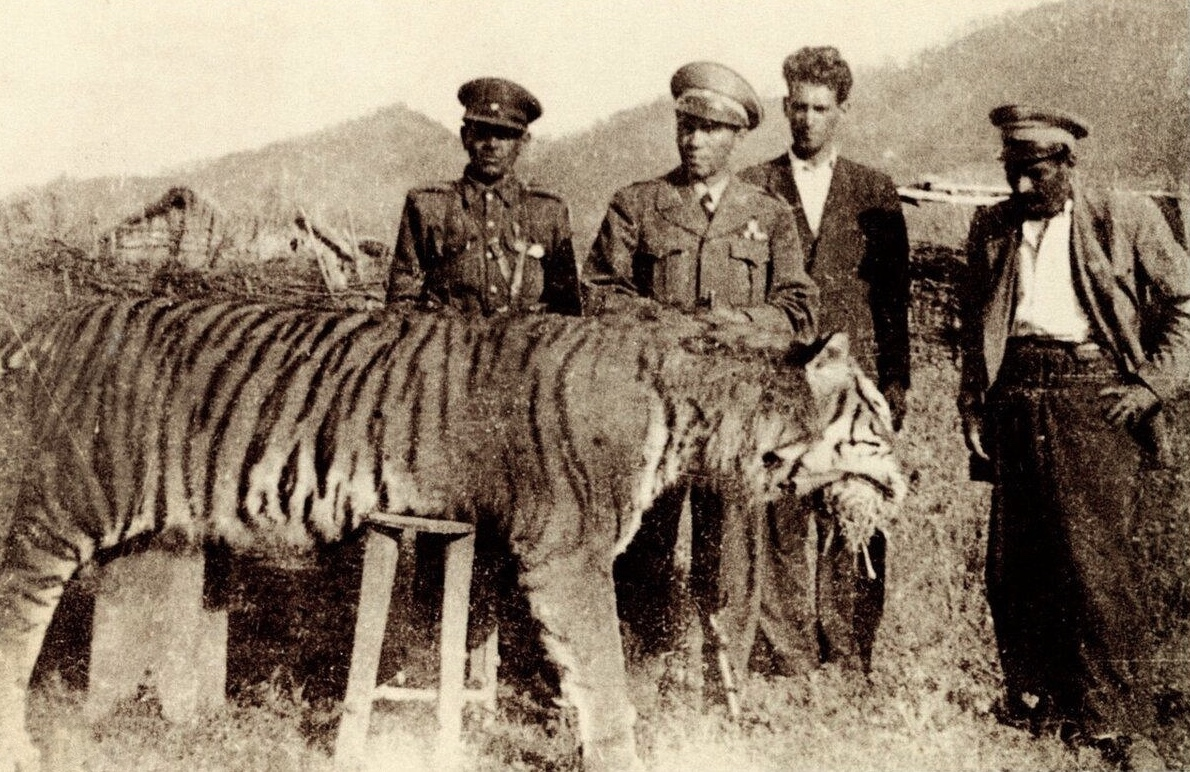
ببر قزويني قتل في شمال إيران، أوائل عام 1940

وهذه أهم وأشهر الحيوانات المنقرضة في إيران:
- الفيل السوري :

هو إحدى نويعات الفيل الآسيوي المنقرضة الآن والتي يقال بأنها كانت أكثر النويعات انتشاراً نحو الغرب وأكبرها كذلك الأمر حيث كانت تصل في ارتفاعها عند الكتفين إلى 3.5 أمتار (11.5 أقدام)، وقد أكدت بقايا مستحثاتها والرسوم القديمة هذا الأمر. كانت هذه النويعة تستوطن المنطقة الممتدة من إيران حتى سوريا وجنوب تركيا، وكانت تعرف على أنها حيوانات حربيّة في التاريخ القديم بين العديد من الشعوب في سوريا مثل: الآراميين والرومان.
- الببر القزويني:

الببر القزويني أو الببر الفارسي (الاسم العلمي: Panthera tigris altaica) كان أقصى جمهرات الببر السيبيري انتظاراً نحو الغرب، فقد كان ينتشر في إيران، العراق، أفغانستان، تركيا، منغوليا، كازاخستان، القوقاز، طاجكستان، تركستان وأوزبكستان إلى أن انقرض في أواخر الخمسينات من القرن العشرين كما يظهر، إلا أن هناك البعض من المشاهدات العينية التي تفيد بأن هذا الحيوان لا يزال يعيش في بعض المناطق النائية. ومن الأسماء الأخرى لهذه الحيوانات «الببر المتنقل» الذي كان يعرفها به شعوب القزاق بسبب عاداتها في تتبع قطعان طرائدها المهاجرة.
وقد كانت الببور القزوينيّة إحدى أصناف الوحوش التي كان الرومان يٌحضرونها إلى المدرج الروماني لمقاتلة المجالدين وأصناف أخرى من الحيوانات، كما وكانت هي أكثر السلالات المعروفة لدى الحضارات القديمة في الشرق، ولعلّ هذا كان سبباً أخر ساهم في تراجع أعدادها منذ قديم الزمان (أي وجودها في مناطق مرغوبة للإستيطان البشري)، إلى أن انقرضت مؤخراً.
- الأسد الآسيوي:

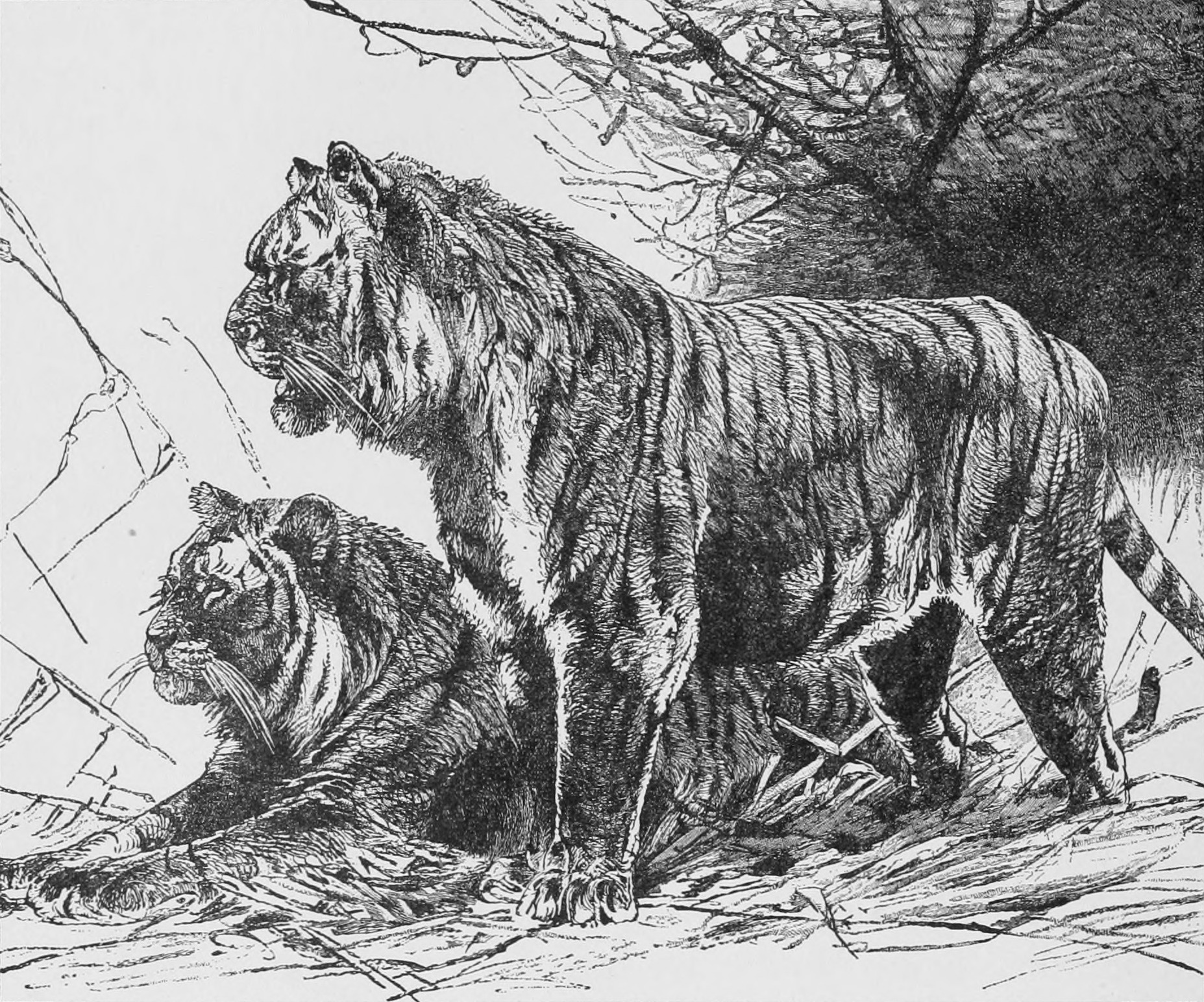
رسم لببرين قزوينييّن

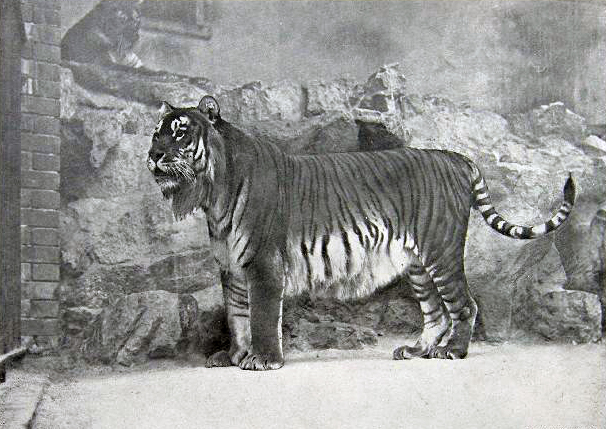
ببر قزويني كان موجوداً في حديقة حيوانات برلين عام 1899م

الأسد الآسيوي أو الأسد الفارسي المعروف أيضاً باسم الأسد الهندي، هو نويعة من نويعات الأسود. تاريخياً كانت الأسود الآسيوية تصنف إلى ثلاثة أنواع تتمثل بالأسد الفارسي والعربي والبنغالي. وهذه الحيوانات هي إحدى سنوريات الهند الثلاثة الكبرى، أما الأخرى فهي الببر والنمر.

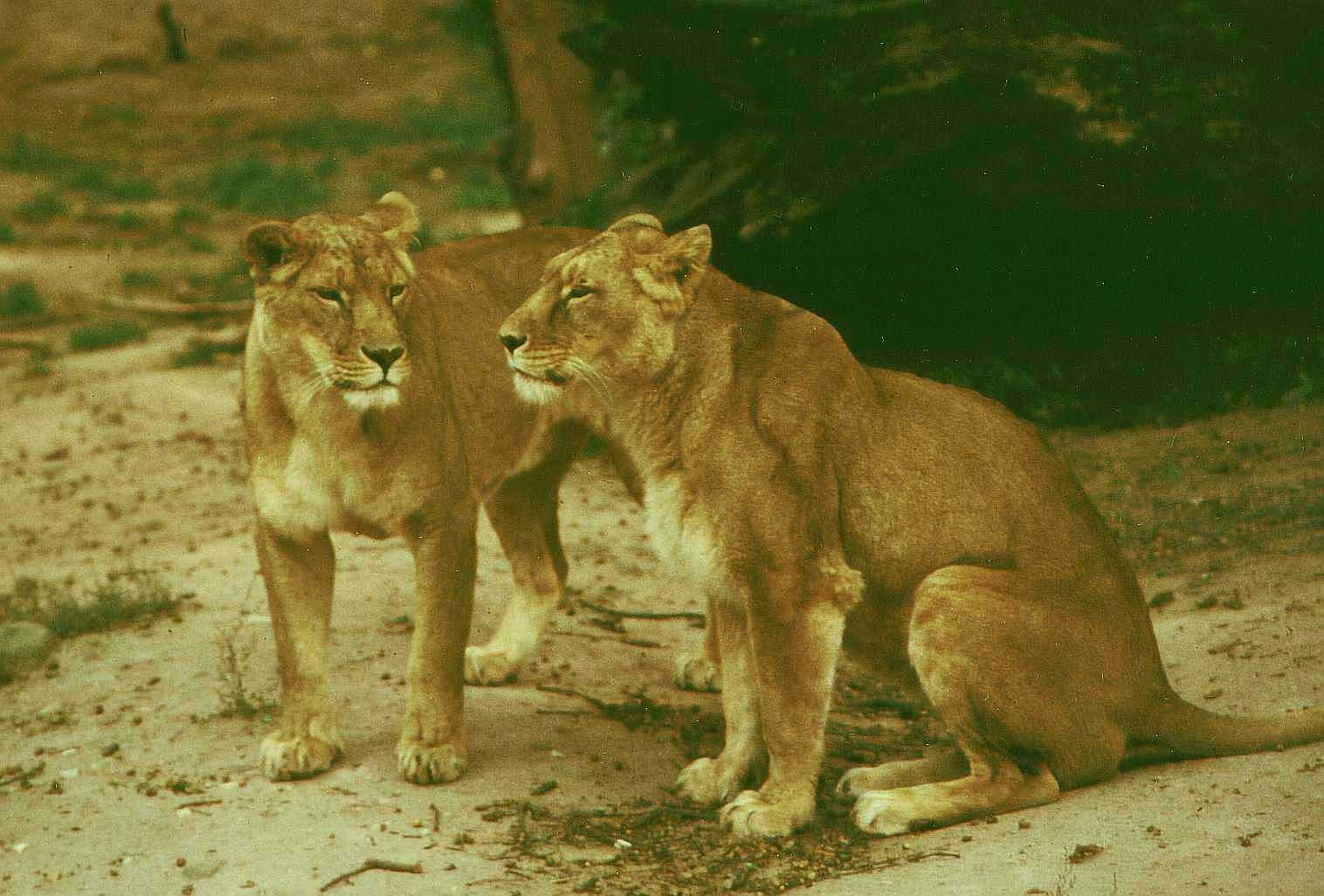
لبوتين آسيويتين في حديقة للحيوانات

## معرض الصور

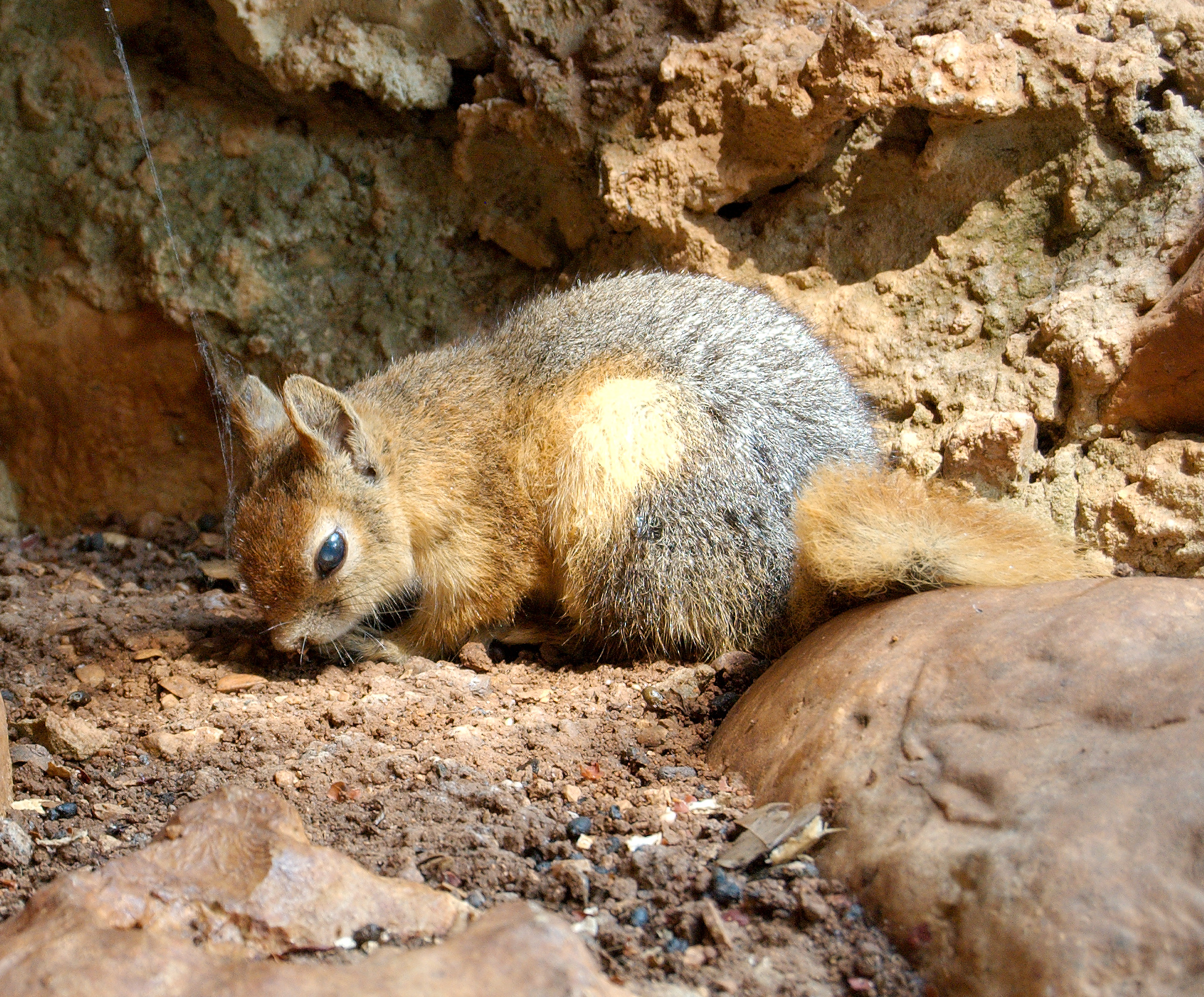
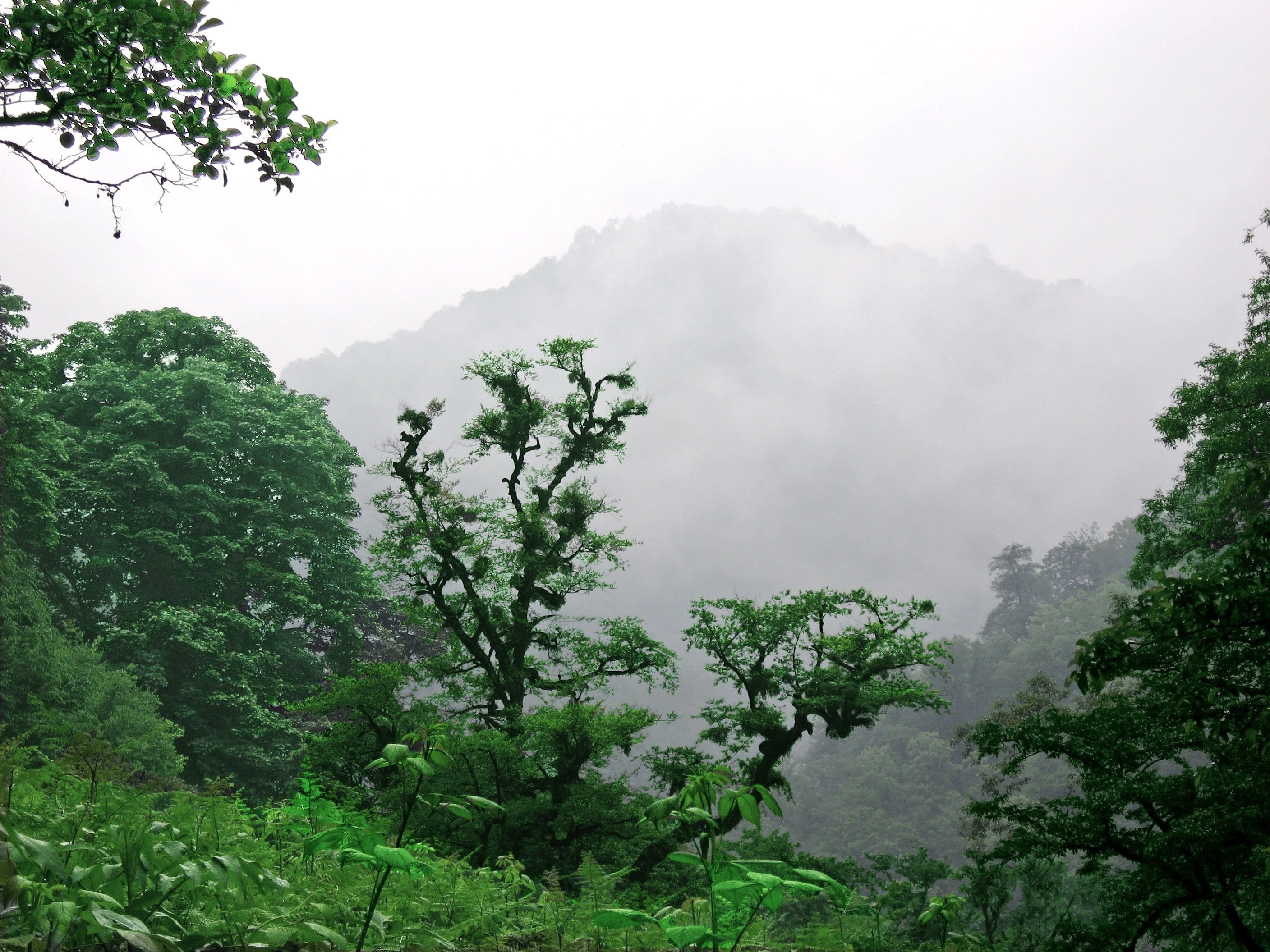
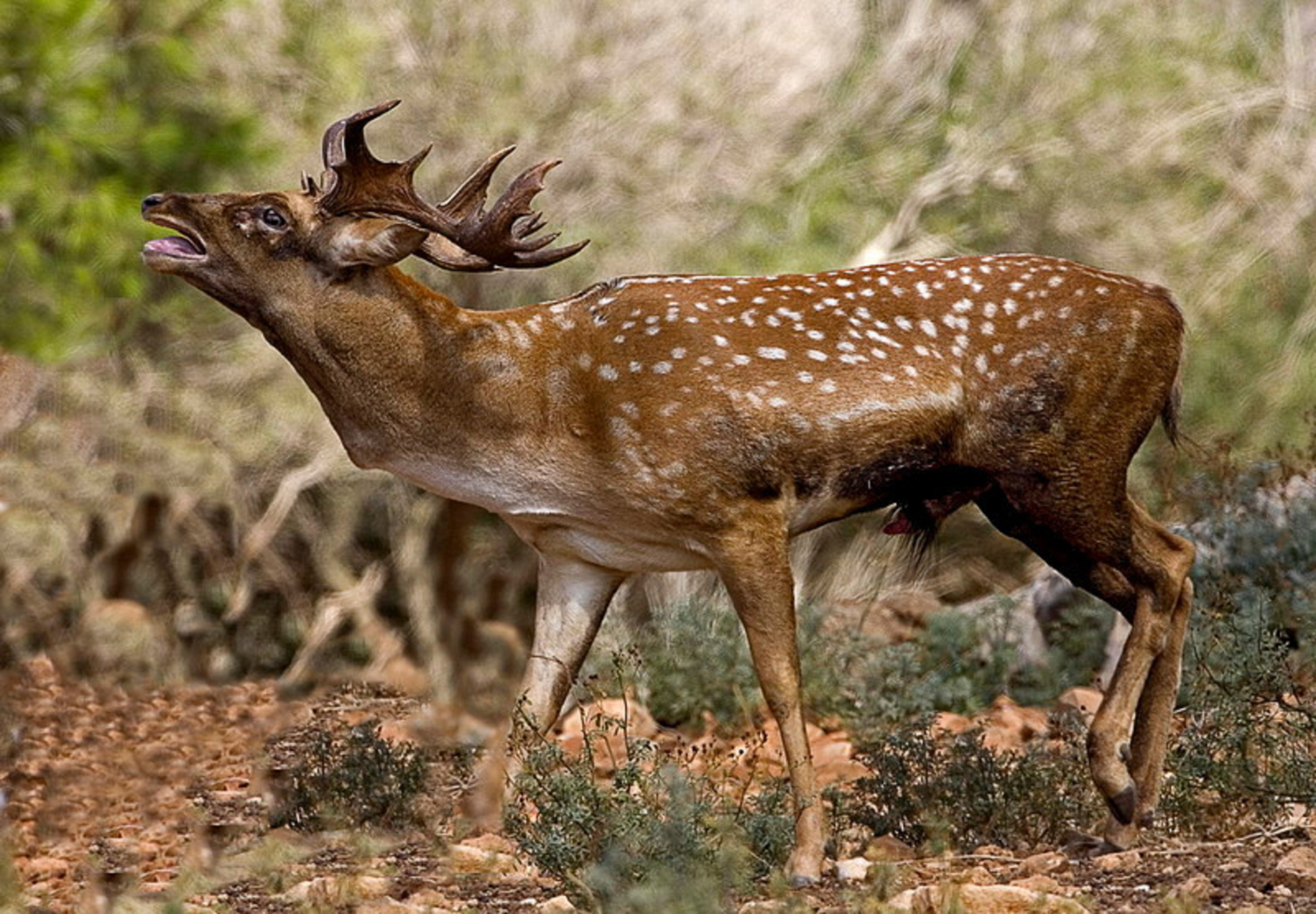
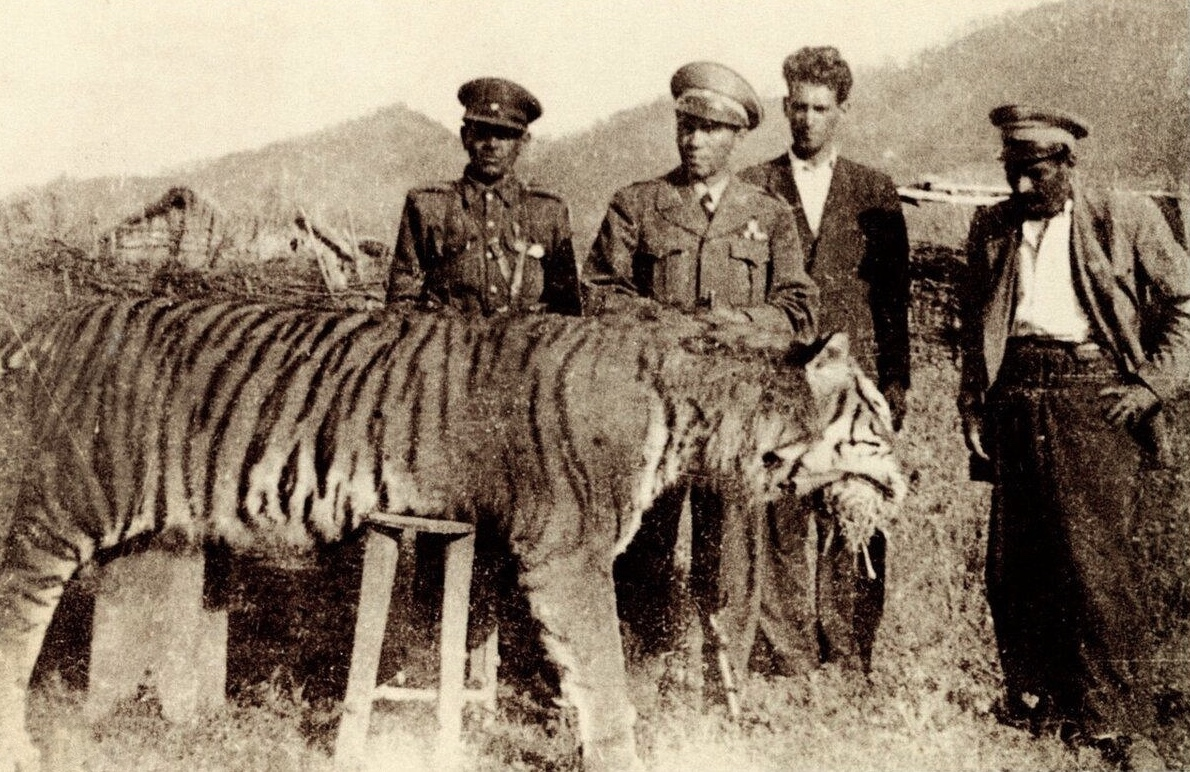
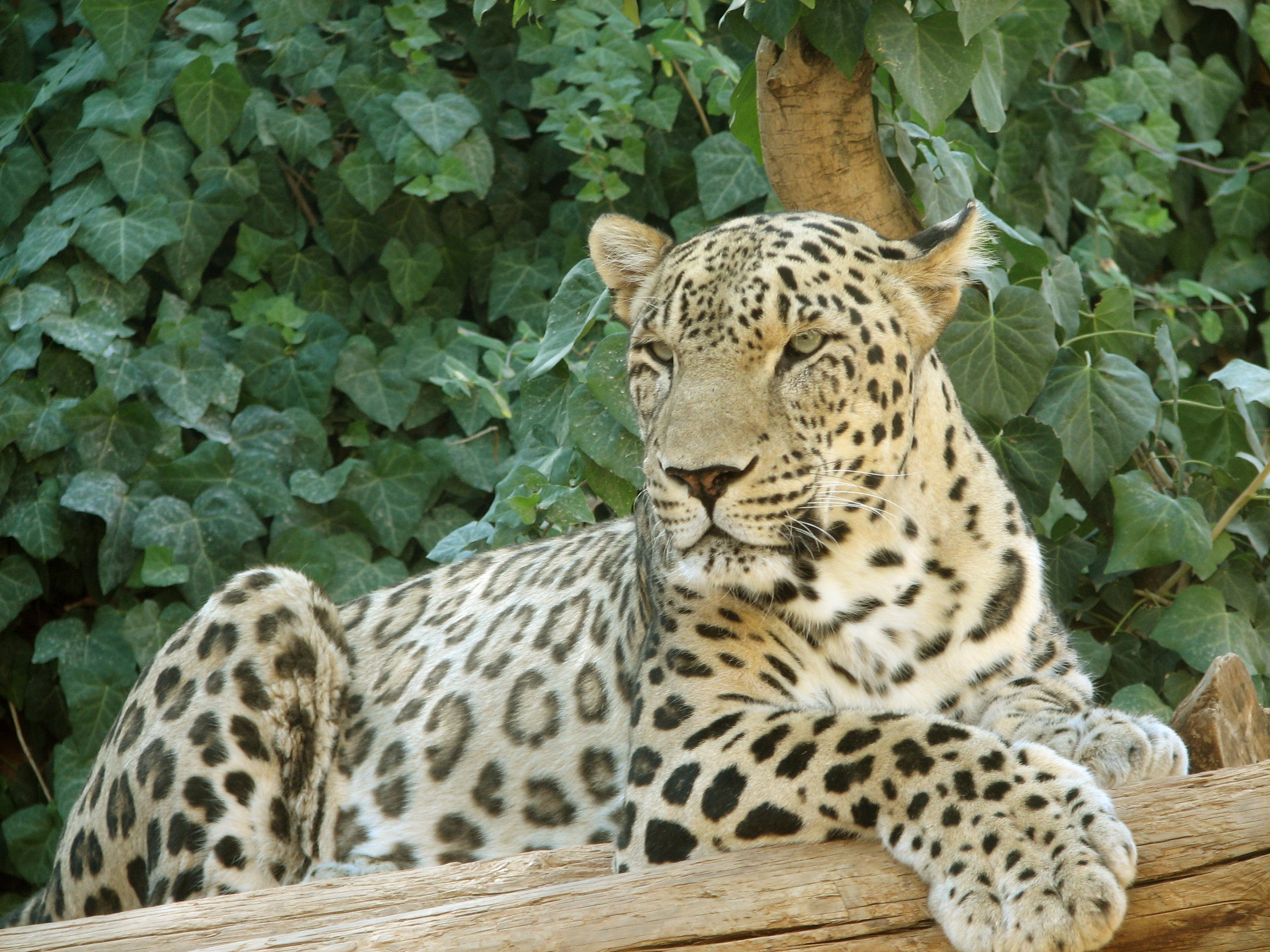
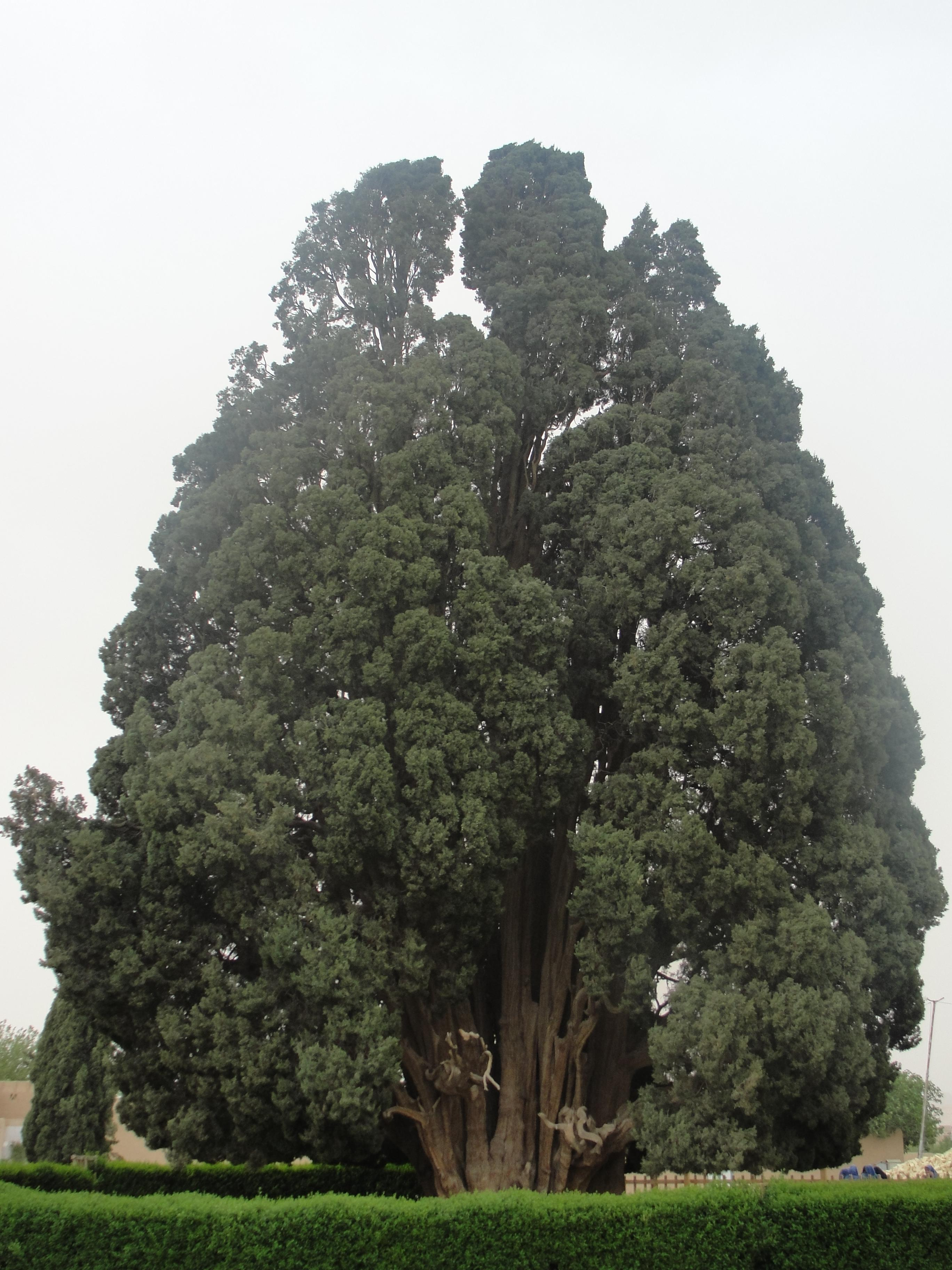
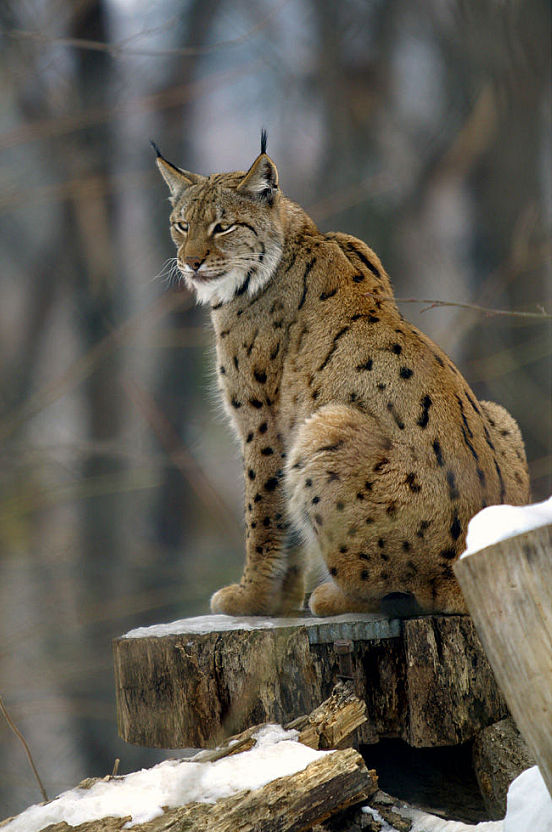
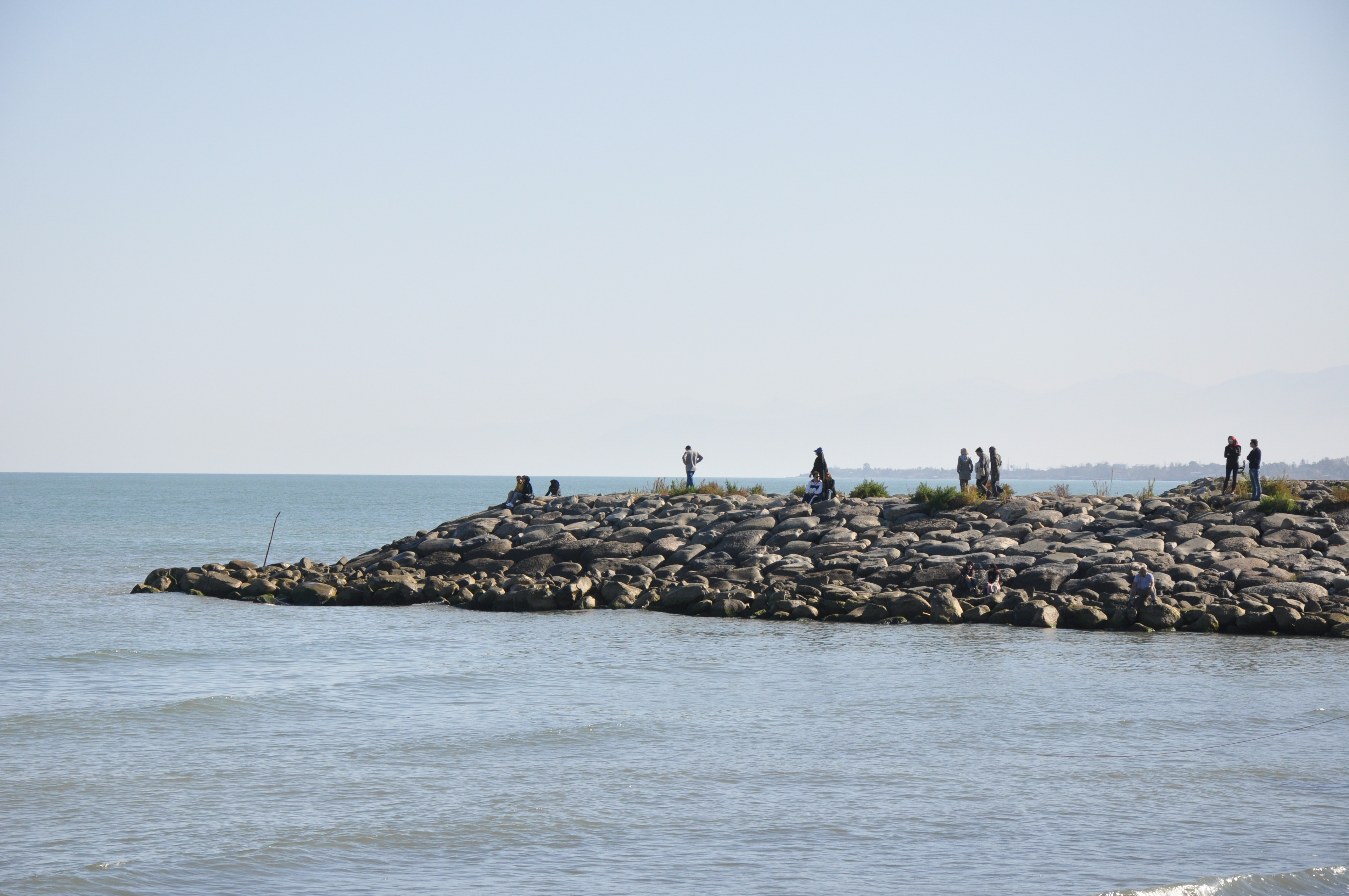
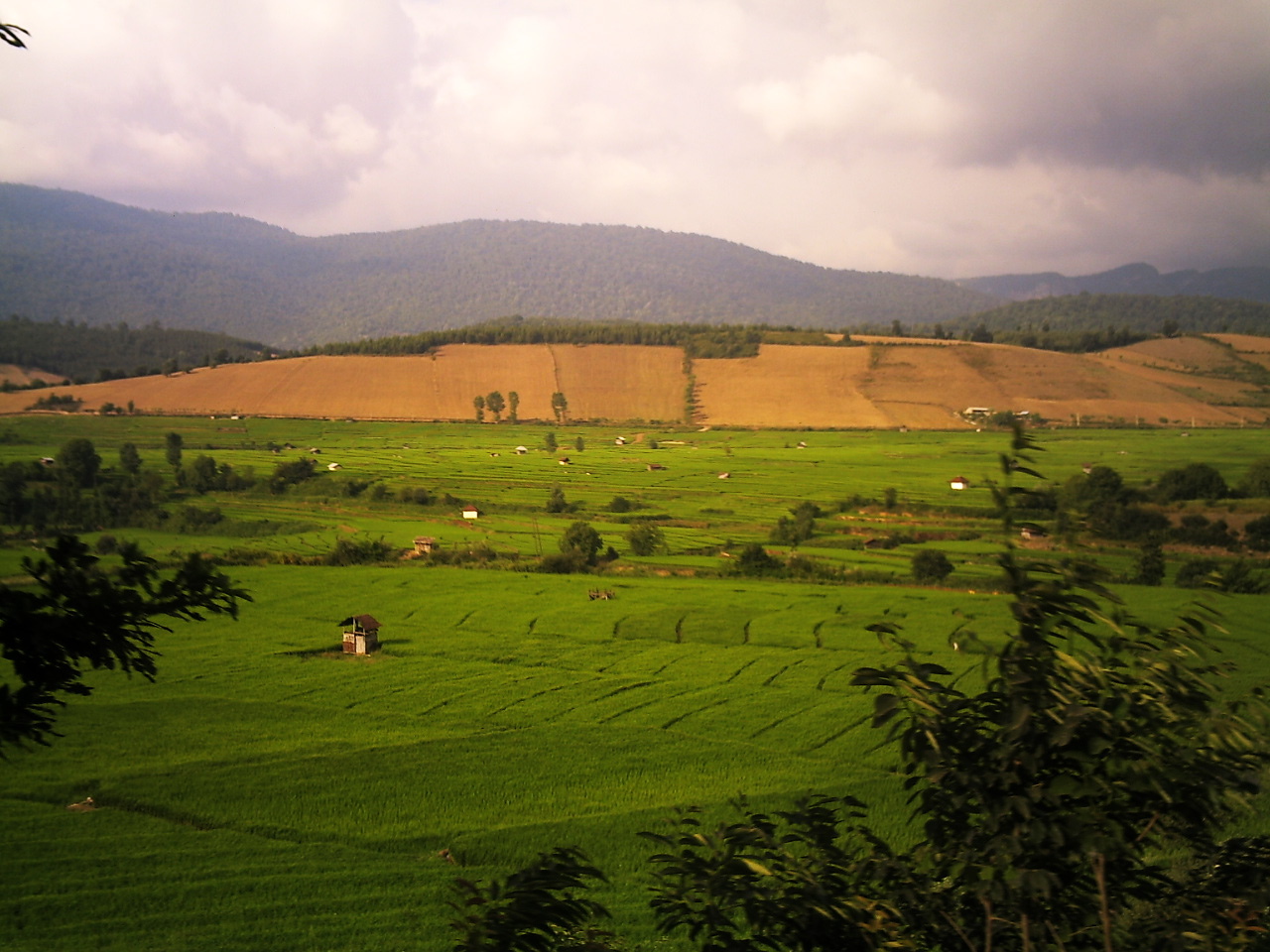
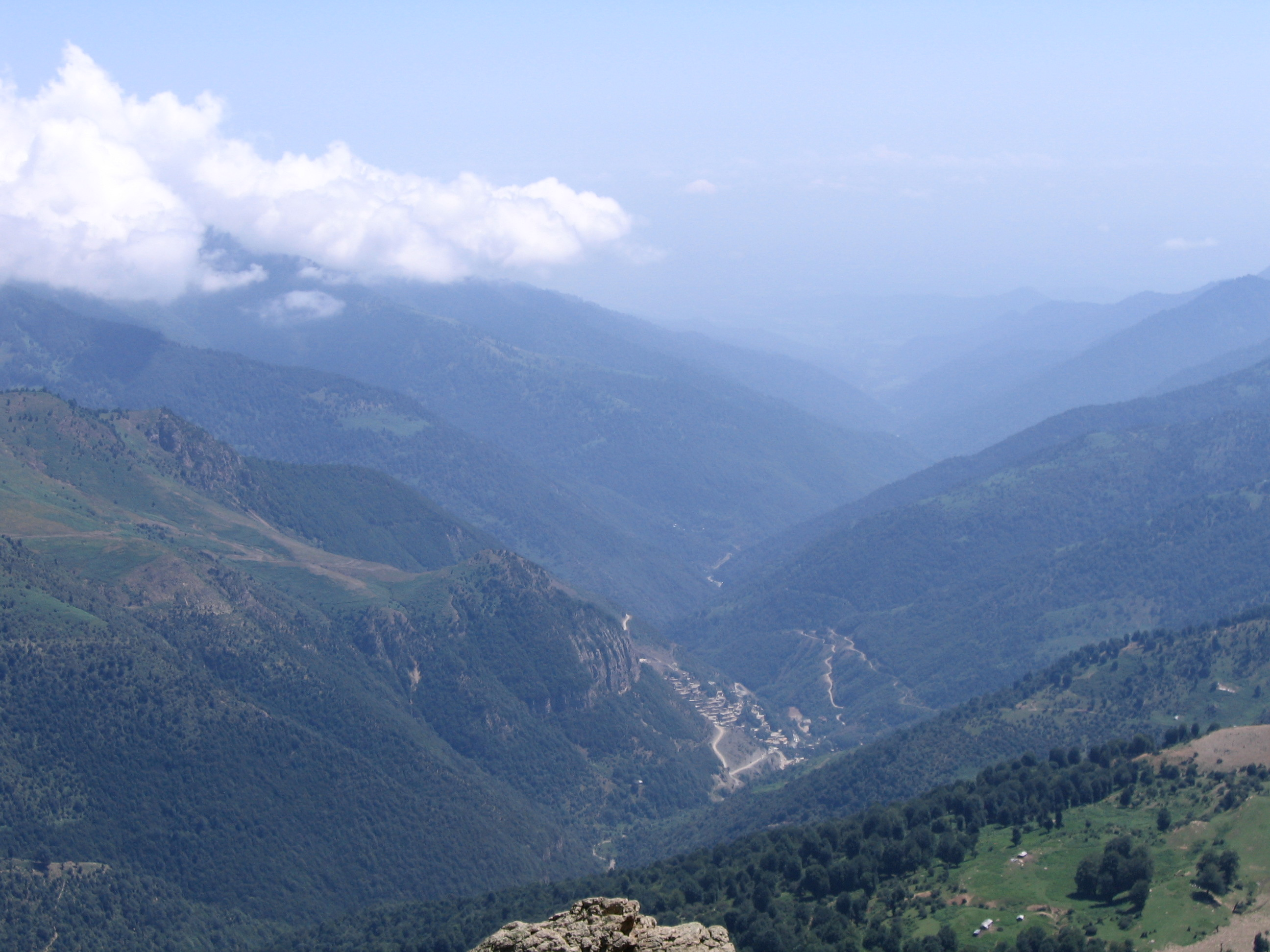
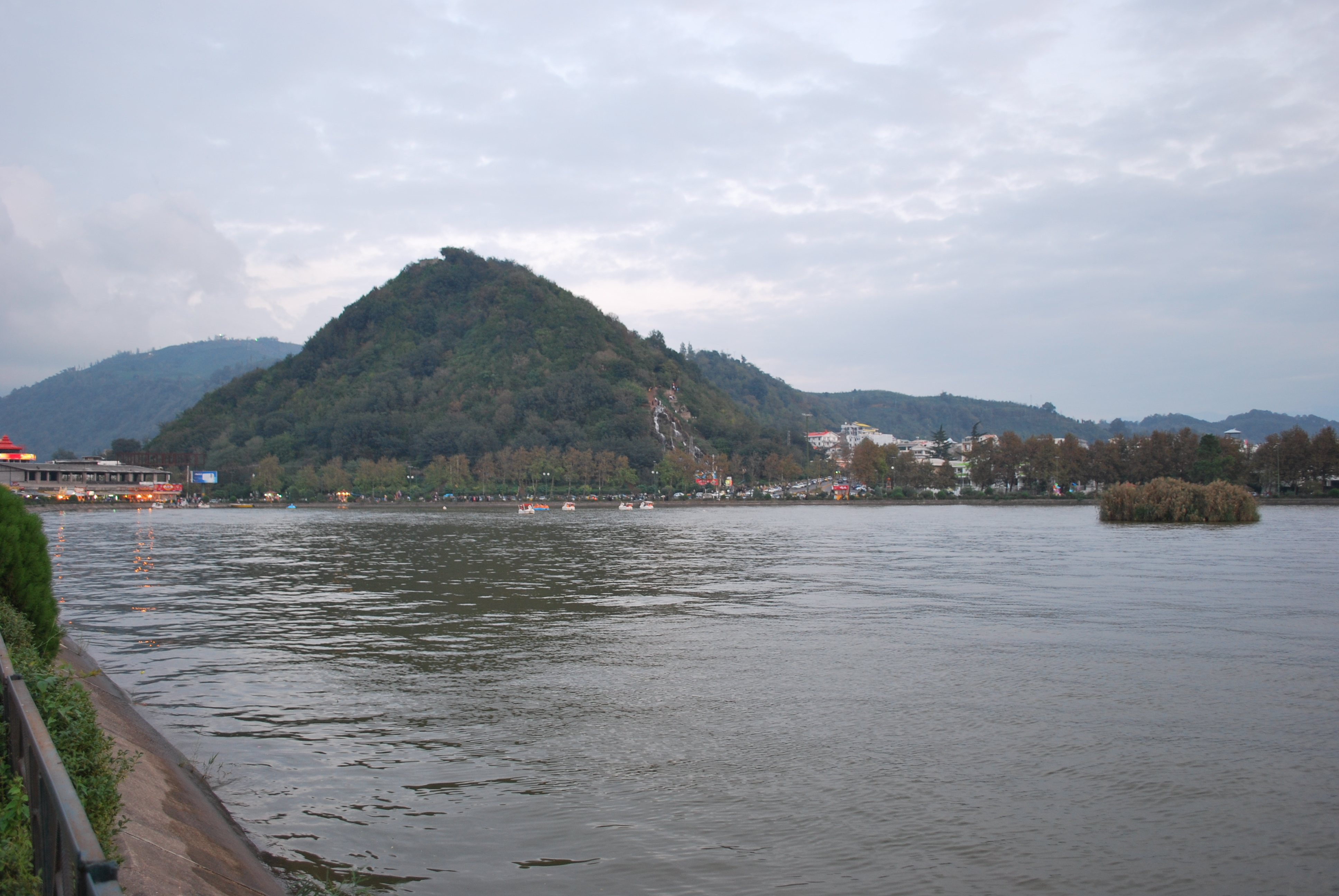
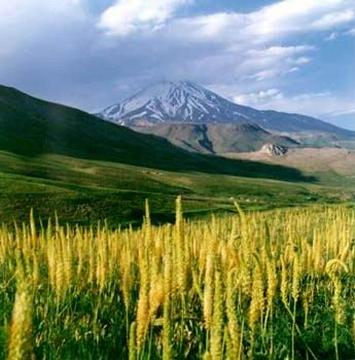
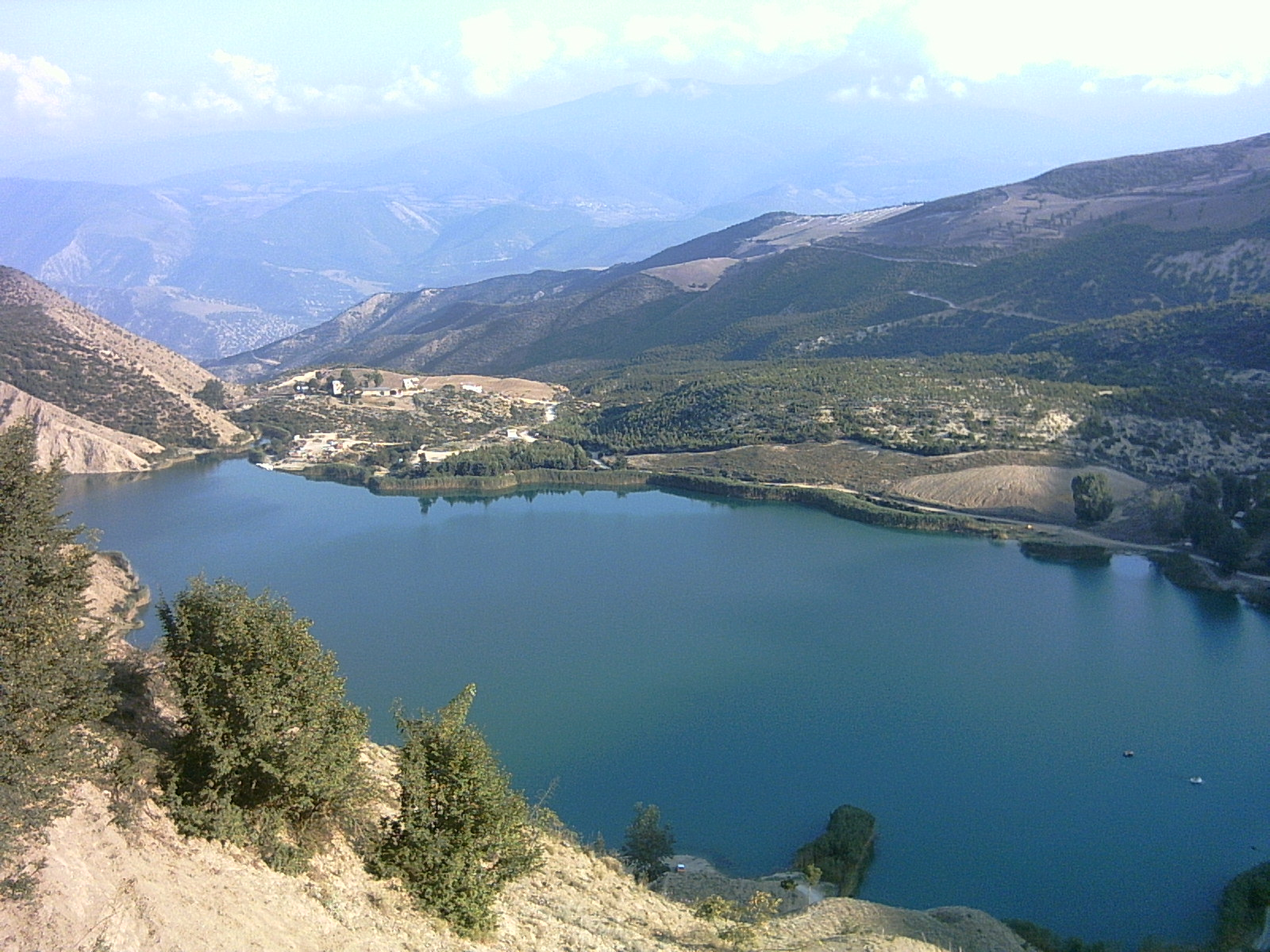
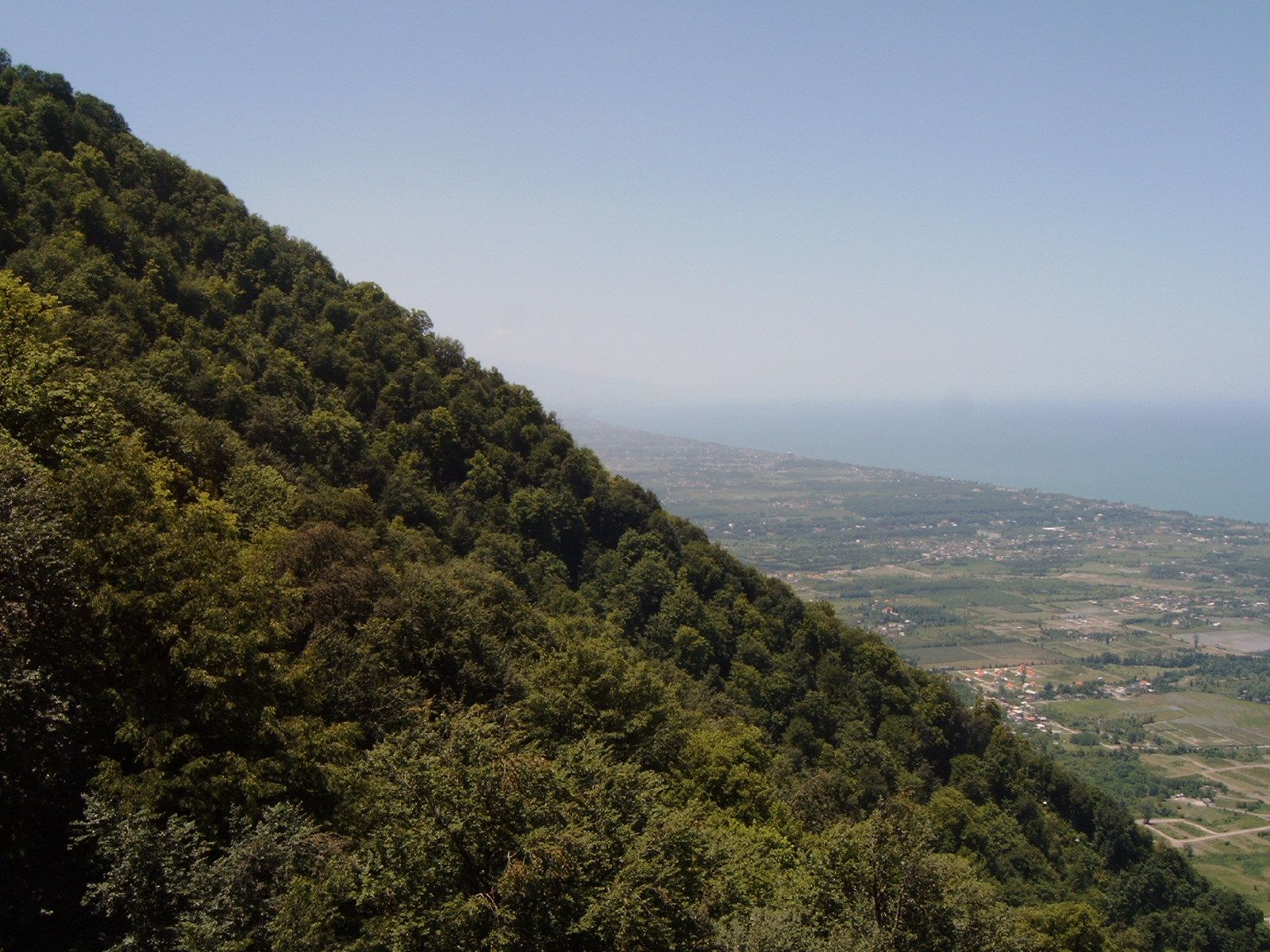
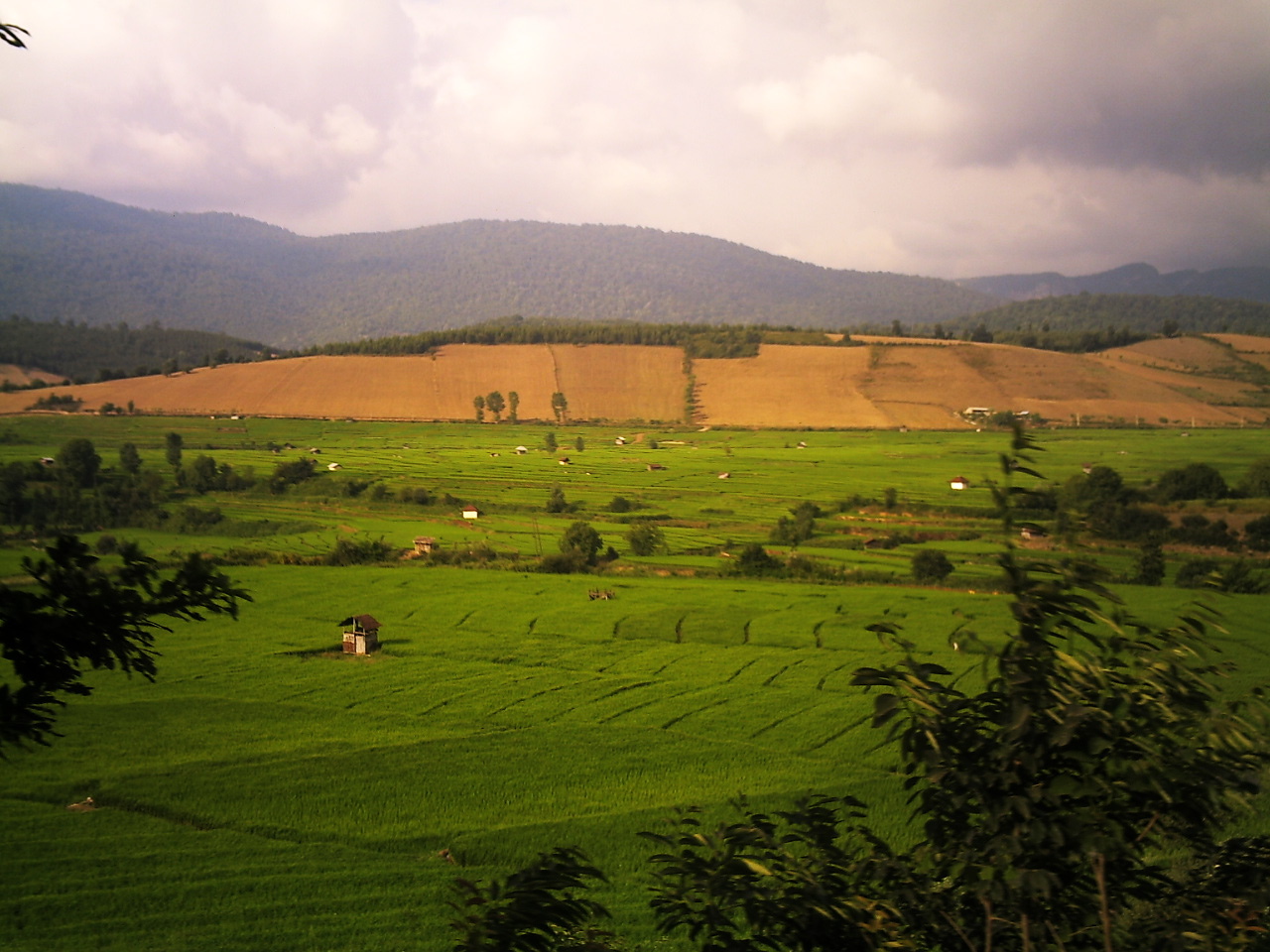
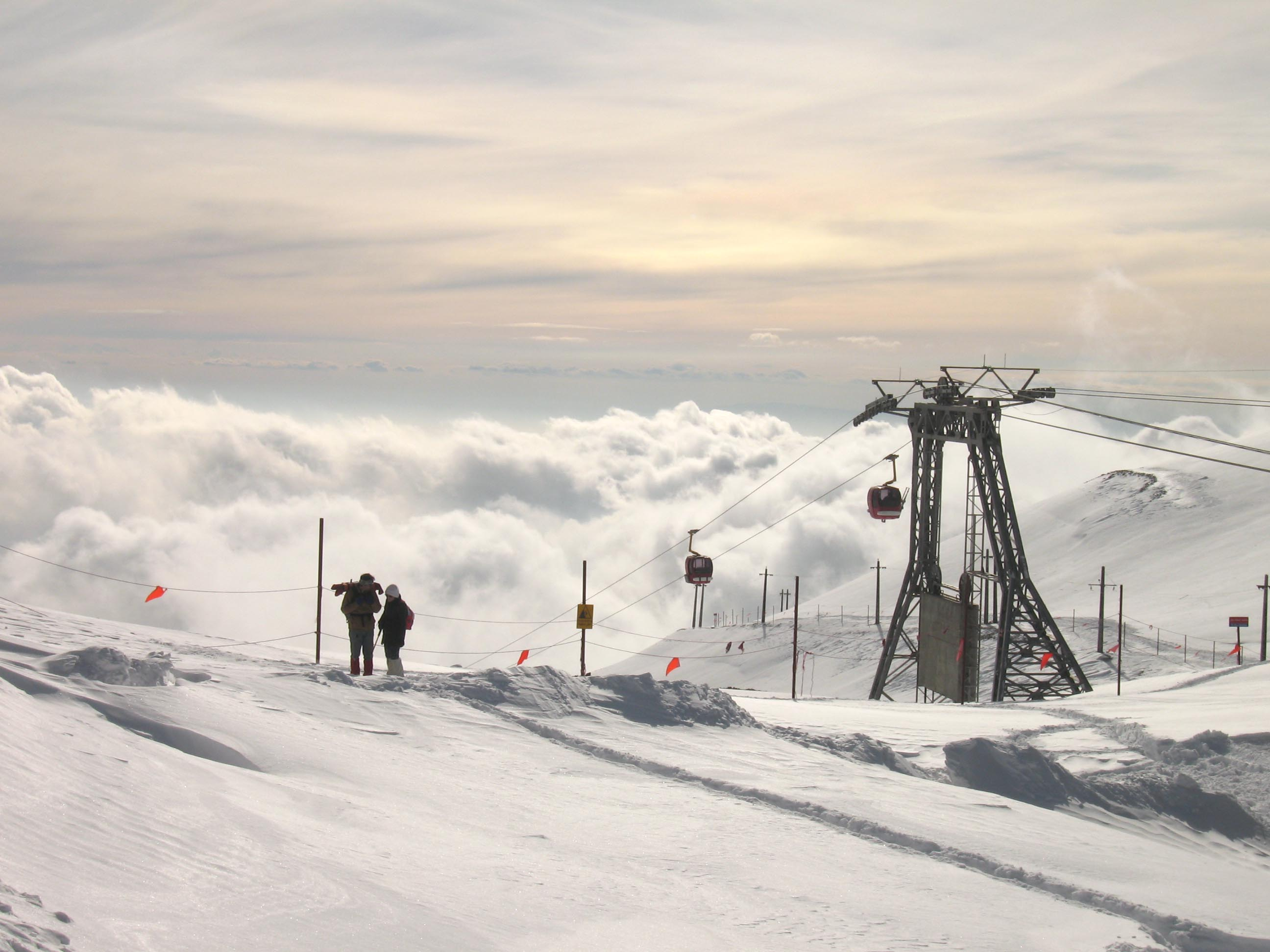
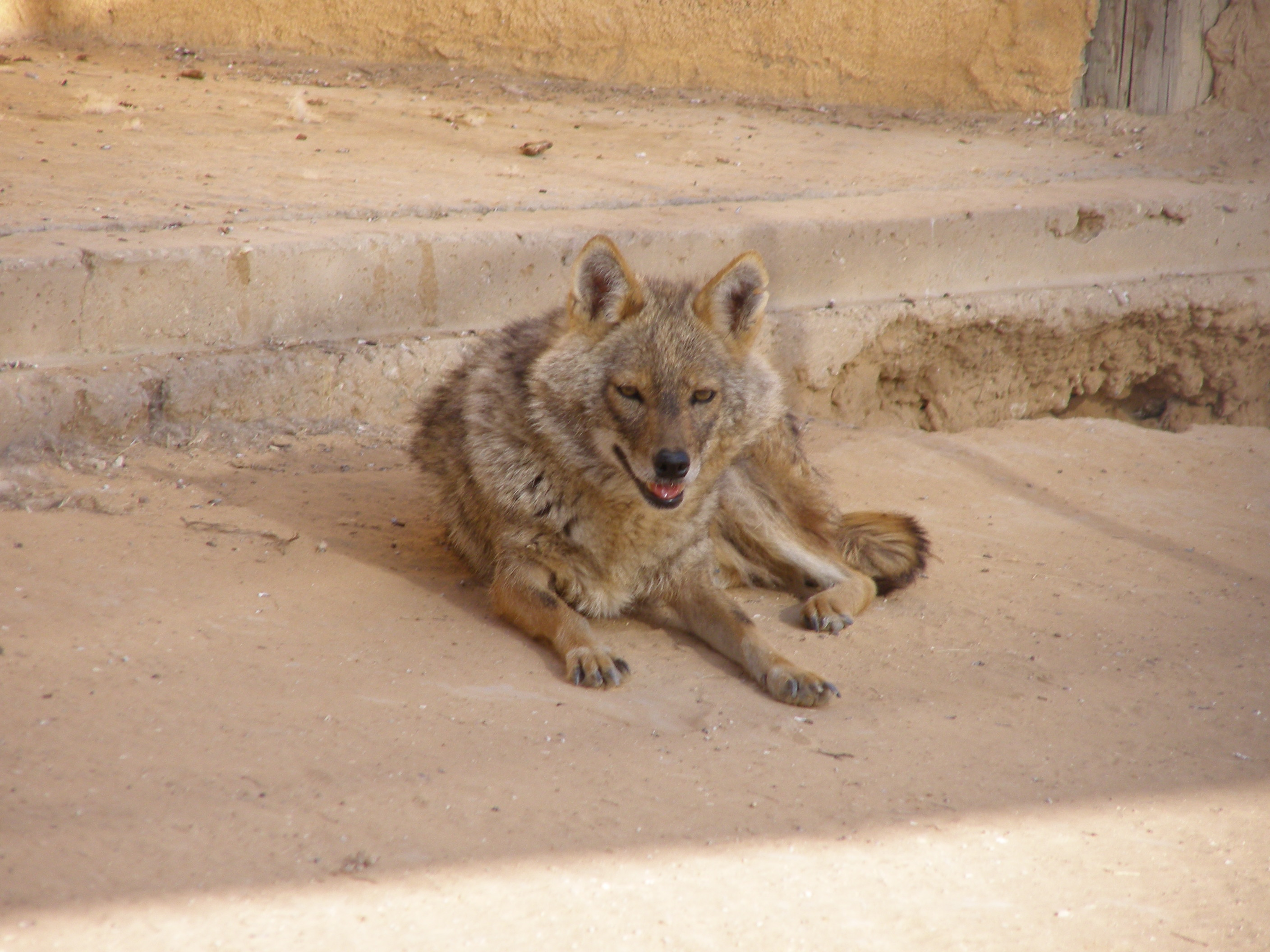
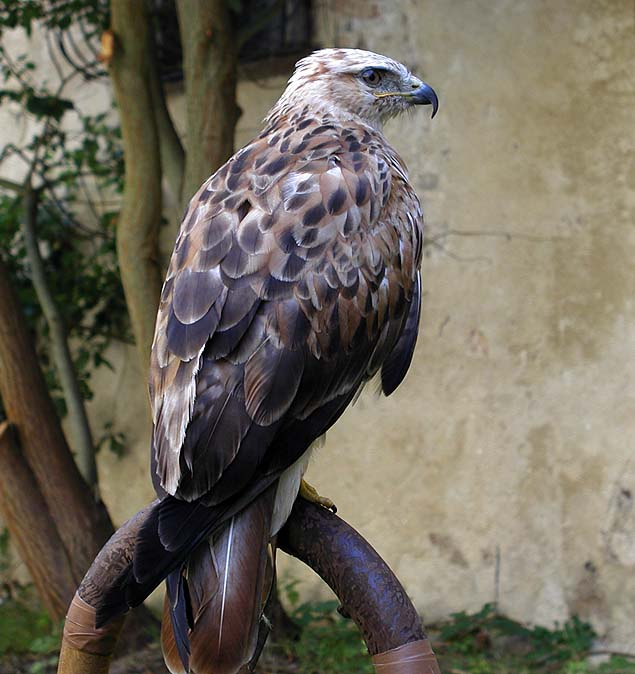
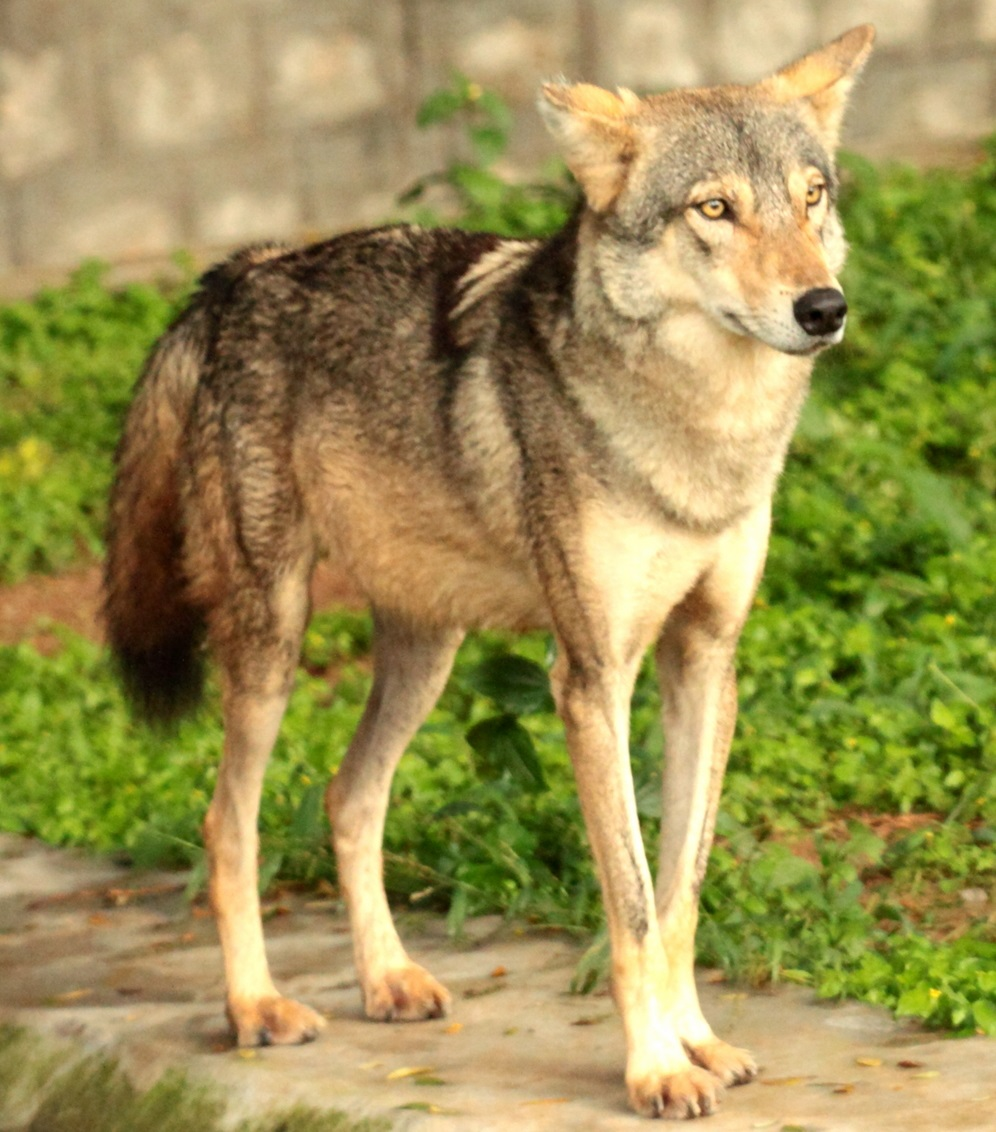
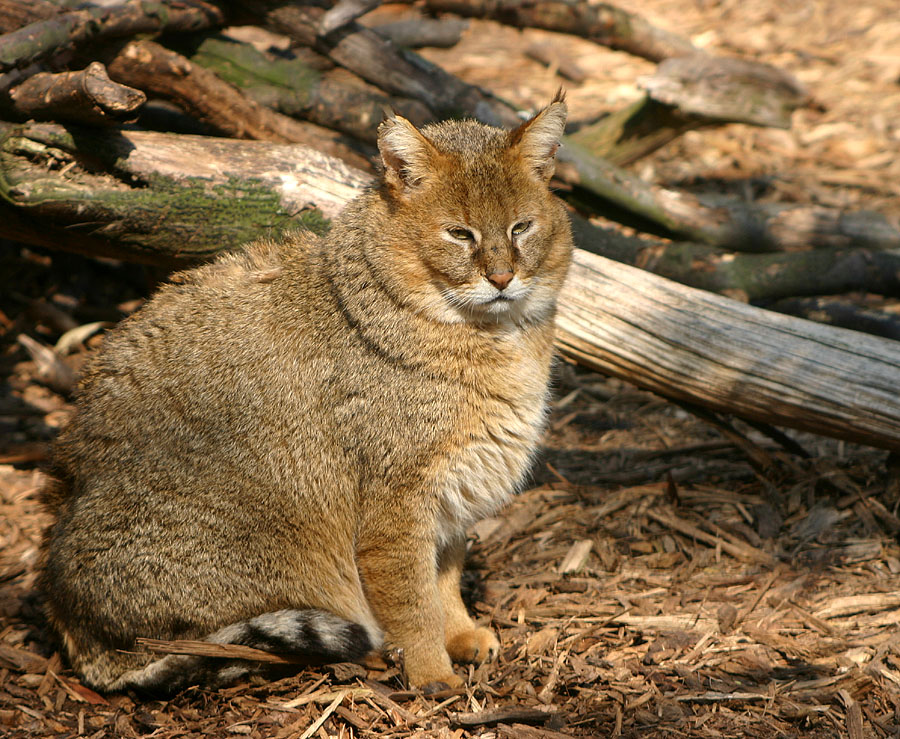
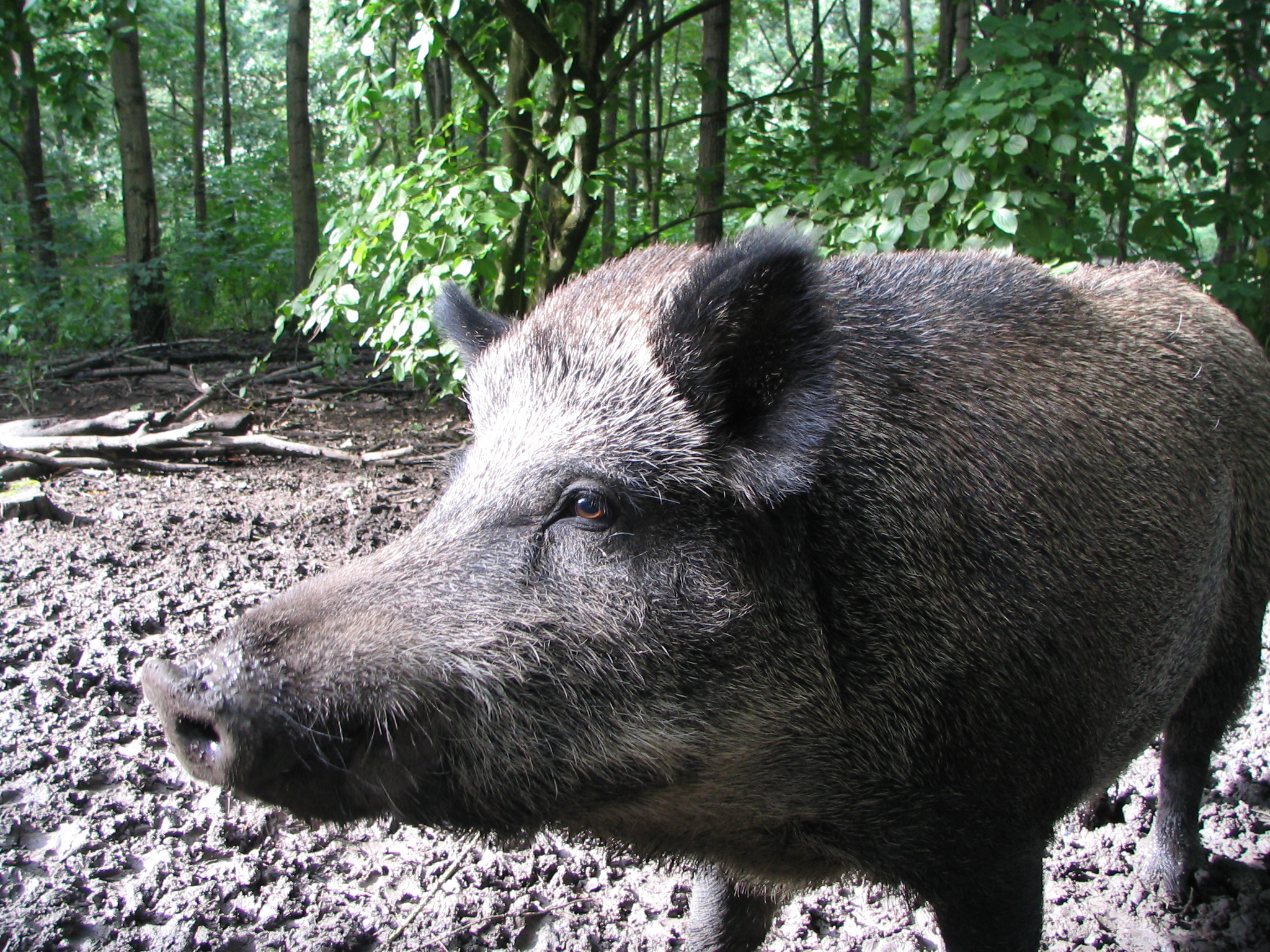
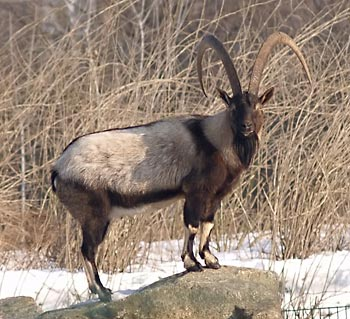
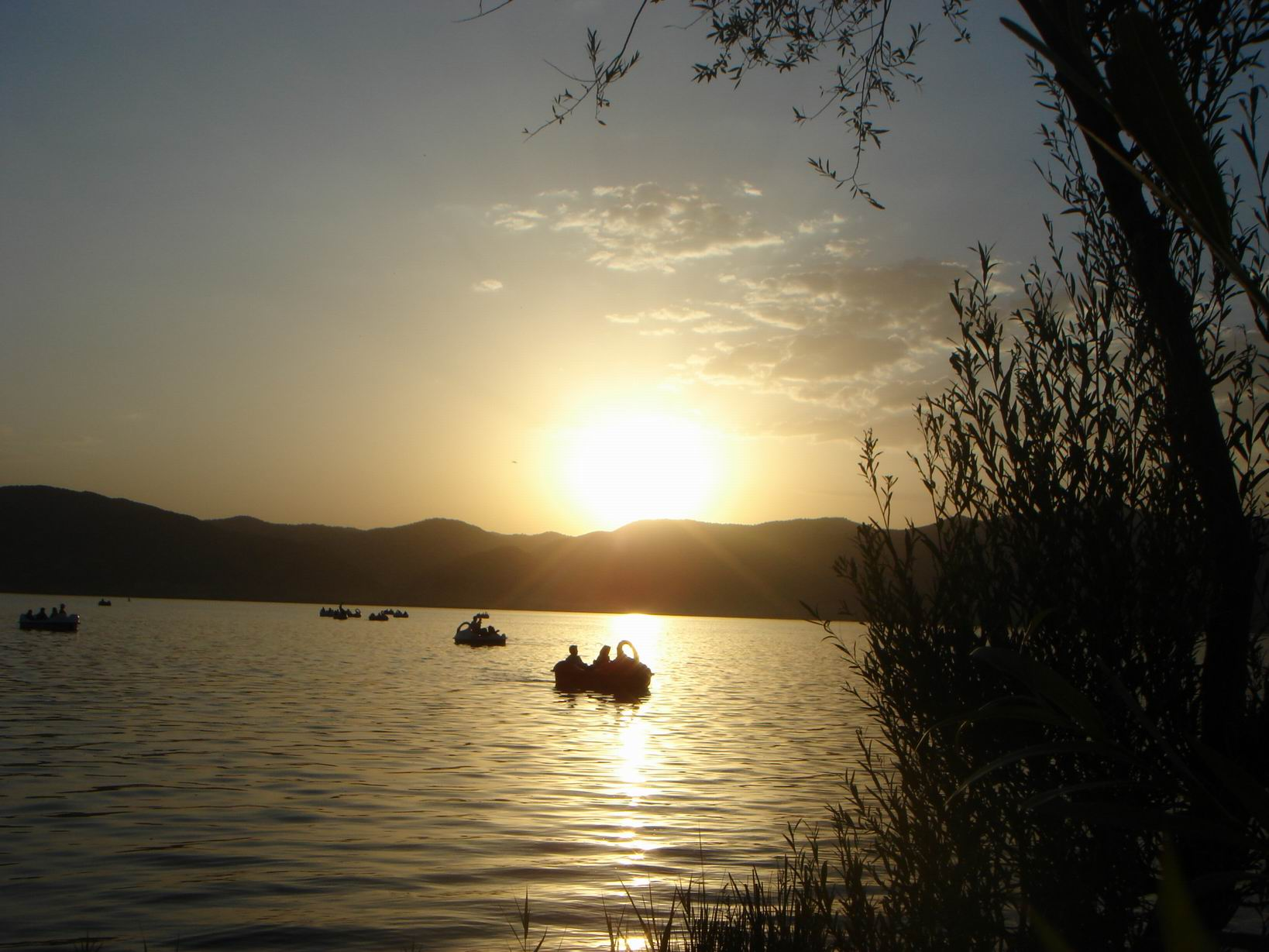
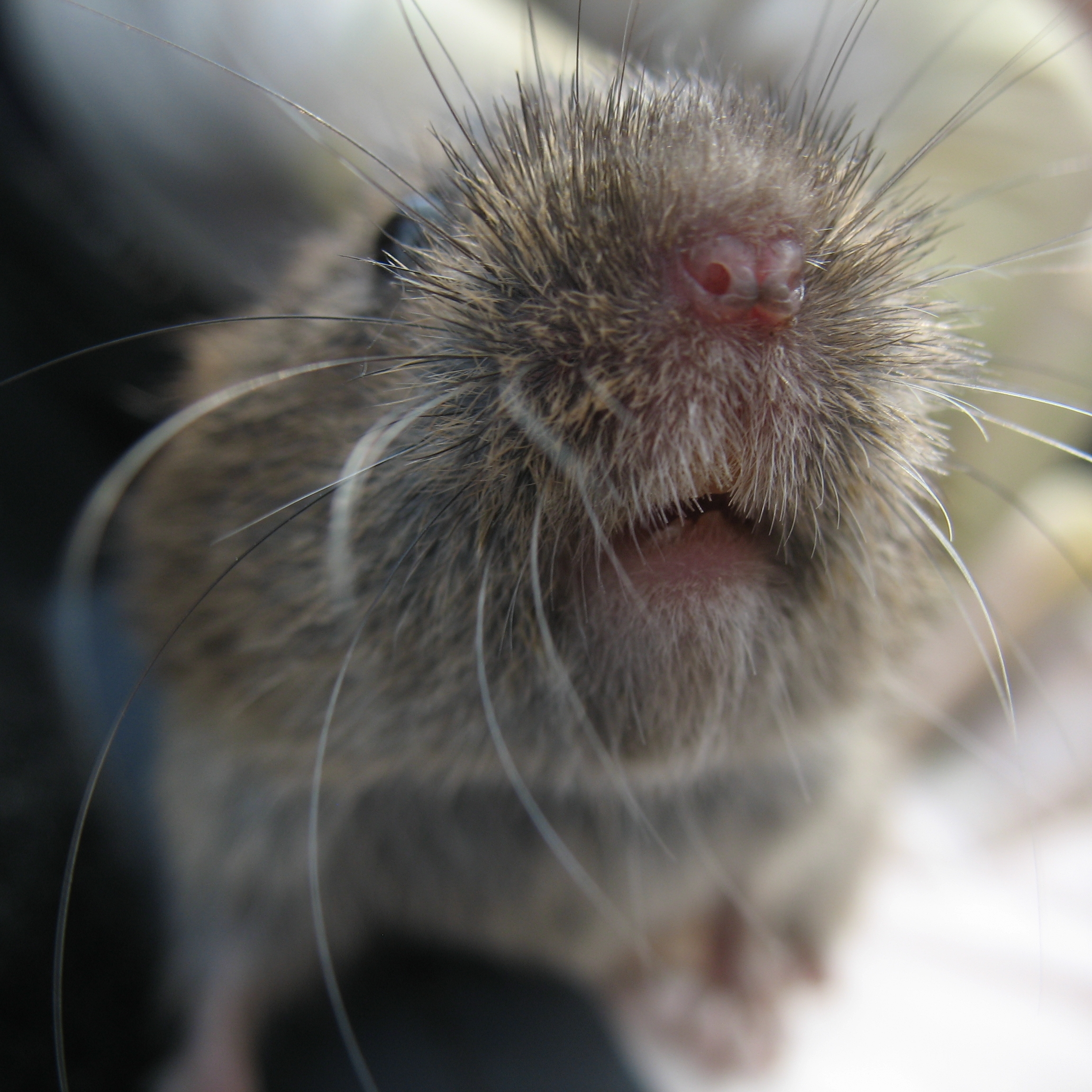
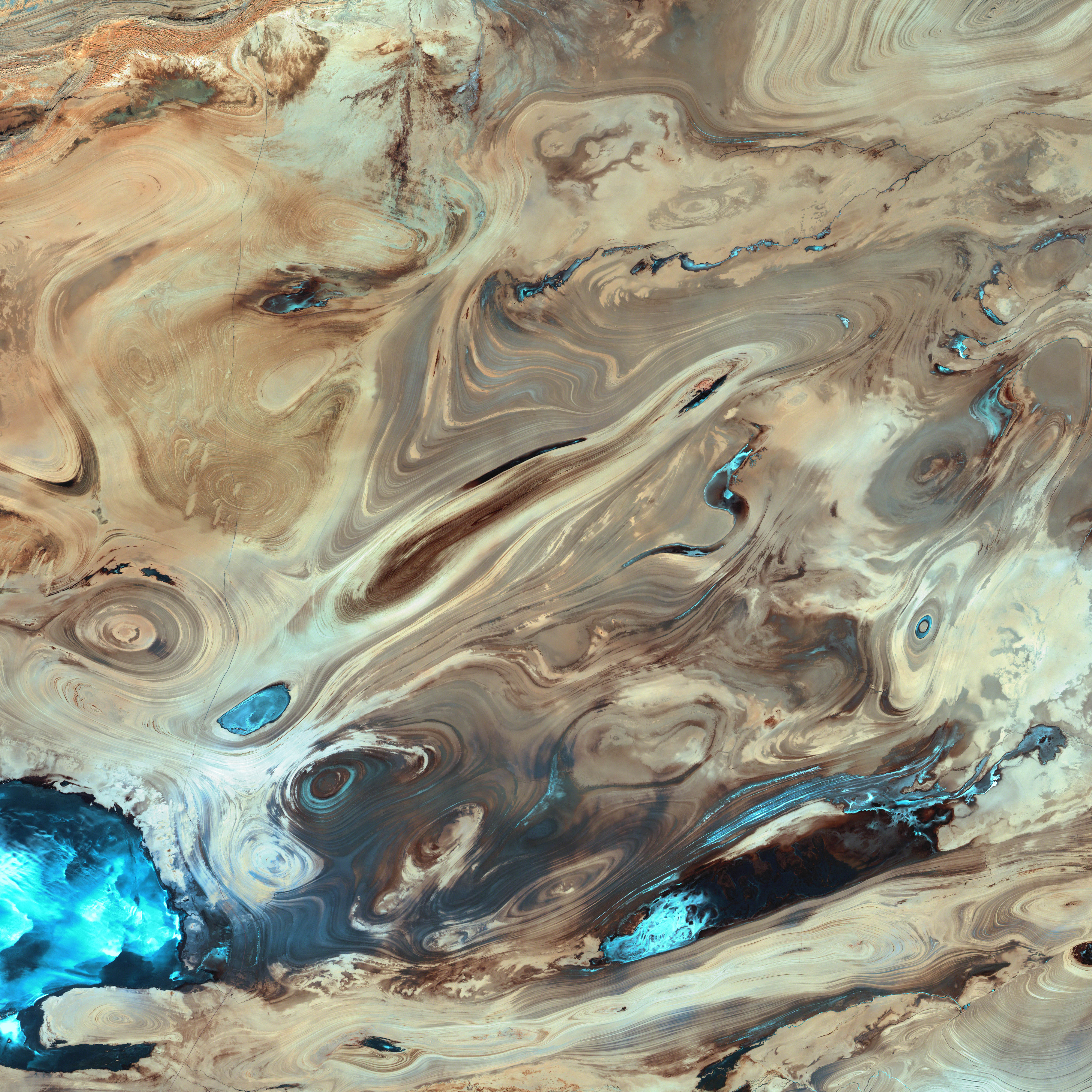
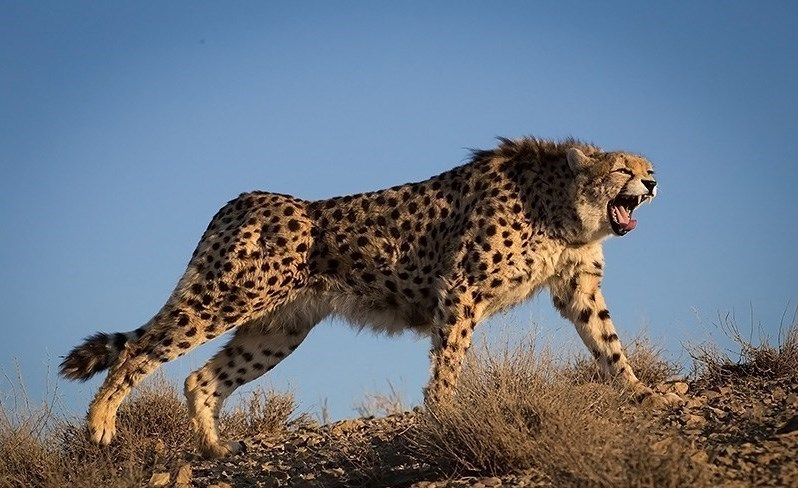
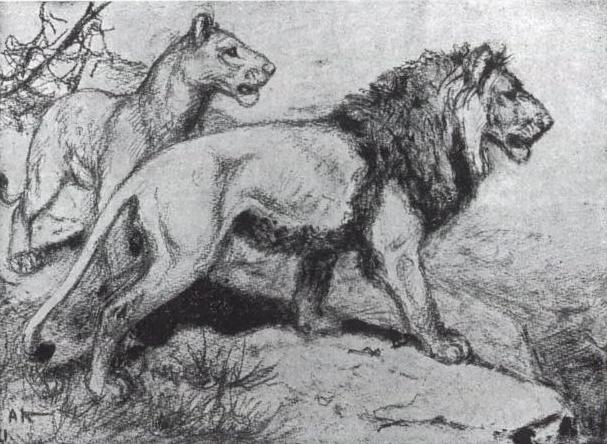
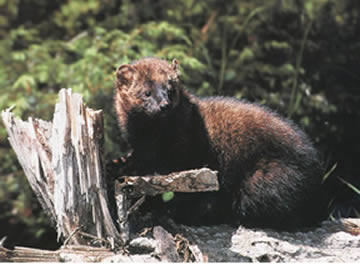
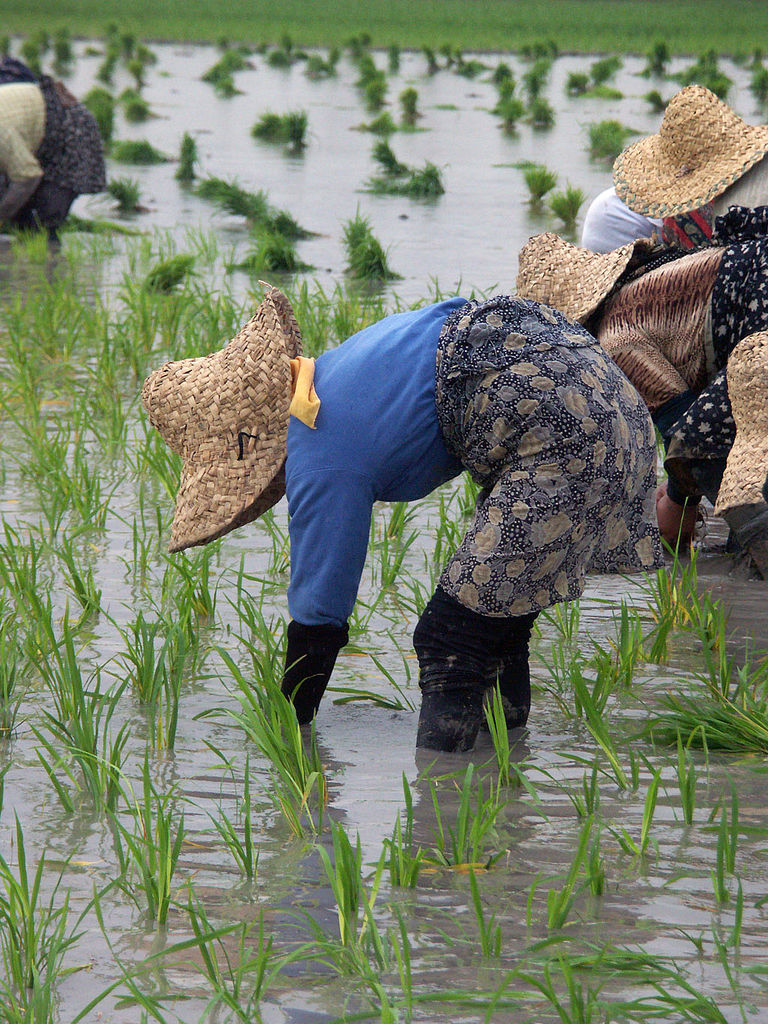
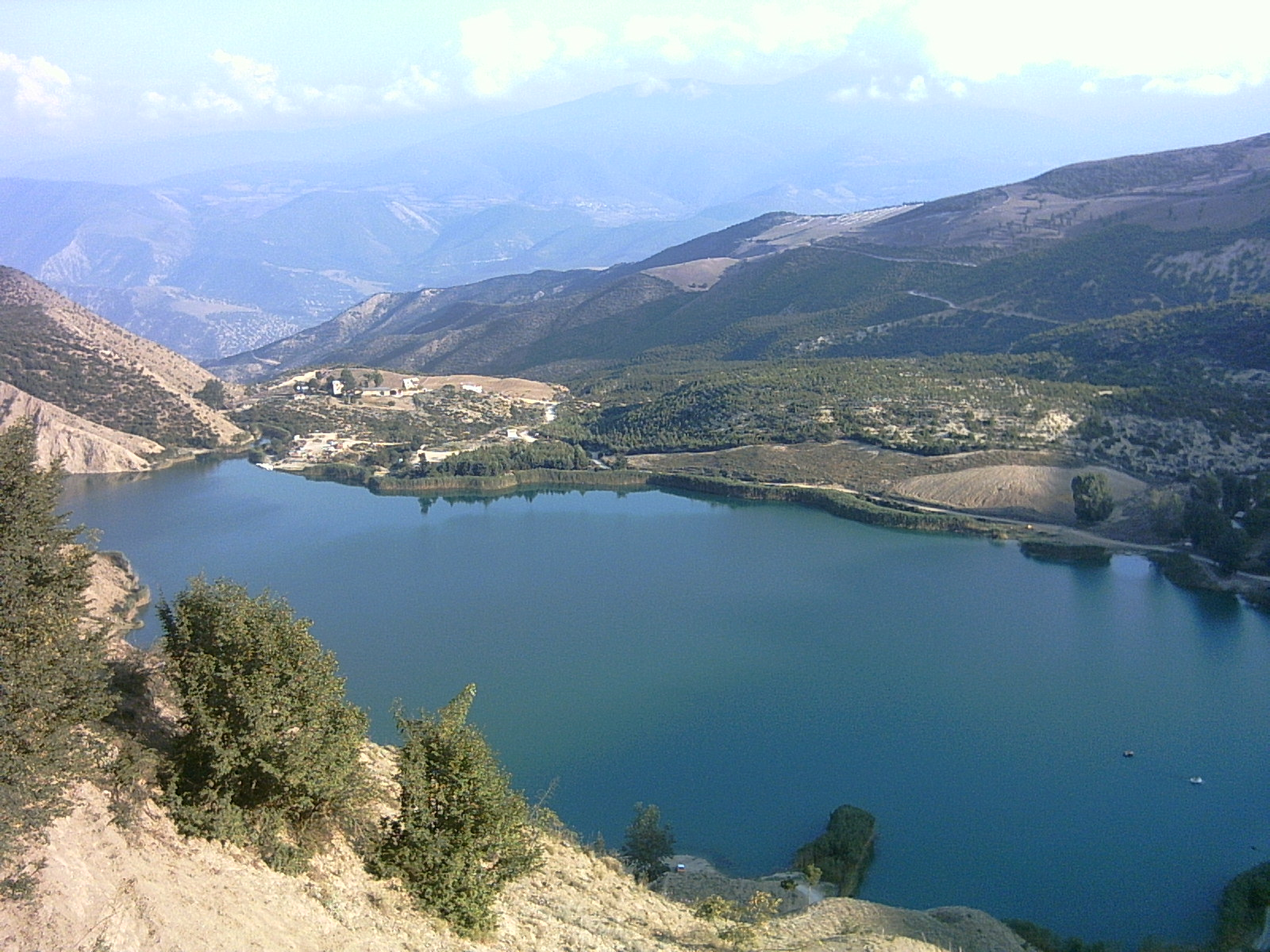
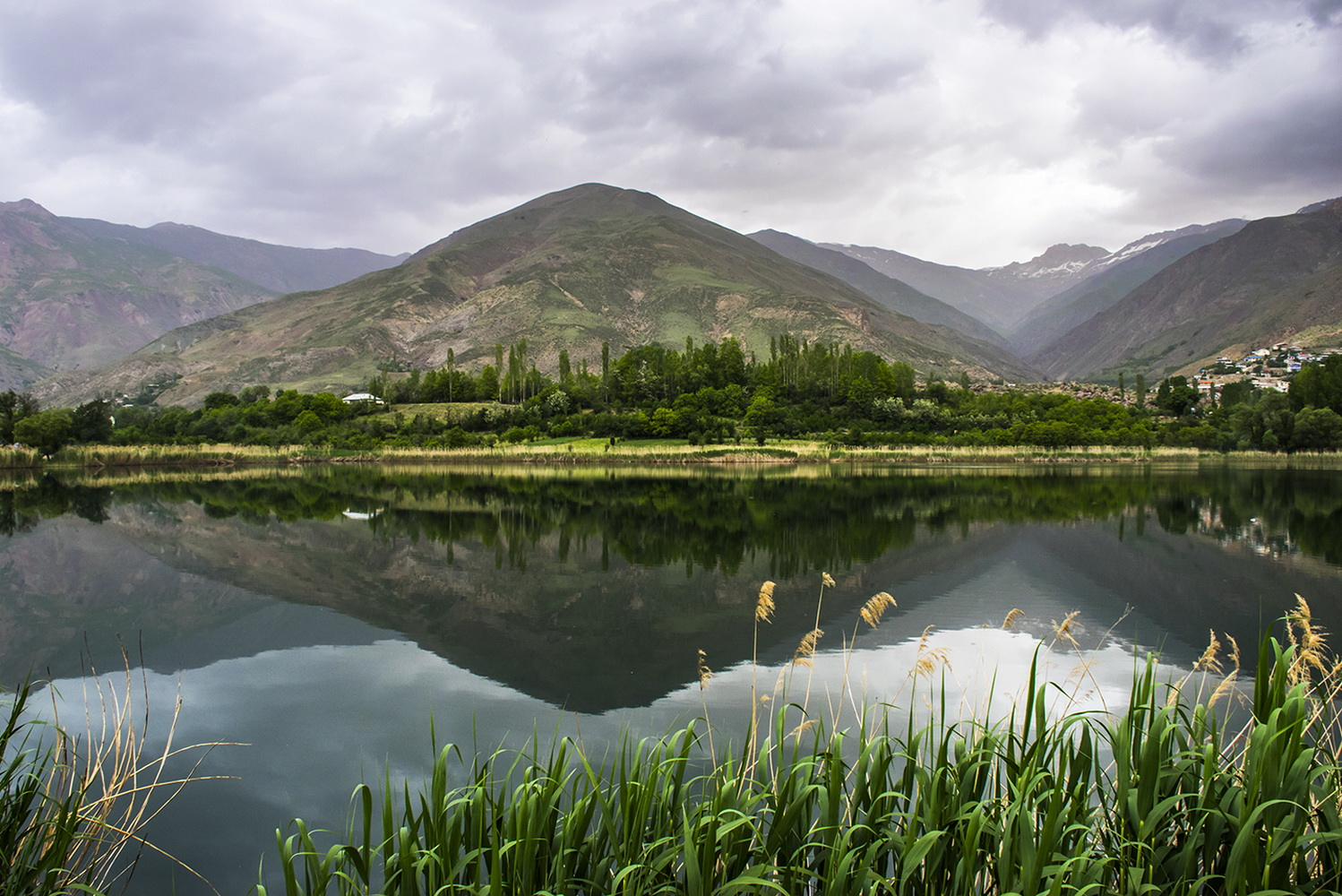
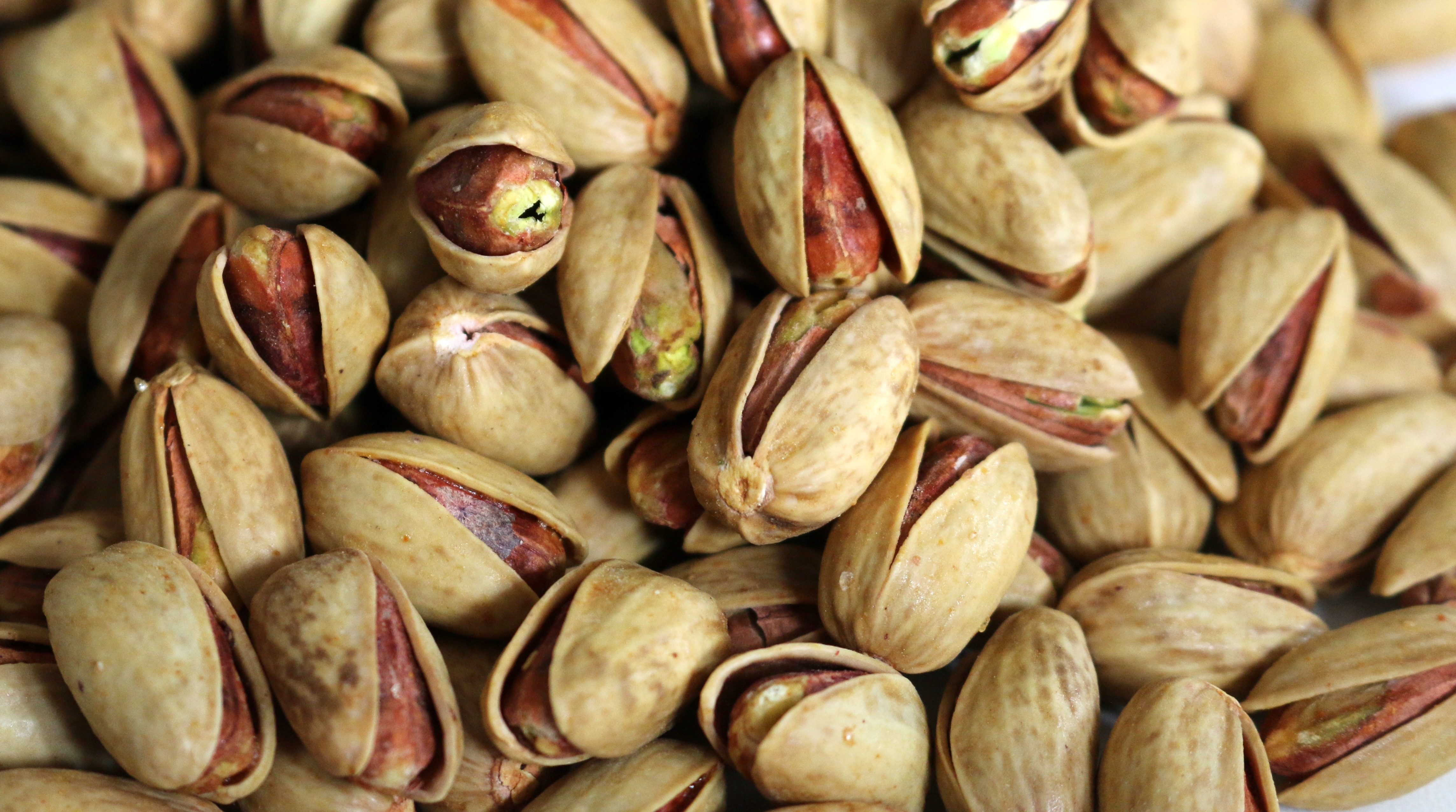
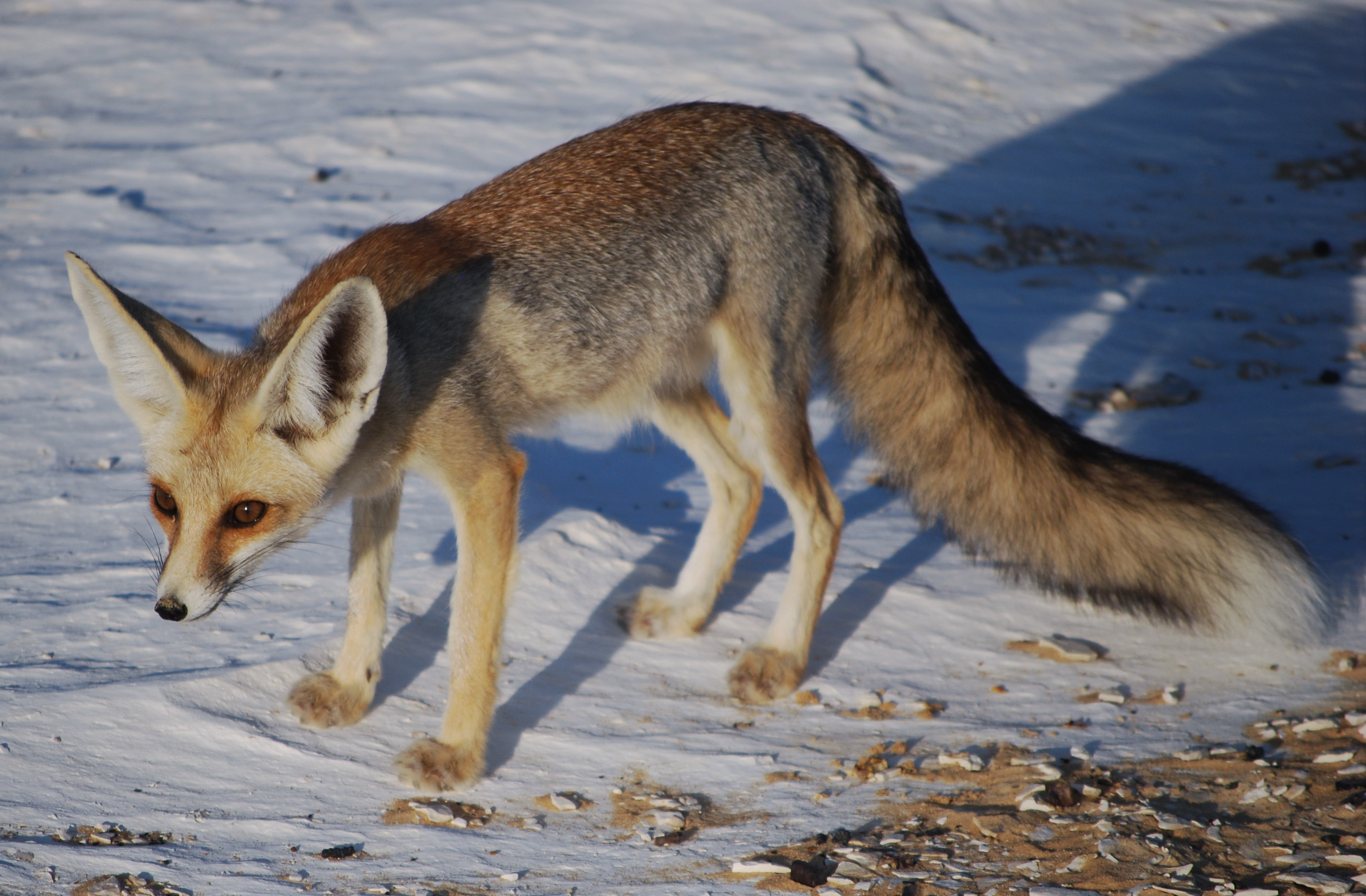
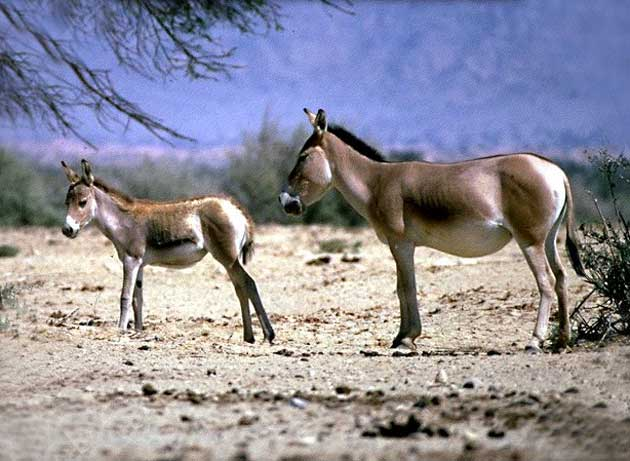
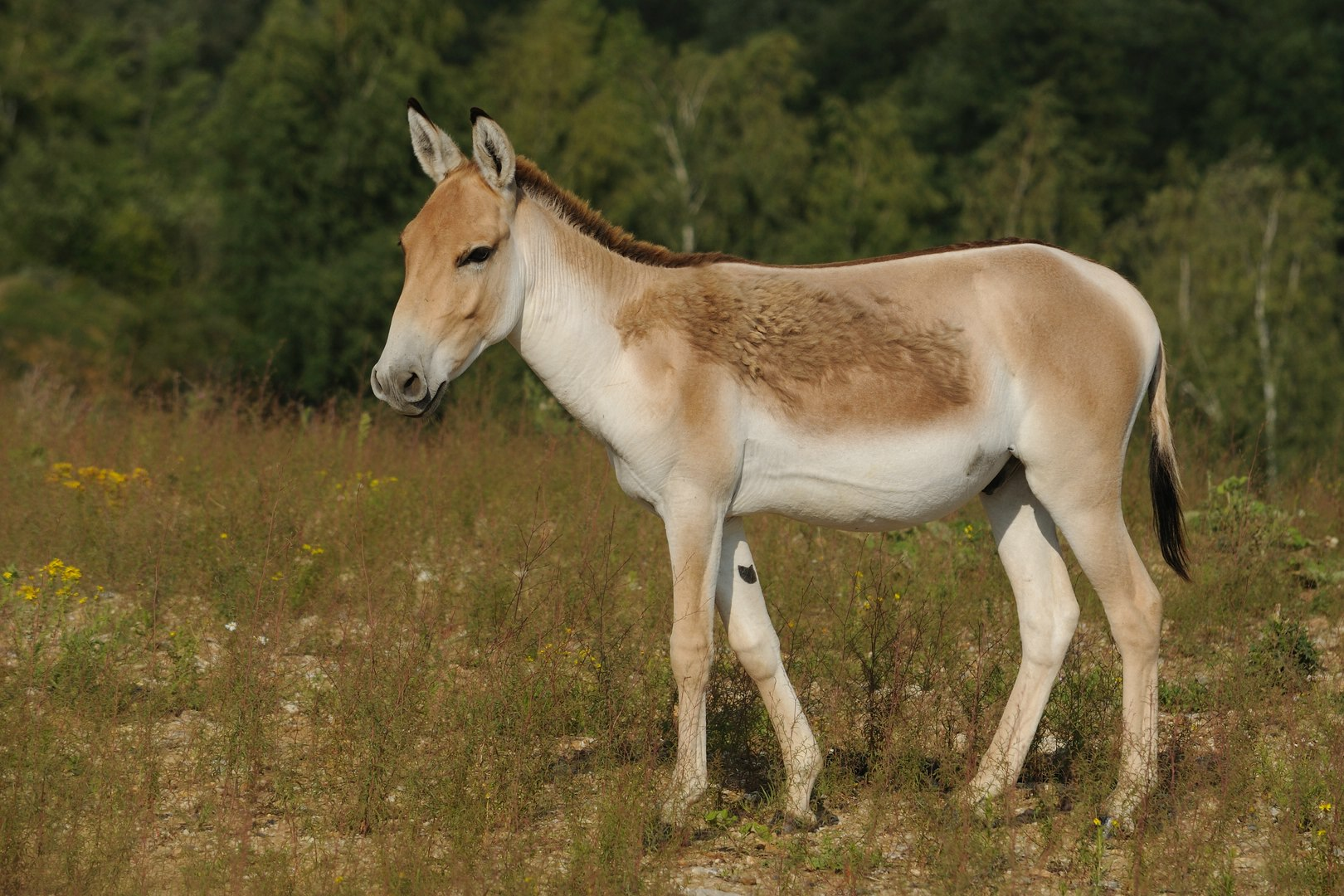
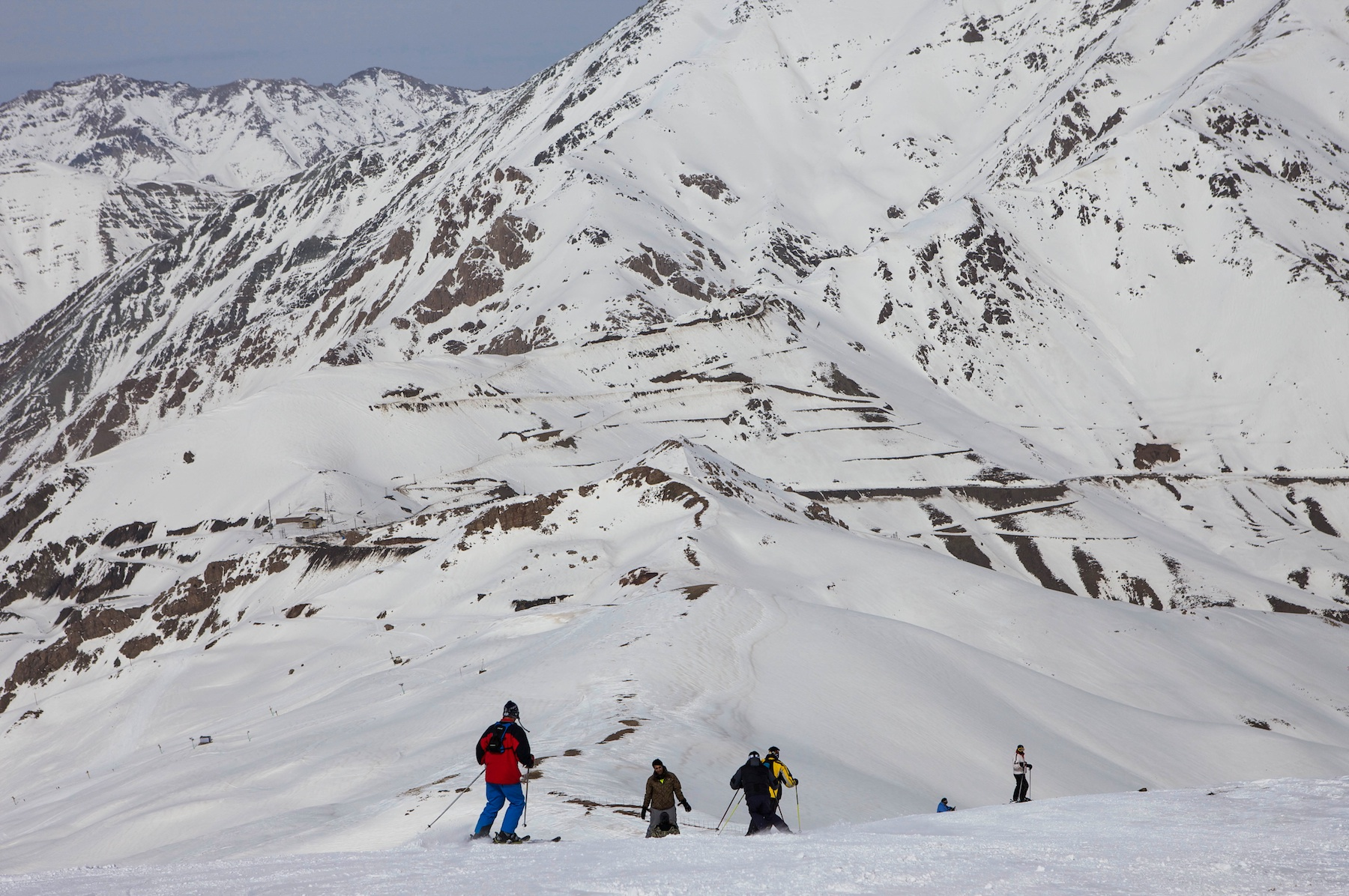
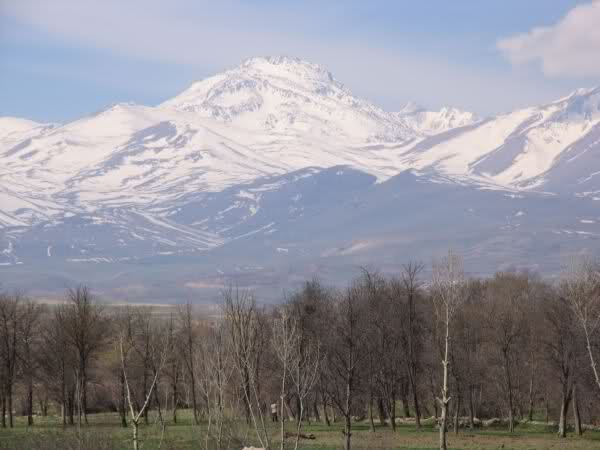
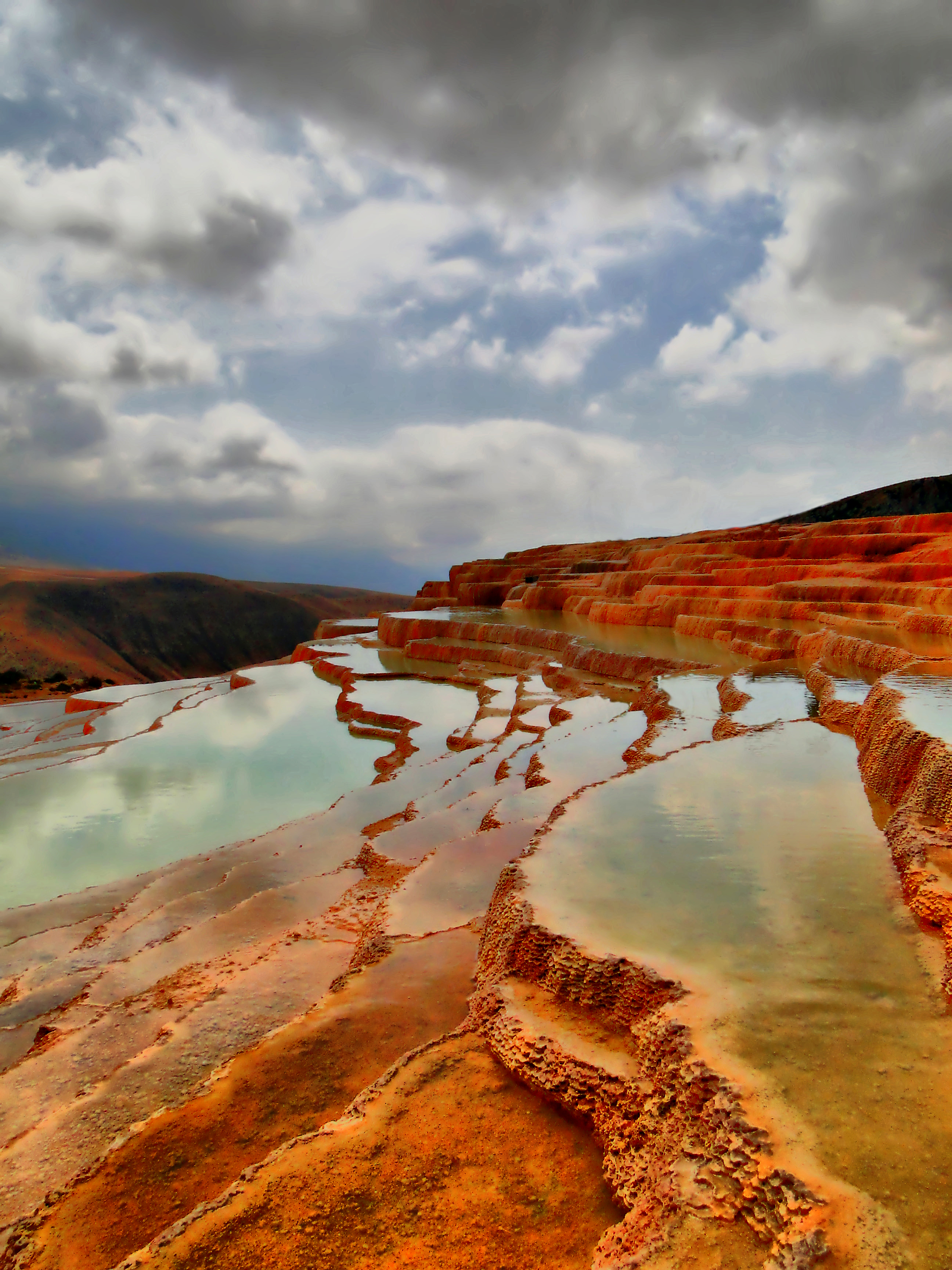
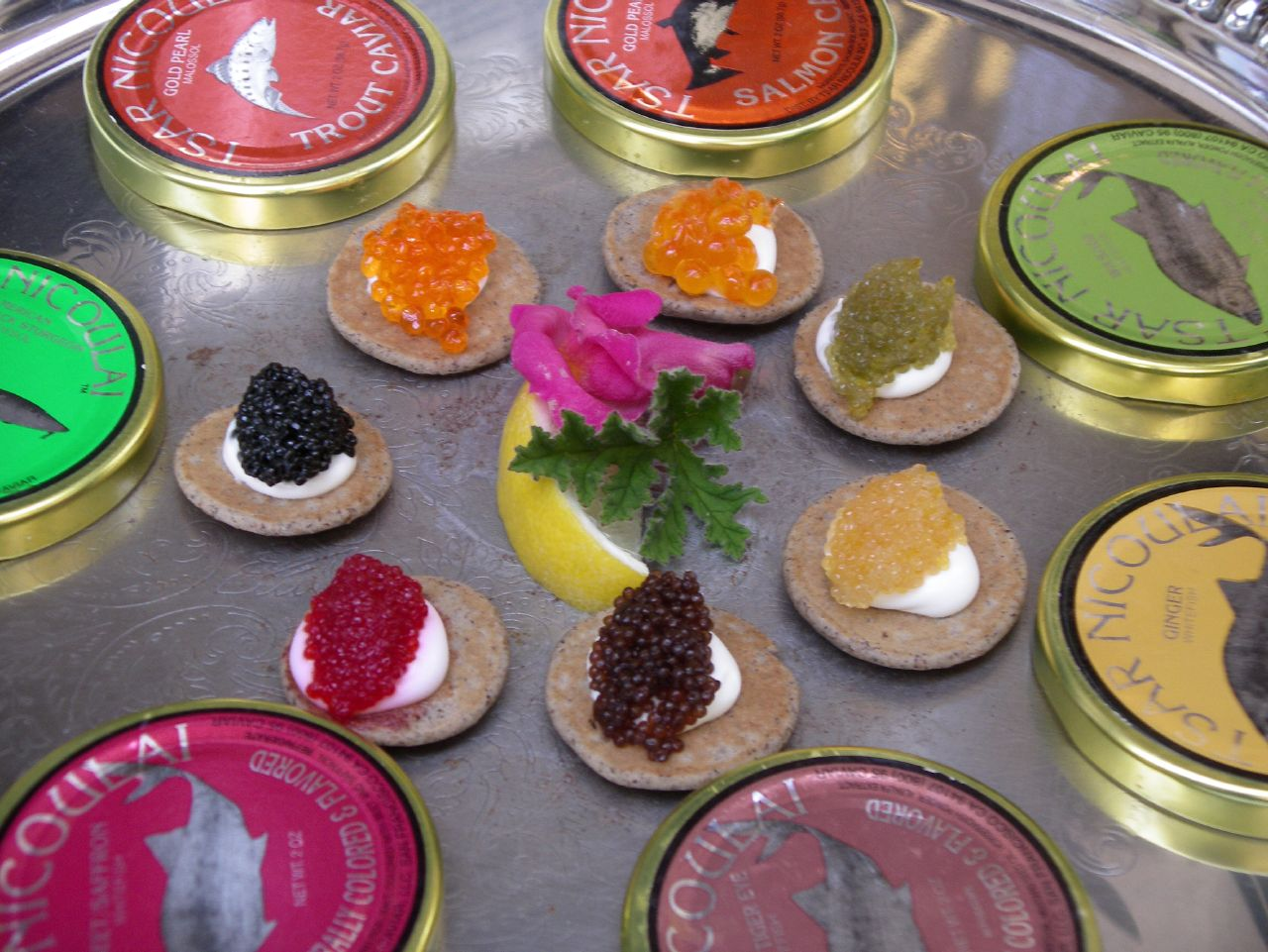
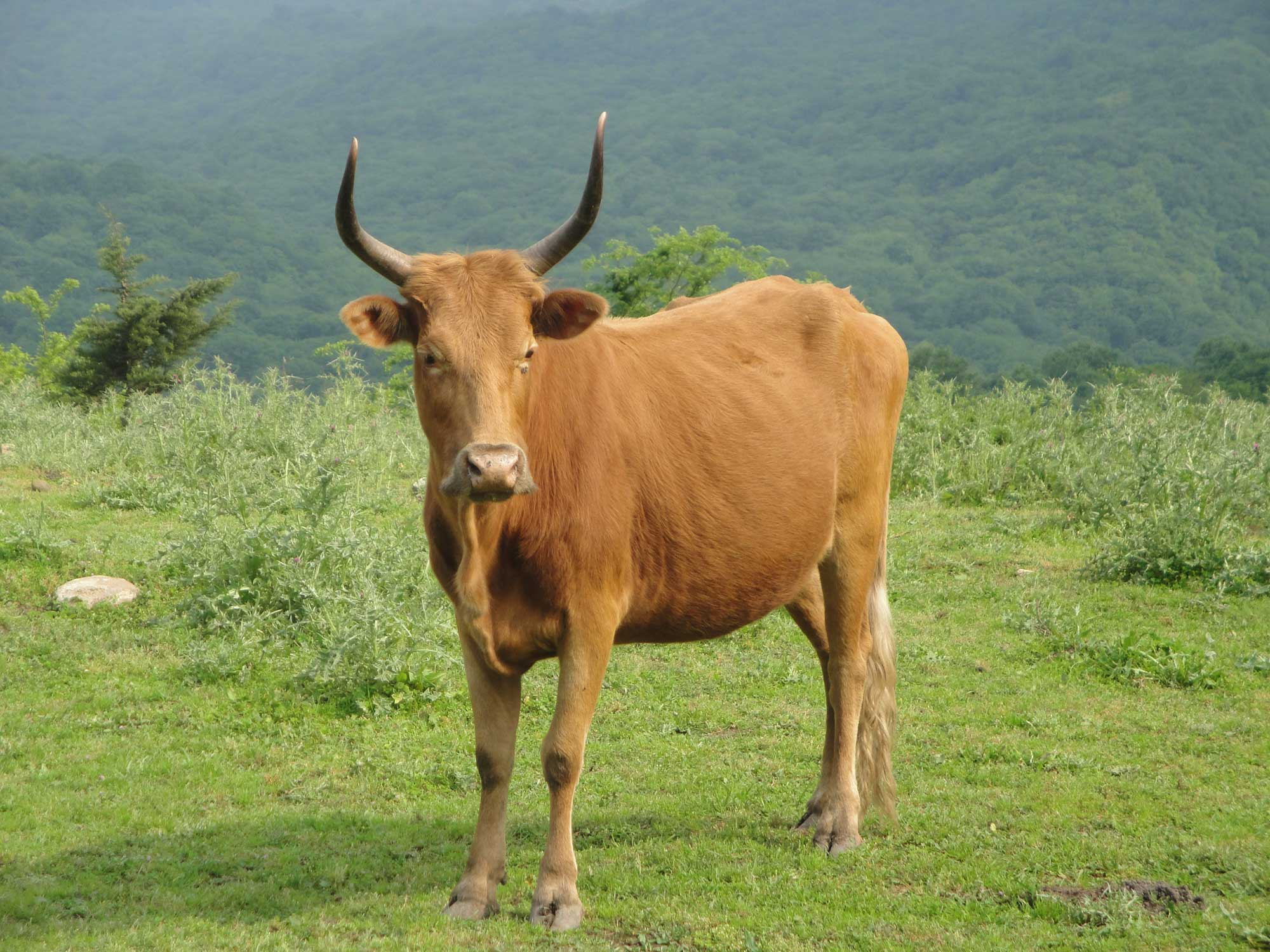
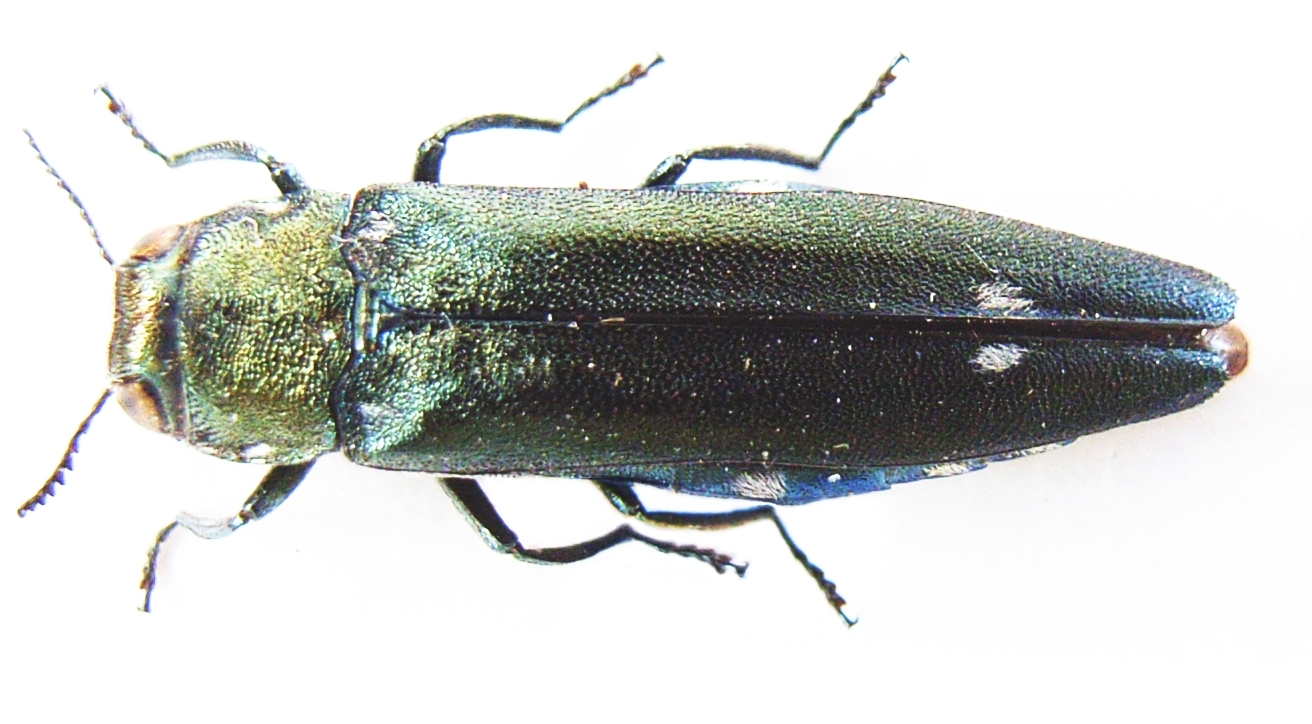

## طالع ايضاً
- الحياة البرية في الشام.
- الحياة البرية في الأردن.
- الحياة البرية في القارة القطبية الجنوبية.
- الحياة البرية في سوازيلاند.
- الحياة البرية في توغو.

## وصلات خارجية
- اتحاد الحماية العالمي